# Salzburg

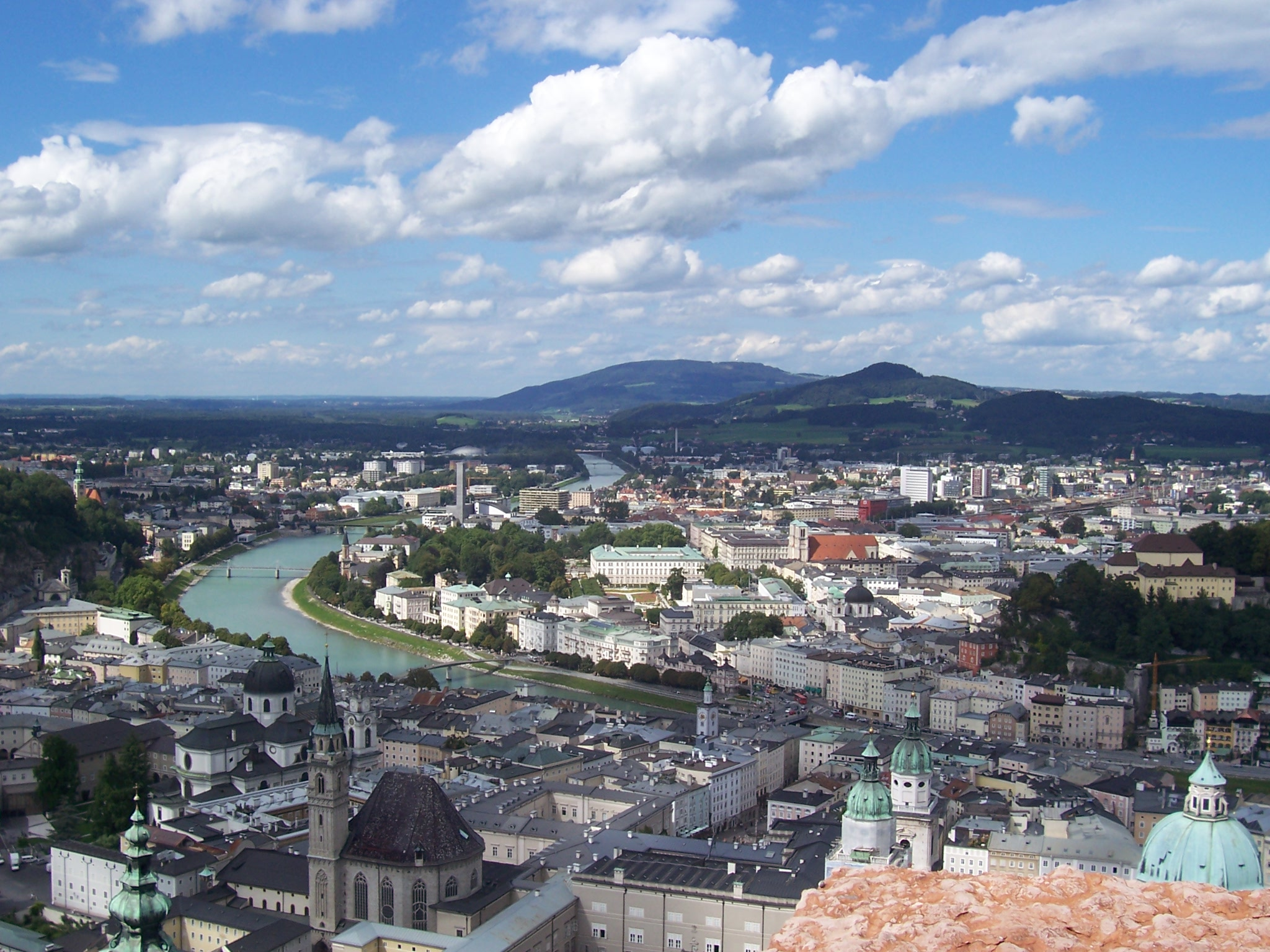
Aussicht vom Reckturm der Festung nach Norden

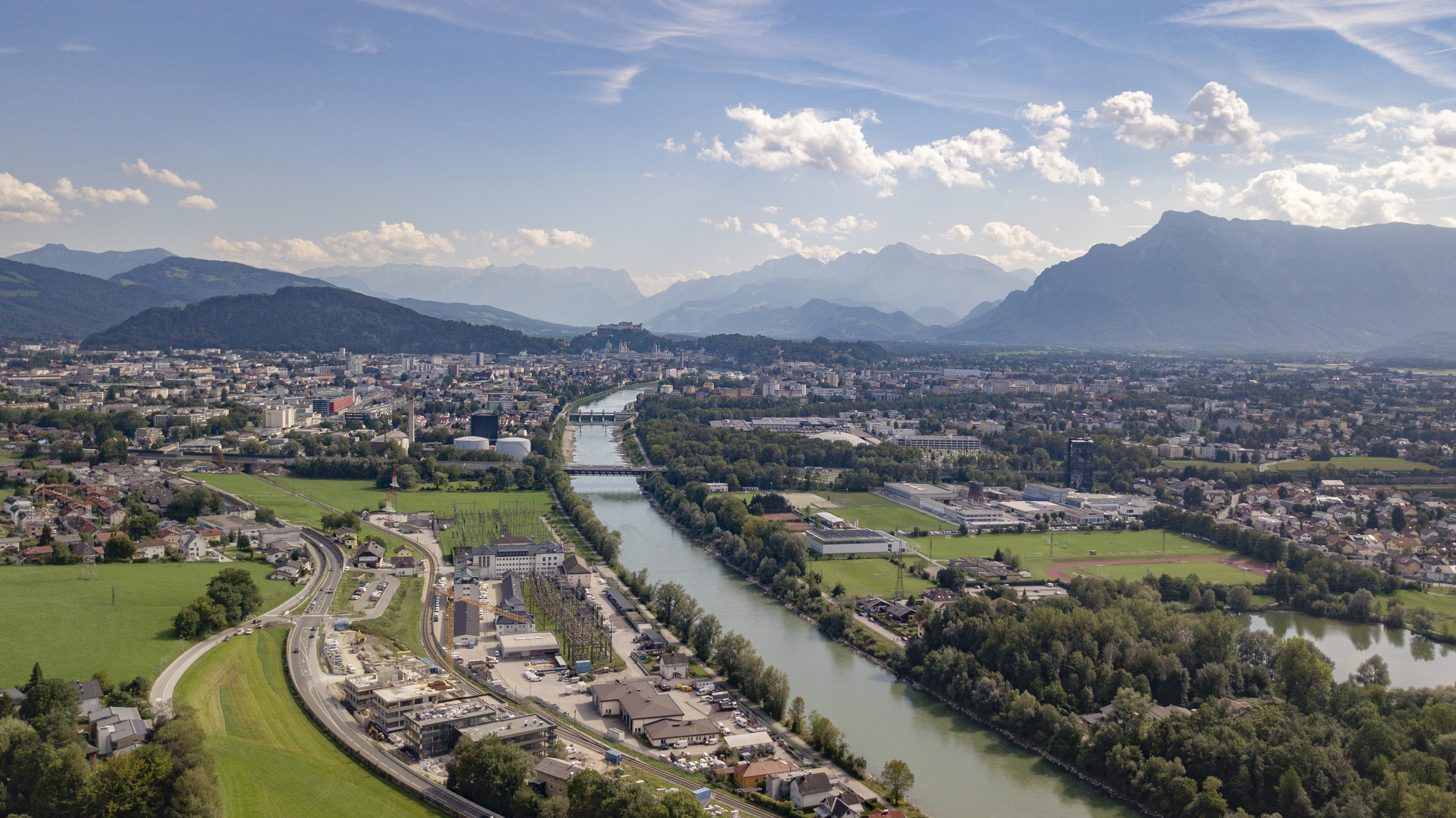
Nach Süden, mit den Kalkalpen im Hintergrund

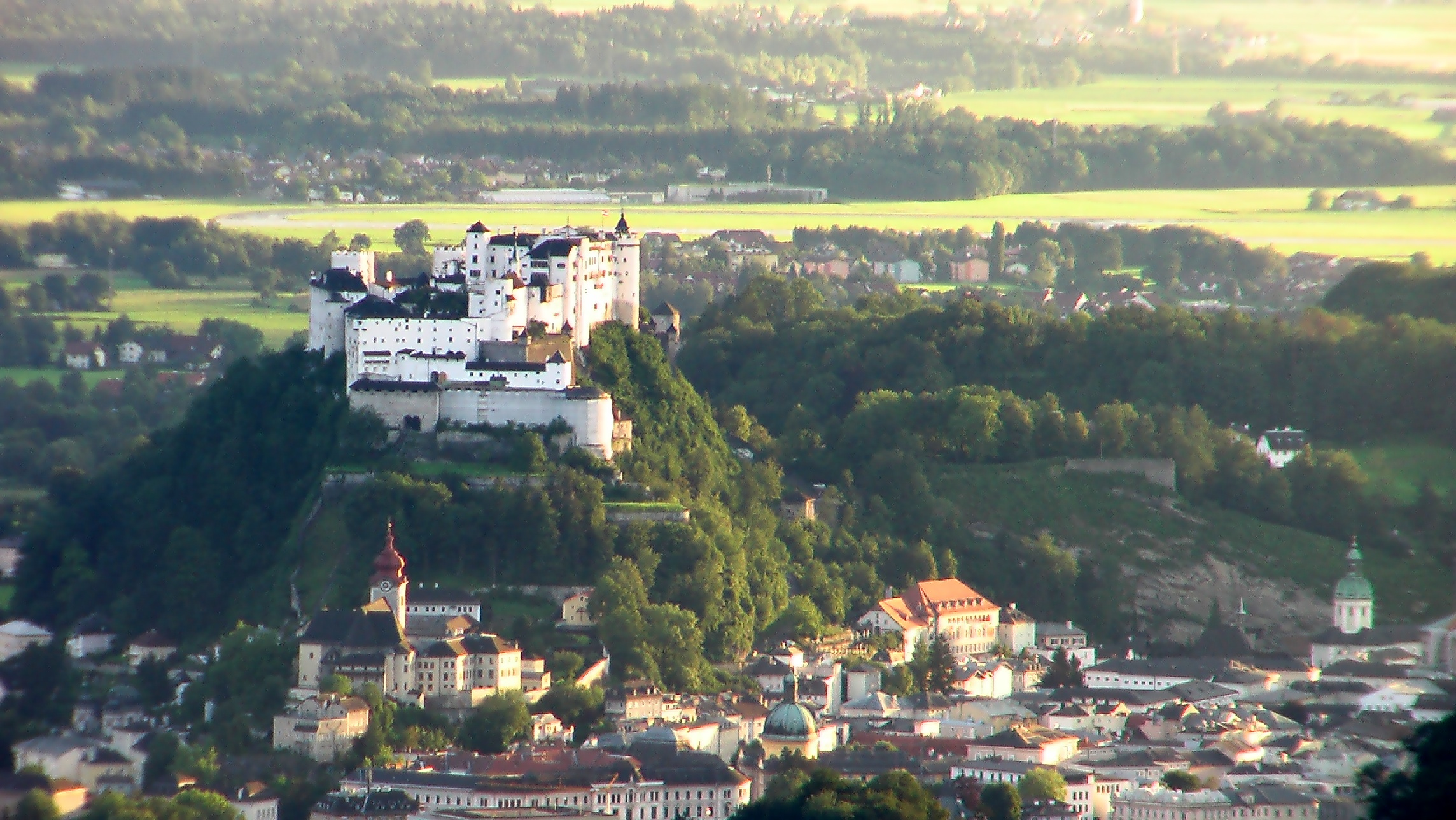
Blick auf die Stadt vom Gersberg, einem Ausläufer des Gaisbergs

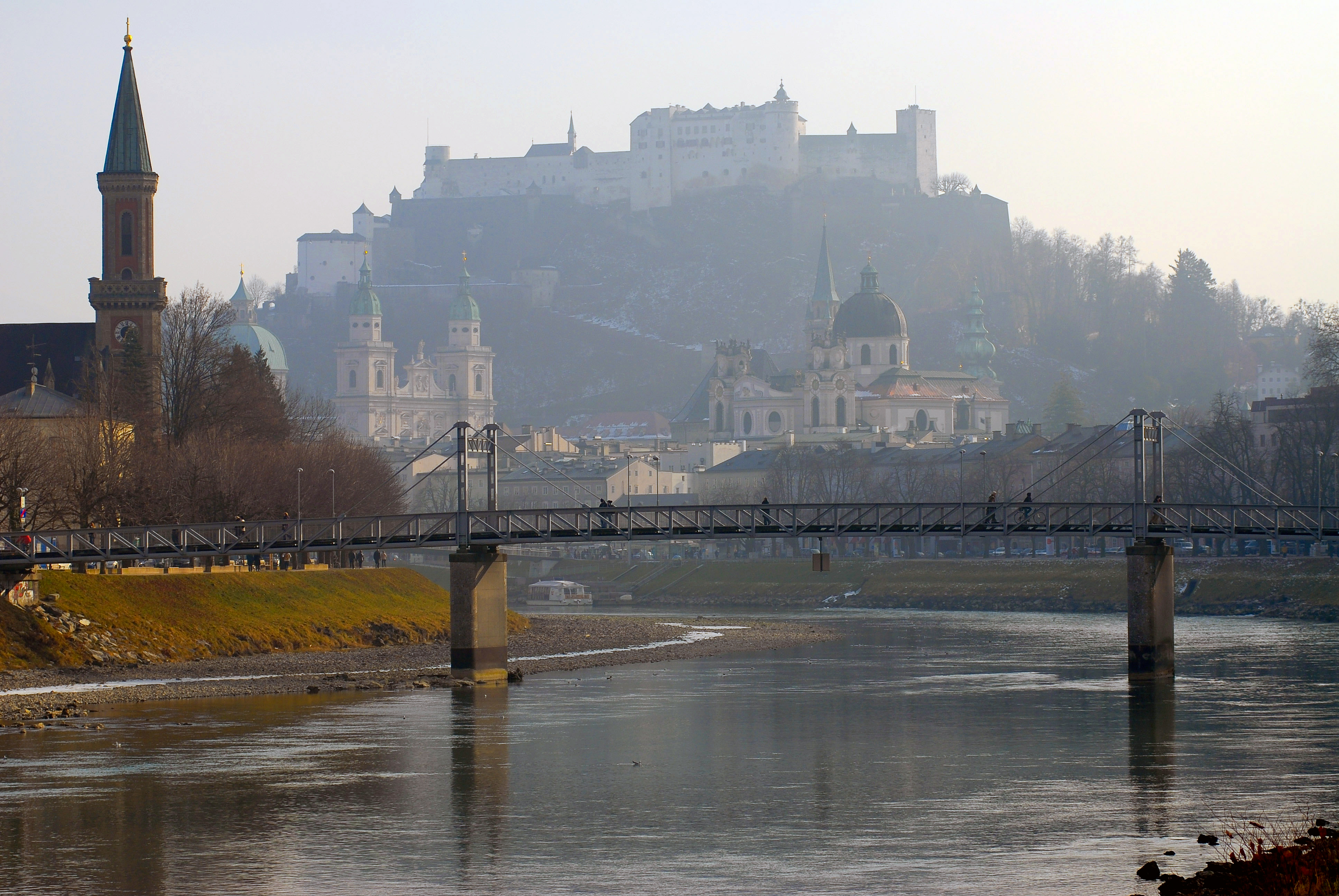
Die das Stadtbild prägende Festung Hohensalzburg

Salzburg (in der Antike lateinisch Iuvavum, im bairisch-österreichischen Dialekt Soizbuag) ist die Landeshauptstadt des gleichnamigen Landes der Republik Österreich. Sie liegt im Salzburger Becken und ist nach Wien, Graz und Linz die viertgrößte Stadt Österreichs.
Prägend für die Stadt sind die Stadtberge, die durch das Stadtgebiet fließende Salzach und die von weitem sichtbare Festung Hohensalzburg. Der Nordwesten der Statutarstadt Salzburg grenzt an Freilassing in der Bundesrepublik Deutschland (Freistaat Bayern, Landkreis Berchtesgadener Land), das übrige Stadtgebiet an den Bezirk Salzburg-Umgebung, landläufig „Flachgau“ genannt.

## Geographie

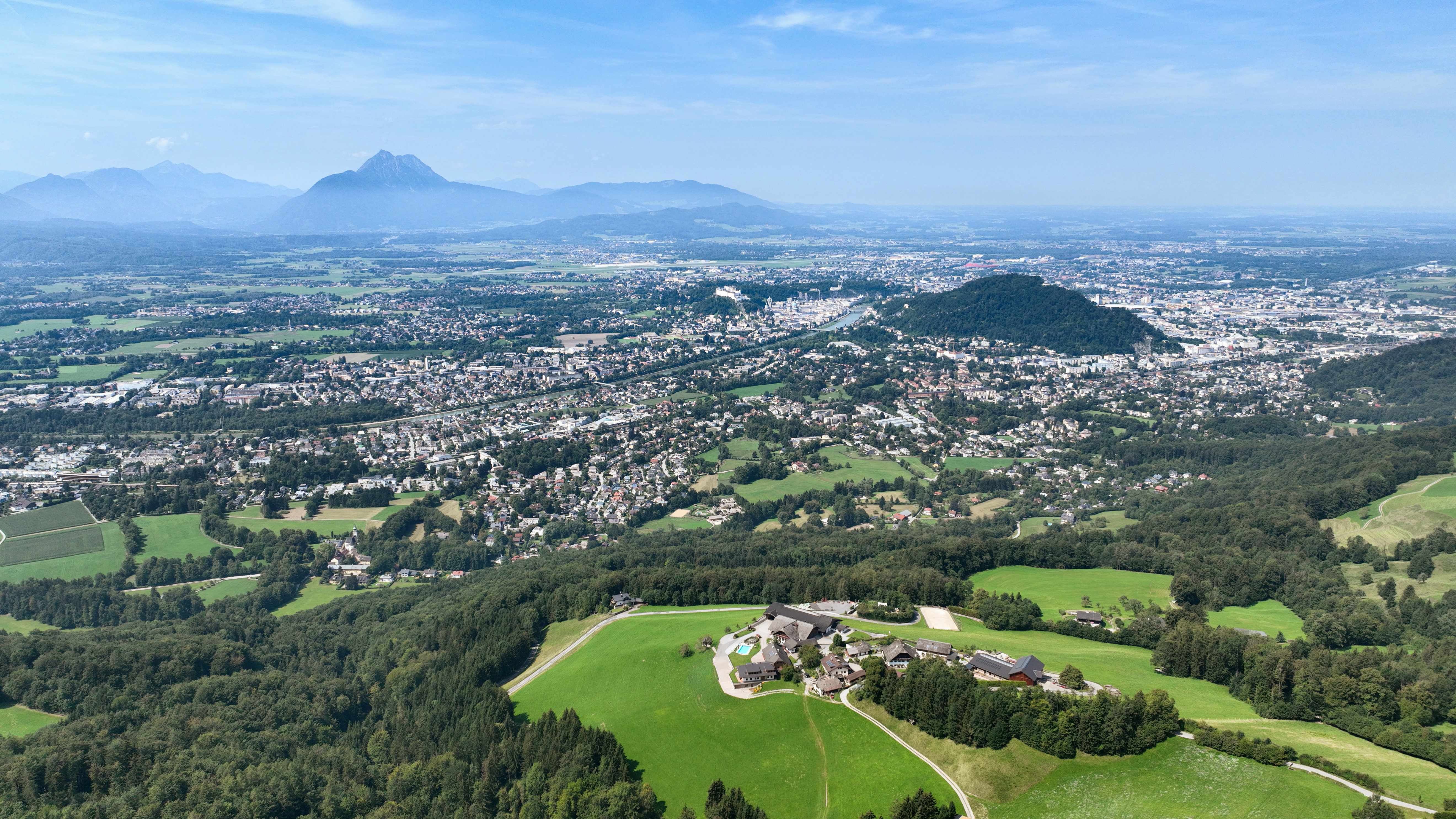
Ostansicht des Salzburger Beckens mit der Stadt Salzburg im Mittelpunkt

### Lage

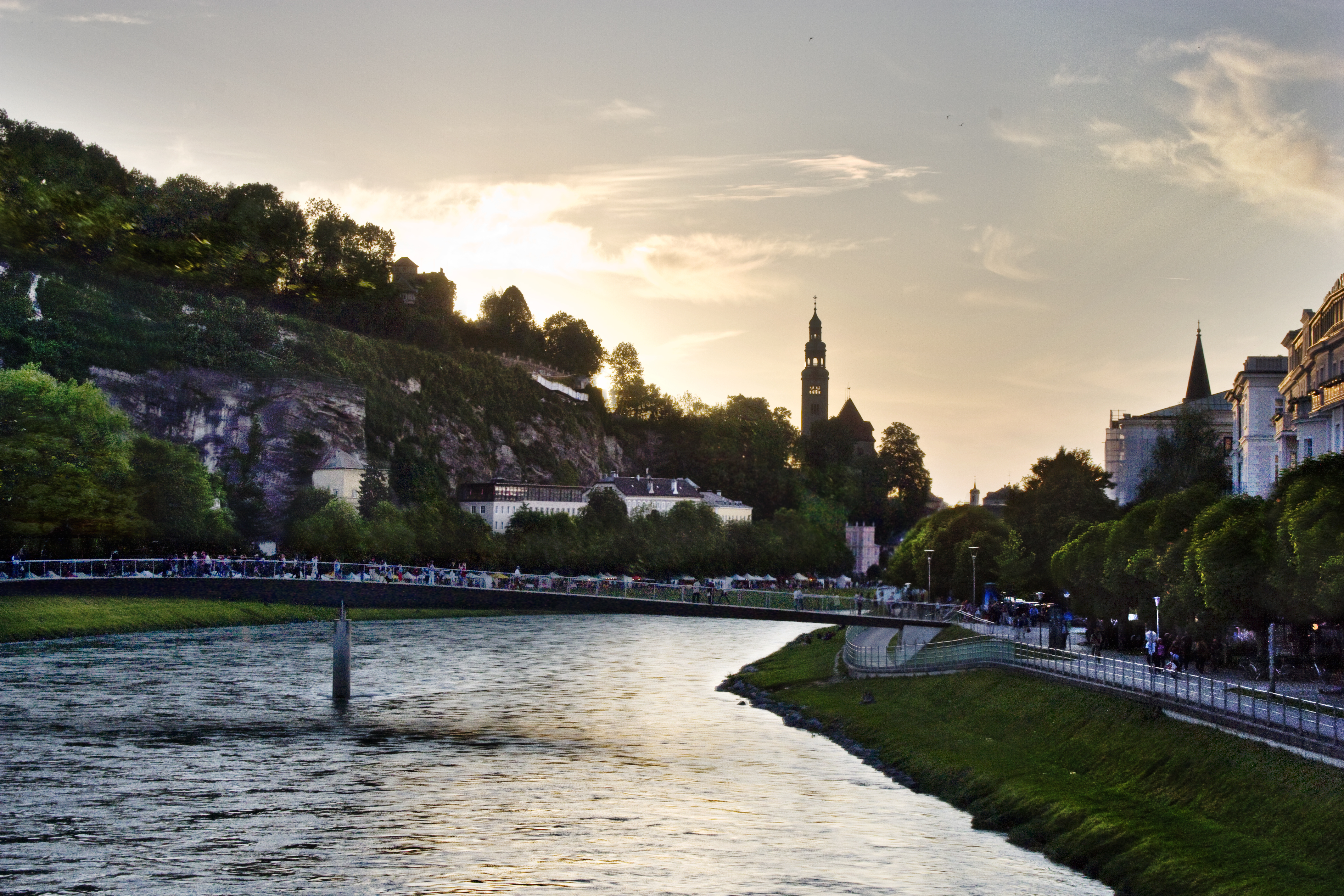
Die Salzach im Stadtzentrum mit der Müllner Kirche im Hintergrund

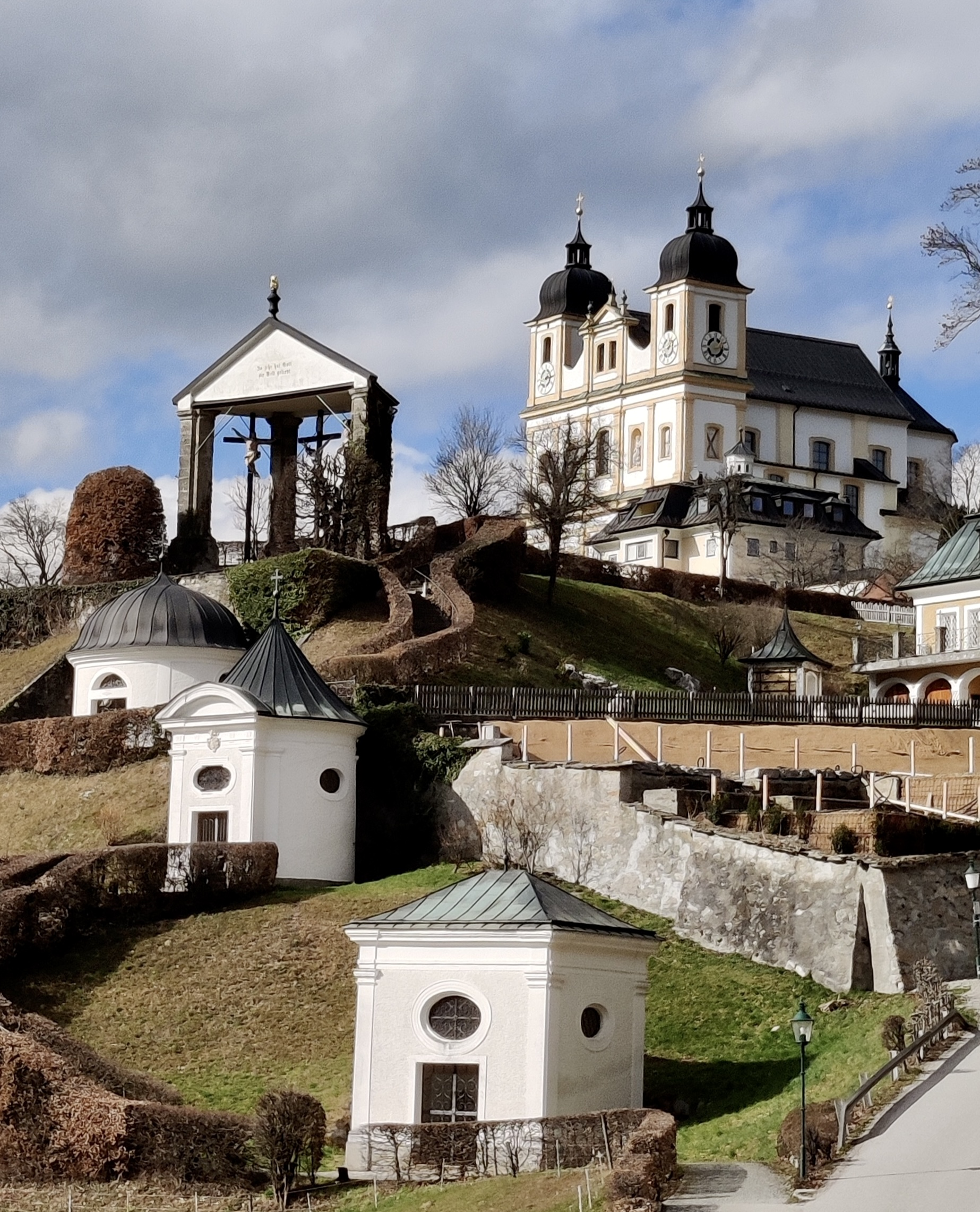
Kirche Maria Plain mit dem Kalvarienberg in der Nachbargemeinde Bergheim

Die Stadt Salzburg liegt am Nordrand der Alpen, in der Mitte des Salzburger Beckens. Der historische Altstadtkern befindet sich an der Salzach und wird von Festungs- und Mönchsberg sowie dessen westlichem Ausläufer, dem Rainberg, begrenzt.
Östlich des Altstadtkerns erheben sich am rechten Salzachufer der Kapuzinerberg und der kleine Bürglstein, im Süden der Stadt der Hellbrunner Berg und der Morzger Hügel, westlich des Stadtteils Altliefering der kleine Lieferinger Hügel. Im Südwesten befindet sich, ein wenig außerhalb der Stadtgrenze, der von einer Seilbahn erschlossene 1973 m hohe Untersberg, der weit in das nördliche Umland die Silhouette prägt. Landschaftlich sind weiters der im Westen liegende Hochstaufen und im Süden die Salzburger Kalkhochalpen mit Göll, Hagengebirge und Tennengebirge dominant. Im Osten bilden der 1288 m hohe Stadtberg Gaisberg und die Osterhorngruppe die Grenze des Salzburger Beckens. Nördlich der Stadt erreicht der Fuß des Plainberges mit der Wallfahrtsbasilika Maria Plain das Stadtgebiet. Nordöstlich schließt sich die Hügellandschaft des Flachgaus zum Alpenvorland an, mit dem Haunsberg als letztem Alpenausläufer. Ein geschlossener Auwaldgürtel entlang von Salzach und Saalach reicht im Norden bis in das Stadtgebiet hinein.
Der Auwald westlich der Saalach und das dahinter liegende Hügelland, der Högl, gehören bereits zum Landkreis Berchtesgadener Land in Bayern. Im Nordwesten grenzt das bayerische Freilassing, nur durch die Saalach getrennt, an den Salzburger Stadtteil Liefering.
Die Salzburger Altstadt liegt auf 420 bis 426 m Seehöhe. Der höchste Punkt des Stadtgebietes ist die Gaisbergspitze mit 1288 m, die Saalachmündung am Böschungsfuß ist mit 404 m der tiefste Punkt des Salzburger Beckens. Das Gemeindegebiet umfasst 65,65 km², davon fallen 2238 Hektar auf Bauland (34,0 %), 503 ha auf Verkehrsfläche (7,7 %), 1080 ha auf Wald (16,5 %) und 342 ha auf Gewässer (5,2 %).

### Stadtteile

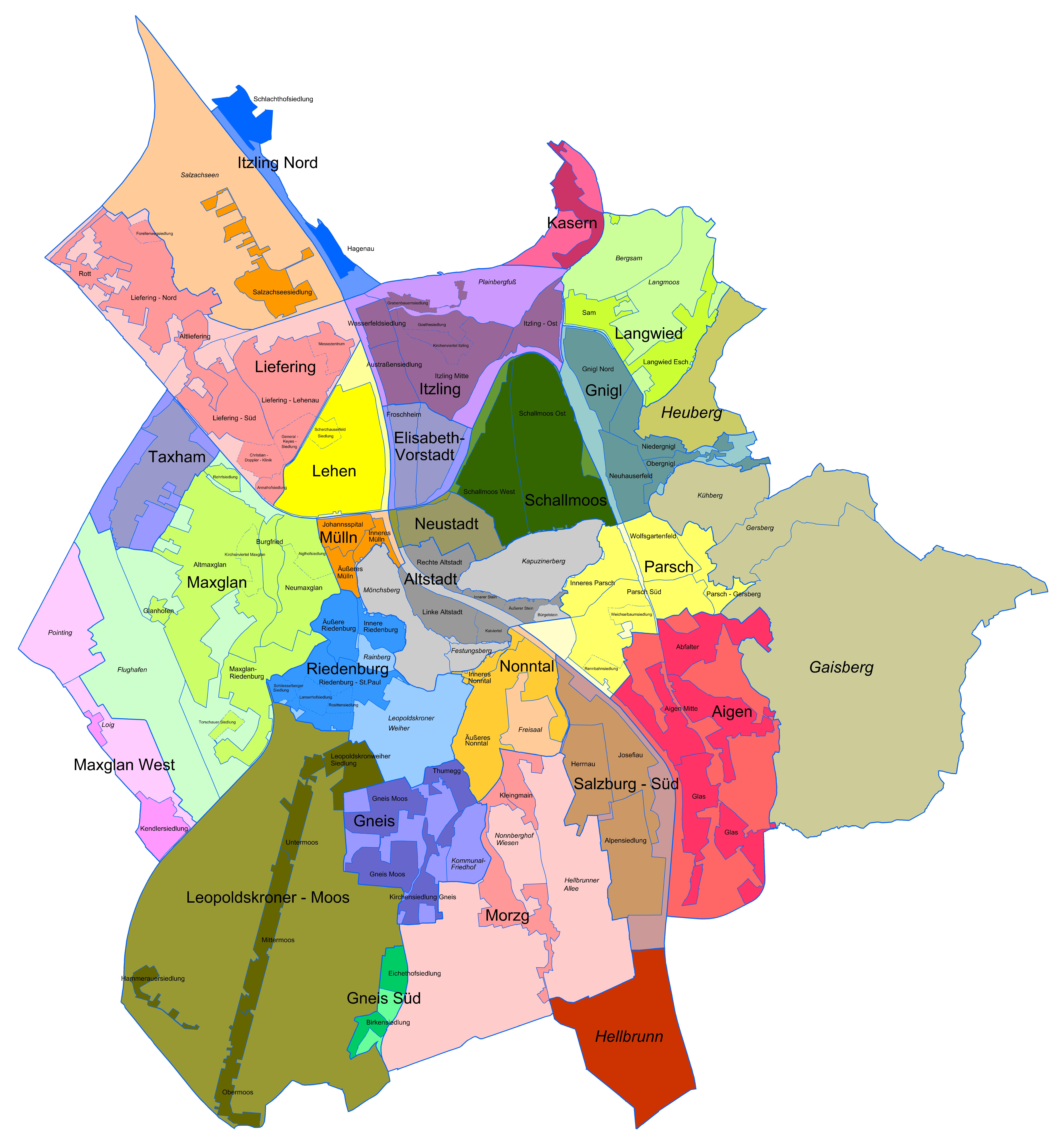
Die Salzburger Stadtteile

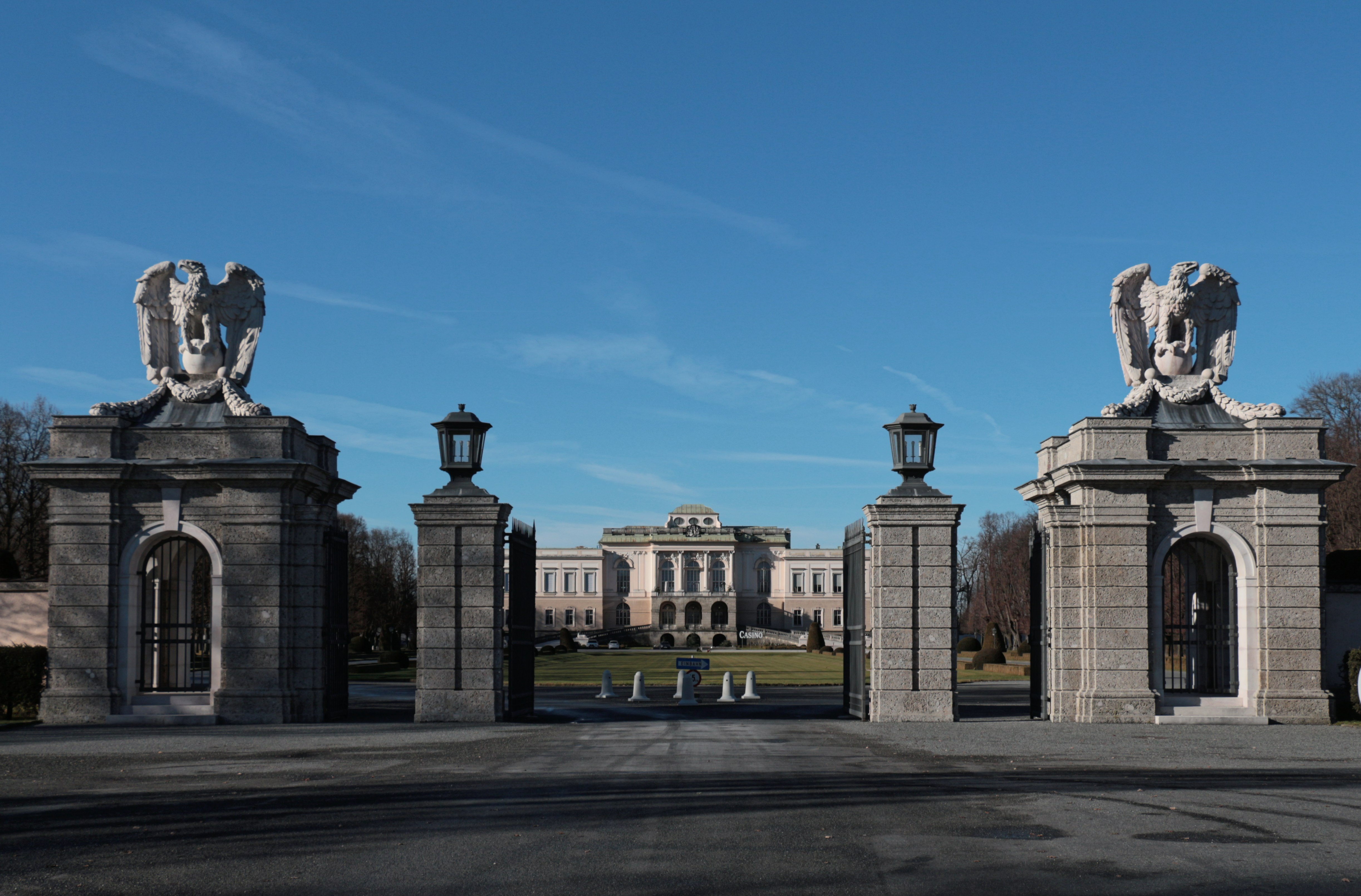
Schloss Kleßheim, das bekannte barocke Lustschloss in Salzburgs Nachbargemeinde Wals-Siezenheim

Die Stadt gliedert sich – unabhängig der historischen Katastralgemeinden – in 24 Stadtteile und drei angrenzende Landschaftsräume. Den historischen Kern bildet die Altstadt links und rechts der Salzach (Stadtteil Salzburger Altstadt), an die die alten, seit dem Mittelalter bestehenden Vorstädte Mülln und Nonntal anschließen.
Um 1900 entstand westlich der Altstadt der Stadtteil Riedenburg. Auf dem Gebiet der geschleiften rechtsufrigen Bastionen und Kasernen entstand im Gebiet um die Andräkirche die sogenannte Neustadt, die von den Salzburgern meist Andräviertel genannt wird, westlich des Hauptbahnhofs der Stadtteil Elisabeth-Vorstadt und nördlich von Mülln der Stadtteil Lehen.
Die meiste Architektur der Stadtteile Aigen, Parsch, Itzling und Gneis wurde nach 1900 gebaut. Die einst selbständigen Dörfer, späteren Vororte Maxglan im Westen, Liefering im Nordwesten, Gnigl im Osten und Morzg im Süden wurden in der Zwischenkriegszeit eingemeindet und gehören heute zu den Stadtteilen Salzburgs. In dieser Zeit bildete sich allmählich der durchgehend bebaute Siedlungsstreifen entlang der Moosstraße in Leopoldskron-Moos heraus.
Nach 1950 entstand als jüngster Siedlungskern Salzburg-Süd mit den Teilen Josefiau, Herrnau und Alpensiedlung. Als ausgebaute alte Umlanddörfer stammen auch die Stadtteile Langwied, Kasern, Taxham und Schallmoos aus der Mitte des 20. Jahrhunderts, ebenso im Norden der Stadtteil Itzling Nord als junger Siedlungssplitter, der sich nahtlos an den Siedlungsraum der Gemeinde Bergheim anschließt. Südlich von Gneis liegen die ebenfalls jungen Siedlungen Eichethofsiedlung und Birkensiedlung. Sie wurden unter der Stadtteilbezeichnung Gneis Süd zusammengefasst. Westlich des Flughafens erstreckt sich als schmaler Streifen in Nord-Süd-Richtung der Stadtteil Maxglan-West, zu dem die Kendlersiedlung und die kleinen ehemaligen Weiler Pointing und Loig gehören. Die Kendlersiedlung setzt sich in den schon zur Gemeinde Wals-Siezenheim gehörenden Häusern der Glansiedlung fort. Die Häusergruppen Pointing und Loig schließen an das Walser Siedlungsgebiet Himmelreich an.

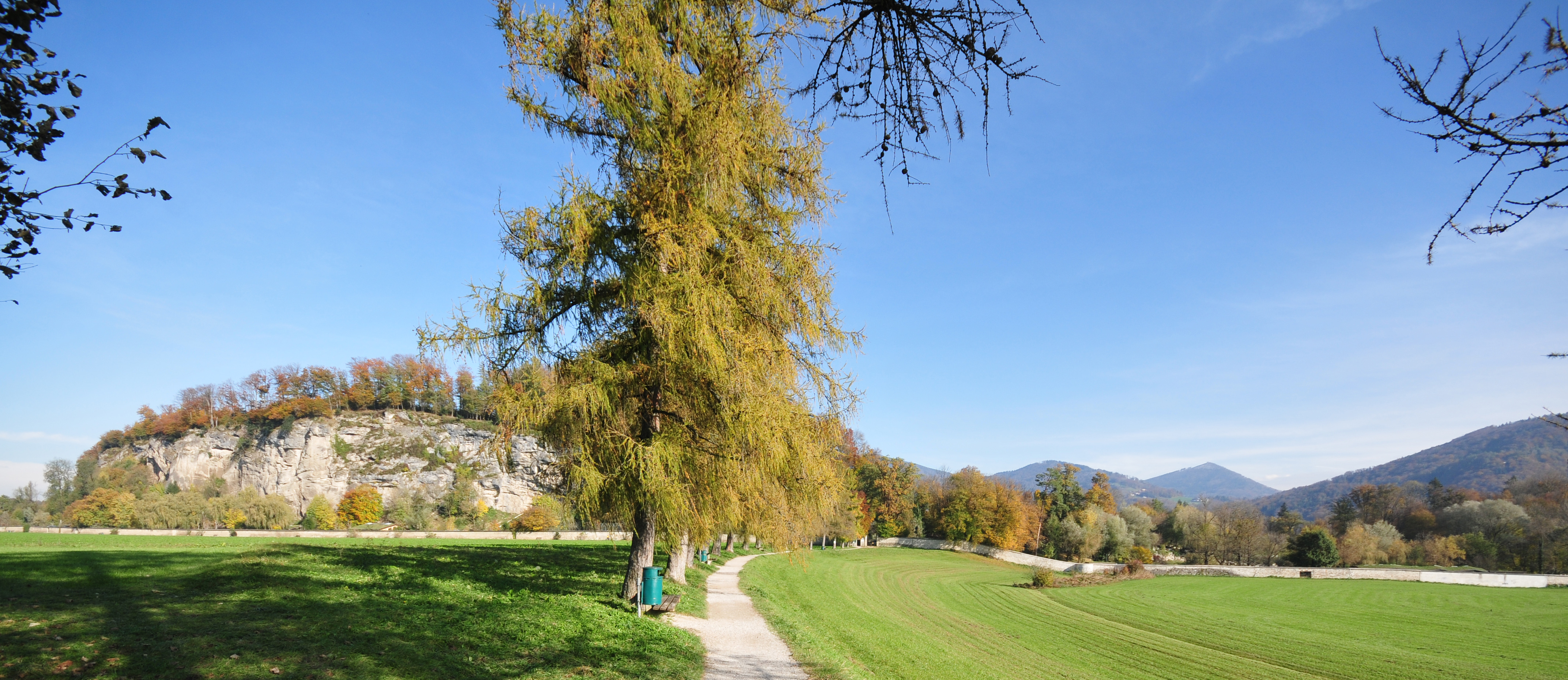
Der historische Landschaftsgarten Hellbrunn mit dem Hellbrunner Berg

Außerhalb der Siedlungsräume liegen im Stadtgebiet von Salzburg die geschlossenen Landschaftsräume Hellbrunn sowie Gaisberg am Fuß des Stadtbergs Gaisberg und Heuberg, das die im Stadtgebiet liegenden, teils besiedelten Anhöhen des gleichnamigen Bergs einnimmt. Die Landschaftsräume werden ebenfalls als Stadtteile geführt.

### Katastralgemeinden
Salzburg ist in 14 Katastralgemeinden aufgeteilt (Fläche Stand 31. Dezember 2023):
- Salzburg (878,46 ha)
- Aigen I (834,69 ha)
- Gnigl (282,85 ha)
- Itzling (276,86 ha)
- Leopoldskron (869,35 ha)
- Liefering II (664,66 ha)
- Maxglan (621,6 ha)
- Morzg (983,22 ha)

Am Stadtrand befinden sich:
- Bergheim II (149,65 ha)
- Gaisberg I (427,87 ha)
- Hallwang II (294,08 ha)
- Heuberg II (28,75 ha)
- Siezenheim II (203,04 ha)
- Wals II (50,16 ha)

Die Namen der Stadtteile entsprechen großteils den gleichnamigen Katastralgemeinden, deren Grenzen weitestgehend im frühen 19. Jahrhundert (vor 1830) festgelegt wurden. Die Bezeichnung Aigen I besagt, dass die einstige Gemeinde Aigen 1939 zum weitaus größten Teil in die Stadt Salzburg eingemeindet wurde. Der verbleibende Teil wurde unter der Bezeichnung Aigen II als kleine eigene Katastralgemeinde der Nachbargemeinde Elsbethen zugeteilt. Gleich bzw. entsprechend umgekehrt verhält es sich bei den Katastralgemeinden Liefering I, Siezenheim I und Wals I (zur Gemeinde Wals-Siezenheim), Bergheim I (zur Gemeinde Bergheim), Hallwang I (zur Gemeinde Hallwang) und Heuberg I (zur Gemeinde Koppl). Das Größenverhältnis der Katastralgemeinden Gaisberg I in Salzburg und Gaisberg II in Elsbethen ist etwa ausgeglichen.

## Geschichte
Im Jahr 488 begann der Niedergang der römischen Stadt Iuvavum. Salzburg wurde 696 als Bischofssitz neu gegründet und 798 Sitz des Erzbischofs. Die Haupteinnahmequellen Salzburgs bildeten Salzgewinnung, der Handel damit sowie der Handel mit Gold, das seit 1300 in den Tauern abgebaut wurde.
Fürsterzbischof Wolf Dietrich von Raitenau und seine Nachfolger bauten Salzburg im 17. Jahrhundert zur Residenzstadt aus. In Folge der barocken Baulust entstanden prunkvolle Schlösser und Kirchen, die bis heute das Stadtbild prägen. Im Süden der Stadt wurde Schloss Hellbrunn mit dem ihn umgebenden Schlosspark und den Alleen gebaut und die Wasserspiele eingerichtet.
Als bekanntester Salzburger gilt der 1756 hier geborene Komponist Wolfgang Amadeus Mozart, weshalb die Stadt den Beinamen Mozartstadt und der Flughafen den Namen Salzburg Airport W. A. Mozart trägt. Das historische Zentrum der Stadt steht seit 1996 auf der Liste des Weltkulturerbes der UNESCO.
Salzburg ist seit 1920 international für die Festspiele bekannt. Von wirtschaftlicher Bedeutung sind auch Messen und Kongresse sowie die Handels-, Tourismus- und Dienstleistungsbetriebe. Aufgrund ihrer verkehrsgünstigen Lage bildet die Stadt Salzburg den Kern der grenzüberschreitenden EuRegio Salzburg – Berchtesgadener Land – Traunstein. Zudem ist sie Knotenpunkt für wichtige Straßen- und Schienenrouten im West-Ost-Verkehr (Innsbruck–Salzburg–Wien) sowie transalpin bzw. von Norden nach Süden verlaufend (München–Salzburg–Villach).

### Namensgebung
Die in der Römerzeit verwendete Bezeichnung der Stadt lautete Iuvavum (gesichert ab dem 1. Jh. n. Chr.). Dabei handelt es sich nicht um eine lateinische Bezeichnung. Denn bereits ab der Jungsteinzeit waren die Stadtberge durchgehend besiedelt gewesen, sodass die Römer – gleich wie schon zuvor die Kelten – die althergebrachte, aus dem Indogermanischen stammende Benennung des Ortes übernahmen. Es wird angenommen, dass Iuvavum selbst eine Ableitung vom Flussnamen Ivarus (oder Iuvarus, später auch Iuarus) ist, was so viel wie ‚mit Sand o. dgl. vermischtes Wasser‘ bedeutet. Damit war, entsprechend einer allerorten anzutreffenden Form der Ortsbenennung, das besiedelte Gebiet nach dem anliegenden Gewässer benannt.
511 wurde in der Severinsvita der antike Name Iuvavum bereits rückblickend verwendet: „oppidum quod Iuvao appellabatur“ (eine/die Stadt, welche man Iuvao nannte). Der von den einrückenden Bajuwaren eingeführte Name Salzburg taucht erstmals 765 auf: „in oppido qui dicitur Salzburch“ (in der Stadt, die Salzburg heißt). Der Wortteil -burg hat dabei die alte Bedeutung ‚befestigte Anhöhe, (befestigte) Stadt‘.

Darstellung des hl. Rupert im Wappen der früheren deutschen Gemeinde Salzberg bei Berchtesgaden

Unterschiedlich diskutiert wird der Zusammenhang mit dem Wortteil Salz-. Mehrheitlich ist man der Ansicht, dass es mit dem Salz zu tun habe, durch dessen Gewinnung und Handel die Stadt seinerzeit wirtschaftliche Bedeutung errungen hat. Demnach bedeute der Name so viel wie ‚Salzstadt‘ und wäre damit nach dem Handelsgut Salz benannt. Dies ist insofern verwunderlich, als Salzburg weder ein Umschlagplatz für Salz war noch der Ort des Salzvorkommens selbst. (Die für Salzburg bedeutende Salzlagerstätte samt Gewinnung, nach der auch der Ort benannt ist, war die von Bad Reichenhall. Die Salzgewinnung im ebenfalls nahegelegenen und danach benannten Hallein war erst lange nach Aufkommen des Namens Salzburg von Bedeutung.) – Daneben existiert die These, dass im Namen Salzburg der Wortteil Salz- sich von der Salzach herleite, an der sich die ‚Burg‘ befindet. Die – allerdings nicht belegte – Ausgangsform Salzachburg (oder Salzaburg nach der früher auch gängigen Variante Salza für die Salzach) wurde dabei aus sprachökonomischen Gründen um das Mittelglied des Wortes -ach-/-a- gekürzt, ein nicht nur bei Gattungsnamen, sondern auch bei Ortsbezeichnungen wiederholt anzutreffender Vorgang. Demnach wäre Salzburg die ‚Burg/Stadt an der Salzach‘.
Für letztgenannte These spricht der Umstand, dass der Name Salzach in den Quellen etwa zur gleichen Zeit auftaucht wie Salzburg, beides Neubenennungen anstelle der überlieferten Bezeichnungen. Zudem ist die Benennung eines Ortes nach dem anliegenden Gewässer gang und gäbe. Gegen die Hypothese spricht, dass der heilige Rupert, quasi Gründervater des neuen Salzburg, als ikonografisches Attribut ein Salzfass aufweist und er als Patron der Salzarbeiter gilt, was auf die frühe Bedeutung des Salzes hinweist. Außerdem soll – so die Annahme – beim Namen Salzach das Benennungsmotiv ebenfalls das Salz sein. Denkbar ist eine gewisse Kombination aus beiden Benennungsmotiven. Die von den Bajuwaren eingeführten neuen Bezeichnungen Salzach und Salz(ach)burg wurden aus politischen und wirtschaftlichen Gründen eingesetzt, um zum einen die Bedeutung des Salzhandels hervorzuheben und zum anderen den Standort Salzburg mit dieser griffigen Bezeichnung zusätzlich als neues religiöses Zentrum im Bewusstsein der Bevölkerung zu festigen.
Völlig rätselhaft ist der Name Petena, der um 800 in einer Urkunde Karls des Großen und zwei Papstbriefen als alter Name Salzburgs angegeben wird.

### Frühgeschichte und römische Zeit
Das Salzburger Becken ist seit der Jungsteinzeit bis heute durchgehend besiedelt. In der La-Tène-Zeit gab es auf dem heutigen Stadtgebiet mehrere keltische Siedlungen, die zum norischen Reich gehörten. An der Stelle der heutigen Salzburger Altstadt ist hingegen keine Siedlung aus vorrömischer Zeit nachweisbar. Nach der römischen Eroberung Noricums 15 v. Chr. wurden die Siedlungen auf den heutigen Salzburger Stadtbergen aufgelöst und eine Talsiedlung an der Salzach gegründet, die man fortan Iuvavum nannte. Mitte des 1. Jahrhunderts n. Chr. verlieh Kaiser Claudius dem Ort das römische Stadtrecht. In der Folgezeit war das Municipium Claudium Iuvavum eine der wichtigsten Städte der Provinz Noricum.

### Bayerische Zeit
Nach der Aufgabe der Provinz Noricum 488 zu Beginn der Völkerwanderung verblieb ein Teil der romanokeltischen Bevölkerung im Land. Im 6. Jahrhundert folgte die Landnahme durch die Bajuwaren. Bischof Rupert erhielt um 696 n. Chr. die Reste der Römerstadt von Herzog Theodo II. von Bayern geschenkt, um das Land im Osten und Südosten zu missionieren. Er erneuerte das Kloster St. Peter und gründete Stift Nonnberg der Benediktinerinnen. Das Land Salzburg und seine Grafschaften bekamen durch den aufblühenden Salzbergbau und die weiträumige Missionstätigkeit bald immer mehr Einfluss und Macht innerhalb Bayerns.
996 wurde Salzburg durch Kaiser Otto III. das Markt-, Münz- und Mautrecht verliehen, 1120/30 ist bereits ein Stadtrichter urkundlich erwähnt. Das älteste bekannte Stadtrecht stammt aus dem Jahr 1287.

### Fürsterzbischöfliche Residenzstadt

Salzburg um 1460 von J. Wolgemut

Salzburg 1644 von Ph. Harpff

Salzburg 1710 von J. Fr. Probst

Seit der Schlacht bei Mühldorf 1322 war das Erzstift Salzburg mit dem Mutterland Bayern verfeindet. In der Folge wurde Salzburg ein eigenständiges Territorium im römisch-deutschen Reich. Die wirtschaftliche Blüte der Stadt im 15. Jahrhundert führte zu einem selbstbewussten Bürgertum mit zunehmenden Rechten und Pflichten. Erzbischof Leonhard von Keutschach, der wirtschaftlich sehr erfolgreich war, beendete diese Autonomie gewaltsam. Wenige Jahre nach Martin Luthers Thesenanschlag stand die Mehrheit der Stadtbevölkerung dem Protestantismus nahe, die unbeugsamen Protestanten wurden bis 1590 dann alle des Landes verwiesen.
Die Kritik an der autoritären Macht des Erzbischofs nahm unter Keutschach weiter zu. 1525 belagerten aufständische Knappen und Bauern die Festung Hohensalzburg, in der sich Erzbischof Matthäus Lang von Wellenburg verschanzt hatte. Erst mit Hilfe von erkauften Truppen des Schwäbischen Bundes konnten die Aufständischen zum Rückzug gezwungen werden. Das Erzstift zählte um 1600 durch Salz- und Goldbergbau zu den reichsten Fürstentümern im römisch-deutschen Reich. Damals gestaltete Erzbischof Wolf Dietrich von Raitenau den Altstadtkern neu. Der große spätromanische Dom wurde abgerissen und durch Markus Sittikus im frühbarocken Stil wieder aufgebaut.
Paris von Lodron gelang es durch eine kluge Neutralitätspolitik, Salzburg aus dem Dreißigjährigen Krieg (1618–1648) herauszuhalten. Die Stadt wurde zu einer der am besten befestigten Städte Europas ausgebaut. (Siehe auch Befestigungen der Stadt Salzburg).
Salzburg wurde bald zu einem Zentrum der Gegenreformation, in dem Klöster, ein Priesterseminar und zahlreiche Barockkirchen gebaut wurden, ein Großteil der Bewohner war in Laienbruderschaften zusammengeschlossen. Zwischen 1675 und 1690 fanden in Salzburg die Zauberbubenprozesse statt, in deren Folge über 150 Personen wegen angeblicher Hexerei hingerichtet wurden. Ein Großteil von ihnen waren Kinder und Jugendliche.
1732 wurde unter Erzbischof Leopold Anton von Firmian der Großteil der im Land verbliebenen Protestanten zur Emigration gezwungen (Salzburger Exulanten). Unter Erzbischof Hieronymus Franz Josef Colloredo von Wallsee und Mels wurde Salzburg von 1772 bis 1800 zu einem Mittelpunkt der Spätaufklärung, in dem Wissenschaft und Künste eine Blütezeit fanden.

### Teil Österreichs
1803 wurde Salzburg auf Anordnung von Napoleon Bonaparte ein säkularisiertes Kurfürstentum, 1805 zusammen mit Berchtesgaden dem neuen Kaisertum Österreich zugeschlagen und 1810 wieder dem Königreich Bayern angegliedert. 1800, 1805 und wieder 1809 war Salzburg dabei von napoleonischen Truppen besetzt und geplündert worden.
1816 fiel das Land Salzburg mit dem Vertrag von München zum größten Teil erneut an das Kaisertum Österreich und damit unter die Habsburger Regierung. Salzburg war zuerst eine wenig bedeutende Kreisstadt des Kronlandes Oberösterreich, in die sich neben einigen Kurgästen nur wenige Maler und Literaten verirrten. Diese aber waren von der Schönheit der Stadt verzaubert und ihre Berichte machten Salzburg immer mehr zum Ziel von Touristen. Am 30. April des Jahres 1818 brach ein Brand aus, der vier Tage lang in der Stadt wütete. Rund hundert Häuser wurden zerstört.
1860 begann der Abriss der Stadtbefestigungen, sie dienten vor allem als Baumaterial für die neue Salzach-Beschlachtung. Im selben Jahr bejubelten die Salzburger die Eröffnung der Bahnlinien Wien – Salzburg und Salzburg – München. Dies sorgte für ein starkes Wirtschaftswachstum der Stadt und ließ Handel und Gewerbe aufblühen. Das Ende des Ersten Weltkriegs brachte auch für Salzburg eine Zeit des Hungers, die Wirtschaft erholte sich nur allmählich.
Von 1935 bis 1939 wurden einige Nachbarorte eingemeindet. Während der nationalsozialistischen Zeit im großdeutschen Reich ab 1938 kam es zu Verhaftungen und Deportationen politischer Gegner sowie von Juden und anderen Minderheiten. Kriegsgefangene erhielten das Wirtschaftsleben aufrecht. 1944/45 beschädigten Fliegerbomben der USA große Teile der Stadt. Oberst Hans Lepperdinger rettete die Stadt 1945 vor weiteren Schäden durch Befehlsverweigerung, indem er sie kampflos an die US-amerikanischen Truppen übergab.
Nach Kriegsende war Salzburg Sitz des US-Oberkommandos. In den ersten Nachkriegsjahren war die Stadt vom Elend der vielen Flüchtlinge geprägt und nur allmählich konnten die Barackenwohnungen durch den Bau neuer Stadtteile ersetzt werden. 1962 wurde die 1810 aufgelöste Universität wieder begründet. In der Folgezeit wurde Salzburg zur wirtschaftlich erfolgreichen Stadt des Handels, des Messe- und Kongresswesens und nicht zuletzt des blühenden Fremdenverkehrs.

## Einwohner

### Bevölkerungsentwicklung

Um das Jahr 1550 hatte die Stadt Salzburg etwa 8.000 Einwohner. In der ersten Hälfte des 17. Jahrhunderts stieg die Bevölkerungszahl nur wenig, in der zweiten Hälfte stark an. Im Jahre 1795, kurz vor dem Ende der Herrschaft der Fürsterzbischöfe, wurden 16.837 Bewohner gezählt. Am Ende der napoleonischen Zeit, die von Besatzung, Plünderung und Erniedrigung geprägt war, war die Einwohnerzahl im Jahre 1817 auf 12.037 gesunken. Nach 1860 und nach Ende des Ersten Weltkriegs stieg sie rasch an. 1934 lebten bereits 40.232 Menschen im damals noch kleinen Stadtgebiet.
Mit den Eingemeindungen der Jahre 1935 und 1939 stieg die Einwohnerzahl sprunghaft auf 77.170 an. Der Zweite Weltkrieg verursachte große Verluste unter den aus Salzburg stammenden Soldaten und in der Zivilbevölkerung. Durch die US-amerikanische Besatzung bis 1955 erhöhte sich die Einwohnerzahl nach dem Krieg.
Mit etwa 15.000 Flüchtlingen, vor allem Volksdeutschen, die in Salzburg eine neue Heimat suchten, erhöhte sich bis 1947 die Einwohnerzahl auf 99.244. Der folgende Wirtschaftsaufschwung brachte bis 1970 wiederum große Bevölkerungszuwächse. Während zwischen 1979 und 1990 die Einwohnerzahl etwa gleich blieb, wuchs sie in den folgenden 18 Jahren um weitere 12.000 an.
Im Ballungsraum Salzburg leben aktuell rund 367.000 Menschen (Stand 2019). Der Einwohnerstand betrug am 1. Jänner 2025 157.659 Einwohner.

### Bevölkerungsstruktur

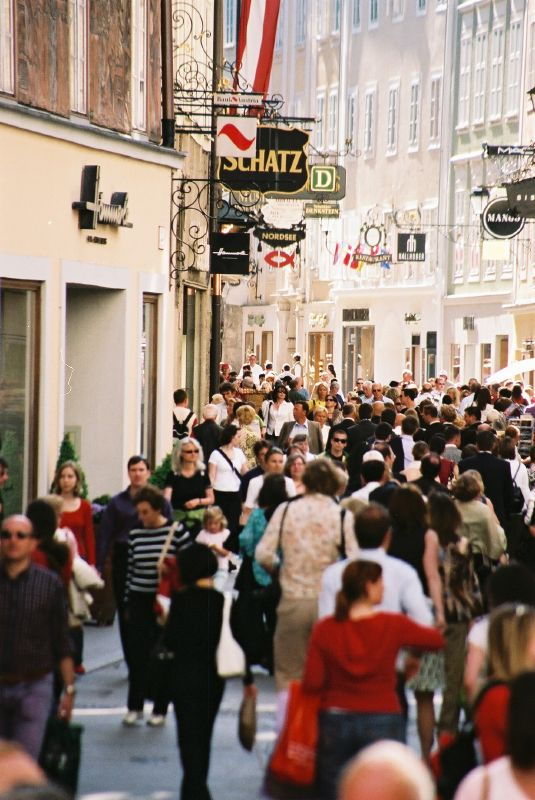
Salzburgs Bewohner, die sich aus Österreichern und Mitgliedern verschiedenster Nationen zusammensetzen, teilen ihre Stadt seit über 100 Jahren auch mit zahlreichen Touristen.

Die durchschnittliche Kinderzahl der im Jahr 2007 ansässigen 36.396 Familien betrug 0,97.
Trotz des erwarteten Zuzugs von Personen aus dem Stadtumfeld und von Migranten ging die Stadtplanung zu diesem Zeitpunkt davon aus, dass die Bevölkerungszahl mittelfristig stagnieren oder sogar sinken werde.
77 % der Bewohner der Stadt Salzburg im Jahr 2001 wurden in Österreich geboren
- 4,1 % in Bosnien und Herzegowina
- 4,0 % in Serbien oder Montenegro
- 3,9 % in Deutschland
- 2,9 % in den übrigen EU-Staaten
- 2,0 % in der Türkei[33]

Den höchsten Anteil der außerhalb Österreichs Geborenen hat mit 36,9 % die Elisabeth-Vorstadt, in Schallmoos wurden 35,0 % der Bewohner nicht in Österreich geboren. Ein hoher Anteil an Nichtösterreichern lebt auch in Lehen, im Süden dieses Stadtteils bekennen sich 15 % der Einwohner zum Islam. Den niedrigsten Ausländeranteil hat der Stadtteil Leopoldskron-Moos.
Im Jahr 2006 waren 13 % der Bevölkerung der Stadt unter 15 Jahren alt, 69 % zwischen 15 und 64 Jahren, 18 % älter als 64 Jahre. Der Anteil von Kindern und Jugendlichen unter 15 war im Äußeren Maxglan und in Maxglan-West am höchsten (21 %), jener der Senioren in Riedenburg (22 %). Den größten Anteil an Erwachsenen im Erwerbstätigenalter findet man in der Rechten Altstadt (80 %).

### Religionen

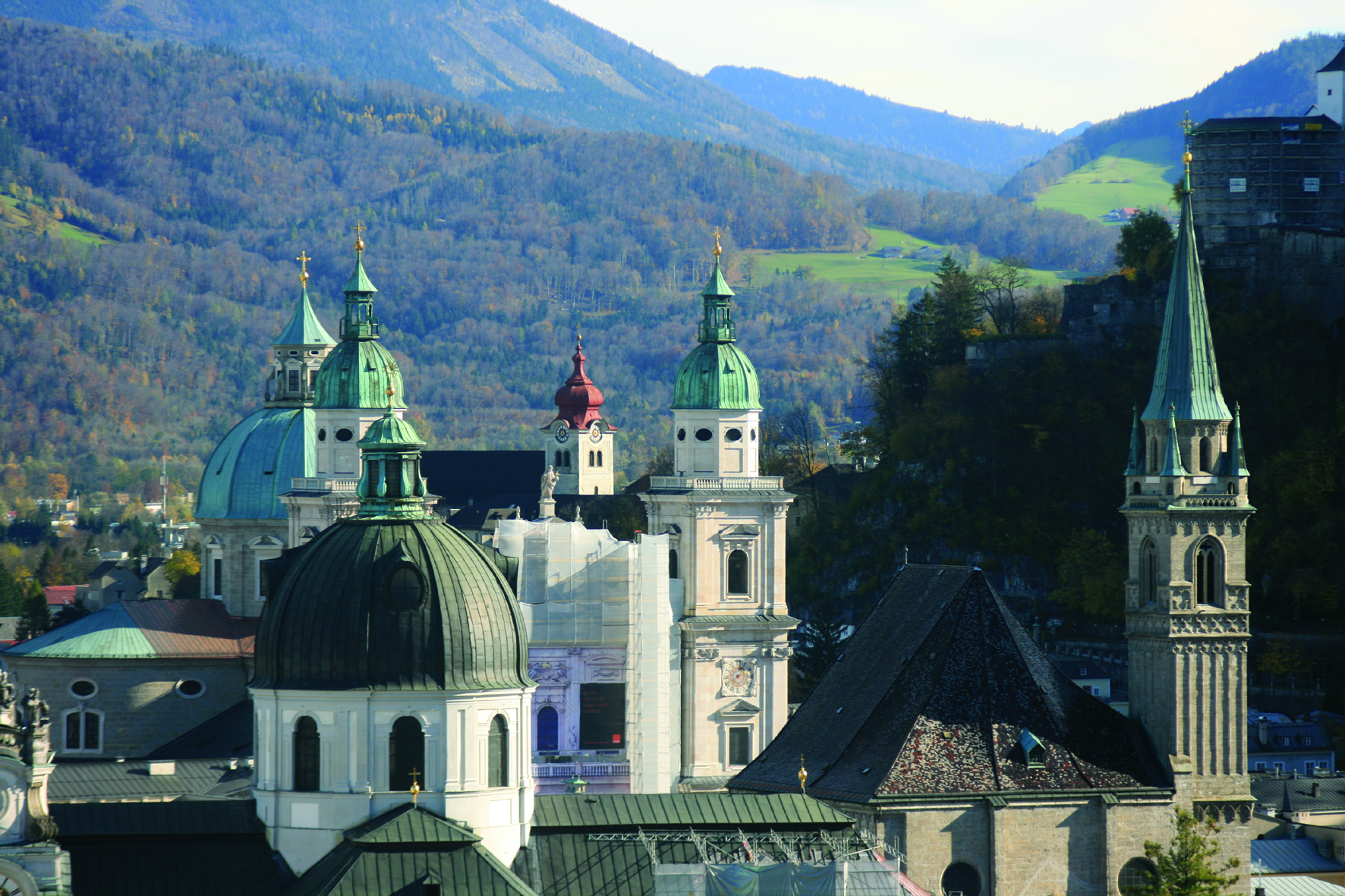
Kuppeln und Kirchtürme von vier der zahlreichen katholischen Kirchen Salzburgs, weshalb die Stadt lange Zeit das Deutsche Rom genannt wurde

Salzburg ist durch die jahrhundertelange Herrschaft der katholischen Fürsterzbischöfe geprägt, bis heute hat die katholische Kirche die Glaubensmehrheit. Bis zur Auflösung des Erzstifts Salzburg im Jahr 1800 (bzw. 1803) bildeten Kirche und Staat eine Einheit. Die Schwierigkeiten, die die Mitglieder der evangelischen (siehe Salzburger Exulanten) und der jüdischen Gemeinde sowie die der Täufer hatten, zeugen davon. Die Kirchtürme der katholischen Kirchen beherrschen das Bild der Stadt, die bis ins 19. Jahrhundert Das deutsche Rom genannt wurde.
In der zweiten Hälfte des 20. Jahrhunderts kam es, bedingt durch Krieg, Vertreibung und Migration, zu einer größeren Vielfalt an Religionen. 2001 waren die Katholiken mit 55,4 % der Stadtbevölkerung die mit Abstand größte kirchliche Gemeinschaft. Seit 2001 hat die Anzahl der Katholiken (wie auch in anderen Teilen Österreich) abgenommen. Die zweitgrößte Gruppe (17,1 %) waren die Bewohner ohne religiöse Bekenntnisse, bei weiteren 6,5 % waren die Bekenntnisse unbekannt.
Die Muslime waren mit 6,8 % der Stadtbevölkerung die viertgrößte Gruppe. An fünfter Stelle befanden sich mit 6,7 % die Angehörigen der Evangelischen Kirche A.B. (Augsburger Bekenntnis) in Österreich und die der Evangelischen Kirche H.B. (Helvetisches Bekenntnis) in Österreich. Diese Glaubensgemeinschaften sind vor allem in drei Pfarrgemeinden mit den zugehörigen Kirchen in der Neustadt, in Gneis und in Taxham präsent. Zu den Gemeinschaften des orthodoxen Christentums (Serbisch-Orthodoxe Kirche, Rumänisch-Orthodoxe Kirche und Russisch-Orthodoxe Kirche) bekannten sich 5,3 % der Bevölkerung. Die russisch-orthodoxe Kirche Maria Schutz steht in Lehen, die rumänisch-orthodoxe Kirche befindet sich im Osten von Schallmoos.

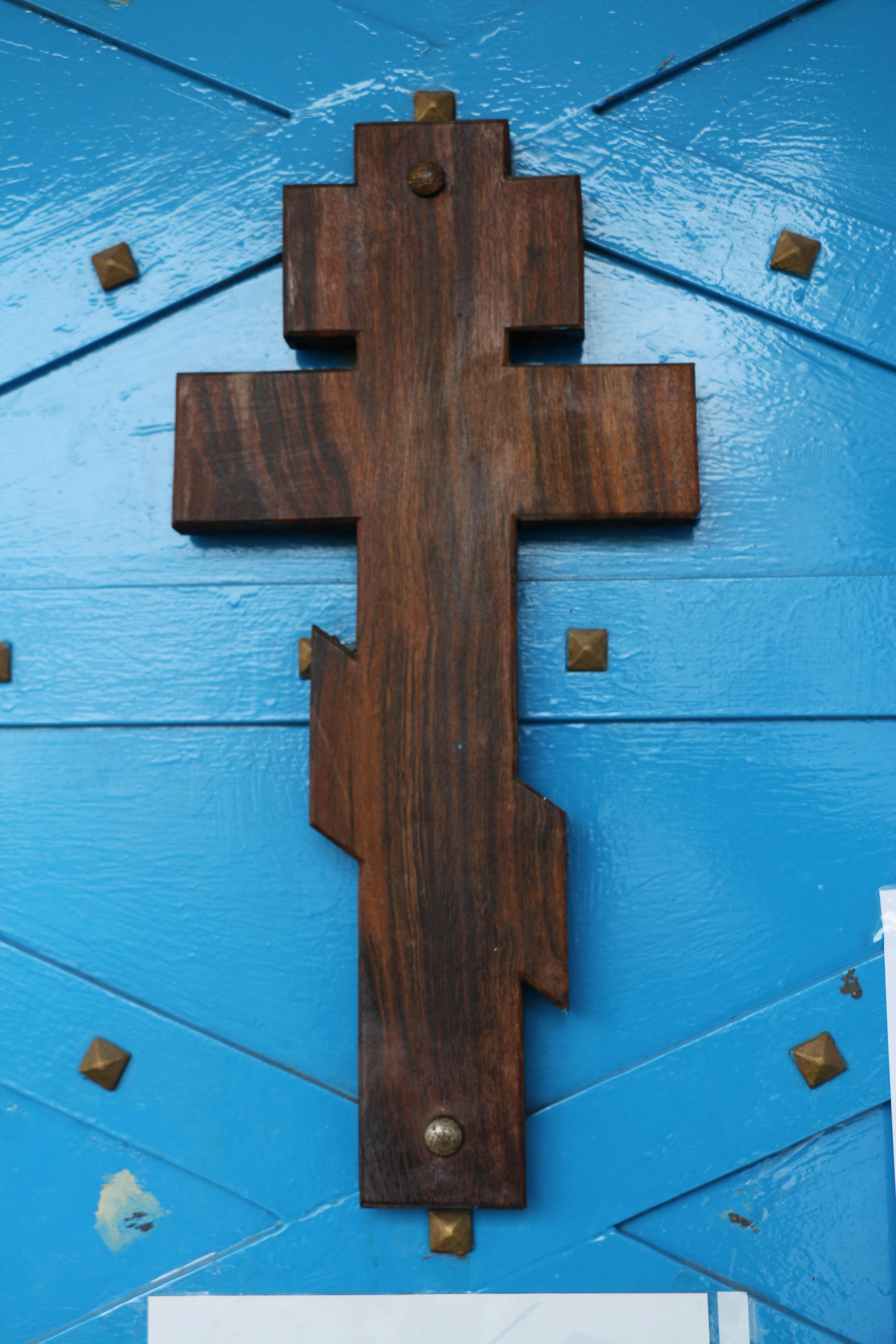
Kreuz am Eingangstor der russisch-orthodoxen Kirche in Lehen

Zu den Glaubensgemeinschaften der Altkatholiken, der Methodisten, der Neuapostolischen Kirche, der Mormonen-Gemeinde, der Zeugen Jehovas, des Bundes evangelikaler Gemeinden, der Christengemeinschaft und der Freien Christengemeinde bekannten sich insgesamt 1,6 % der Stadtbevölkerung. Daneben bestehen Gemeinden der Mennoniten (Friedensgemeinde) und der Baptisten.
Die katholische Kirche steht mit den orthodoxen Kirchen, der evangelischen Kirche, der altkatholischen Kirche und den Methodisten in ökumenischen Arbeitskreisen im Dialog; regelmäßig werden gemeinsame Gottesdienste gefeiert.
Zu weiteren Religionsgemeinschaften, wie der buddhistischen Gemeinde, den Bahai, der hinduistischen Gemeinschaft und der Gemeinschaft der Sikhs bekannten sich insgesamt 0,7 % der Stadtbevölkerung. In der Salzburger Synagoge der Israelitischen Kultusgemeinde finden mehrmals im Jahr Gottesdienste statt.
Neben den drei Moscheen in Schallmoos, Itzling und der Neustadt gibt es einen Gurdwara der Sikh in Schallmoos. Buddhistische Gebetsräume befinden sich in der rechten Altstadt, in Lehen und in Liefering.

## Politik

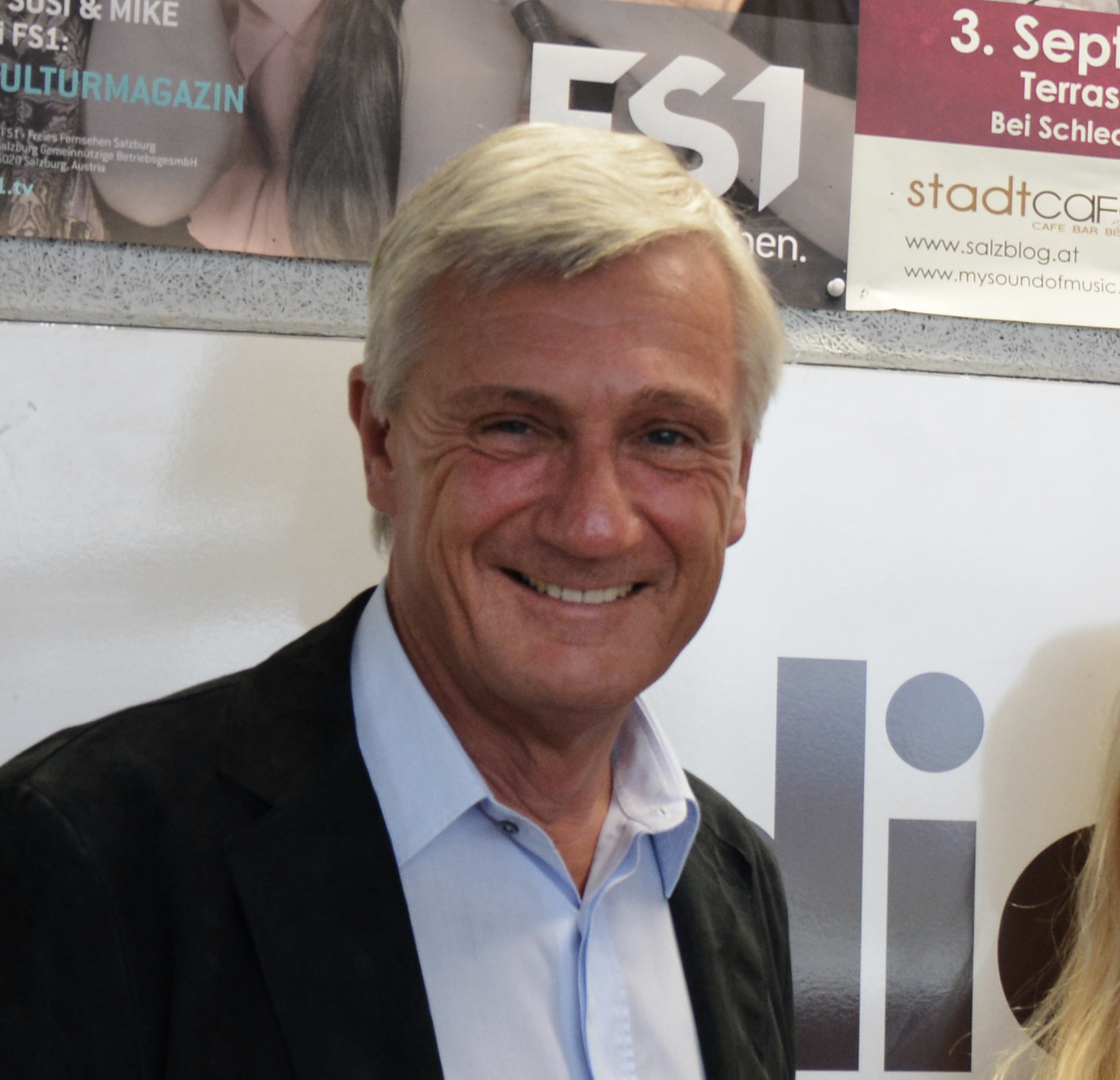
Harald Preuner, von 2017 bis 2024 Salzburger Bürgermeister

### Kommunalpolitik nach 1880
In der Zeit vom Erwachen der politischen Kräfte bis zum Ende der Monarchie war die Stadt mit steigender Tendenz antiliberal geprägt. Sie besaß starke klerikale und deutsch-nationale Kräfte, die vielfach zersplittert und untereinander verfeindet waren. Robert Preußler war 1914 der erste Sozialdemokrat im Salzburger Gemeinderat. Überhöhte Ausgaben führten um 1890 beinahe zum finanziellen Ruin der Stadt. Mit dem Zerfall der Monarchie endete die Abhängigkeit des Gemeinderats von der kaiserlichen Zentralmacht. Die Zahl der Gemeinderatsmitglieder wurde von 30 auf 40 erhöht. Christlichsoziale, Sozialdemokraten und Deutschnationale besaßen in der Folge einen ähnlich hohen Stimmenanteil. Während der autoritären Zeit des Ständestaates und im Nationalsozialismus wurde Salzburg zwar kommunal verwaltet, besaß aber kaum politische Freiheiten und war weisungsgebunden.

### Kommunalpolitik nach 1945
Die erste Nachkriegszeit war von einer engen Zusammenarbeit der SPÖ (von 1945 bis 1991 Sozialistische Partei Österreichs, seit 1991 Sozialdemokratische Partei Österreichs) mit ihrem Bürgermeister Anton Neumayr, der ÖVP und der KPÖ geprägt. Von 1957 bis 1970 regierte der populäre Bürgermeister Alfred Bäck Salzburg.
1972 traten erstmals Bürgerinitiativen (zunächst erfolglos) zur Wahl an. Auslöser zur Gründung war die geplante Verbauung von Freisaal und von Teilen des Landschaftsgartens der Hellbrunner Allee. In einem Kompromiss wurde der weitgehende Erhalt des Grünraumes und die Errichtung der Universität Freisaal vorgeschlagen. Neue Konflikte zwischen Wohnbau und Landschaftsschutz, die bis heute andauern, brachte die im Jahr 1976 geplante Erweiterung des Straßennetzes und die stete Zunahme des (sozialen) Wohnbaus. „Was jahrelang als Gemeinwohl gefeiert wurde – nämlich Menschen ein Dach über dem Kopf zu schaffen, entartete und wurde zum Krebsgeschwür der Stadtlandschaft“.
1965 hatte der Kunsthistoriker Hans Sedlmayr auf die Demolierung und Aushöhlung der Altstadt hingewiesen. Der kulturbewusste Landeshauptmann Hans Lechner sorgte 1967, unterstützt durch Mitglieder der Bürgerinitiativen, für einen ersten Ensembleschutz. 1980 erreichten die Bürgerinitiativen mit Schauspieler Herbert Fux an der Spitze, dem Maler Wilhelm Kaufmann und Richard Hörl, ein Mitbegründer der Bürgerliste, dass die Altstadt mit ihren zahlreichen historischen Gebäuden erhalten bleiben muss.
Der stark zunehmende innerstädtische Verkehr war und ist ein ewiger Zankapfel innerhalb der Stadtpolitik. Die Innenstadtgenossenschaft bekämpfte ab 1960 die Pläne zur Errichtung einer Fußgängerzone in der Altstadt und die „Abschnürung des Verkehrs“. Im Zug der Neuorientierung, wobei dem öffentlichen Verkehr der Vorrang eingeräumt wurde, was maßgeblich von der Bürgerliste initiiert wurde, errichtete man zwischen 1970 und 1994 in 22 Straßenzügen eigene Busspuren. – Seit 1997 ist Salzburg Teil des Weltkulturerbes der UNESCO.
Seit 1999 wird der Bürgermeister der Stadt Salzburg direkt vom Volk gewählt. Bürgermeister war seitdem bis 20. September 2017 Heinz Schaden (SPÖ). Erster Stellvertreter blieb nach der Wahl 2009 Harald Preuner (ÖVP). Martin Panosch wurde zweiter Stellvertreter für die SPÖ, Claudia Schmidt (ÖVP) neue Stadträtin, Johann Padutsch (Bürgerliste) blieb Stadtrat. Am 20. September 2017 übernahm der bisher erste stellvertretende Bürgermeister Harald Preuner das Amt des Bürgermeisters, Neuwahlen wurden für den 26. November 2017 festgelegt. Preuner erreichte bei der Bürgermeisterwahl mit 35,0 % die meisten Stimmen, aber nicht die nötigen 50 Prozent. In der Stichwahl am 10. Dezember 2017 setzte er sich mit 50,32 % (294 Stimmen Vorsprung) gegen Bernhard Auinger (SPÖ) durch. Bei der Bürgermeisterwahl am 10. März 2024 erreichte Bernhard Auinger mit 29,4 % die meisten Stimmen. Bei der Stichwahl am 24. März 2024 erreichte Auinger 62,5 % und gewann gegen den Zweitplatzierten Kay-Michael Dankl (KPÖ).

### Stadtverwaltung
Der Gemeinderat setzt sich aus 40 Mitgliedern zusammen. Neben dem regierenden Bürgermeister besteht die Stadtregierung aus zwei Bürgermeister-Stellvertretern und zwei Stadträten, die gemäß der Stimmenstärke der jeweiligen Parteien (Proporzsystem) ernannt werden. Der Stadtsenat ist als ständiger Ausschuss des Gemeinderates vor allem für Rechts- und Finanzfragen zuständig und besteht aus zwölf Mitgliedern. Innerhalb des Stadtrechts werden Bürgerbegehren und Bürgerbefragungen auf Antrag des Gemeinderates abgehandelt.
| Gemeinderats- wahlen | 30.10. 1949 | 18.10. 1953 | 20.10. 1957 | 14.10. 1962 | 8.10. 1967 | 8.10. 1972 | 2.10. 1977 | 3.10. 1982 | 4.10. 1987 | 4.10. 1992   | 7.3. 1999 | 7.3. 2004 | 1.3. 2009 | 9.3. 2014       | 10.3. 2019      | 10.3. 2024      |
| -------------------- | ----------- | ----------- | ----------- | ----------- | ---------- | ---------- | ---------- | ---------- | ---------- | ------------ | --------- | --------- | --------- | --------------- | --------------- | --------------- |
| Wahlbeteiligung (%)  | 79,3        | 86,5        | 77,6        | 78,5        | 79,7       | 70,7       | 73,2       | 71,4       | 62,3       | 55,2         | 60,5      | 64,8      | 57,5      | 49,7            | 48,2            | 54,3            |
| SPÖ                  | 15          | 15          | 16          | 16          | 19         | 17         | 16         | 15         | 21         | 12           | 13        | 19        | 15        | 15              | 11              | 11              |
| KPÖ                  | 1           | 1           | 1           | 1           | —          | —          | —          | —          | —          | —            | —         | —         | —         | —               | 1               | 10              |
| ÖVP                  | 12          | 14          | 13          | 14          | 13         | 14         | 14         | 12         | 9          | 11           | 11        | 11        | 11        | 8               | 16              | 8               |
| Bürgerliste          | —           | —           | —           | —           | —          | —          | 2          | 7          | 4          | 7            | 6         | 6         | 7         | 6               | 6               | 5               |
| FPÖ*                 | 12          | 10          | 10          | 9           | 8          | 9          | 8          | 6          | 6          | 6            | 8         | 4         | 5         | 5               | 3               | 4               |
| Sonstige**           | —           | —           | —           | —           | —          | —          | —          | —          | —          | ABP: 2 LM: 2 | ABP: 2    | —         | TAZL: 2   | NEOS: 5 SALZ: 2 | NEOS: 2 SALZ: 1 | NEOS: 1 SALZ: 1 |

* „FPÖ“ einschließlich ihrer Vorläuferin „WDU“; ** ABP: Österreichische Autofahrer- und Bürgerinteressenpartei, LM: Liste Masopust, TAZL: Liste Tazl & BZÖ, SALZ: Bürger für Salzburg

### Partnerschaften

#### Städtepartnerschaften

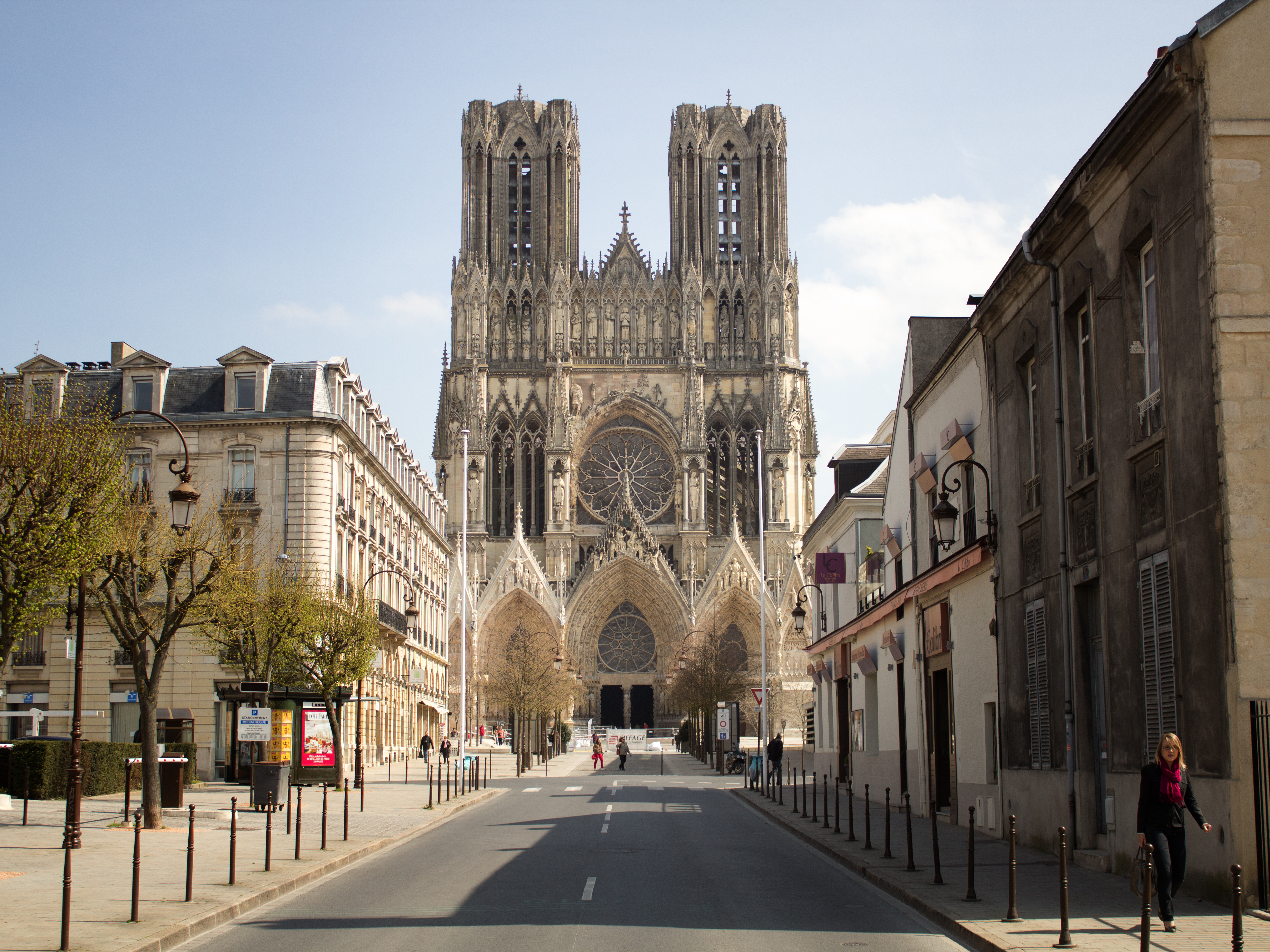
Reims, die frühere Hauptstadt der Champagne, ist die älteste Partnerstadt Salzburgs

Die erste Städtepartnerschaft wurde 1964 mit Reims, der alten Hauptstadt der Champagne, geschlossen. Diese Stadt war und ist wie Salzburg ein wichtiges geistiges und geistliches Zentrum innerhalb Europas. Der Erzbischof von Reims ist der oberste der Bischöfe von Frankreich, so wie der Bischof von Salzburg den Titel Primas Germaniae beansprucht.
1967 schloss Salzburg eine Städtepartnerschaft mit Atlanta, die aber nicht mehr besteht. Im Jahr 1973 folgte Verona, das ebenfalls über eine Weltkulturerbe-Altstadt verfügt. Die Städtepartnerschaft Salzburg-León (Nicaragua) besteht seit 1984. Salzburger Entwicklungsprojekte unterstützen diese Stadt ebenso wie seit 1984 die Partnerregion Singida in Tansania. Singida liegt abseits des Tourismus im Zentrum von Tansania und ist besonders auf Hilfe angewiesen. Busseto in Italien ist seit 1988 ein Partner und in seiner musikalischen Tradition Salzburg besonders verbunden. Eine weitere Partnerschaft besteht seit 1989 mit Vilnius in Litauen.
Dresden weist seit 1991 auf den kulturellen Austausch Salzburgs mit dem Osten Deutschlands hin. Kawasaki in Japan wurde 1992 als Partnerstadt aufgenommen. Meran in Südtirol ist seit 2000 Partnerstadt. Ebenso existiert seit 2004 eine Städtefreundschaft mit Shanghai. 2025 wurde eine Partnerschaft mit Mühldorf am Inn unterzeichnet. 

#### Umweltpartnerschaft

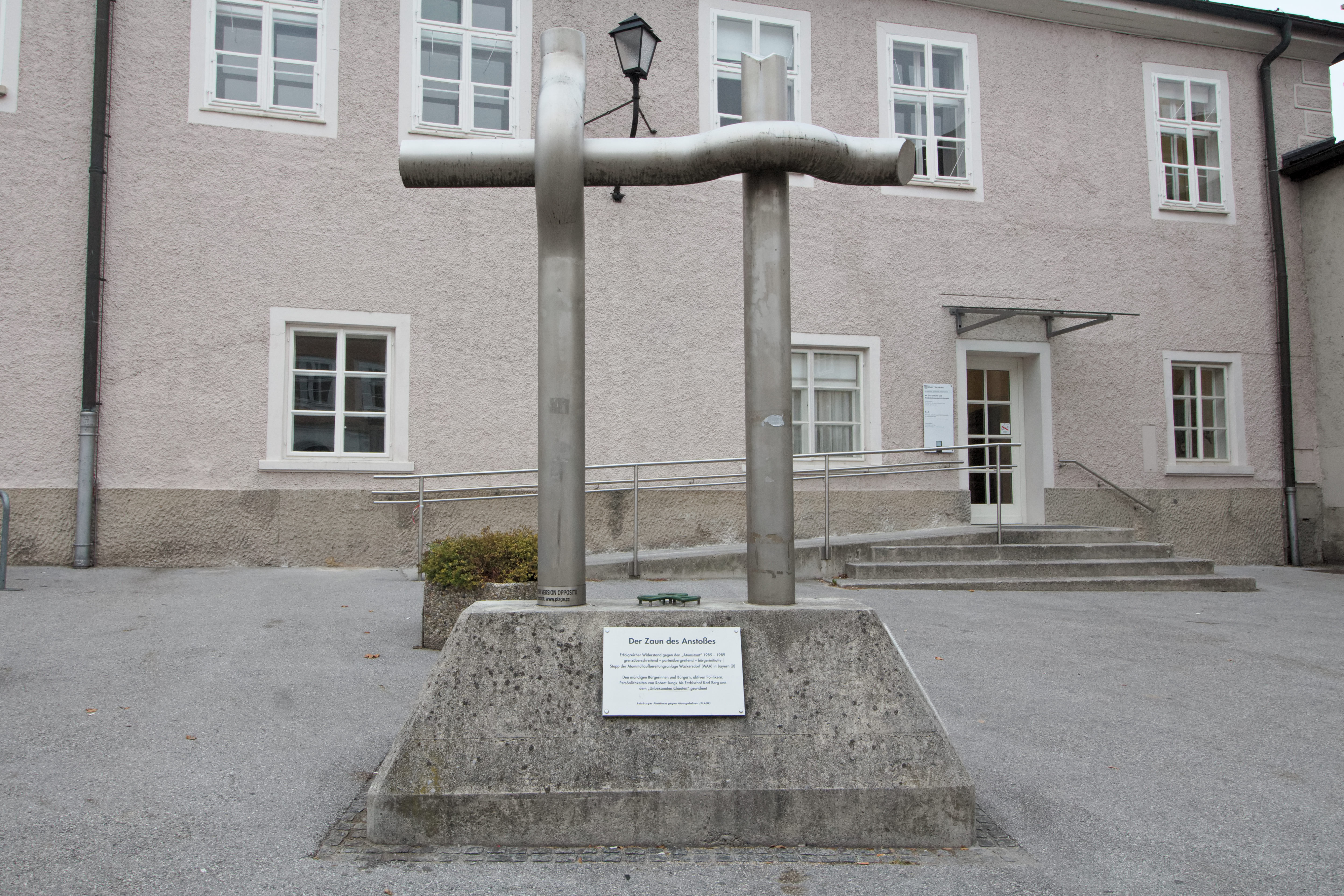
Widerstands-DenkMal – WAA-Bauzaun in Salzburg

Am 27. Juli 1986 schloss Salzburg mit dem bayerischen Landkreis Schwandorf im Kampf gegen die Wiederaufarbeitungsanlage Wackersdorf eine Anti-Atom-Partnerschaft. Nachdem der der Partnerschaft zugrunde liegende Kreistagsbeschluss des Kreises Schwandorf rechtsaufsichtlich von der Regierung der Oberpfalz aufgrund der Unvereinbarkeit mit der Bayerischen Landkreisordnung beanstandet und die Aufhebung angekündigt wurde, war diese Partnerschaft rechtlich obsolet. Daraufhin schlossen der Schwandorfer Landrat Hans Schuierer und Bürgermeister Josef Reschen 1987 eine Umwelt-Partnerschaft.
Der Salzburger Widerstand gegen die WAA Wackersdorf belastete das Verhältnis zwischen Salzburg und Bayern und führte zur Zurückweisung von Salzburger Demonstranten.

### Wappen

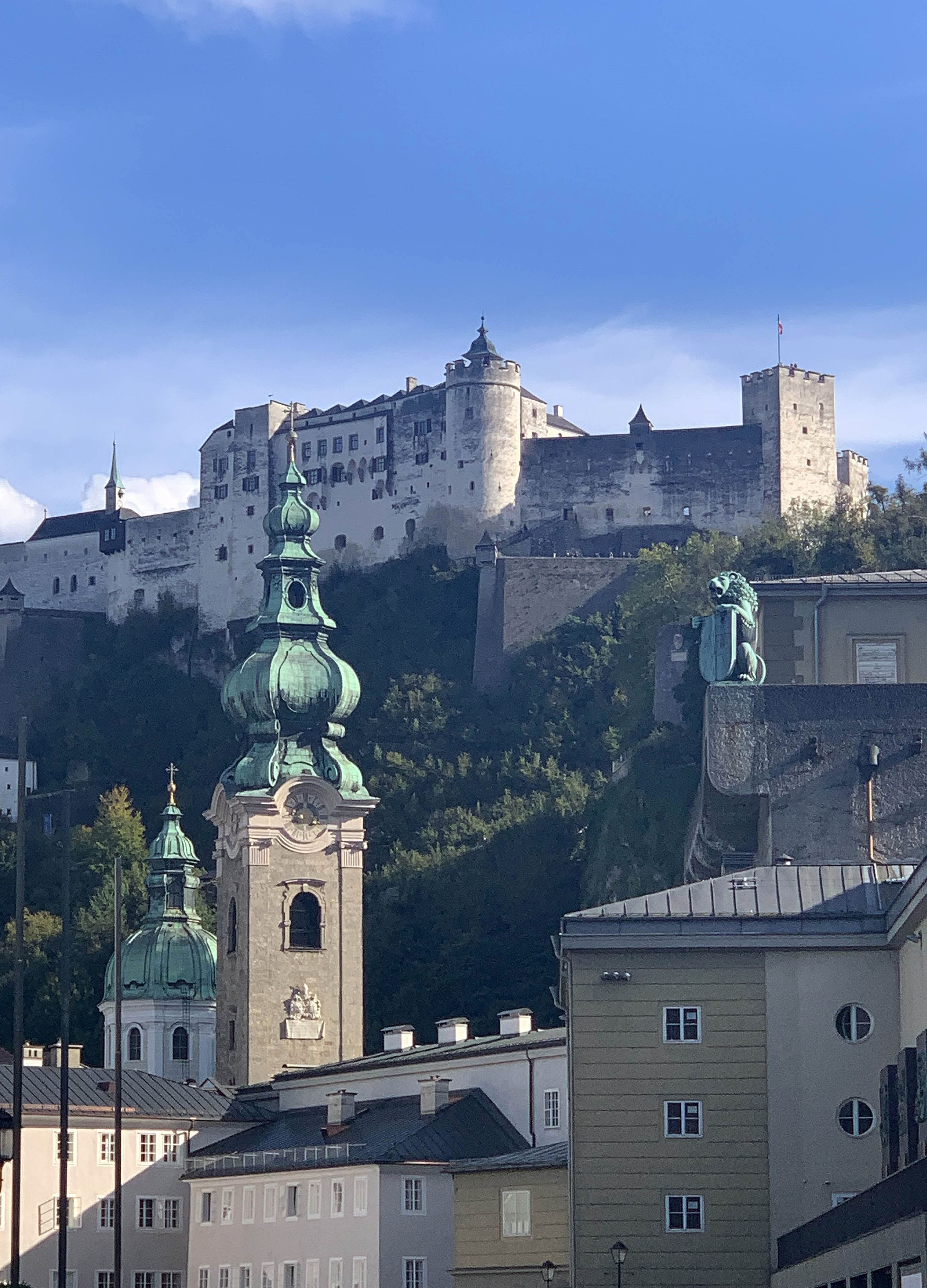
Blick in Richtung der Erzabtei St. Peter (unterhalb der Festung Hohensalzburg)

Stadtwappen
Hissflagge
Bannerflagge

Das Wappen zeigt auf rotem Hintergrund eine gezinnte silberne Stadtmauer, deren Seitenteile perspektivisch zurücktreten und in deren Mitte sich ein Stadttor mit offenen Torflügeln und hochgezogenem Fallgatter befindet. Hinter der Stadtmauer stehen drei silberne Türme – ein sechseckiger mit goldenem Dach und zwei schmälere, gezinnte Rundtürme mit etwas niedrigeren goldenen Spitzdächern.
Die älteste erhaltene Darstellung des Salzburger Stadtwappens stammt aus dem Jahr 1249 und befand sich auf einem Stadtsiegel. Man hat es in dieser Form bis ins 15. Jahrhundert weiterverwendet. Das heutige Stadtwappen ist eine Weiterentwicklung des spätgotischen Typus. Wurde bis vor etlichen Jahren ein kleinteiliges, detailreiches Wappen verwendet, so hat sich später ein stark stilisiertes eingeführt, das bis heute verwendet wird.

## Bauwerke

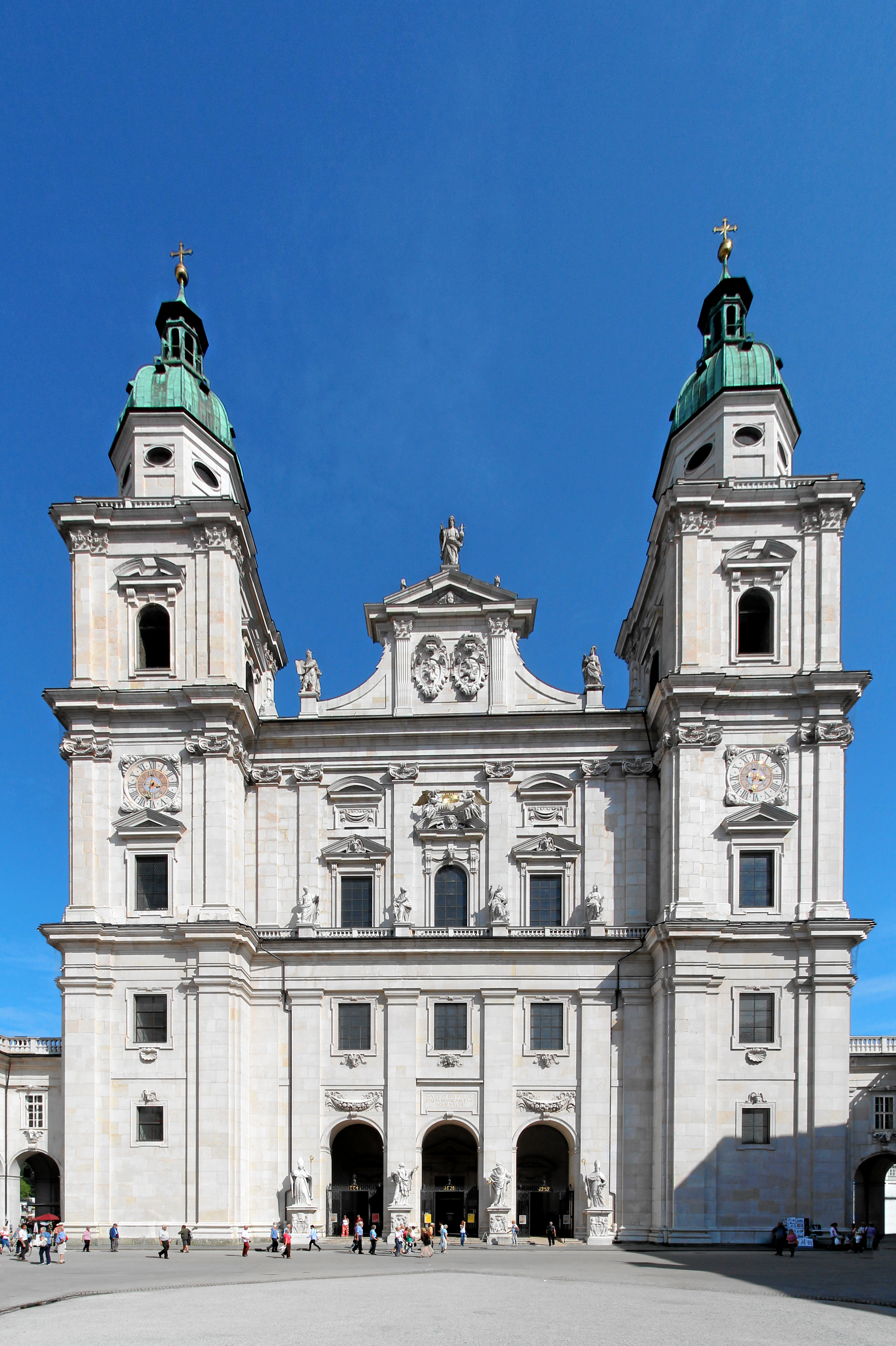
Fassade des Salzburger Doms, der ältesten Barockkirche nördlich der Alpen

### Überblick
Die gesamte bebaute Altstadt, die historischen Teile von Mülln und Nonntal sowie der Mönchs- und der Kapuzinerberg wurden am 5. Dezember 1996 von der UNESCO in die Liste des Weltkulturerbes aufgenommen.

### Kirchen und Klöster
Das älteste bestehende Kloster im deutschen Sprachraum ist das Stift Sankt Peter mit der Stiftskirche. Seit 696 leben, beten und arbeiten hier Mönche. Die Benediktinerinnenabtei Nonnberg mit der der Himmelfahrt Mariens geweihten Stiftskirche Nonnberg ist das weltweit älteste ununterbrochen bestehende Frauenkloster. Es wurde zwischen 712 und 715 von Rupert von Salzburg gegründet.
Die Franziskanerkirche Unsere Liebe Frau ist vermutlich die älteste Kirche der Stadt. Sie wurde wahrscheinlich sogar vor dem ersten Domgebäude errichtet. Die Architektur ist romanisch und gotisch, der Altarraum mit dem Hochaltar stammt von Johann Bernhard Fischer von Erlach. Nach seinen Plänen entstanden auch die Dreifaltigkeitskirche und die ehemals den Ursulinen gehörende Markuskirche.
Ebenso wurde der Innenraum der gotischen Müllner Pfarrkirche in den 1730er-Jahren barockisiert. Eine Gründung von Admonter Mönchen ist die Bürgerspitalkirche St. Blasius aus dem Jahr 1183. Die dem hl. Georg geweihte Festungskirche ist laut Bauinschrift mit den Jahreszahlen 1501 resp. 1502 bezeichnet.
Die erste Barockkirche nördlich der Alpen, der Salzburger Dom (eigentlich Kathedrale Hll. Rupert und Virgil), wurde zwischen 1614 und 1628 auf dem Platz eines mittelalterlichen, mehrfach erneuerten und umgebauten Vorgängerbaus errichtet. Zu den zahlreichen barocken Kirchen Salzburgs zählen die dem hl. Maximilian vom Pongau und dem hl. Kajetan geweihte Kajetanerkirche, die dem Stift St. Peter gehörende Michaelskirche nahe der Residenz, die im unteren Teil des Kapuzingerbergs liegende Imberg- oder Johanneskirche, die Johannsspitalkirche, die Erhardkirche im Nonntal und die Kollegienkirche.

### Festung Hohensalzburg
Das Wahrzeichen der Stadt, die auf einem steilen Felskegel gelegene Burg, beherrscht nicht nur das Stadtbild, sondern kann aus vielen Himmelsrichtungen weithin gesehen werden. Die Festung wurde ab dem Jahr 1077 im Investiturstreit vom papsttreuen Fürsterzbischof Gebhard als zentrale und wichtigste landesfürstliche Burg des Erzstifts Salzburg errichtet. Aus dieser Zeit stammen auch die ältesten erhaltenen Teile der Architektur.

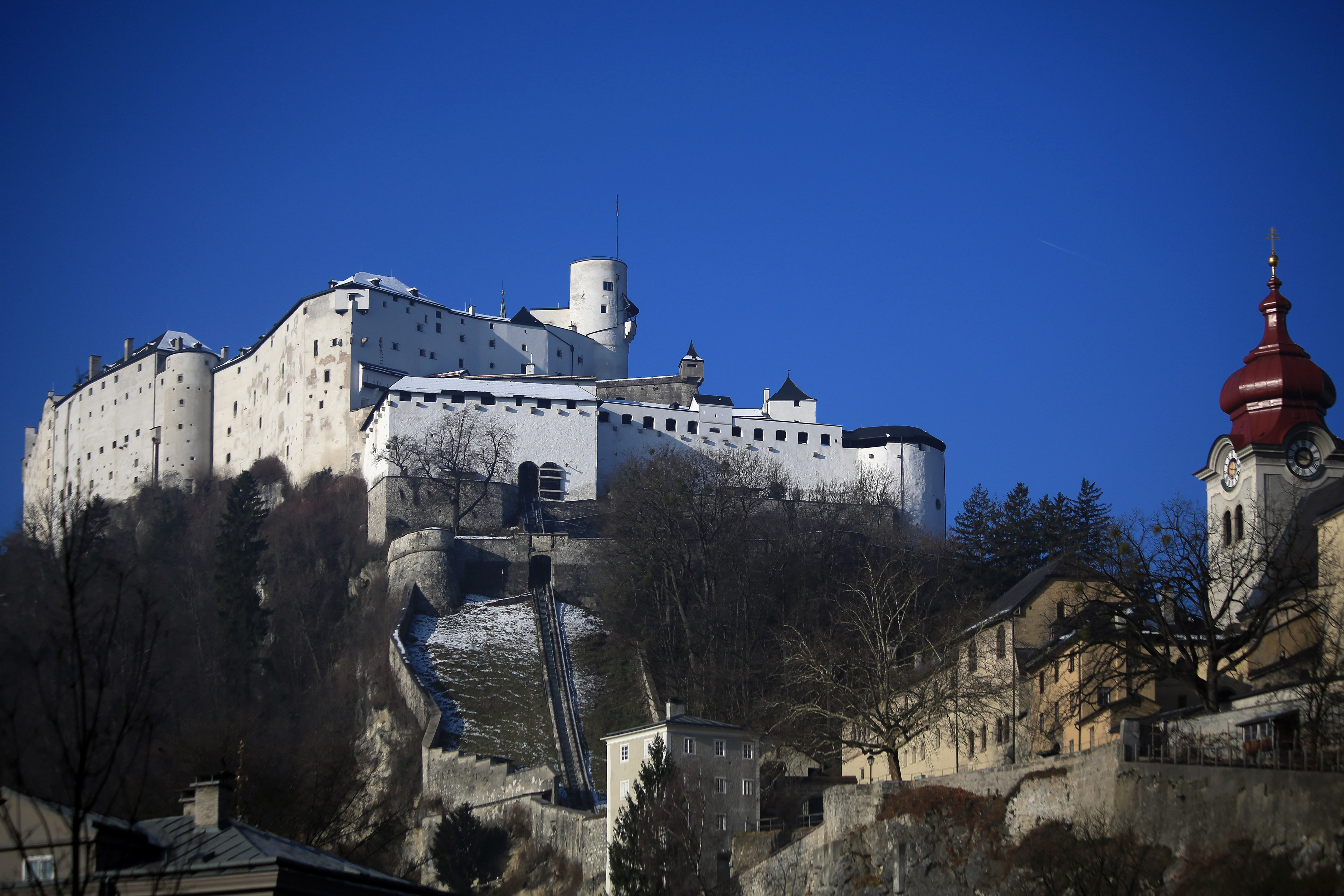
Trasse des Reißzugs, einer Materialseilbahn, vom Nonnberg zur Festung

Die Ringmauer um die Burg wurde in der Zeit der beginnenden Bauernunruhen und der ersten Bedrohung durch die Türken 1465–1485 verstärkt, die Anlage zwischen 1480 und 1484 am Palas umgebaut. Fürsterzbischof Leonhard von Keutschach ließ die Festung in der Zeit von 1495 bis 1519 wesentlich erweitern und stattete die Räume prunkvoll aus. Unter ihm wurde auch der Reißzug, die weltweit älteste erhaltene Standseilbahn, errichtet. Während der Regierungszeit des Fürsterzbischofs Kardinal Matthäus Lang von Wellenburg fand während der Bauernkriege im Jahr 1525 die einzige Belagerung der Festung statt.
Fürsterzbischof Paris Lodron veranlasste den Anbau westlich vorgelagerter Artillerie-Basteien und ließ eine Verbindung zu anderen Wehrbauten auf dem Mönchsberg herstellen. Die letzte Erweiterung fand 1681 mit dem Bau der Kuenburgbastei statt. Die Festung ist mit über 7.000 m², einschließlich der Basteien umfasst sie über 14.000 m² bebaute Fläche, eine der größten Burgen innerhalb Europas. Auf dem Mönchsberg befinden sich noch andere, eigenständige Schlösschen, einige davon in Privatbesitz, wie das Freyschlössl mit dem Roten Turm, aber auch die Edmundsburg, die der Universität Salzburg gehört.

### Schlösser und bedeutende Profanbauten

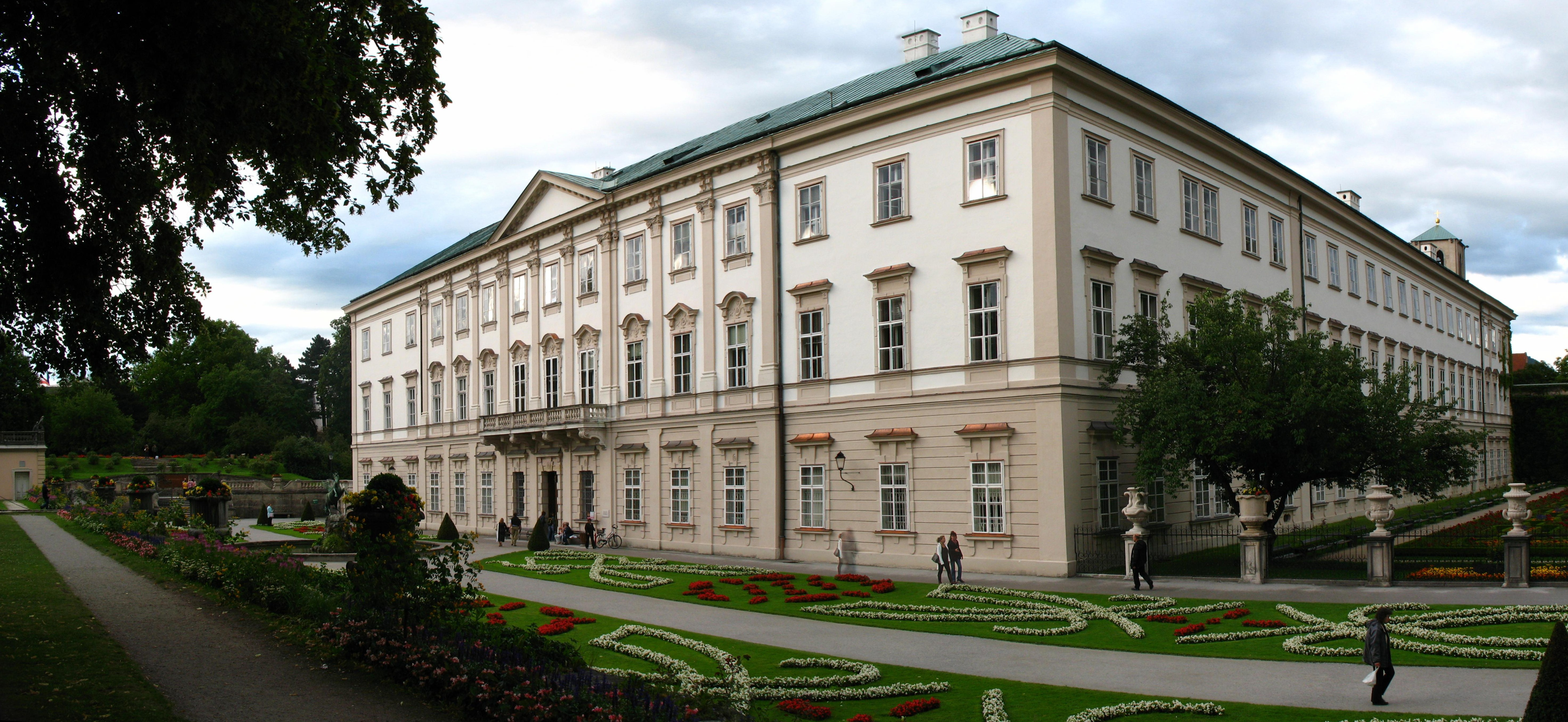
Schloss Mirabell wurde als zuerst kleines Schlösschen unter Fürsterzbischof Wolf Dietrich von Raitenau erbaut

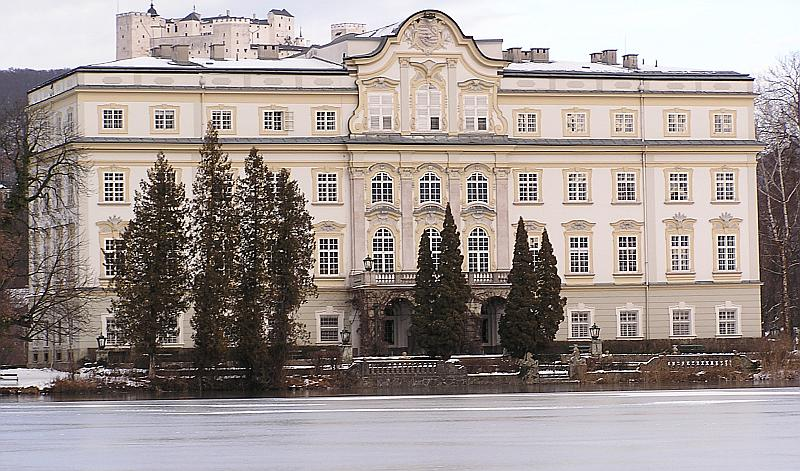
Unter Fürsterzbischof Leopold Anton von Firmian entstand Schloss Leopoldskron

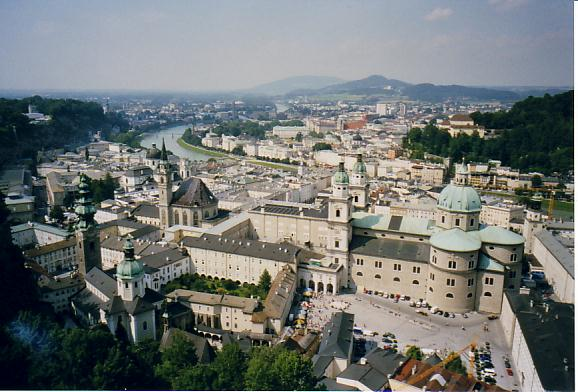
Blick auf die Altstadt, von der Festung nach Norden gesehen

Zwischen Mittelalter und Barock entstanden in und um die Stadt Salzburg mehrere von den Fürsterzbischöfen errichtete Residenzen. Das älteste Lustschloss Schloss Freisaal. Es wurde unter Pilgrim von Puchheim als Wasserschloss erbaut und später mehrfach erweitert, Auch Administrator Prinz Ernst von Bayern erneuerte es im 16. Jahrhundert. Aus seiner Regierungszeit stammen auch din wertvollen Fresken.
Die Alte Residenz ist eine mehrere Höfe umschließenden Palastanlage im Zentrum der Stadt. Sie diente den reichsunmittelbaren Fürst-Erzbischöfen als repräsentativer Wohnsitz. Ab dem 19. Jahrhundert bis zum Ende des Ersten Weltkriegs wohnten dort Mitglieder der Kaiserfamilie. Das bestehende Gebäude wurde unter Einbeziehung von mittelalterlichem Mauerwerk vom 16. bis zum 18. Jahrhundert neu errichtet.
Die Neue Residenz, auch Neugebäude genannt, ist eine Palastanlage des 17. Jahrhunderts. Fürsterzbischof Wolf Dietrich hatte sie als Gästehaus für durchreisende Fürsten errichtet, möglicherweise wollte er sie sogar als neue ständige Residenz verwenden. Seit 1702 ist im Turm das Glockenspiel zu hören, seit 2005 ist im Gebäude das Salzburg Museum untergebracht.
Ein anderes bedeutendes Gebäude der Innenstadt ist das Rathaus mit Turm und Rokoko-Fassade. Es wurde zu Beginn des 15. Jahrhunderts von der Stadt erworben, 1616–1618 vollständig umgebaut und erhielt 1772 seine Außengestalt.
Die Alte Universität ist ebenfalls ein Baukomplex des 17. Jahrhunderts, das ursprünglich im nordwestlichen Flügel ein von Fürsterzbischof Markus Sittikus gegründetes Gymnasium mit Sacellum, einer dem hl. Karl Borromäus geweihten Hauskapelle, beherbergte. 1620 wurde die Anlage zu einer Benediktiner-Universität umgewandelt, ab 1630 weitläufig umgebaut.
Südlich stehen die Festspielhäuser, die früher den Fürsterzbischöfen als Hofmarstall dienten. Sie bestehen aus der ehemaligen Sommer- (Felsenreitschule) und Winterreitschule. Westlich davon befindet sich, durch eine Fahrbahn davon getrennt, die Pferdeschwemme. Diese Straße, die durch das Sigmundstor oder Neutor führt, verbindet die Altstadt mit dem Stadtteil Riedenburg. Es handelt sich dabei um den ältesten Straßentunnel Österreichs, der im 18. Jahrhundert aus dem Fels gehauen wurde.
Wolf Dietrich von Raitenau ließ ab 1606 das Gartenschloss Mirabell für Salome Alt errichten, das er ihr zu Ehren Schloss Altenau nannte. Unter Markus Sittikus von Hohenems entstand von 1613 bis 1615 außerhalb der Stadt die Schlossanlage Hellbrunn, die mit ihr durch die Hellbrunner Allee verbunden ist. Der Lustgarten ist eine manieristische Gartenanlage mit dekorativen Architekturen, Teichen, Brunnen, Grotten, Skulpturen und Wasserspielen.
Auf dem Hellbrunner Berg stehen das Monatsschlössl und das aus dem Fels herausgehauene Steintheater. Der Park mit Schloss und Nebengebäuden, befinden sich in der Nordwestecke der Anlage, am Fuß des Bergs. Die Anlage ist beinahe vollständig von einer Mauer umgeben. Die ehemalige Sommerresidenz der Fürsterzbischöfe ist über eine Zufahrt in Verlängerung einer von der Salzach herführenden Allee symmetrisch angelegt. Die große Gartenachse ist auf Schloss Goldenstein ausgerichtet. Auch Schloss Anif wurde über eine Landschaftsachse einbezogen. Entlang der Hellbrunner Allee liegen kleine, bald nach der Fertigstellung von Schloss Hellbrunn entstandene Schlösschen, die den Landschaftsgarten gliedern.
Die Kayserburg erinnert an den Erbauer Hauptmann Kayser, die Frohnburg an Freifrau von Frohberg. Schloss Herrnau hat seinen Namen von den Wiesen und Wäldern der Herren-Au. Der Name des Lasserhofes leitet sich vom Geschlecht der Lasser ab. Schloss Emslieb und Schloss Emsburg im Süden der Allee erinnern an Fürsterzbischof Markus Sittikus von Hohenems, einer der Miterbauer der Residenzen.

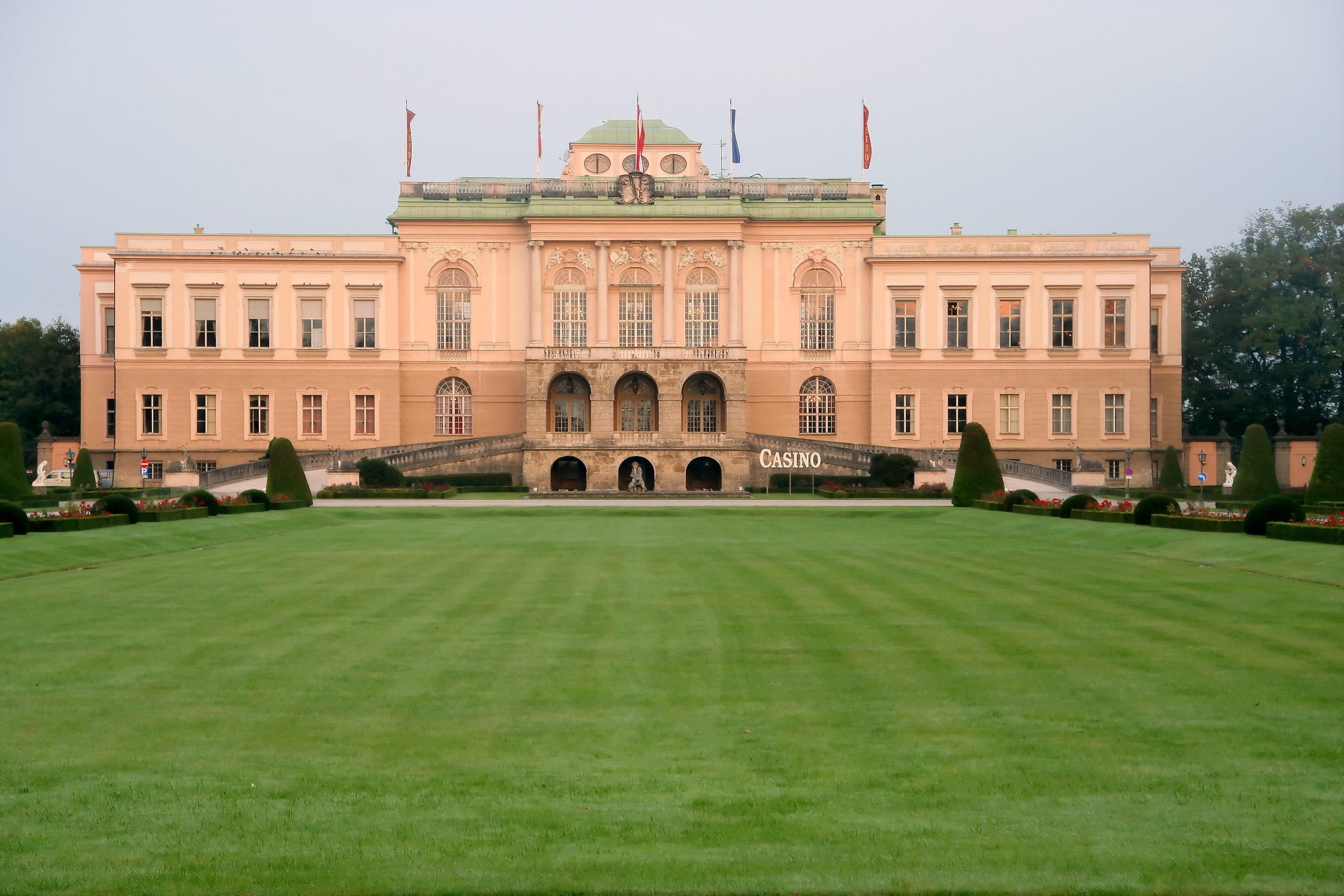
Johann Bernhard Fischer von Erlach errichtete einige Kirchen in Salzburg. Sein bedeutendstes profanes Bauwerk ist das im Norden der Stadt liegende Schloss Kleßheim.

Fürsterzbischof Johann Ernst von Thun beauftragte Johann Bernhard Fischer von Erlach mit dem Bau von Schloss Kleßheim (nordwestlich, unweit der Stadt), den Leopold Anton von Firmian weiterführen ließ. Dessen Nachfolger als Fürsterzbischof, Reichsfürst Franz Anton von Harrach, ließ die Arbeiten an Schloss Kleßheim unterbrechen und gab Johann Lucas von Hildebrandt den Auftrag zum Ausbau von Mirabell zu einem stattlichen Barockschloss. Fürsterzbischof Leopold Anton von Firmian ließ Schloss Leopoldskron mit dem großen Schlossweiher für sich und seinen Neffen Laktanz erbauen.
Schloss Aigen, seit dem Mittelalter ein Herrensitz am Fuß des Gaisbergs, war im frühen 15. Jahrhundert im Besitz des Domkapitels, danach wechselten die Eigentümer rasch. Kleine Ansitze auf dem Mönchsberg sind das Johannesschlössl und das Marketenderschlössl, beide heute den Pallottinern gehörend. Zu den Wehrbauten gehören das von Paris Lodron erbaute Franziskischlössl auf dem Kapuzinerberg und Schloss Neuhaus auf dem Kühberg.

### Plätze und Gassen der Altstadt

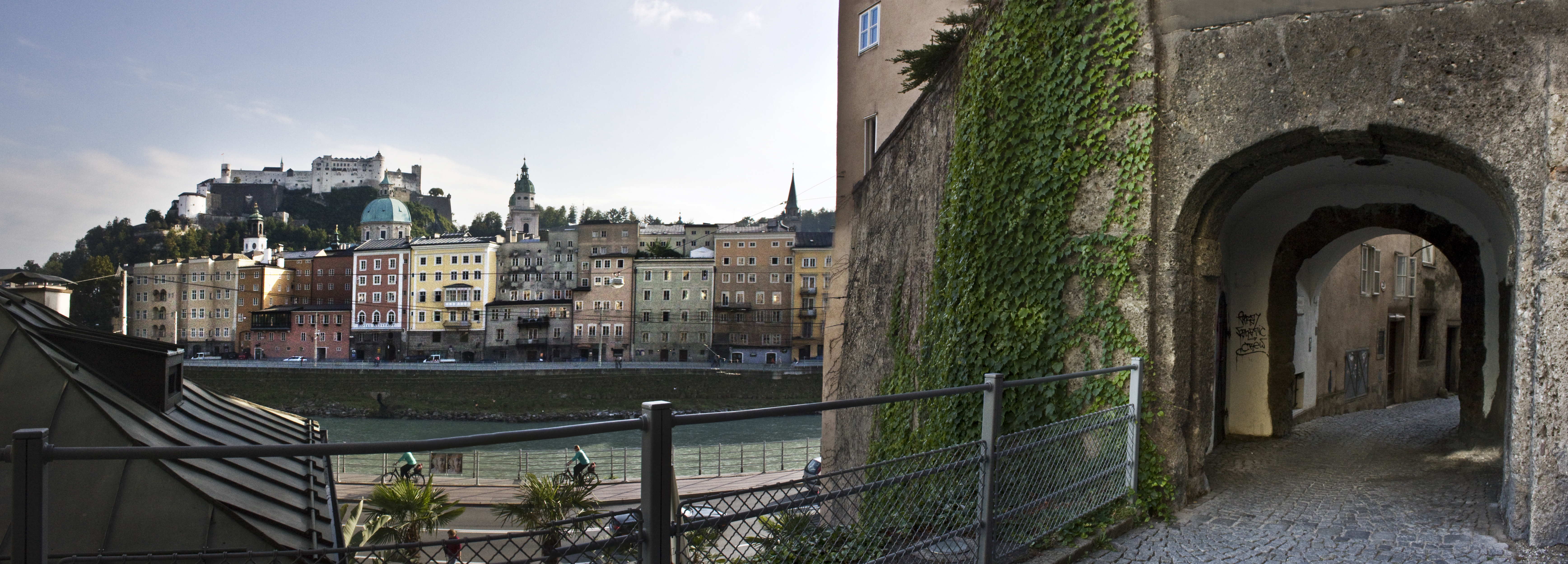
Blick zur Festung von der Steingasse

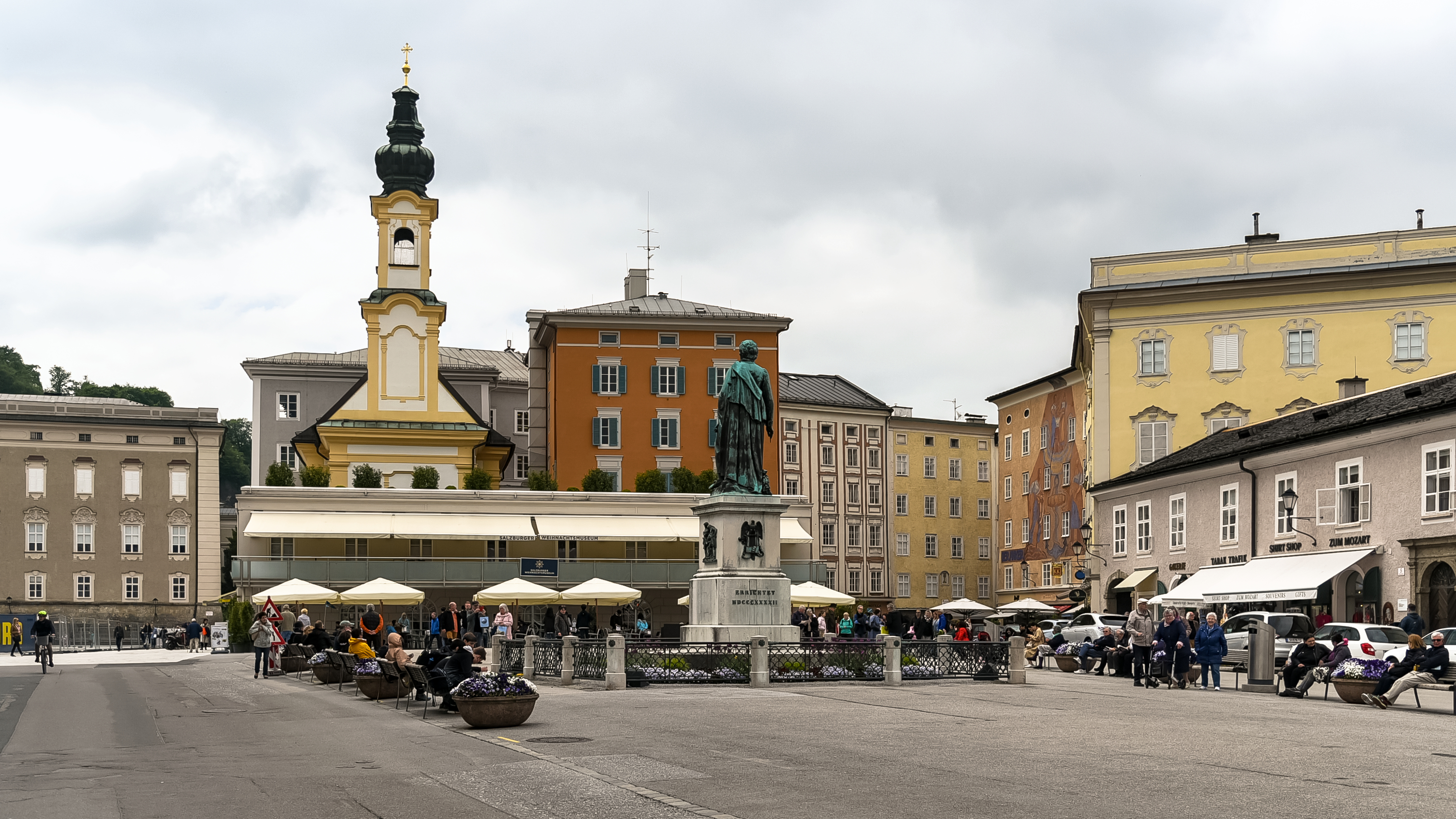
Der Mozartplatz und das darauf befindliche Denkmal sind dem Genius loci der Stadt gewidmet.

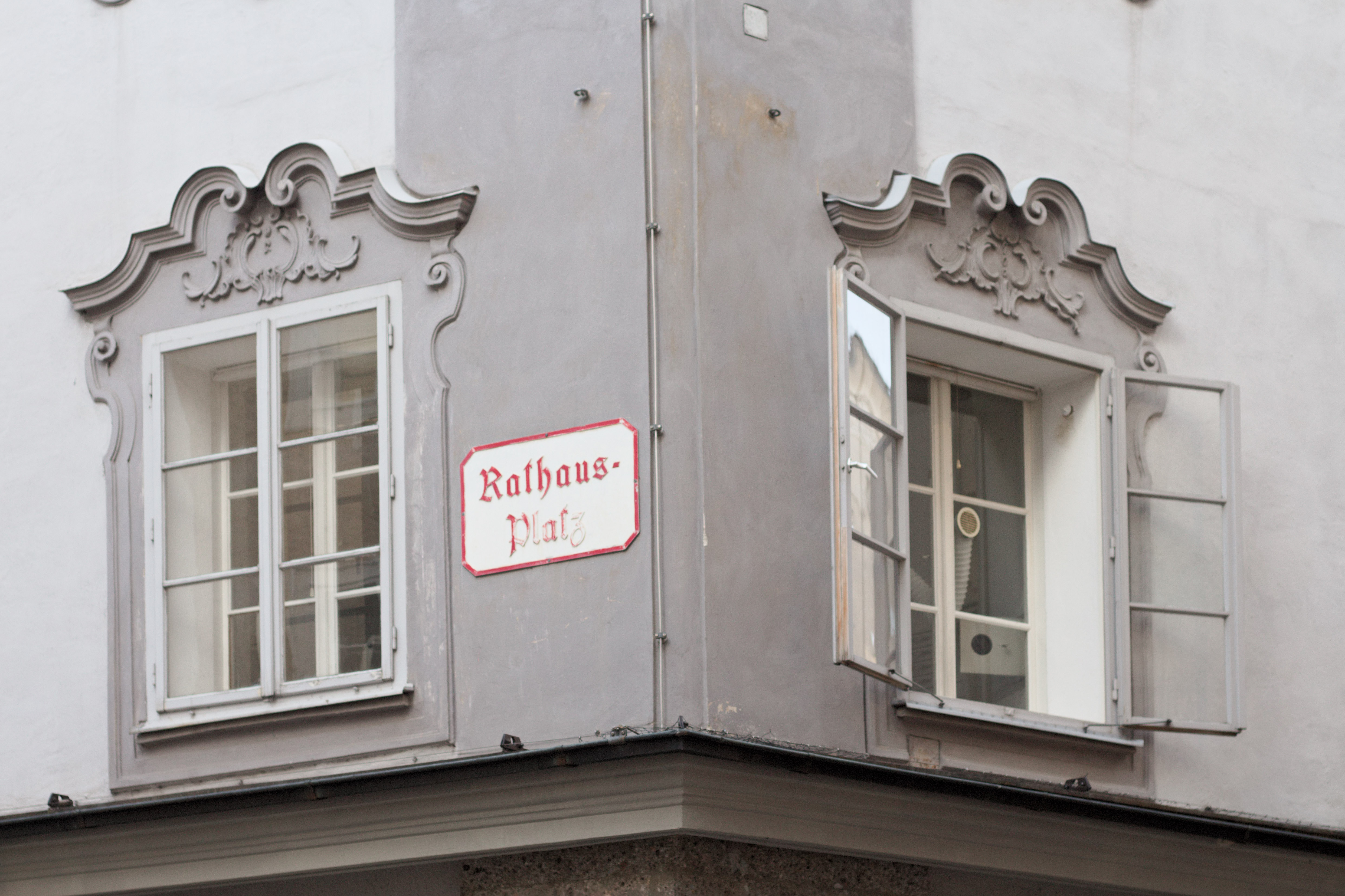
Obergeschoßfenster am Alten Rathaus an der Ecke Rathausplatz und Getreidegasse

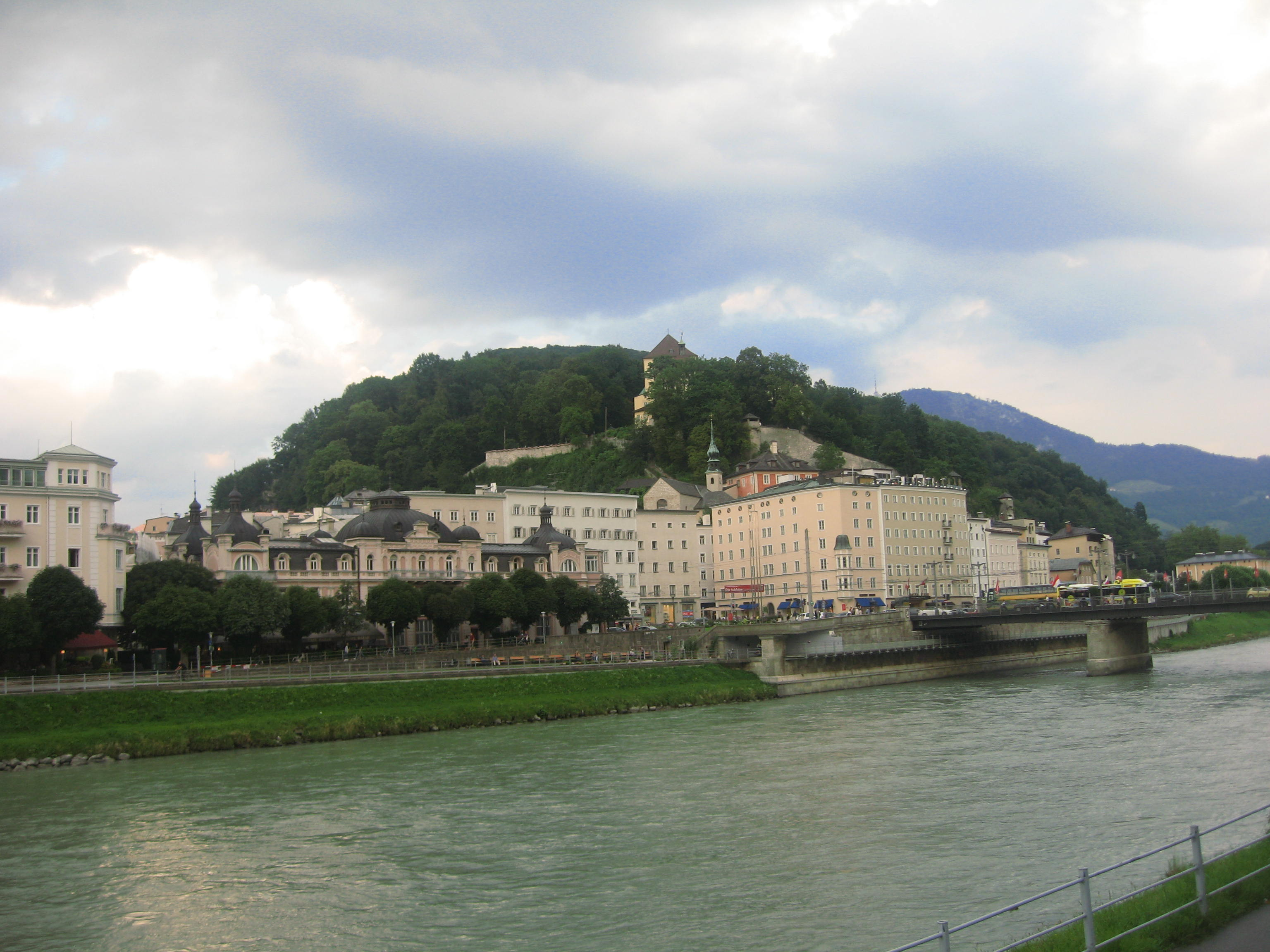
Der Kapuzinerberg auf der der Altstadt gegenüber liegenden Salzachseite. Hinter den Häusern, ab etwa in der Bildmitte, schlängelt sich die Steingasse entlang des Berges nach rechts.

Obwohl die Römer die Fläche der mittelalterlichen und neuzeitlichen Altstadt unbesiedelt ließen, deckt sich der Verlauf der drei wichtigsten römischen Landstraßen innerhalb der Stadtgrenzen mit denen der Getreidegasse, der Linzer Gasse und der Steingasse. Die zentral gelegene Getreidegasse, die Hauptstraße der Bürgerstadt, spielt seit jeher eine wichtige Rolle für den Handel. In ihr befindet sich auch das Geburtshaus von Wolfgang Amadeus Mozart. Weitere wichtige Straßenzüge und Plätze der Altstadt sind der rechteckige, der Domfassade vorgelagerte Domplatz, der an allen Seiten geschlossen, aber durch Arkaden mit dem Residenzplatz, dem Kapitelplatz und der Franziskanergasse verbunden ist. In seiner Mitte befindet sich die 1766–1771 errichtete Mariensäule.
Auf dem Mozartplatz mit dem Mozartdenkmal befindet sich auch das Zaun des Anstoßes genannte Denkmal für die Proteste gegen die Wiederaufarbeitungsanlage Wackersdorf.
Der Alte Markt ist ein rechteckiger Platz, der sich im Süden zur Residenz öffnet. Die heutige Anlage ergab sich aus einem im 13. Jahrhundert angelegten Platz, der später teilweise verbaut wurde. Der in seiner Mitte stehende Markt- oder Florianibrunnen wurde 1488 nach Fertigstellung der ersten städtischen Wasserleitung anstelle eines Ziehbrunnens errichtet. 1986 wurde auf dem Alten Markt der längste Protestbrief der Welt (über 1 km) zur Unterschrift aufgelegt, der Bayerns Ministerpräsident Franz Josef Strauß zur Einstellung der Ausbauarbeiten der Wiederaufarbeitungsanlage Wackersdorf aufforderte.
Der kleine, sich zum Mozartplatz öffnende Waagplatz ist aus dem Alten Markt hervorgegangen. Er verfügt über fünfgeschoßige im Kern mittelalterliche Häuser. Die Sigmund-Haffner-Gasse verbindet den Kranzlmarkt mit der Franziskanerkirche nach Einmündung der Churfürststraße. Sie wurde durch den Umbau der Residenz im 18. Jahrhundert trichterförmig erweitert. Der angrenzende kleine Rathausplatz zwischen Getreidegasse und Kranzlmarkt öffnet sich zur Salzach. Die Platzwände werden von der Seitenfassade des Rathauses und von hohen Bürgerhäusern gebildet.
Die Judengasse ist eine enge Gasse zwischen hohen 5- bis 6-stöckigen Häuserfronten in der Verlängerung der Achse Getreidegasse-Kranzlmarkt. Die schmale, leicht gewundene Herrengasse am Fuß des Festungsberges verbindet den Kapitelplatz mit der Kaigasse. Sie ist ausschließlich auf der Bergseite verbaut, wobei die Häuser im ersten Abschnitt frei stehen, ab Nummer 22 bilden sie eine geschlossene Zeile. Die Kaigasse ist der Hauptstraßenzug der Altstadt östlich des Domes. Sie ist aus mehreren in der Anlage mittelalterlichen Gassen zusammengesetzt. Die Krotachgasse verbindet die Kaigasse mit der Chiemseegasse. Sie endet beim Hauptportal des Chiemseehofs, einem Gebäudekomplex, in dem sich bis 1814 die Residenz der Bischöfe zu Chiemsee befand.
Die nahe liegende Pfeifergasse ist eine schmale Gasse, die vom Mozartplatz in mehreren Krümmungen zum Kajetanerplatz führt. Wie in den meisten Straßenzügen dieses Viertels stammen die Bürgerhäuser im Kern aus Mittelalter und 16. sowie 17. Jahrhundert. Der Altbestand wurde jedoch durch Bombentreffer während des Zweiten Weltkriegs weitgehend dezimiert. An der österlichen Seite der Altstadt liegt die Griesgasse, eine breite, mit leichtem Knick gerade verlaufende Straße zwischen Staatsbrücke und Gstättengasse. Sie wurde in der ersten Hälfte des 17. Jahrhunderts planmäßig außerhalb der Stadtmauer angelegt.
Am rechten Salzachufer gehört die Steingasse zu den wichtigsten Straßenzügen. Sie ist eine langgezogene, enge und mehrfach gewundene Gasse entlang des Salzachufers und war ehemals Hauptverkehrsweg und Ausfallstraße in Richtung Süden. Ihren besonderen historischen Charme erhält sie durch die Anlage auf an- und absteigendem Terrain zwischen Kapuzinerberg und Salzach.
Die Linzer Gasse, der Hauptstraßenzug in der rechtsufrigen Altstadt und Ausfallstraße in Richtung Nordosten, ist eine langgezogene Gasse, die vom Platzl an ansteigt und sich im äußeren Bereich krümmt. Sie verfügt über einen geschlossenen Bestand an im Baukern mittelalterlichen oder auf das 16. Jahrhundert zurückgehenden Bürgerhäusern.
Im Mai 2018 präsentierten die Mitarbeiter des Stadtarchivs eine Liste mit mehr als 60 Straßen und Plätzen mit nationalsozialistisch belasteten Namen. 46 tragen die Namen prominenter NSDAP-Mitglieder. Der Antrag auf Umbenennung ist im September 2021 im Gemeinderat mit einer knappen Mehrheit abgelehnt worden.

### Friedhöfe

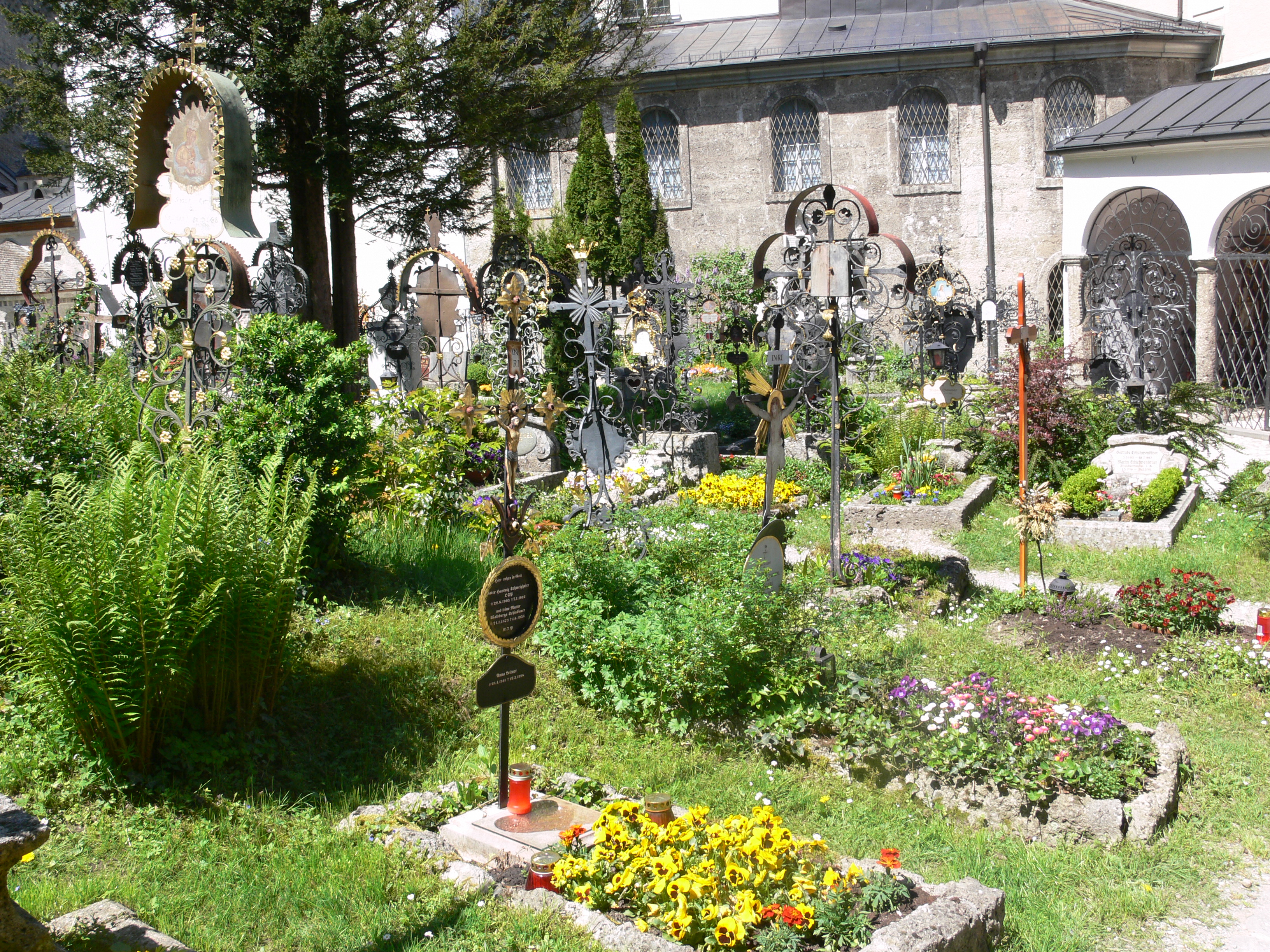
Der zum Erzstift St. Peter gehörende Petersfriedhof liegt an der Nordseite des Mönchsbergs

Salzburg verfügt über zwei große historische Friedhöfe, die kunst- und kulturhistorisch von großer Bedeutung sind. Der südlich und östlich der St.-Peter-Stiftskirche gelegene Petersfriedhof ist der älteste erhaltene Friedhof der Stadt. Die unregelmäßige Anlage befindet sich auf leicht ansteigendem Gelände und wird im Norden und Nordosten gegen die Mönchsbergwand durch Gruft-Arkaden abgeschlossen. Sie wurden von um 1600 bis gegen die Mitte des 17. Jahrhunderts errichtet.
Der zweite historische Friedhof der Stadt ist der Sebastiansfriedhof. Er wurde zwischen 1595 und 1600 im Auftrag Fürsterzbischofs Wolf Dietrich von Raitenau nach dem Vorbild italienischer Campi Santi erbaut. Es handelt sich um eine annähernd quadratische Anlage, die auf allen vier Seiten von Pfeilerarkaden umgeben ist. In der Mitte des Friedhofs befindet sich die Gabrielskapelle (1597–1603), in der sich das Mausoleum Wolf Dietrichs befindet.
Der größte Friedhof von Stadt und Land Salzburg ist der 1879 erbaute Kommunalfriedhof in Gneis. Hier befindet sich auch das bislang einzige Krematorium des Landes Salzburg (1931 errichtet). Der später erweiterte große Friedhof in Aigen wurde 1891 an der Stelle des kleinen Kirchhofes geweiht. Mehrmals erweitert wurde der aus dem Mittelalter stammende Friedhof in Maxglan.
Etliche kleinere Friedhöfe befinden sich rund um die Vorstadtkirchen. Im idyllisch gelegenen Klosterfriedhof des Benediktinerinnenstifts Nonnberg werden seit Jahrhunderten verstorbene Ordensangehörige beigesetzt. Auf dem Soldatenfriedhof in Nonntal wurden zwischen 1803 und 1879 Salzburger gefallene, aber auch in Ruhestand gegangene verstorbene Soldaten des Erzherzog Rainer-Regiments bestattet. In Aigen befindet sich seit 1893 der Jüdische Friedhof, auf dem verstorbene Mitglieder der jüdischen Glaubensgemeinde beigesetzt werden.

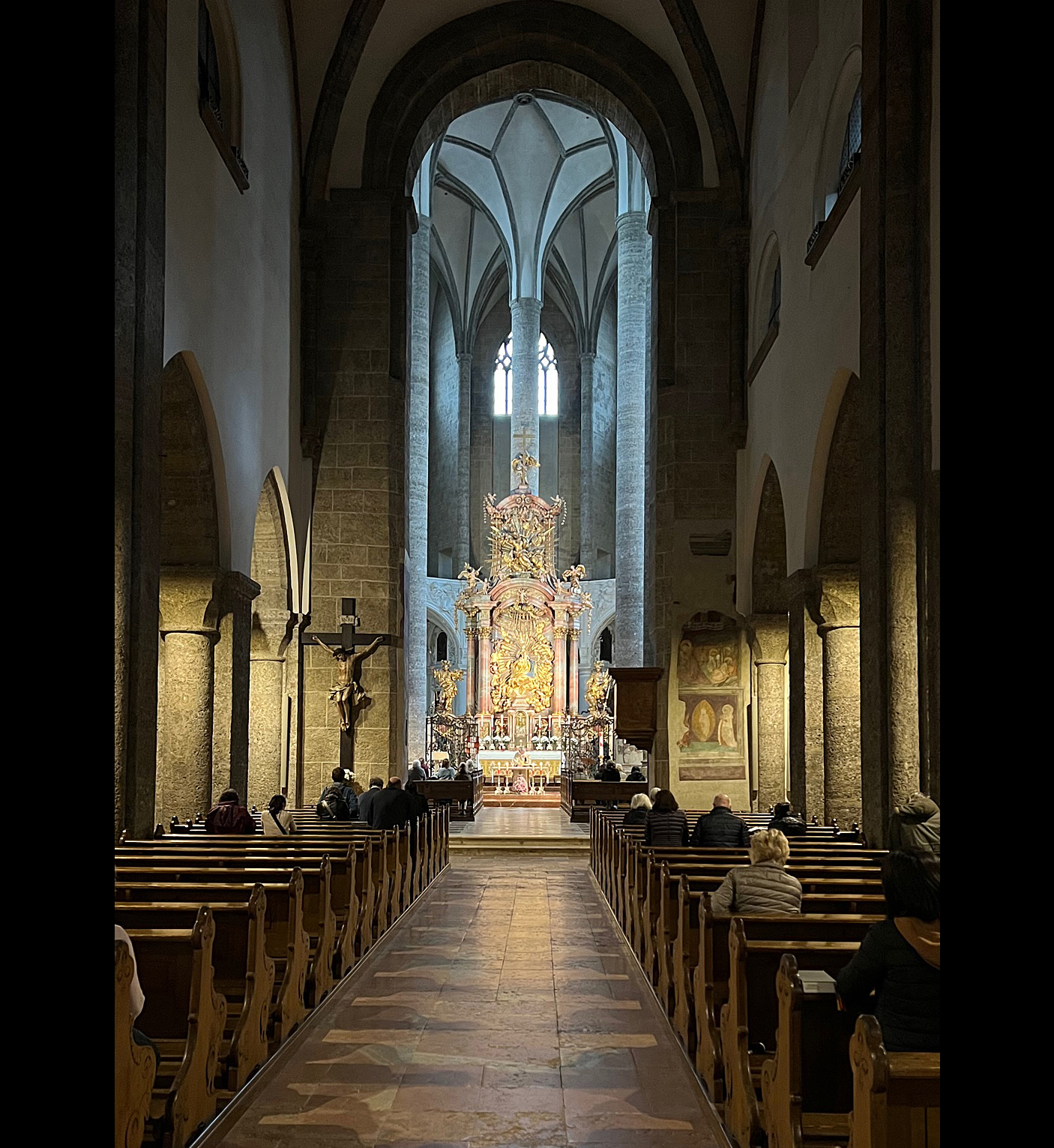
Das romanische Langhaus der Franziskanerkirche mit Blick zum gotischen Chor und barocken Altar

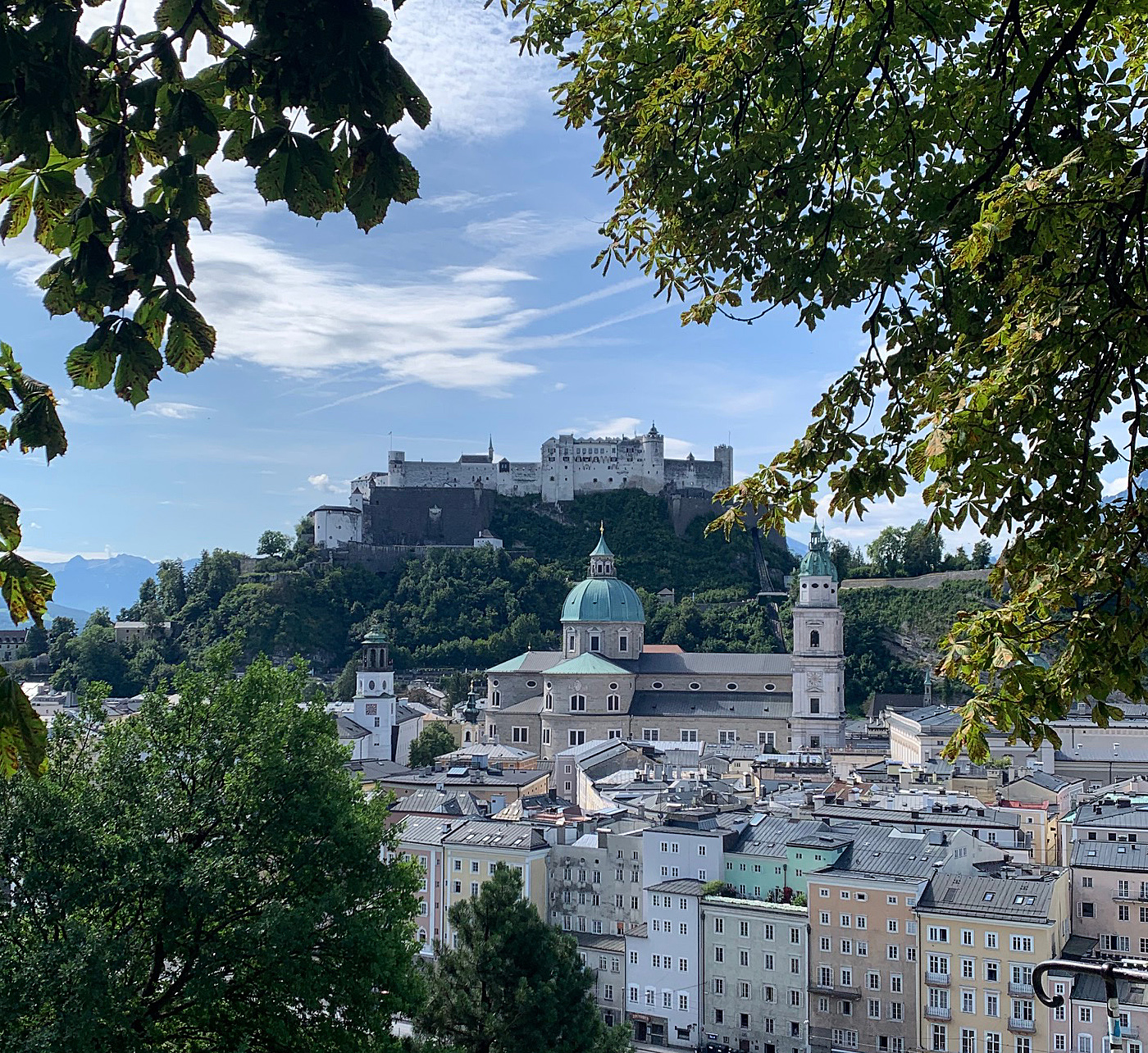
Blick vom Kapuzinerberg zur Festung und dem links darunter liegenden Nonnbergkloster

## Architektur

### Bauten aus der Zeit der Romanik und der Gotik
Die romanischen und gotischen Kirchen, Klosterbauten und Fachwerkhäuser prägten lange Zeit das Bild der mittelalterlichen Stadt, allen voran der Dom, dessen Erstbau im 7./8. Jahrhundert entstand. Nach einem Brand im Jahr 1598 und dem Einsturz des Mittelschiffgewölbes begann Fürsterzbischof Wolf Dietrich von Raitenau einen Neubau zu planen. Der barocke Dom entstand allerdings erst unter seinem Nachfolger; der mittelalterliche Vorgängerbau fiel ihm vollständig zum Opfer. Ein kleines Überbleibsel findet man noch in der Sigmund Haffner-Gasse Nr. 16: Vor der Durchfahrt des sogenannten Langenhofs steht ein romanischer Löwe aus der Mitte des 12. Jahrhunderts, der aus dem mittelalterlichen Dom stammt.
Im Unterschied zum Dom ist das romanische Langhaus der Franziskanerkirche noch erhalten. Der spätgotische Chor wurde wahrscheinlich noch im ersten Viertel des 15. Jahrhunderts unter Meister Hans von Burghausen begonnen. Am Anlauf der Treppenbrüstung zur spätgotischen Kanzel steht ebenfalls ein romanischer Löwe (mit Krieger) aus dem 13. Jahrhundert. - Die Benediktinerinnen-Abtei Nonnberg befindet sich nordöstlich der Festung Hohensalzburg auf einer Terrasse des steil abfallenden Festungsberges. Die der Himmelfahrt Mariens geweihte Kirche stammt aus der Spätgotik. Sie entstand wie das Kloster nach einem Brand im Jahr 1423, wobei beim Neubau der Kirche der Grundriss des romanischen Vorgängerbaus beibehalten wurde. Aus der Romanik ist auch der Westturm erhalten, der in der ersten Hälfte des 12. Jahrhunderts gebaut wurde. - Die zum St.-Peter-Stift gehörende Margarethenkapelle inmitten des Petersfriedhofs ist ein einheitlicher spätgotischer Saalbau. Die dem Hl. Georg geweihte Kirche der Festung Hohensalzburg mit steilem Satteldach und Spitzbogenportal wurde um 1500 unter Fürsterzbischof Leonhard von Keutschach errichtet. Auf ihn geht auch die spätgotische Ausstattung der im dritten Obergeschoß des inneren Schlosses befindlichen Fürstenzimmer mit der Goldenen Stube und den angrenzenden Räumen zurück.

### Renaissance- und Barock-Bauten

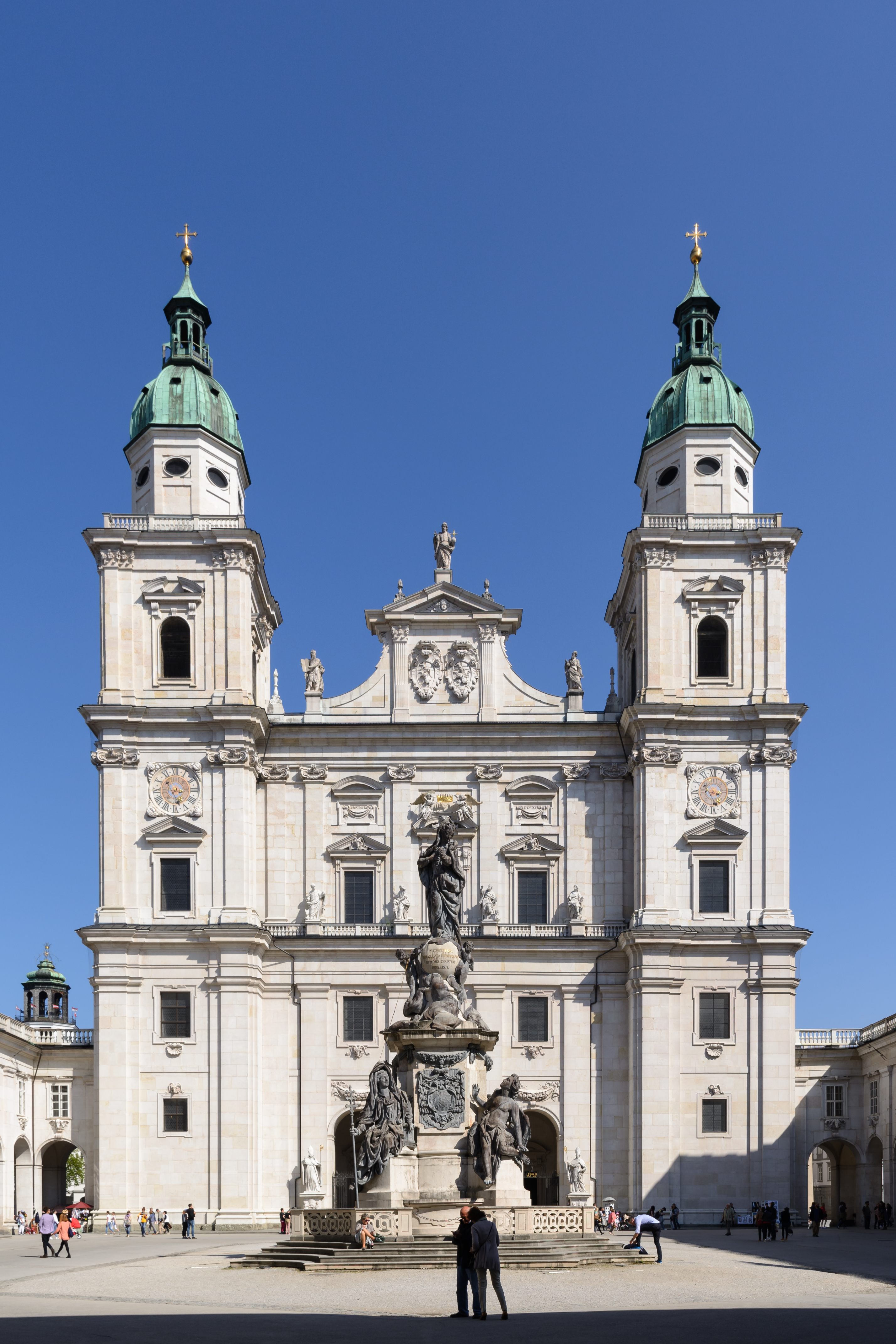
Der frühbarocke Dom wurde, nachdem ein erstes, größer dimensioniertes Projekt Vincenzo Scamozzis verworfen worden war, von Santino Solari errichtet.

Fürsterzbischof Wolf Dietrich von Raitenau, der in Rom studiert hatte und mit einem Papst und Bischöfen verwandt war, hatte, nachdem er zum Bischof von Salzburg ernannt wurde, nur ein Ziel: die Stadt architektonisch dem Zentrum der Christenheit anzupassen. Gemeinsam mit dem Architekten und Architekturtheoretiker Vincenzo Scamozzi begann er, diesen Plan zu verwirklichen. Nach einem Brand des alten Doms im Jahr 1598 und dem Einsturz des Mittelschiffgewölbes wurde der italienische Baumeister mit dem Neubau beauftragt. Seine Projekte aus den Jahren 1601–1607 waren allerdings so überdimensioniert, dass sie nicht zur Ausführung kamen. Der Baubeginn an einem kleineren Bau im Jahr 1611 wurde nach dem Sturz Wolf Dietrichs ein Jahr später gestoppt. Im Auftrag des folgenden Fürsterzbischofs Markus Sittikus entwarf Santino Solari Pläne für einen neuen Dom, der unter seiner Leitung zur Ausführung kam und der der erste frühbarocke Kirchenbau nördlich der Alpen war. Die Fürsterzbischöfe Markus Sittikus und Paris Lodron setzten den von Wolf Dietrich geplanten Umbau der Stadt zur fürstlichen Barockresidenz fort. Unter ihnen entstanden das Lustschloss Hellbrunn, die Fürstenresidenz in der Innenstadt, das Universitätsgebäude, der Festungsgürtel und etliche andere Bauwerke. Giovanni Antonio Daria leitete im Auftrag des Fürsterzbischofs Guidobald Graf von Thun vermutlich ab 1656 den Bau des Residenzbrunnens und die Neugestaltung des Domplatzes. Der aus Roveredo stammende Architekt Giovanni Gaspare Zuccalli wurde mit der Errichtung der Erhardkirche und der Kajetanerkirche im Süden der Altstadt betraut.
Vollendet wurde die immer barocker werdende Stadt mit Bauten von Johann Bernhard Fischer von Erlach, der im Auftrag Fürsterzbischofs Graf Johann Ernst von Thun tätig war. Von ihm stammen u. a. die Fassade des Hofmarstalls (heute Festspielhaus an der Seite zum Neutor), die Dreifaltigkeitskirche am Makartplatz, die Universitäts- oder Kollegienkirche, die Markus- oder Ursulinenkirche am Rudolfskai, das außerhalb der Stadt liegende Schloss Kleßheim und der Hochaltar der Franziskanerkirche. Danach erlahmte der weitere Ausbau der Stadt, weshalb es in Salzburg keine Rokoko-Kirchen gibt. Erst Fürsterzbischof Siegmund III. Christoph Graf von Schrattenbach setzte mit dem Bau des Siegmunds- oder Neutors und der Marienstatue am Domplatz neue Akzente. Die architektonische Gestaltung des Tors übernahmen Wolfgang Hagenauer und sein Bruder Johann Baptist Hagenauer, der für die Bildhauerarbeiten verantwortlich zeichnete. Gemeinsam schufen sie auch – in Auseinandersetzung mit einem älteren Modell – die Marienstatue am Domplatz.
Nachdem das Gebiet des Erzstifts Salzburg zu Beginn des 19. Jahrhunderts zwischen Oberösterreich, Bayern (Rupertigau) und Tirol (Zillertal, Matrei in Osttirol) aufgeteilt worden war, stand die architektonische und künstlerische Entwicklung einige Zeit still. Erst ab der Gründerzeit entstanden neue, hauptsächlich profane Gebäude. Gegen Ende des Jahrhunderts schuf der Architekt Jakob Ceconi u. a. die Bazargebäude, während Carl Freiherr von Schwarz großen Anteil am Ausbau des Bahnnetzes und der Salzach-Regulierung hatte.
Zur Architektur um die Zeit nach der Jahrhundertwende siehe auch die Liste der Bauwerke von Paul Geppert dem Älteren.

### Klassische Moderne und Nachkriegsmoderne

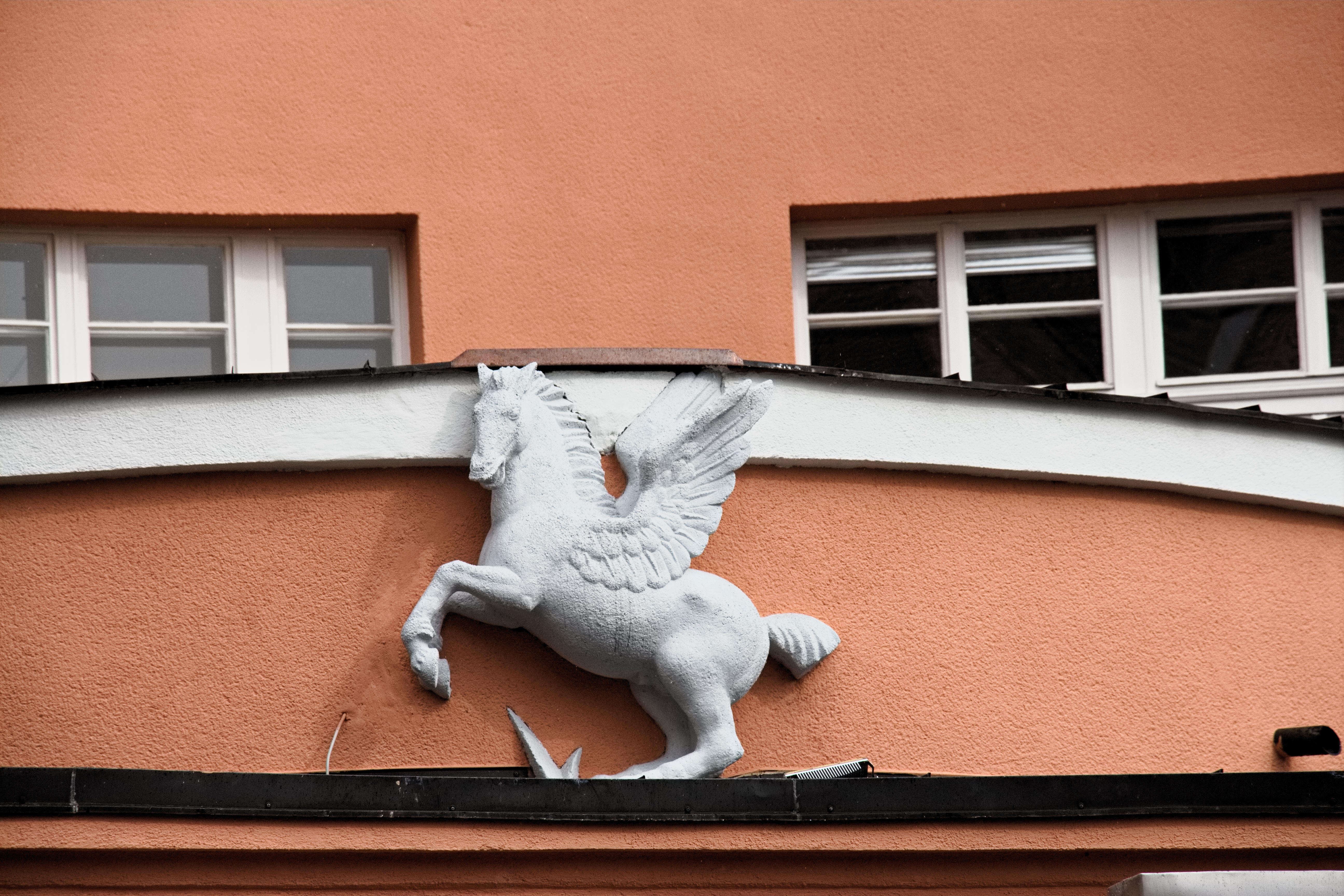
Detail am 1926 errichteten Gebäude der Druck- und Verlagsanstalt Kiesel

Wie in beinahe allen Städten auf deutschsprachigem Gebiet gab es auch in Salzburg während des Zweiten Weltkriegs Bombentreffer. Es folgte eine Zeit des Wiederaufbaues und des architektonischen Neubeginns mit Bauwerken der klassischen Moderne und der Nachkriegsmoderne. Zu den bedeutendsten zählen das 1924–1926 errichtete Druck- und Verlagsgebäude Kiesel in der Elisabeth-Vorstadt, das 1925–1926 gebaute Alte Festspielhaus (seit 2006 Haus für Mozart), das im Zweiten Weltkrieg schwer beschädigte und 1957 fertiggestellte Hotel Europa (an der Stelle des früheren Grand Hôtel de l´Europe) ebenfalls in der Elisabeth-Vorstadt, das 1960–1962 von Clemens Holzmeister erbaute Große Festspielhaus, sowie einige andere Gebäude (das Freibad in Leopoldskron aus dem Jahr 1964 und das ursprünglich 1957 errichtete Kongresshaus), die mittlerweile neuer Architektur gewichen sind.
Zur Architektur seit den 1980er-Jahren siehe den Hauptartikel Liste von Bauwerken der Moderne in Salzburg.

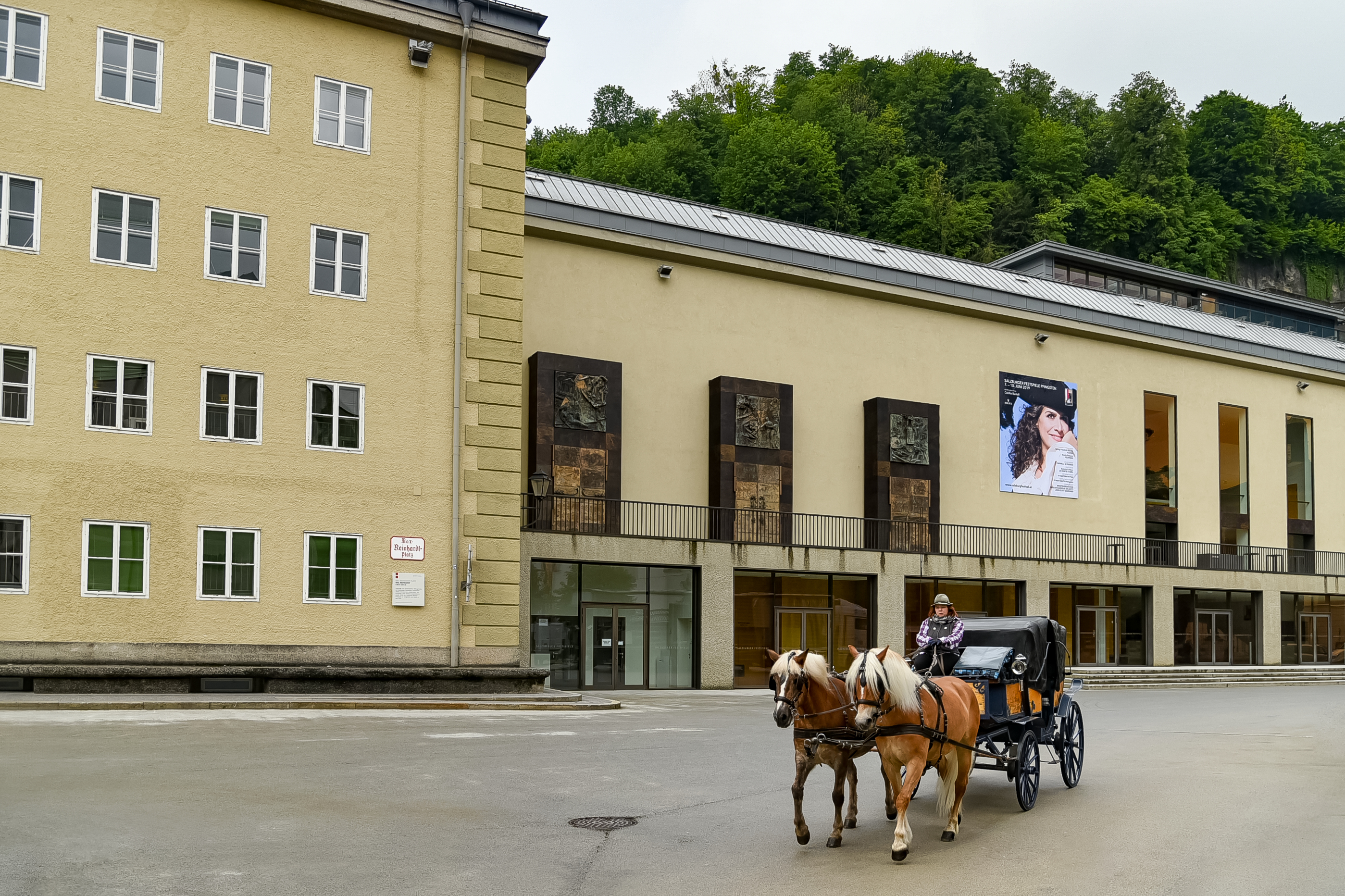
Das neu errichtete Haus für Mozart im Gebäudekomplex der Festspielhäuser

Dank einer strengen Bauordnung, gemäß der die einzigartigen historischen Gebäude der Salzburger Innenstadt weder verändert noch niedergerissen werden dürfen und auch der Bau moderner Architektur nicht vorgesehen ist, sollte die Altstadt, die vielen Menschen als eine der schönsten der Welt gilt, den Bewohnern und Touristen in ihrer Gesamtheit erhalten bleiben.
Auf der anderen Seite der Salzach wurde das aus 1978 stammende Gebäude des Mozarteums (am barocken Mirabellgarten gelegen) wegen Verdachts krebsauslösender Baustoffe geschlossen, renoviert und entstand nach Plänen Robert Rechenauers neu. Der frühere Makart-Steg, seit 2021 Marko Feingold-Steg, der Ende des 20. Jahrhunderts baufällig geworden war, wurde zwischen 2000 und 2001 vom Salzburger Architekturbüro Halle 1 errichtet. Im Jahr 2011 wurde der Unipark Nonntal eröffnet. Das Architektenteam Storch Ehlers Partner hatte ihn geplant, das Projekt wurde 2012 mit dem Architekturpreis des Landes Salzburg ausgezeichnet. Etwas früher entstand das Wohn- und Atelierhaus des Architektenpaares Christine und Horst Lechner, das in der Priesterhausgasse hinter der Dreifaltigkeitskirche steht. Das Projekt hatte den Architekturpreis 2010 gewonnen. Zu den umstrittenen, aber notwendigen Gebäuden im Innenstadtbereich gehört das Heizkraftwerk Mitte, das sich an der Grenze der Schutzzone befindet. Die östliche, zum Kapuzinerberg gewandte Seite, verfügt über ein an eine Festung erinnerndes Dekor, wodurch das Aussehen eines Geschlechterturms (z. B. in San Gimignano) verstärkt wird.

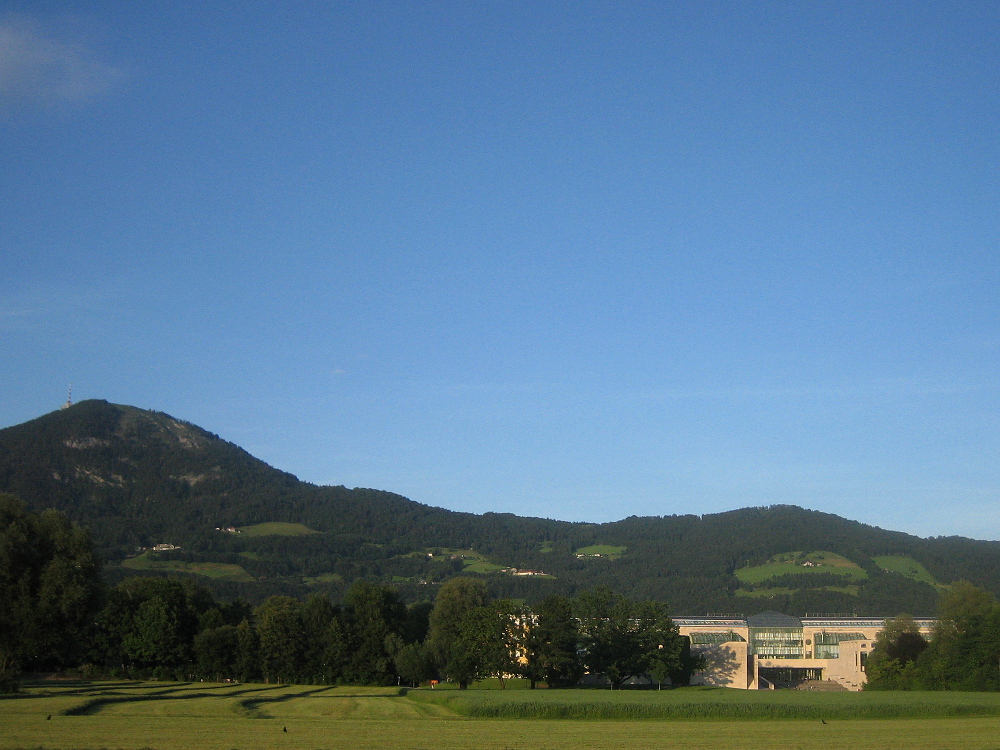
Das neue Gebäude der Naturwissenschaftlichen Fakultät mit Gaisberg (im Hintergrund)

Außerhalb der Altstadt waren um die Jahrtausendwende bedeutende moderne Bauwerke entstanden, etwa das Gebäude der Naturwissenschaftlichen Fakultät, das im Rahmen der Neugestaltung des Universitätsviertels Nonntal in der Akademiestraße errichtet wurde. Architekt war der in Itzling geborene Wilhelm Holzbauer. Als eigenes Stadtteilzentrum entstand die Neue Mitte Lehen. Es wurde wie der Marko Feingold-Steg vom Salzburger Architektur-Büro Halle 1 geplant. In dem stadtteilprägenden Gebäude sind die Stadtbibliothek und ein Seniorenzentrum untergebracht. Der aufwändige Glasbau des Hangar-7, ein Beispiel der Blob-Architektur, befindet sich am Flughafen Salzburg und wurde von Volkmar Burgstaller geplant. Der Europark (Architektur: Massimiliano Fuksas) in Taxham zählt ebenfalls zu den neueren Bauten der Moderne in Salzburg und stellt auch einen der wirtschaftlich wichtigsten Betriebe des Bundeslandes dar.
Darüber hinaus gibt es auch experimentelle Ansätze zur zeitgenössischen Architektur an der Bauakademie Salzburg der Gruppe soma. Ein Beispiel zeitgenössischer Technik-Architektur ist das von Max Rieder und Erich Wagner in unmittelbarer Nähe zum Weltkulturerbe-Schutzgebiet in skulpturaler Formensprache errichtete Wasserkraftwerk Sohlstufe Lehen, das 2014 mit dem Europäischen Betonbaupreis ausgezeichnet wurde.

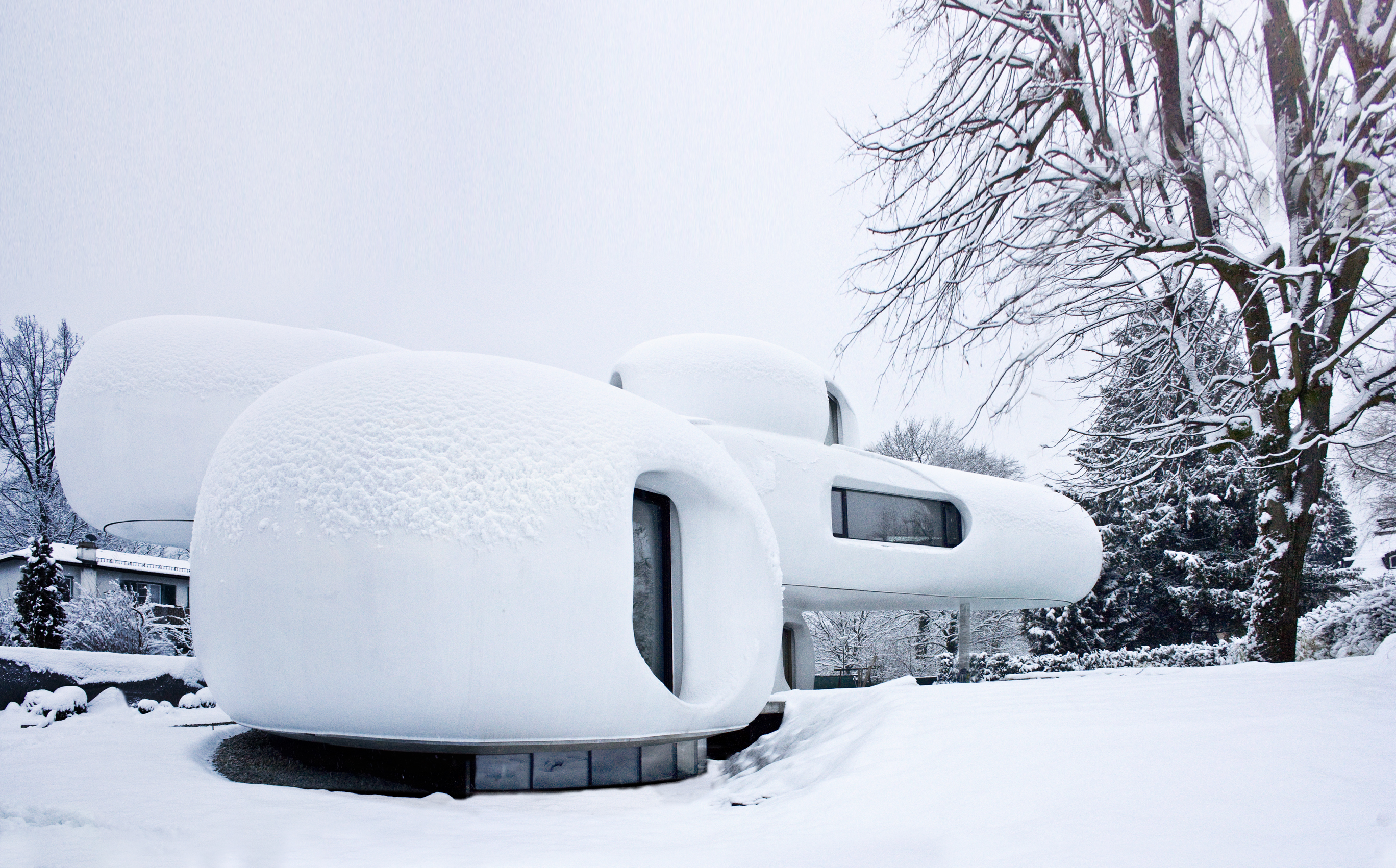
Wohnskulptur in Leopoldskron
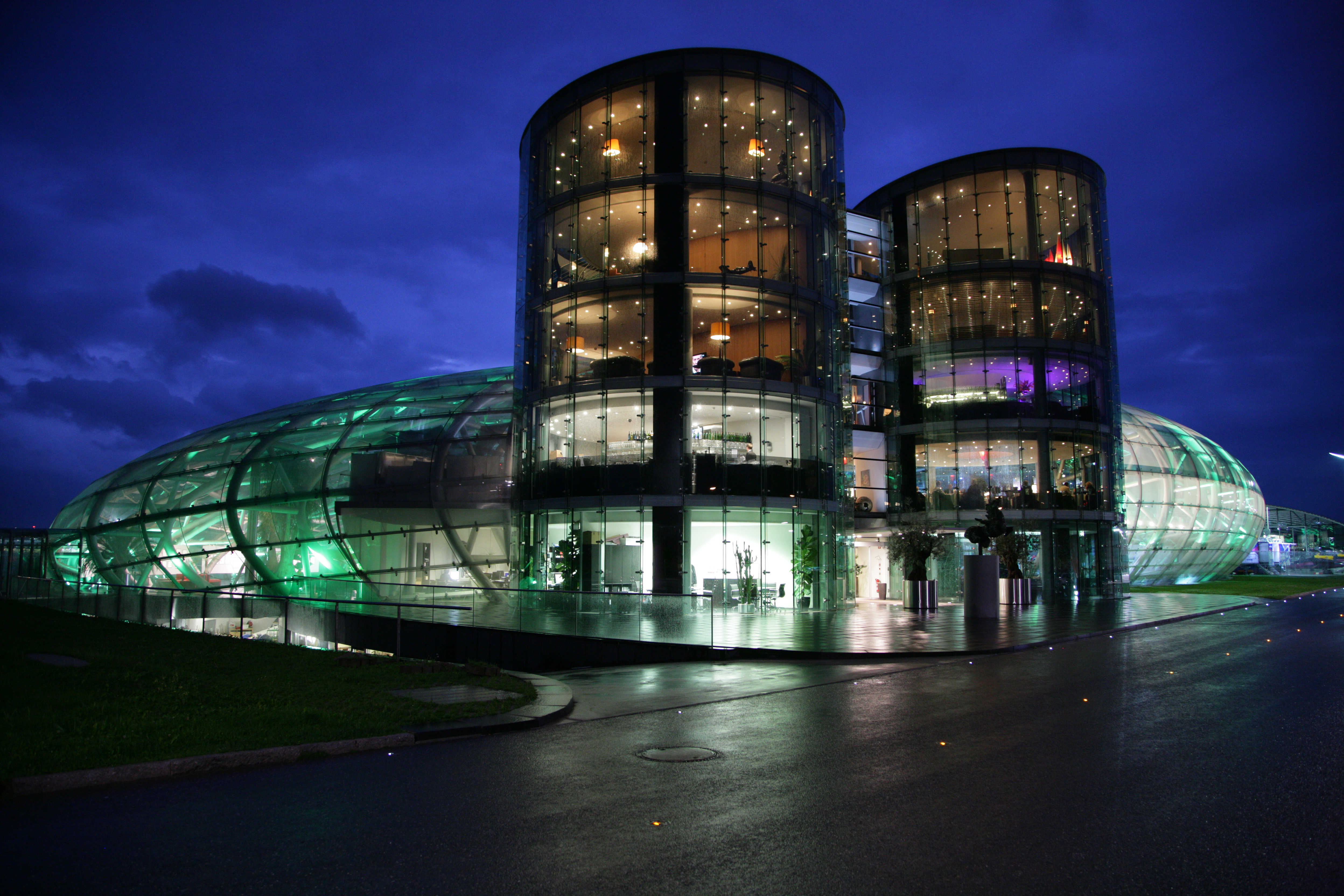
Hangar-7
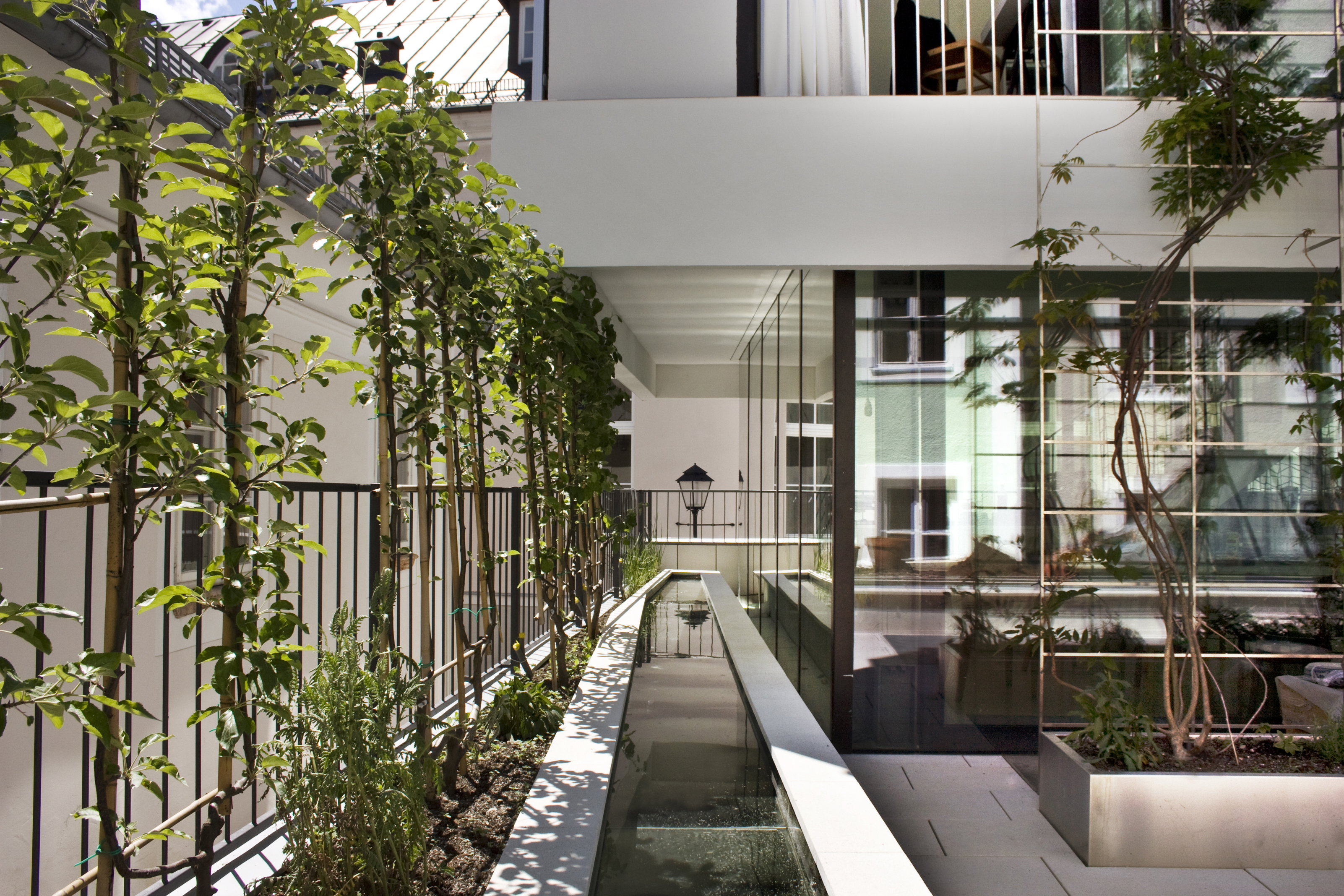
Wohn- und Atelierhaus Lechner in der Altstadt
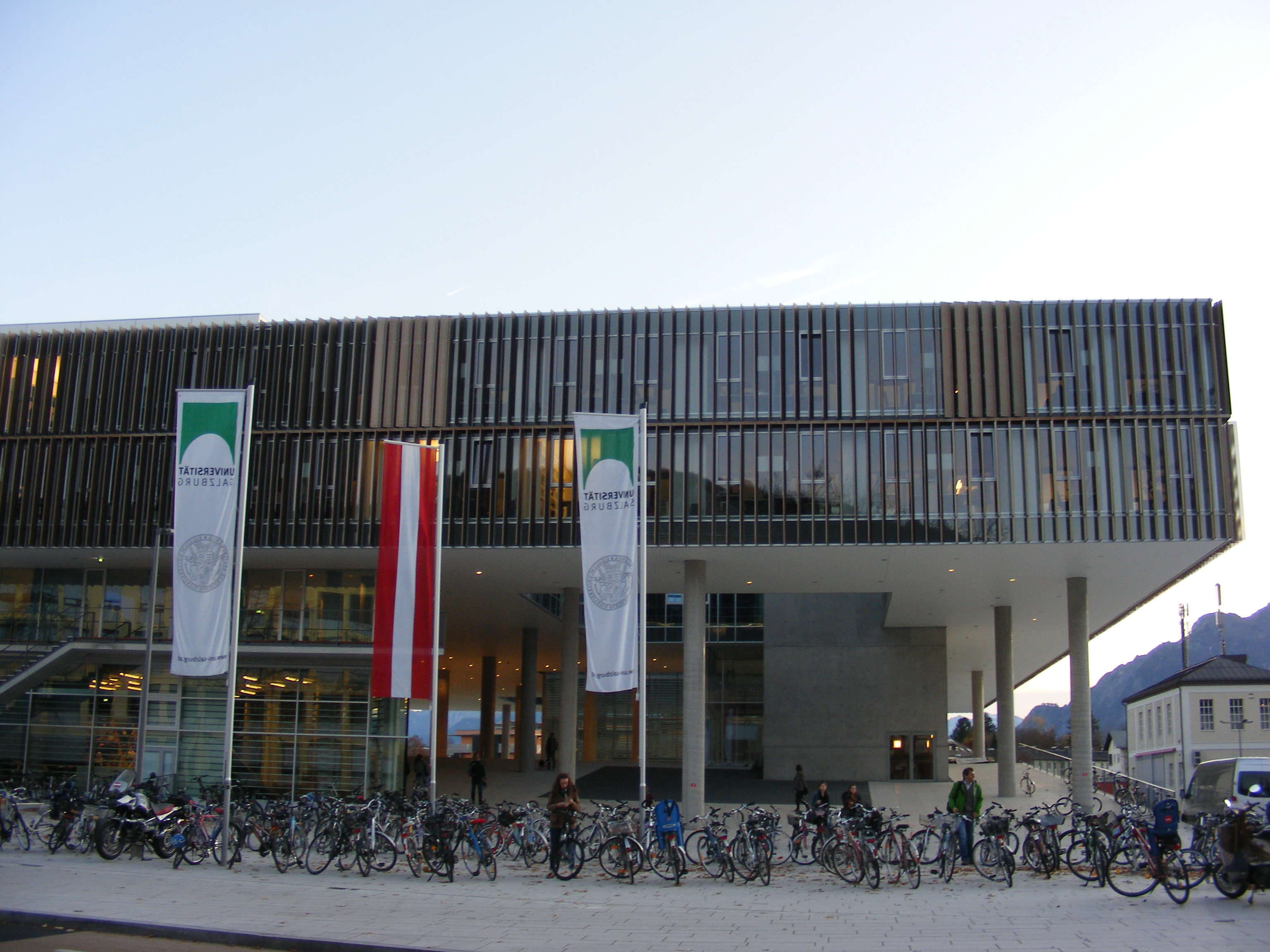
Unipark Nonntal der Universität Salzburg
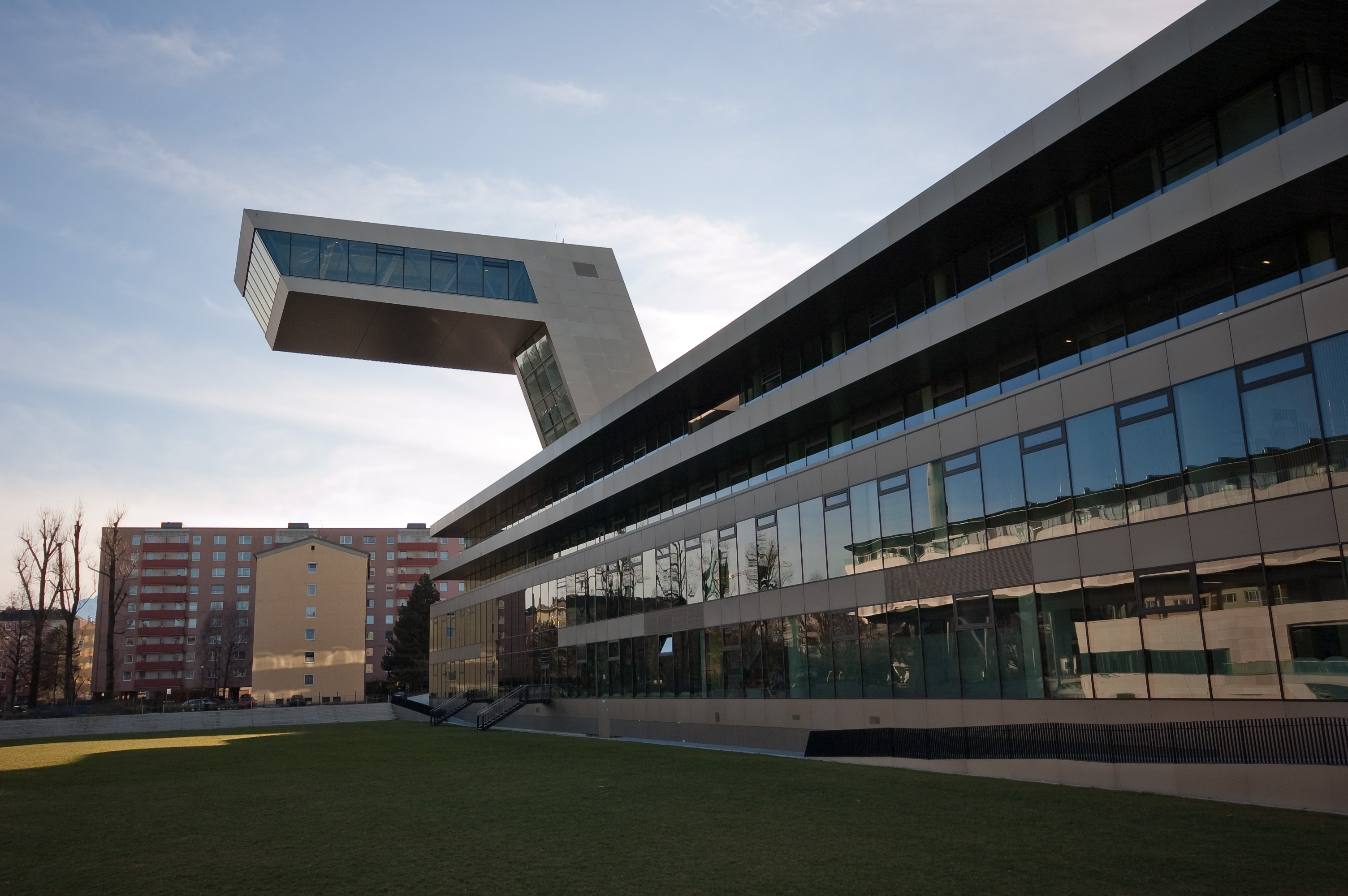
Neue Mitte Lehen: Stadtbibliothek
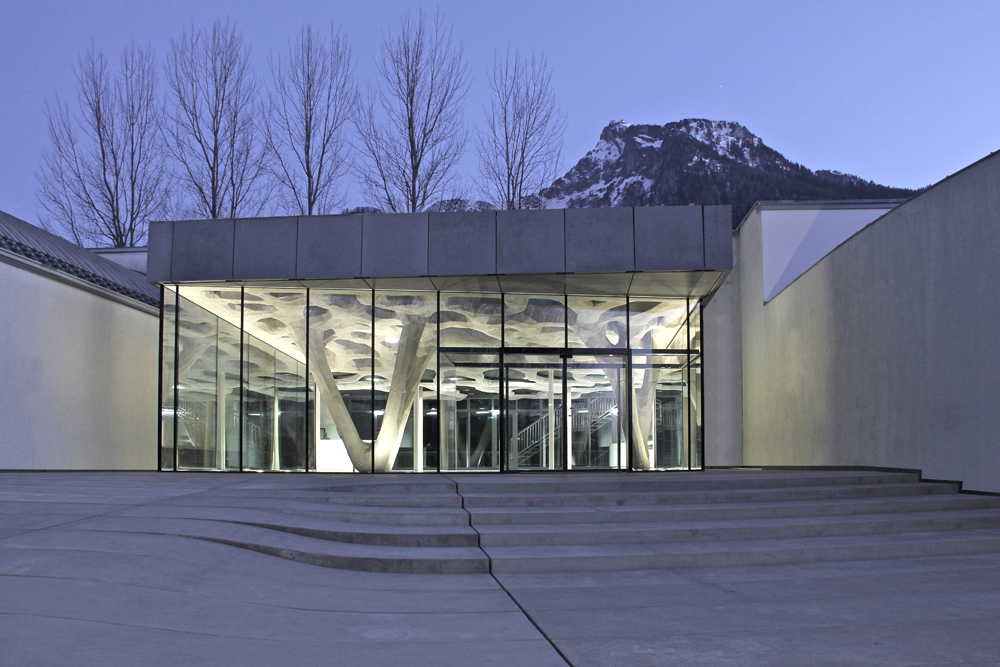
Umbau und Erweiterung der Bauakademie Salzburg

## Kultur

### Musikstadt Salzburg

#### Geschichte

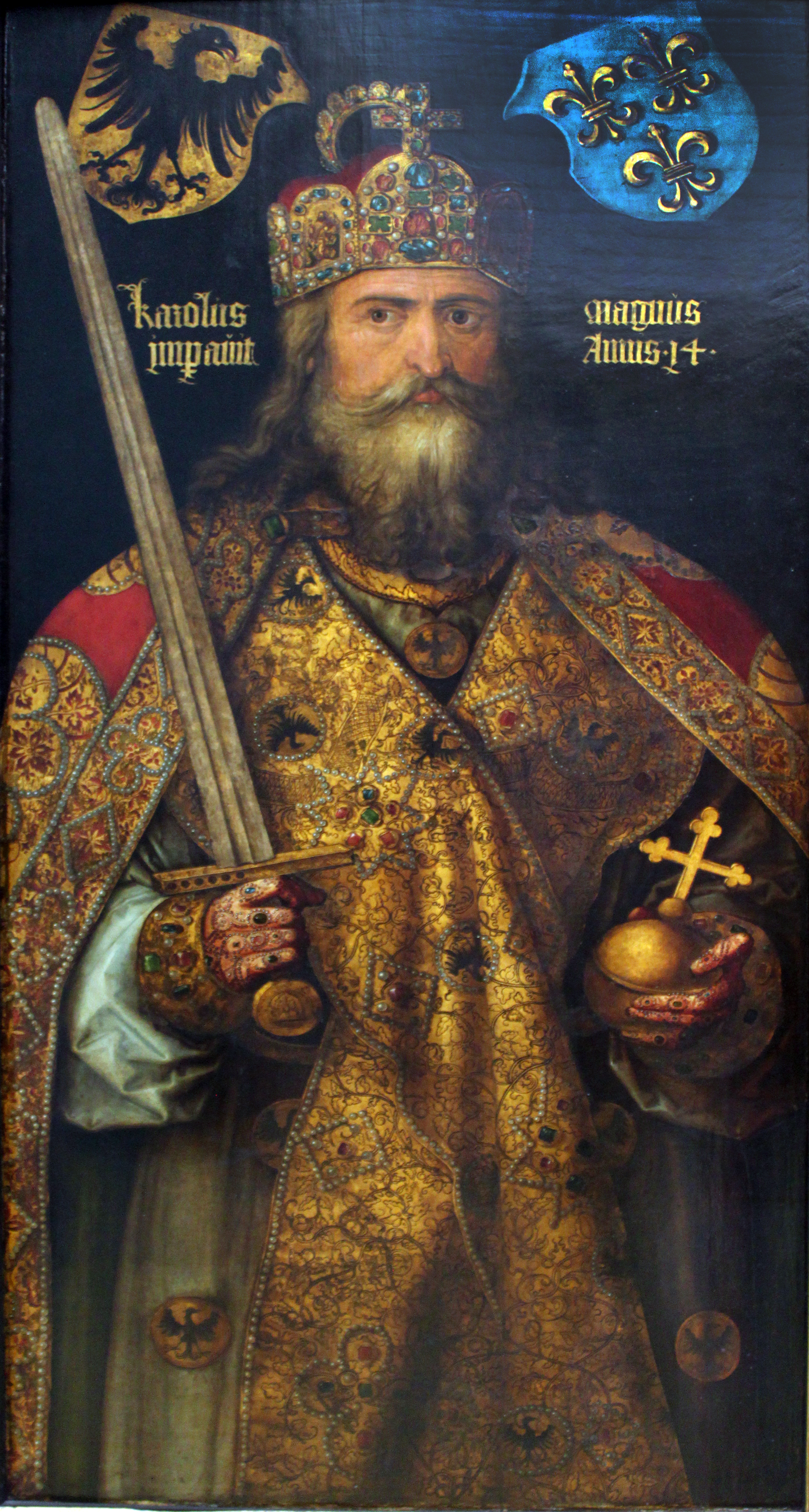
Schon in der Zeit Karls des Großen (Porträt von Albrecht Dürer) genoss Salzburg einen guten Ruf als Musikstadt.

Schon unter dem am Übergang zum 9. Jahrhundert lebenden Erzbischof Arn von Salzburg bestand eine frühe Musiktradition. Salzburger Komponisten hatten eine enge Verbindung zu Gelehrten, die für Karl den Großen tätig waren. 870 bat Papst Johannes VIII. angesichts des schon damals guten Rufes der Musikstadt Salzburg den Erzbischof um eine Orgel und einen Organisten für den Vatikan. Unter Fürsterzbischof Eberhard II. wirkte der Lyriker und Minnesänger Neidhart von Reuental. Unter Fürsterzbischof Pilgrim II. von Puchheim lebte am Salzburger Hof der anonym gebliebene Mönch von Salzburg, dessen volksliedhaften, geistlichen und weltlichen Lieder bis heute populär sind. 1424 hielt sich der Sänger, Dichter und Komponist Oswald von Wolkenstein in Salzburg auf und war für Fürsterzbischof Eberhard III. von Neuhaus tätig.
Unter Fürsterzbischof Matthäus Lang von Wellenburg wirkten um 1500 die Komponisten Heinrich Finck, Caspar Clanner und der damalige König der Organisten Paul Hofhaimer. Auch der frühe Reformator und Dichter von Kirchenliedern, Paul Speratus, lebte hier bis zu seiner Vertreibung. 1591 erfolgte unter Fürsterzbischof Wolf Dietrich von Raitenau eine Neugründung der Hofkapelle und der Chormusik mit insgesamt 78 Musikern. Am 27. Jänner 1614 eröffnete Fürsterzbischof Markus Sittikus das neue Hoftheater und wurde so zum Ahnherrn der Musik- und Theaterstadt Salzburg, in der die ersten Opernaufführungen außerhalb Italiens stattfanden. Äußerst glanzvoll war das Einweihungsfest des fertiggestellten Salzburger Doms im Jahr 1628 unter der musikalischen Leitung von Stefano Bernardi, der auch eigene Werke zur Aufführung brachte.
Der von Fürsterzbischof Max Gandolf von Kuenburg geförderte Komponist und Star-Musiker Georg(es) Muffat, der aus Megève stammte, war von 1678 bis 1687 Hoforganist. Er zählte zu den bedeutendsten Musikern seiner Zeit, verfasste innovative Werke und trug dazu bei, Salzburg musikalisch auf europäisches Niveau zu heben. Als Hofkapellmeister und Leiter der Sängerknaben, die seit Fürsterzbischof Pilgrim II die Domkapelle verstärkten, wirkte Heinrich Ignaz Franz Biber. Sein Sohn Carl Heinrich Biber, der fürsterzbischöflicher Kapellmeister war, wurde von Leopold Mozart abgelöst. Vor Mozart wirkten außerdem die Komponisten Johann Ernst Eberlin und dessen Schüler Anton Cajetan Adlgasser in der Stadt. Zwei Schüler von Johann Michael Haydn, dem Bruder Joseph Haydns und bekanntesten Salzburger Kirchenmusiker, waren Carl Maria von Weber und Sigismund von Neukomm. Als das selbständige Fürstentum Salzburg 1805 zu existieren aufhörte, endete auch die Tradition der fürstlichen Hofkapelle.

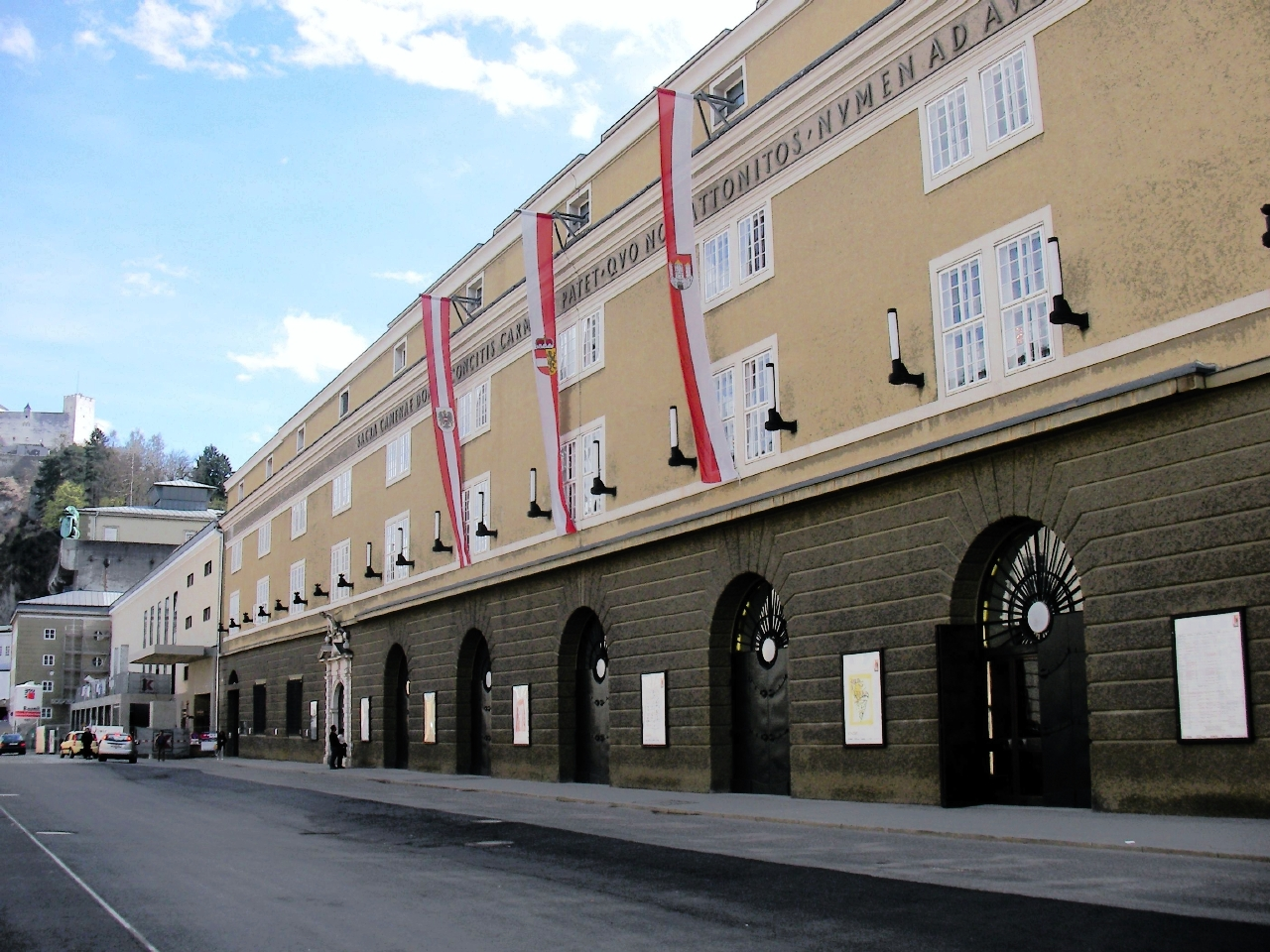
Großes Festspielhaus, eines der drei Festspielhäuser der Salzburger Festspiele, eröffnet im Jahr 1960

Im Jahr 1841 wurde der Dommusikverein und Mozarteum als Konservatorium und zur Sammlung von Mozart-Dokumenten gegründet, im Jahr 1847 die Salzburger Liedertafel, die beide bis an dessen Lebensende unter der Leitung von Alois Taux standen. 1842 wurde das erste Mozart-Denkmal der Stadt mit einem Festakt eingeweiht. Es steht am Beginn einer Ära, die Salzburg mit den Gedenkstätten und Festspielen zur bedeutendsten Mozart-Stadt machen sollte. Die Einweihungsfeier für das Mozart-Denkmal wurde von Joseph Friedrich Hummel und Lilli Lehmann geleitet. 80 Jahre später wurden die Salzburger Festspiele eröffnet, deren musikalische Höhepunkte jeweils neu einstudierte Mozart-Opern darstellen.
Der Franziskaner Pater Peter Singer, der ab 1840 in Salzburg lebte, war Organist und Chorleiter in der Franziskanerkirche. Als Komponist schuf er über hundert Messen. 1881 erhielt der damals 21-jährige Komponist Hugo Wolf am Salzburger Hoftheater eine Stelle als Hilfskapellmeister. Franz Xaver Gruber, Enkel des gleichnamigen Komponisten, der Schöpfer der Melodie von Stille Nacht, Heilige Nacht, gründete 1921 den Domchor. Der Sängerzusammenschluss, der ehrenamtlich arbeitete, erreichte unter der Leitung von Joseph Messner große Popularität. Die Internationale Stiftung Mozarteum, die auch ein eigenes Orchester hatte, wurde 1870, die Musikschule Mozarteum zwei Jahre später gegründet. Berühmte Rektoren und Professoren waren Clemens Krauss, Bernhard Paumgartner, Gerhard Wimberger, Klaus Ager sowie die Komponisten Cesar Bresgen und Carl Orff.
Nach dem Ersten Weltkrieg löste sich das Mozarteumorchester Salzburg, das älteste Orchester der Stadt, vom Konservatorium. Es war aus dem Zusammenschluss von Lehrern und fortgeschrittenen Studenten der Akademie entstanden. Als Symphonieorchester von Stadt und Land Salzburg widmet es sich bis heute vorrangig der Musik der Wiener Klassik. Das Kammerorchester Camerata Salzburg wurde 1952 von Bernhard Paumgartner gegründet und später über 20 Jahre lang von Sándor Végh geleitet. Das Österreichische Ensemble für Neue Musik mit Sitz in Salzburg wurde 1975 von Klaus Ager und Ferenc Tornai ins Leben gerufen und anfangs von Klaus Ager geleitet. 1998 gründete die Dirigentin Elisabeth Fuchs mit jungen Musikern die Junge Philharmonie Salzburg, deren Leitung sie bis heute innehat.

#### Mozart und Salzburg

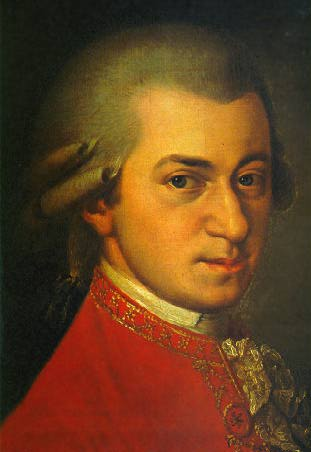
Wolfgang Amadeus Mozart

Wolfgang Amadeus Mozart kam 1756 als Sohn des Hofkomponisten und Vizekapellmeisters Leopold Mozart und dessen Frau Anna Maria (geb. Pertl) im Haus Getreidegasse 9 zur Welt. Dort ist ihm zu Ehren ein Museum untergebracht. Mozarts Vater wirkte damals in der fürsterzbischöflichen Hofkapelle unter Siegmund Christoph Graf von Schrattenbach, der ein wichtiger Arbeitgeber und Förderer war. Die Hofkapelle stand in dieser Zeit unter der Leitung Johann Michael Haydns, des Bruders von Joseph Haydn.
Wolfgang Amadeus Mozart erhielt ab dem Alter von vier Jahren gemeinsam mit seiner älteren Schwester Maria Anna, Nannerl genannt, Klavier-, Geigen- und allgemeinen Musikunterricht. Von 1761 stammen seine ersten Kompositionen. Ab 1762 – da war Mozart 6 Jahre alt – unternahm die Familie Konzertreisen, die sie an die Höfe der deutschen Fürsten, nach Wien an den Kaiserhof und später auch nach Paris und London führte. In die Zeit dieser Reisen und eines längeren Aufenthalts in Wien fallen auch Mozarts erste Kompositionen von Singspielen und Opern, von denen einige bei der Rückkunft in Salzburg uraufgeführt wurden.
Als Mozart 13 Jahre alt war, wurde er zum unbesoldeten Hofkonzertmeister bestellt. Mit 16 Jahren ernannte ihn der neu gewählte Fürsterzbischof Hieronymus von Colloredo 1772 zum Konzertmeister seiner Kapelle. Für den freiheitsliebenden jungen Mann, der vor allem vom Fürsterzbischof künstlerisch und persönlich stark eingeschränkt wurde, war der Aufenthalt in Salzburg bald unerträglich. Es war ihm nur noch ein „Bettelort“, an dem er sein Genie nicht „verschlänzen“ wollte. Colloredo zeigte zudem wenig Verständnis, Mozart ständig für Tourneen zu beurlauben. In Folge kündigte er 1781 den Salzburger Dienst und setzte seine Laufbahn in Wien fort, wo er nur zehn Jahre später im Alter von 35 Jahren starb.
Mozart und seine Musik wurden erst lange nach seinem Tod bekannt. Der Schriftsteller Julius Schilling regte im Jahr 1835 als einer der Ersten an, ihm in Salzburg ein Denkmal zu errichten. 1842 wurde auf dem nach dem Komponisten benannten Mozartplatz feierlich eine Statue eingeweiht. Der Name des Komponisten war damals nur wenigen Besuchern ein Begriff. Dennoch zählte die Feierlichkeit lange Zeit zu den größten, die die Stadt je erlebt hatte. Schifffahrten, Fackelzüge und andere volksfestartige Veranstaltungen waren der Denkmal-Enthüllung vorausgegangen. Die erste Gesamtausgabe der Werke Mozarts wurde 1907 von der Stiftung Mozarteum fertiggestellt. Heute erinnern viele Orte und Institutionen an den Musiker. Die vielen internationalen Musikfeste, die ab 1877 in Salzburg zu Ehren von Mozarts Schaffen stattfanden, führten 1920 u. a. zur Gründung der Salzburger Festspiele.

#### Salzburger Festspiele

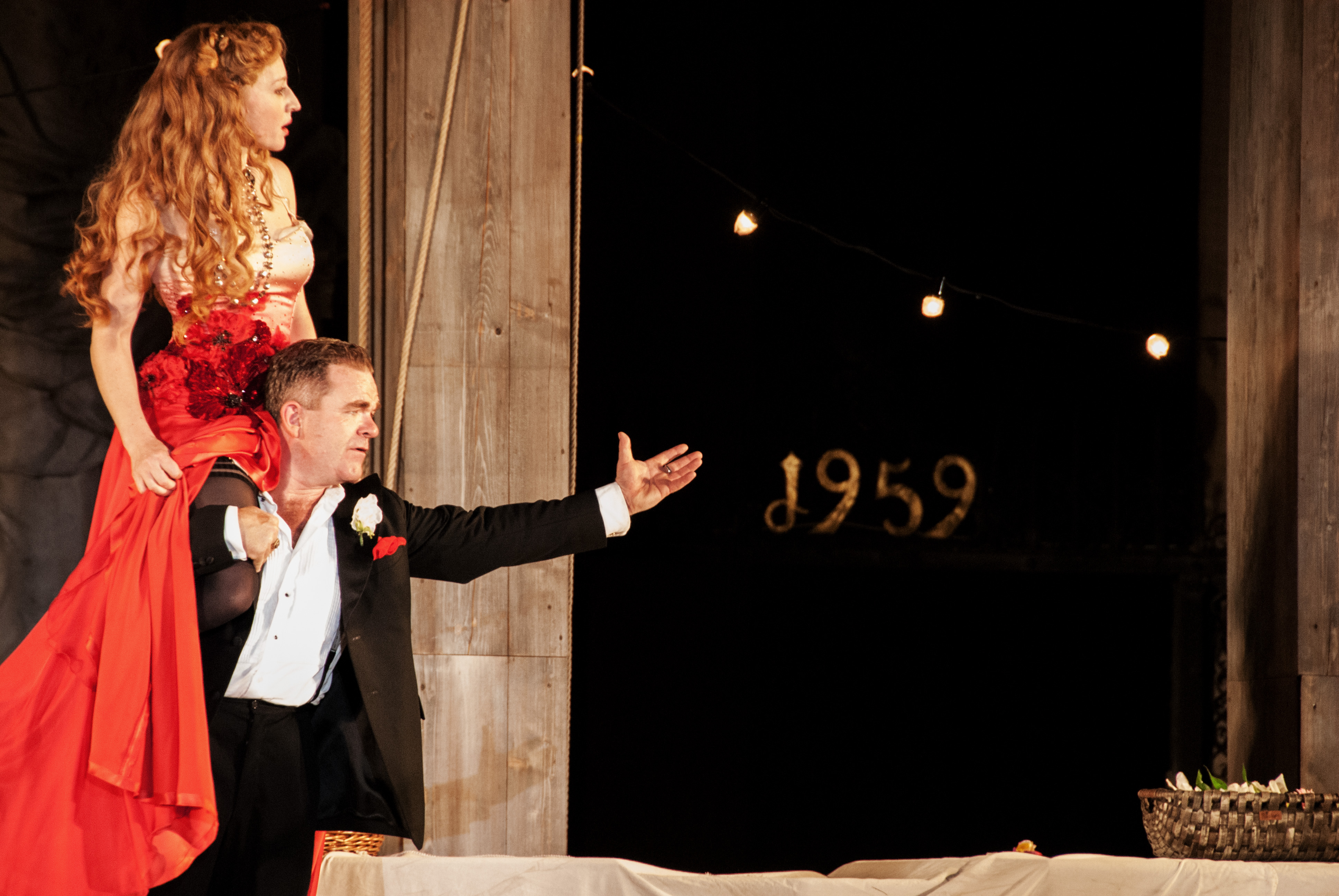
Aufführung von Hofmannsthals Jedermann auf dem Domplatz (2014)

Die größte künstlerische Veranstaltungsreihe mit Konzerten, Opern, Liederabenden und Schauspielen findet seit 1920 alljährlich im Sommer im Rahmen der Salzburger Festspiele statt. Sie hatten sich aus den seit Ende des 19. Jahrhunderts immer häufiger werdenden Festen Mozart zu Ehren und anderen internationalen Musikveranstaltungen entwickelt.
Heinrich Damisch, der schon 1913 die Wiener Akademische Mozartgemeinde gegründet hatte, verfolgte gemeinsam mit Friedrich Gehmacher den Plan für regelmäßig in Salzburg stattfindende Festspiele. Der Verein der Festspielgemeinde wurde 1917 ins Leben gerufen. Die künstlerische Leitung der Festspiele übernahm der Regisseur Max Reinhardt, der dabei von Hugo von Hofmannsthal unterstützt wurde. Die erste Aufführung der Festspiele fand am 22. August 1920 statt. Auf dem Programm stand das – spätmittelalterlichen Mysterienspielen nachempfundene – Theaterstück Jedermann von Hofmannsthal in der Inszenierung von Reinhardt, das schon damals auf dem Platz vor dem Dom gespielt wurde. Heute verfügen die Festspiele zudem über drei Festspielhäuser, in denen unabhängig von Wetterkapriolen Vorstellungen stattfinden können: 1925 wurde das erste Festspielhaus (heute Haus für Mozart) eröffnet, 1926 erstmals die Felsenreitschule bespielt und 1960 das Große Festspielhaus eröffnet. Auch der Große Saal des Mozarteums, das Salzburger Landestheater und seit 1992 die Pernerinsel in Hallein werden als Spielstätten miteinbezogen. Weitere Aufführungsorte der Salzburger Festspiele verteilen sich über das gesamte Stadtgebiet.
1956 wurde auf Veranlassung von Mitgliedern der Internationalen Stiftung Mozarteum die Mozartwoche gegründet, die Ende Jänner/Anfang Februar stattfindet. Zeitlich-ideeller Ausgangspunkt ist Mozarts Geburtstag am 27. Jänner. Herbert von Karajan rief 1967 als Ergänzung zu den Sommerfestspielen die Osterfestspiele ins Leben. Auf ihn gehen auch die 1973 gegründeten Pfingstfestspiele zurück. Letztere sind seit dem Tod Karajans hauptsächlich der Musik des 18. Jahrhunderts gewidmet.

#### Klassische Musik

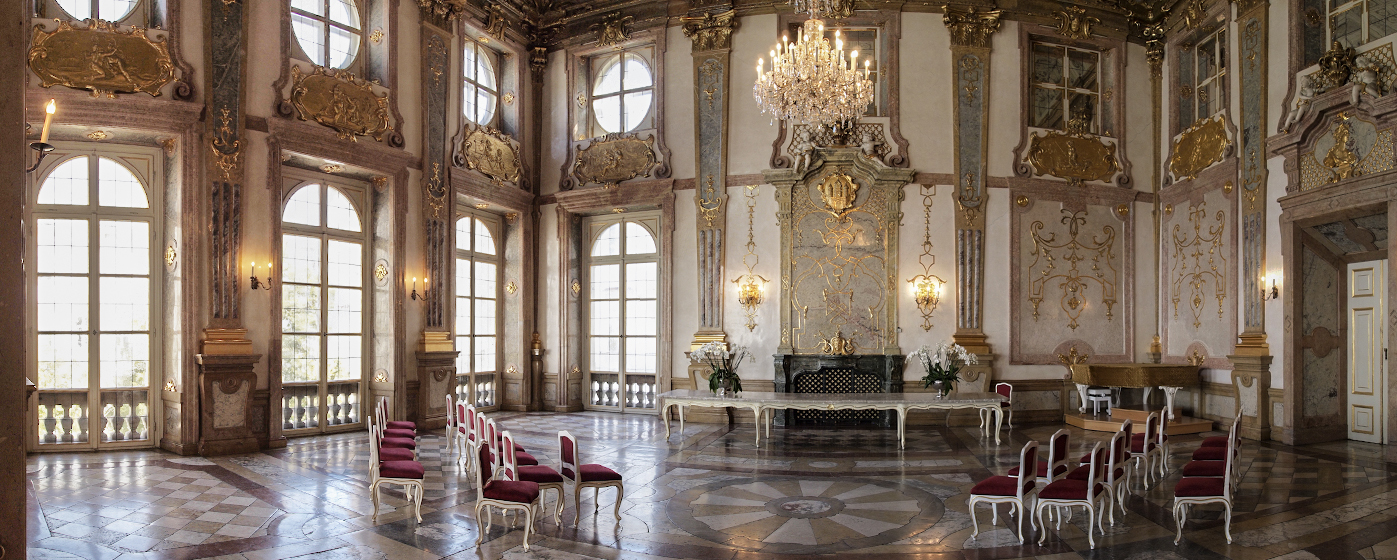
Zahlreiche Konzerte finden im Marmorsaal von Schloss Mirabell statt, in dem es seit 1954 eigens gegründete Schlosskonzerte gibt.

Zu den Salzburger Konzertsälen für klassische Musik gehören der Wiener und der Große Saal des Mozarteums, die Große Aula der Universität, der Yamaha Saal im Orchesterhaus des Mozarteumorchesters sowie der Solitär im Gebäude der Universität Mozarteum, der für Kammermusik-Aufführungen zur Verfügung steht. Im ebenfalls dort befindlichen Großen Studio werden Theaterstücke aufgeführt. Der barocke Marmorsaal von Schloss Mirabell ist seit 1954 Spielstätte der Salzburger Schlosskonzerte. Die über 250 jährlich dort veranstalteten Kammerkonzerte stehen seit 1991 unter der musikalischen Leitung des Solo-Geigers Luz Leskowitz.
Außerhalb der Festspielzeit zählen seit 2006 die DIALOGE der Internationalen Stiftung Mozarteum zu den wichtigsten Programmpunkten des Salzburger Kulturjahres. Es handelt sich dabei um ein Festival, das sich zeitgenössischer Musik widmet. Zu den Konzerten der Salzburger Kulturvereinigung gehören neben bekannten Konzertreihen vor allem die Salzburger Kulturtage und einige Opernabende, wie z. B. das Oper im Berg Festival und Ballettvorstellungen im Landestheater. Die Aspekte Salzburg ist ein jedes zweite Jahr stattfindendes Musik-Festival für zeitgenössische Musik.

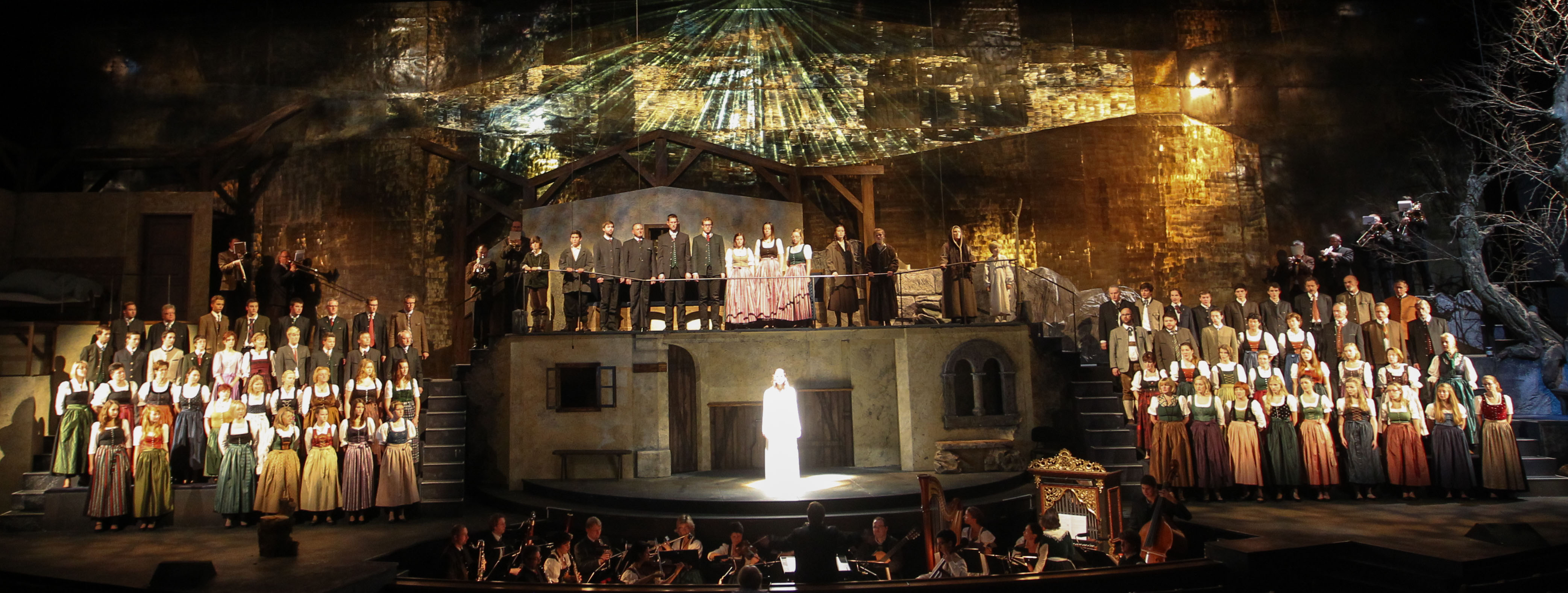
Salzburger Adventsingen im Großen Festspielhaus (2012)

Reich ist das Angebot an Kammermusikveranstaltungen in Salzburg. Regelmäßig finden die Salzburger Festungskonzerte, die Salzburger Schlosskonzerte in Schloss Mirabell und Konzerte der Salzburger Hofmusik statt. Das Salzburger Adventsingen, das Tobi Reiser 1950 gründete, ist weit über Salzburg hinaus bekannt. Volksmusikalische Chor- und Instrumentaldarbietungen sowie ein Hirtenspiel in der Weihnachtszeit kommen alljährlich im Großen Festspielhaus zur Aufführung.

#### Jazzmusik und alternative Musik

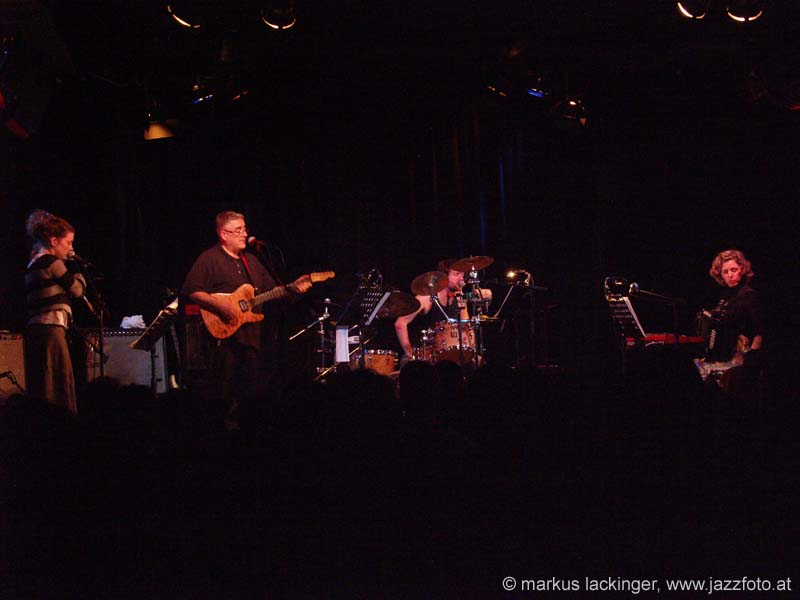
Aus der Konzertreihe Jazz im Theater entwickelte sich 2002 das Jazz-Lokal Jazzit (Foto: Cosa Brava im April 2008).

Der Salzburger Jazz-Herbst war ein jährlich stattfindendes Musik-Festival, das von 1996 bis 2012 stattfand. Dabei wirkten internationale Stars der Jazz-Szene ebenso wie österreichische Musiker mit. Die Veranstaltungsreihe Jazz & The City findet seit 2000 jedes Jahr Ende Oktober/Anfang November an verschiedenen Plätzen, in Sälen, Lokalen und Clubs statt. Der Eintritt ist frei. Aus der 1981 gegründeten Konzertreihe Jazz im Theater entwickelte sich im Jahr 2002 das Jazz-Lokal Jazzit. Der alternative Jazzclub bietet zudem Raum für experimentelle elektronische Musik. Seit 1983 existiert der Jazzclub Life Salzburg, der sich vorrangig traditionellen Formen des Jazz widmet.
Die ARGE-Kultur Salzburg ist das größte unabhängige Kulturzentrum der Stadt und ging aus der ARGE Rainberg (November 1981) hervor. Der Name stand im Zusammenhang mit dem erwünschten Einzug in ein Gebäude am Rainberg. Da das nicht möglich war, weil der Platz anderweitig verwendet wurde, wurde der Gruppe der HTL-Lehrbauhof im Nonntal zur Verfügung gestellt, die sich fortan ARGE Nonntal nannte. Sie ist Veranstalterin und Produzentin für zeitgenössische, innovative und gesellschaftskritische Kultur.
Das Rockhouse ist ein Veranstaltungsort im Stadtteil Schallmoos. Es wurde 1993 eröffnet und bietet jährlich etwa 200 Veranstaltungen an. Die sechs Proberäume, die bei Salzburger Bands und Musikern sehr begehrt sind, werden einmal pro Jahr in einer Proberaum-Vergabesitzung Interessenten für die Dauer eines Jahres zugeteilt. Kinder zwischen 6 und 10 Jahren können dort an einem Rock- und Pop-Schnupper-Workshop teilnehmen.
Seit 2004 besteht die Kultur-Initiative Akkorde-On-Stage Salzburg, die von Mitgliedern des Akkordeon-Orchesters Viel-Harmonie Salzburg gegründet wurde. Sie versteht sich als Gegenpol zur sonst volksmusikbezogenen Tonkunst der Zieh- oder Knöpferlharmonika. Auf dem Programm stehen Werke zeitgenössischer Komponisten, die an verschiedenen Orten Europas vorgetragen werden, vorrangig aber im Raum in und um Salzburg. Zwei jährlich stattfindende Großveranstaltungen in Innsbruck und Wien gehören zu den Fixpunkten der Gruppe.
Die JIMS – summer academy for Jazz and Improvised Music Salzburg wurde 1997 gegründet, um das Fehlen einer professionellen Ausbildungsstätte für Jazz in Salzburg zu kompensieren. Im Jahr 2008 musste das Festival wegen finanzieller Engpässe eingestellt werden.

### Sehenswürdigkeiten und Museen

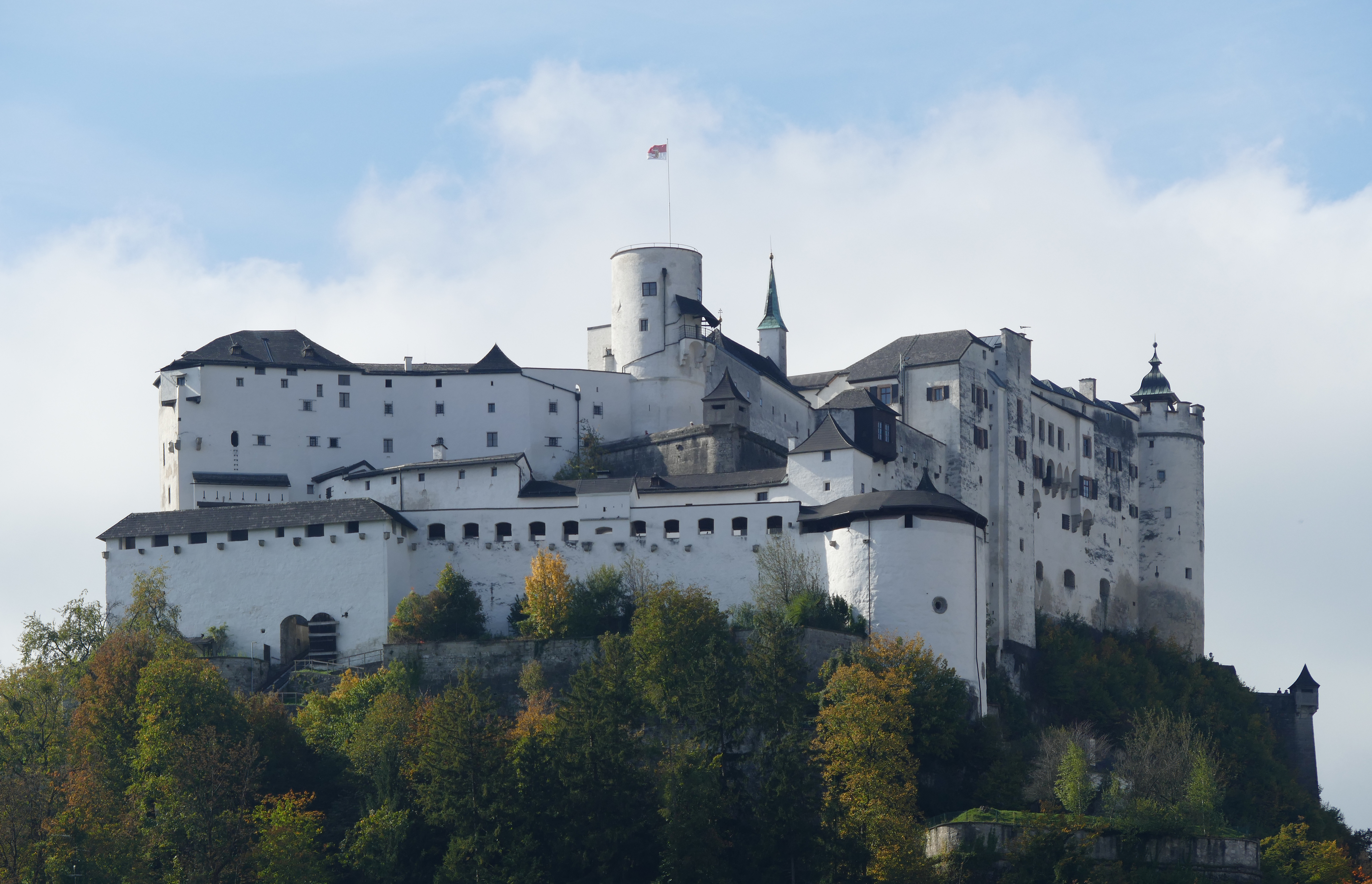
Die Festung Hohensalzburg (hier von Nordosten gesehen) gehört zu den meistbesuchten Sehenswürdigkeiten Österreichs.

Die Festung Hohensalzburg zählt zu den meistbesuchten Sehenswürdigkeiten Österreichs: Sie liegt hinter dem Schloss und Tiergarten Schönbrunn, dem Kunsthistorischen Museum und Schloss Belvedere (alle in Wien) und noch vor der Großglockner Hochalpenstraße an fünfter Stelle.
Die beiden größten und meistbesuchten Museen der Stadt sind das Salzburg Museum und das Haus der Natur Salzburg. Das Salzburg Museum wurde im Jahr 1834 als Provincialmuseum gegründet und 1846 in das Eigentum der Stadt Salzburg übergeführt. 1850 übernahm Kaiserinwitwe Caroline Augusta, die seit dem Tod ihres Mannes Kaiser Franz II./I.1 in Salzburg lebte, die Patronanz, woraufhin es Carolino Augusteum genannt wurde. Diesen Namen behielt es bis in das Jahr 2007, als es in die Neue Residenz übersiedelte. Seit damals heißt es Salzburg Museum. Die Ausstellungen haben die Kunst- und Kulturgeschichte von Stadt und Land Salzburg zum Hauptinhalt. Angeschlossene Museen sind das Panorama Museum für das Sattler-Panorama der Stadt aus dem Jahr 1825, das Volkskunde Museum im Monatsschlössl Hellbrunn, das Spielzeug Museum im ehemaligen Bürgerspital, das Domgrabungsmuseum am Residenzplatz und das Festungsmuseum. Das Salzburg Museum in der Neuen Residenz ist voraussichtlich bis 2026 geschlossen. In dieser Zeit wird das Gebäude generalsaniert und zugleich um den zweiten Innenhof erweitert. Dort soll in Zusammenarbeit mit der Österreichischen Galerie Belvedere das „Belvedere Salzburg“ entstehen. Damit entsteht ein in Österreich einzigartiges Kooperationsprojekt zweier Museen an einem Standort.

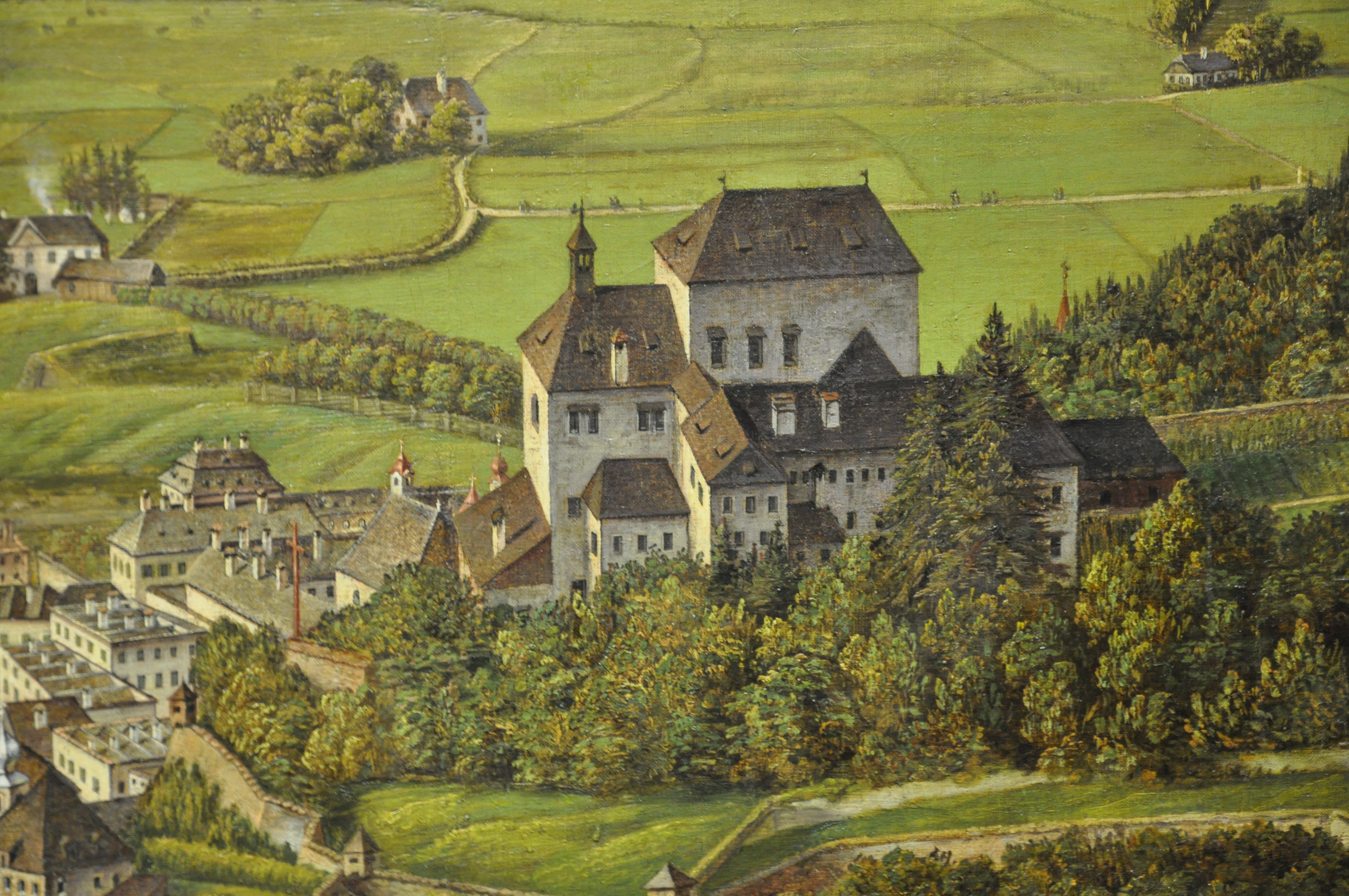
Detail aus dem Sattler-Panorama – das vom Mönchsberg aus gesehene Kapuzinerkloster

Das Haus der Natur ist ein Museum, das sich der Wissenschaft der Naturkunde und der Technik widmet. Es wurde 1924 vom Zoologen Eduard Paul Tratz ins Leben gerufen, der fortan auch dessen Direktor war. Zehn Jahre zuvor hatte er schon das Österreichische Ornithologische Institut gegründet, das damals im Monatsschlössl in Hellbrunn untergebracht war. Heute ist es im Haus der Natur am Museumsplatz beheimatet. Ende 2008 wurden die einstigen Ausstellungsräume des ehemaligen Museums Carolino Augusteum dem Haus der Natur eingegliedert. Das vergrößerte Museum wurde Ende Juni 2009 wiedereröffnet.

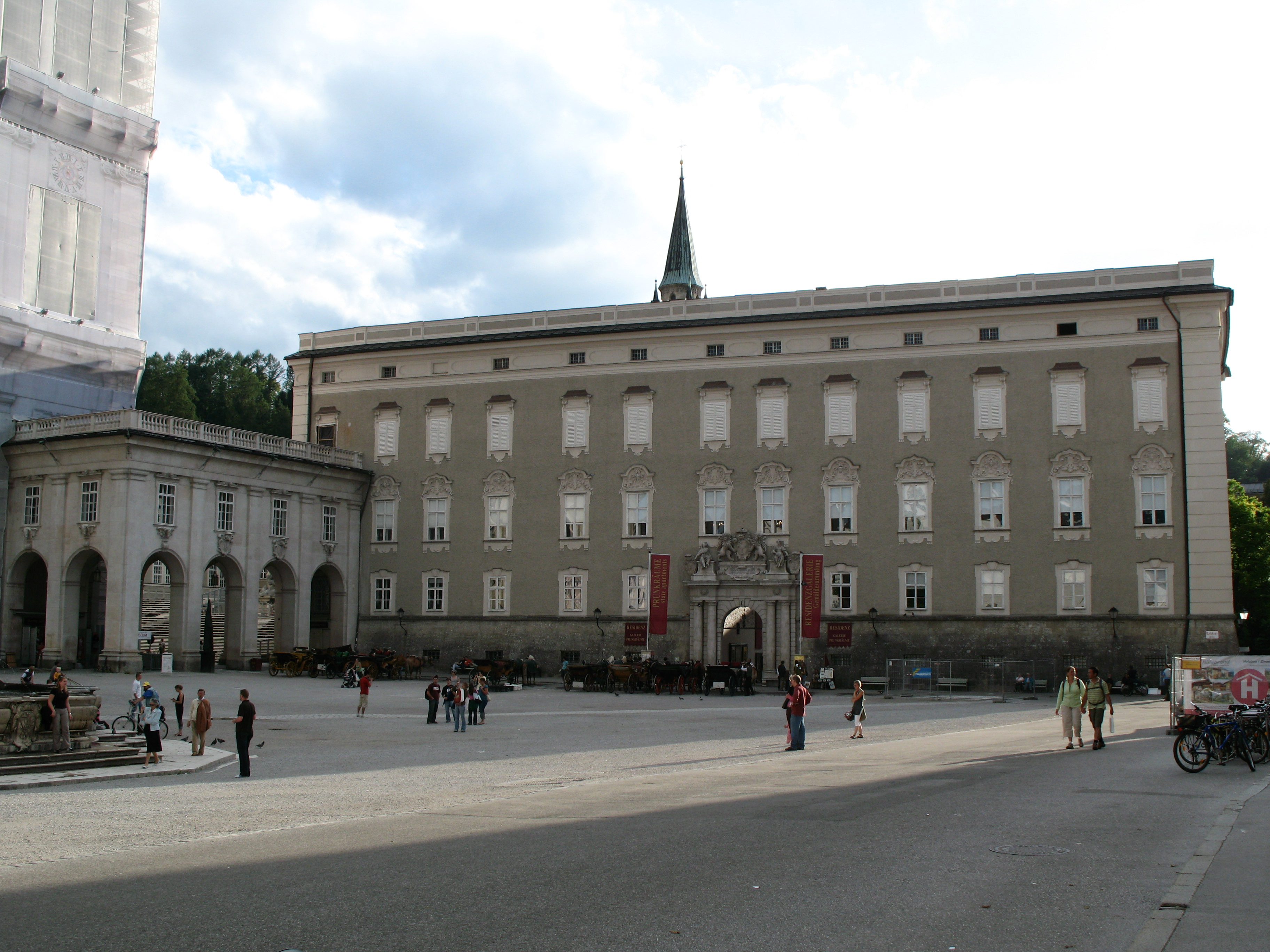
In der Salzburger Residenz befindet sich die Bildersammlung der Fürsterzbischöfe.

Das Salzburger Barockmuseum, das sich früher in der Orangerie des Mirabellgartens befand, wurde 2012 geschlossen. Die Sammlung der barocken Artefakte fiel an das Salzburg Museum. Das Dommuseum Salzburg wurde am 16. Mai 2014 eröffnet und ist wie die Ausstellungsräume der Residenz und das Museum der Erzabtei St. Peter Teil des DomQuartier Salzburg. Der gesamte Museumskomplex zählt mit seinen zahlreichen Sammlungen zu den wichtigsten Museen Europas. Es werden ständig wechselnde Sonderschauen gezeigt, die aus der Wunderkammer der Salzburger Fürsterzbischöfe, ihrer Bildersammlung in der Residenzgalerie und der Sammlung der Erzabtei St. Peter stammen. Zudem können die in der Residenz befindlichen ehemaligen fürsterzbischöflichen Prunkräume besichtigt werden. Insgesamt werden in dem 15.000 Quadratmeter umfassenden Museum mehrere Tausend Exponate gezeigt.
Auch dem Schaffen Mozarts sind Museen und wechselnde Ausstellungen an verschiedenen Orten gewidmet. Die bekanntesten sind das der Stiftung Mozarteum gehörende Geburtshaus in der Getreidegasse und das ehemalige Tanzmeisterhaus, das Wohnhaus der Familie, am Makartplatz.
Im Museum der Moderne Salzburg mit seinen Standorten am Mönchsberg und im Rupertinum werden Werke zeitgenössischer Künstler gezeigt. Im Rupertinum befindet sich auch eine der beiden für die österreichische Fotografie wichtigen Institutionen: die von Otto Breicha 1983 gegründete Sammlung Fotografie und Medien mit der Österreichischen Fotogalerie. Zwei Jahre früher war der Fotohof, eine Galerie und ein Verlag für zeitgenössische künstlerische Fotografie in Salzburg, entstanden, der sich zunächst im Nonntal befand. Seit 2012 ist er in Lehen beheimatet.

### Literatur

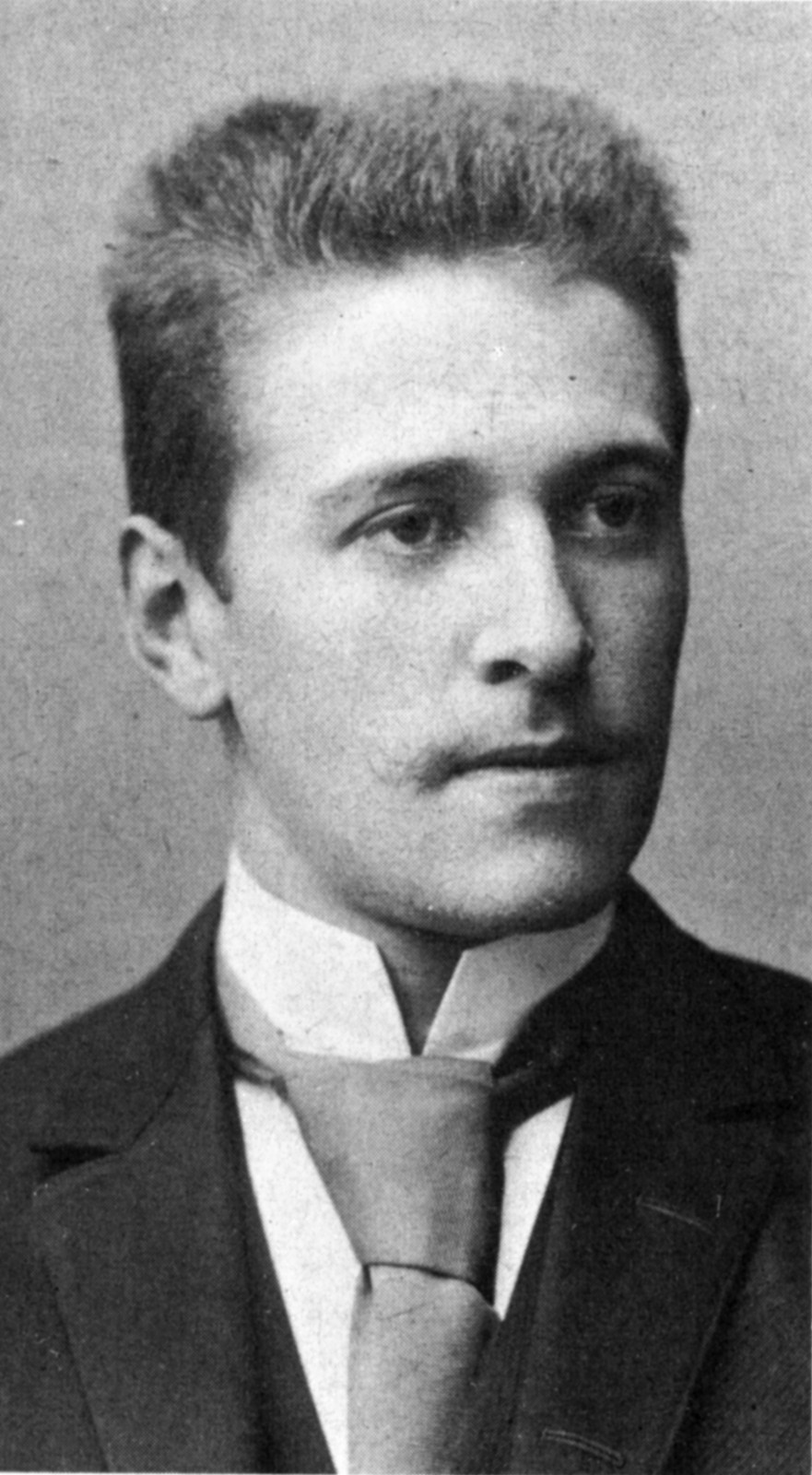
Der aus Wien stammende Schriftsteller Hugo von Hofmannsthal war einer der Gründer der Salzburger Festspiele.

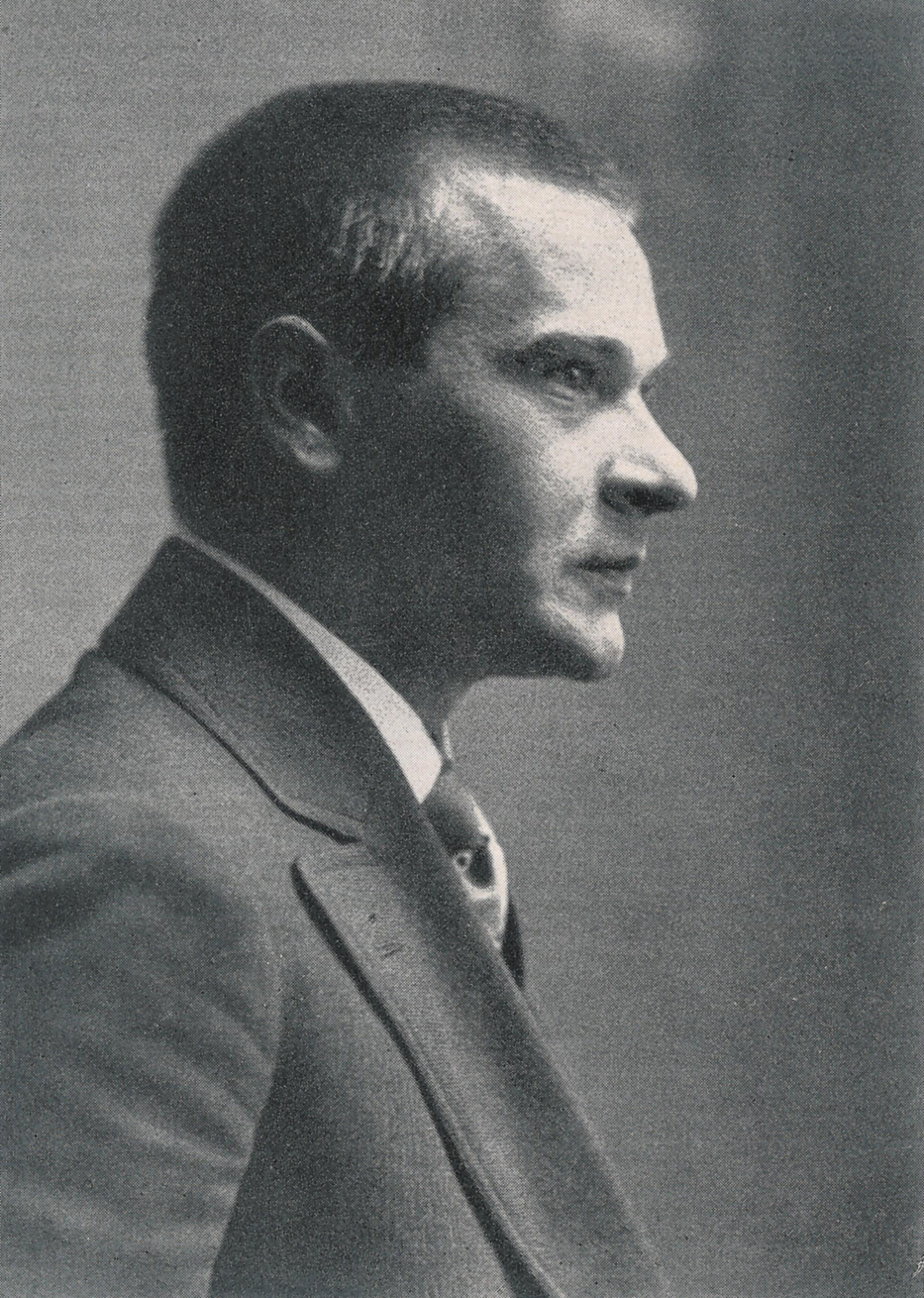
Der Lyriker Georg Trakl gehört zu den bedeutendsten Künstlerpersönlichkeiten, die Salzburg hervorgebracht hat.

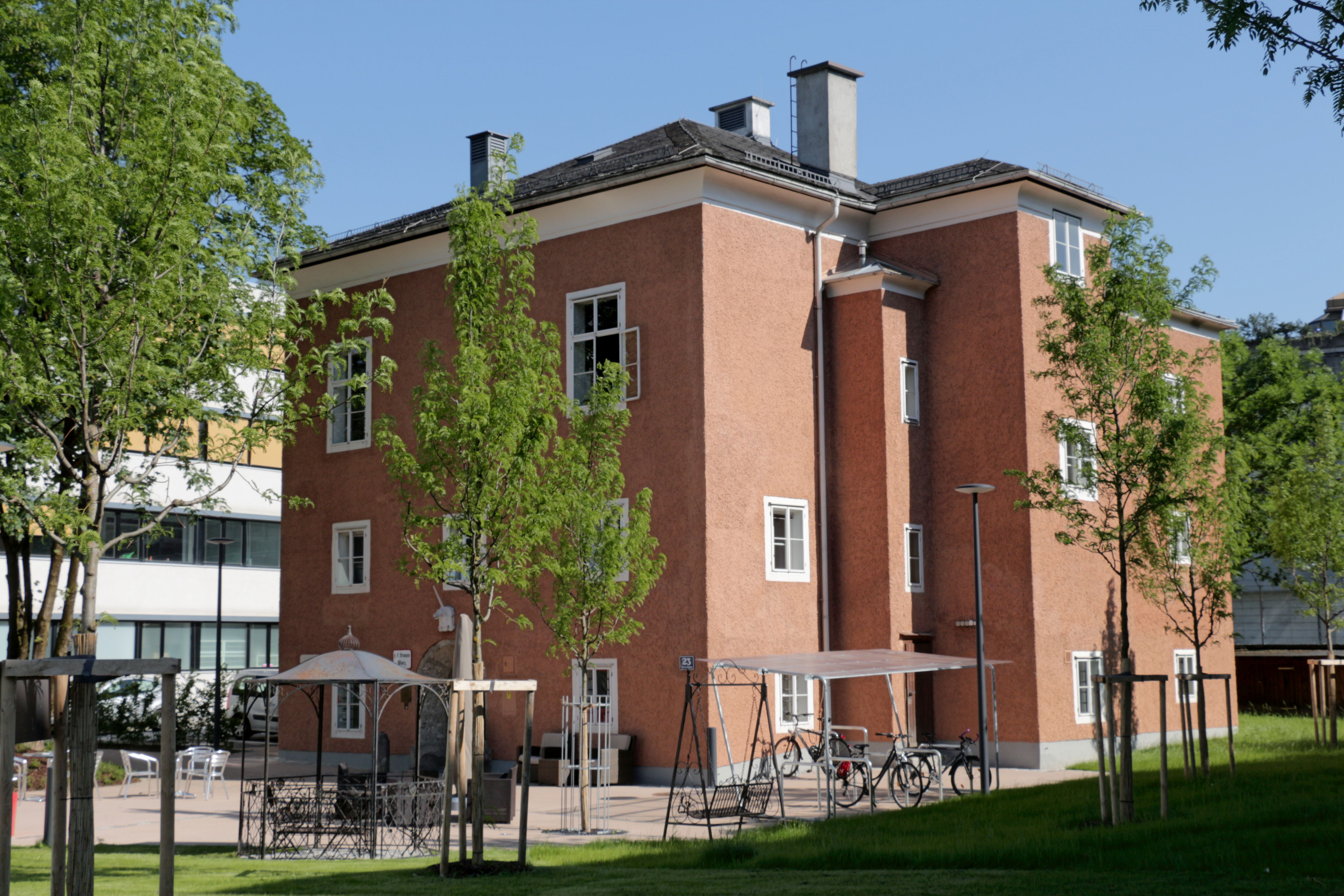
Das Literaturhaus Salzburg im Stadtteil Lehen

### Theater
Das heutige Salzburger Landestheater wurde 1775 von Fürsterzbischof Hieronymus Colloredo als Hoftheater gegründet und war hauptsächlich zur Bildung und Unterhaltung der Salzburger Bürger gedacht. Das Gebäude befand sich ebenfalls am Makartplatz, lag aber dem Salzachufer näher. Mit der Auflösung des Erzstifts verschwand auch die Institution des Hoftheaters, das unter den wechselnden politischen Gegebenheiten einmal Kurfürstliches Theater, einmal Königliches Nationaltheater und zuletzt Stadttheater hieß. 1892 wurde es wegen Sicherheitsmängeln abgerissen und innerhalb eines Jahres an der jetzigen Stelle neu errichtet. Seit 1940 heißt es Landestheater. Es befindet sich im Eigentum von Land und Stadt Salzburg und ist ein Mehrspartenhaus, in dem Theaterstücke, aber auch Opern, Operetten, Ballett- und Tanzaufführungen sowie Kindertheater gezeigt werden.

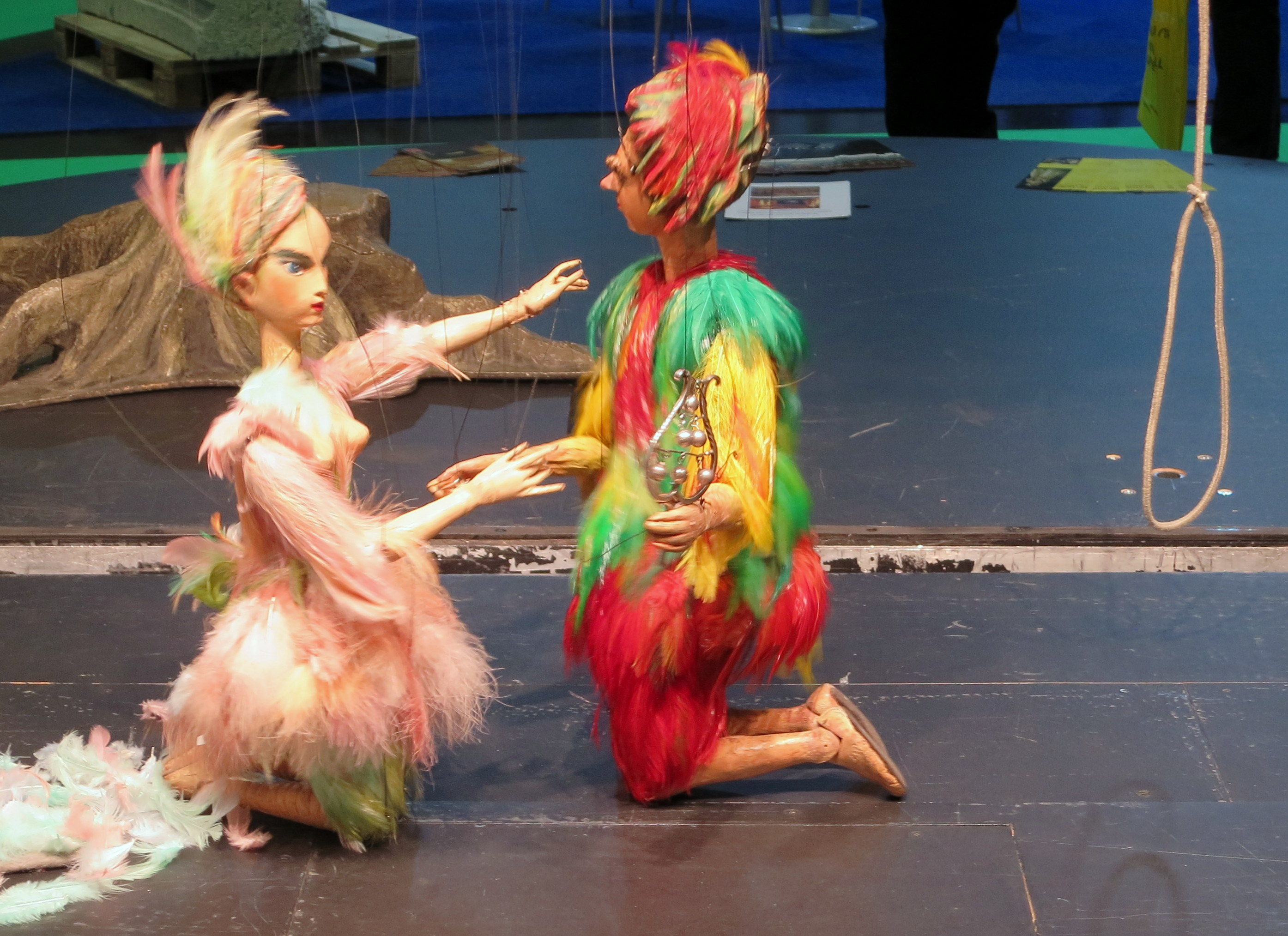
Zwei Figuren des Salzburger Marionettentheaters, Papageno und Papagena, aus Mozarts Oper Die Zauberflöte

Mit der Gründung des Salzburger Marionettentheaters erneuerte Anton Aicher 1913 eine alte Salzburger Tradition im Geist der Barockzeit. Es befand sich zunächst im Künstlerhaus, später im Borromäum. Während des Zweiten Weltkriegs und auch noch Jahre später ging man auf Tournee – zunächst innerhalb Europas, später auch nach Amerika und nach Asien. Seit 1971 hat es seinen festen Sitz im Haus in der Schwarzstraße. Am Marionettentheater werden Opern von Mozart und Werke anderer Komponisten sowie Märchenstücke aufgeführt. Es zählt zu den Publikumslieblingen der Stadt.
Außer dem Landestheater und der Salzburger Festspiele gibt es auch das Schauspielhaus Salzburg, die ehemalige Elisabethbühne, das regelmäßig bespielt wird. Es handelt sich dabei um das größte freie Ensemble-Theater Österreichs. Jährlich kommen etwa zehn Schauspiele und ein Kinderstück in zwei Theatersälen zur Aufführung. Zudem sind eine Schauspielschule und ein Verlag für Kindermusicals angeschlossen. Auch im Toihaus in der Franz Josef-Straße, im Kleinen Theater in der Schallmooser Hauptstraße und im Republic, dem Veranstaltungsort der Szene Salzburg am Anton Neumayr-Platz, werden regelmäßig Schauspiele aufgeführt. Im Oval, der Bühne im Europark, finden Theater- und Tanzvorstellungen für Erwachsene und Kinder, aber auch (Kino-)Filmvorführungen statt.

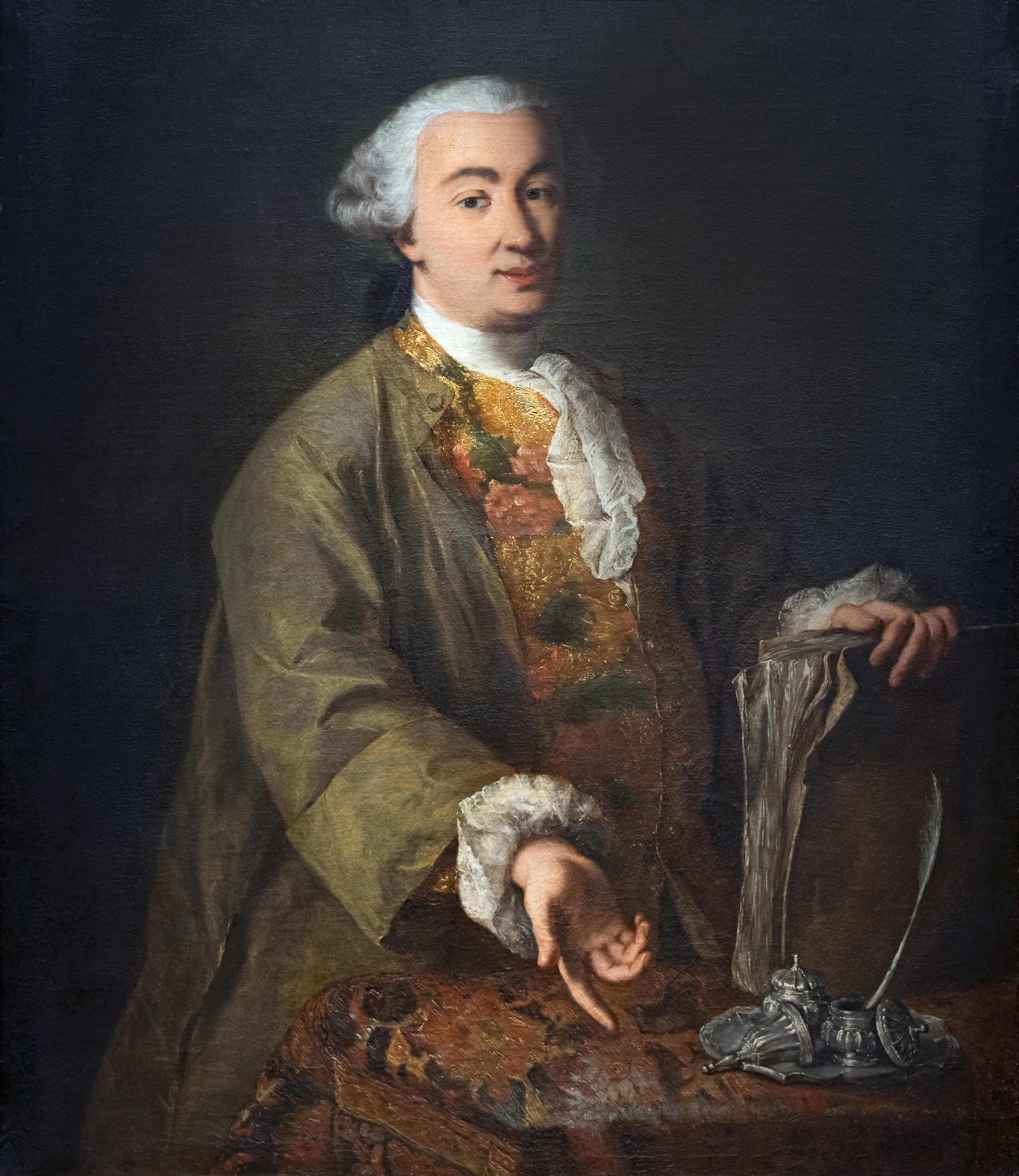
Auf dem Programm des Salzburger Straßentheaters finden sich etliche Lustspiel-Klassiker, u. a. auch Komödien von Carlo Goldoni (Porträt von Alessandro Longhi, ca. 1757)

Auf die Theatertradition des antiken Thespiskarrens bezieht sich das Salzburger Straßentheater, das 1970 gegründet wurde. Jährlich zur Festspielzeit begibt sich ein von Pferden gezogener Wagen mit Theaterbühne durch Stadt und Land Salzburg. Gespielt werden Werke der klassischen Komödienliteratur von Johann Nestroy, Carlo Goldoni, Molière, George Bernard Shaw, mitunter stehen aber auch Stücke zeitgenössischer Autoren, wie von Dario Fo, auf dem Spielplan.

### Bildende Kunst

#### Malerei
Die Malerei des Mittelalters wurde in Salzburg wie an den meisten Orten, in denen es Klöster gab, von Mönchen geprägt. Das Illuminieren von Büchern – das Ausmalen der Seiten mit textbezogenen Illustrationen und die Gestaltung der Ränder mit dekorativen Elementen – war ein Zeichen von gehobener künstlerischer Bildung und förderte das Ansehen des Klosters. Das Antiphonar der Erzabtei von St. Peter, eine mit Feder- und Tintenzeichnungen reich dekorierte Handschrift, gehört zu den wertvollsten Kunstschätzen des Stifts. Es befindet sich heute in der Österreichischen Nationalbibliothek.

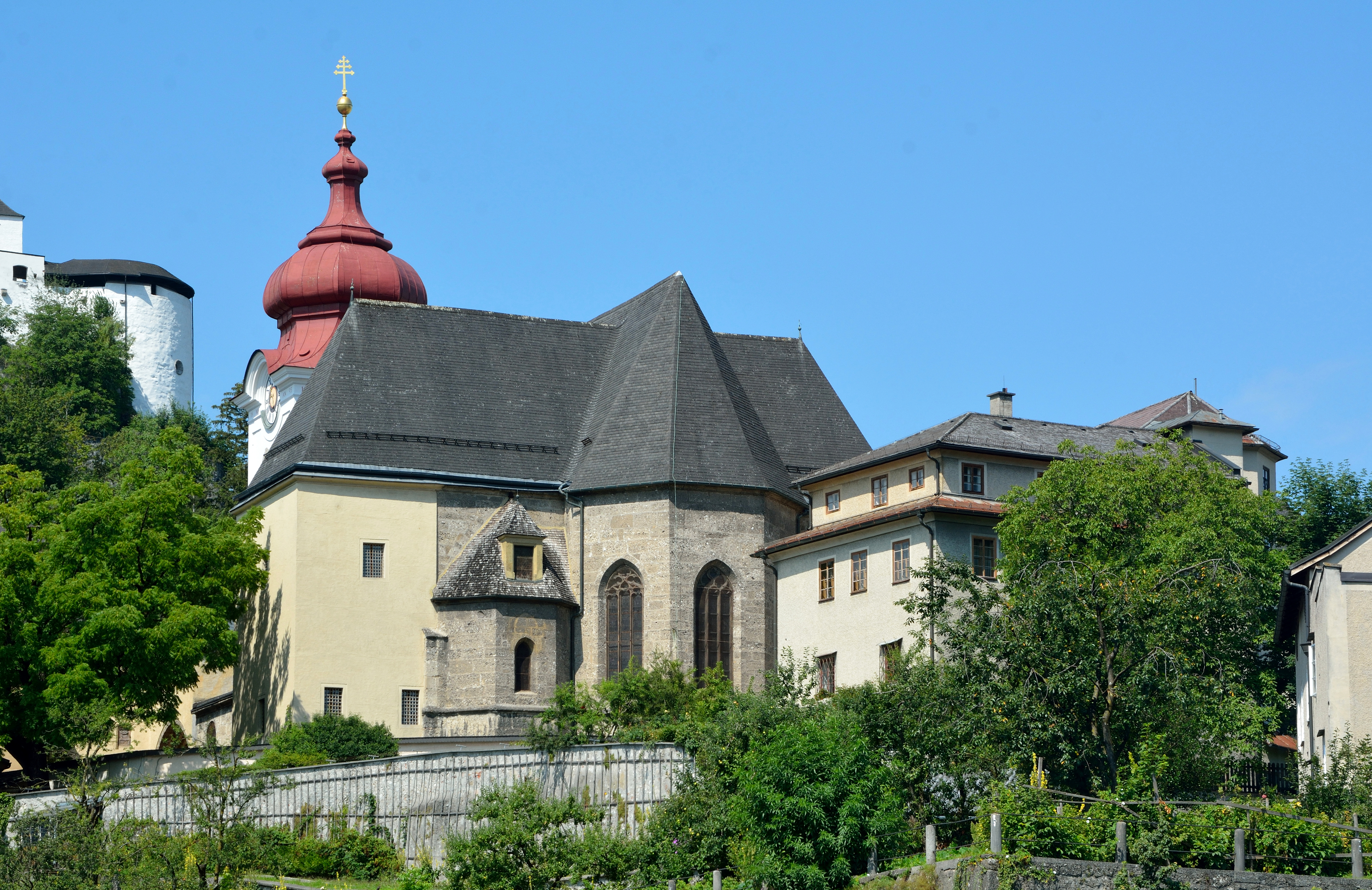
Die spätgotische Kirche des Nonnbergklosters: In ihr befinden sich Fresken aus dem 12. Jahrhundert und ein Glasfenster aus dem 15. Jahrhundert.

Auch die meiste andere Malerei dieser Epoche – Tafelbilder, Fresken, Glasfenster – entstand hauptsächlich im Auftrag von Kloster- oder Kirchenherren. Bedeutende Werke befinden sich u. a. in der Stiftskirche Nonnberg. Die Fresken stammen aus der Mitte des 12. Jahrhunderts und zeigen Brustbilder von heiliggesprochenen Päpsten, Bischöfen, Äbten und Märtyrern. Das Glasfenster (bez. 1480) in der Hauptapsis stiftete Augustin Clanner im Jahr 1473. Der Glasmaler Peter Hemmel von Andlau, dessen Werke zu den technisch und künstlerisch ausgefeiltesten der Epoche gehören, schuf es. Der im schwäbischen Raum geborene Conrad Laib führte ab 1445 eine bedeutende Werkstatt in Salzburg. Er gehörte zu den ersten deutschen Malern, die die Neuerungen der niederländischen Kunst in seinem Werk aufnahm. Wandmalereien von ihm befinden sich in der Franziskanerkirche, ein Tafelbild im Salzburg Museum. Der in Salzburg geborene Rueland Frueauf der Ältere wirkte in seinen ersten Lebensjahrzehnten in der Stadt, bis er sich 1478 in Passau niederließ. Etliche seiner Werke – Flügelaltäre und Tafelbilder – befinden sich in der Österreichischen Galerie von Schloss Belvedere in Wien. Die Werke seines Sohnes Rueland Frueauf der Jüngere stehen künstlerisch am Übergang von der Gotik zur Renaissance.

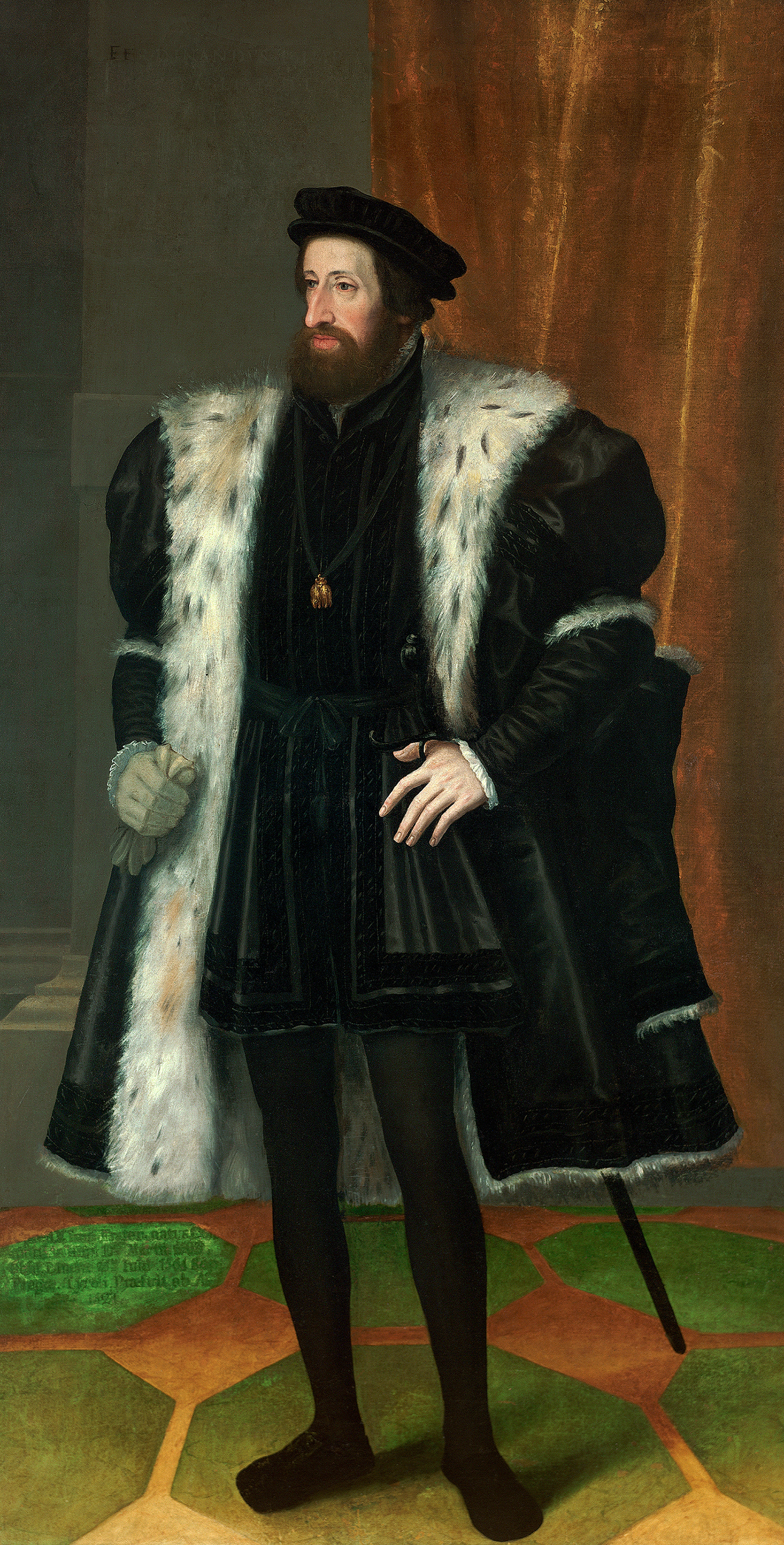
Das Standportrait Kaiser Ferdinands I. (1503–1564) zählt zu den bekanntesten Werken Johann Bocksbergers d. Ä.

Das Werk des aus Mondsee stammenden Hans Bocksberger des Älteren ist in der frühen Neuzeit anzusiedeln. Zu seinen bekanntesten Bildern zählt das Standportrait Kaiser Ferdinands I. Bocksberger lebte lange Zeit in der Stadt Salzburg, wo er eine eigene Werkstatt betrieb und u. a. seinen Sohn und einen Neffen ausbildete. Einer der bedeutendsten Barockmaler des süddeutschen Raums war der Salzburger Johann Michael Rottmayr. Gemälde von ihm finden sich in der Franziskanerkirche und im Franziskanerkloster, in der Erhard- und in der Kajetanerkirche. Für die Dreifaltigkeitskirche, für die Residenz und für die Winterreitschule schuf er Deckenfresken. Seinen künstlerischen Durchbruch in der Kaiserstadt Wien verdankte er Fürst Johann Adam I. Andreas Liechtenstein, der ihn als Erster als Freskenmaler im Sommerpalais (im heutigen 9. Gemeindebezirk) beschäftigte. Später schuf Rottmayr Deckengemälde für Schloss Schönbrunn (nicht mehr erhalten) sowie für die Peters- und für die Karlskirche. Zu den großen Malern der Epoche zählte auch Paul Troger. Er schuf in Salzburg am Beginn seiner Karriere das Hochaltarbild und das Kuppelfresko der Kajetanerkirche. Ein ebenfalls von ihm stammendes Hochaltarbild und ein Deckenfresko in der Sebastianskirche gingen beim großen Stadtbrand im Jahr 1818 verloren.
In der Romantik entdeckten Maler und (Reise)Schriftsteller die Schönheit der Stadt (wieder). Ihre Begeisterung, Salzburg in Wort und Bild zu erfassen, verbreitete sich bald in Europa und bildete eine frühe Grundlage für den aufkommenden Fremdenverkehr. Der in Niederösterreich geborene Maler Johann Fischbach ließ sich 1840 in Salzburg nieder, hatte hier eine Werkstatt und eine kleine Akademie, an der er Künstler ausbildete. Seine Ansichten von Salzburg fanden viel Anklang und später als Stahlstiche große Verbreitung. Der aus Bayern stammende Andreas Nesselthaler wirkte in Venedig, Bologna, Florenz, Rom, Neapel und für den russischen Hof, bevor er ab 1789 im Dienst des Fürsterzbischofs Hieronymus Colloredo stand. Etliche seiner Werke befinden sich in der Residenzgalerie und im Salzburg Museum. Von Hubert Sattler stammt die wohl bekannteste und detailreichste Salzburg-Ansicht dieser Epoche – das 26 Meter lange Panoramabild, das im Panorama-Museum zu besichtigen ist. Rudolf von Alt verbrachte viele Jahre die Sommermonate in Salzburg, wo er Ansichten der Stadt und des Landes schuf.
Eine Künstlergeneration später wirkte der in Salzburg geborene Hans Makart, der seinen großen Durchbruch in Wien hatte. Sein üppiger Stil, der sich an Tizian und Rubens orientierte, fand in der Ringstraßen-Epoche großen Zuspruch. Der in Radtstadt geborene Landschaftsmaler Franz Kulstrunk, der künstlerisch und thematisch wesentlich konservativer arbeitete, fand seine Berufung als Vedutenmaler. Sein Hauptwerk Die Stadt Salzburg im Jahre 1916, das sich im Rathaus befindet, ist ein monumentales Panorama-Bild und baugeschichtliches Porträt der Stadt dieser Epoche. Nach Ende des Ersten Weltkriegs lebte Anton Faistauer in Salzburg. Er schuf 1922/1923 die Deckengemälde in der Pfarrkirche Morzg mit zahlreichen Bild-Zitaten der Stadt und ihrer Umgebung (Schloss Hellbrunn, Rathaus, Maria Plain, Untersberg, Mönchsberg, Gaisberg usw.). Wenig später erhielt er den Auftrag, Fresken für das Festspielhaus auszuführen. Oskar Kokoschka gründete nach dem Zweiten Weltkrieg gemeinsam mit dem Salzburger Kunsthändler und Verleger Friedrich Welz die Internationale Sommerakademie für Bildende Kunst Salzburg, die bis heute alljährlich auf der Festung Hohensalzburg stattfindet. Der in Salzburg geborene Wilhelm Kaufmann war als junger Mann gemeinsam mit Anton Faistauer an der Ausmalung der Morzger Kirche sowie an der Herstellung der Gobelins für das Festspielhaus beteiligt.

#### Skulptur

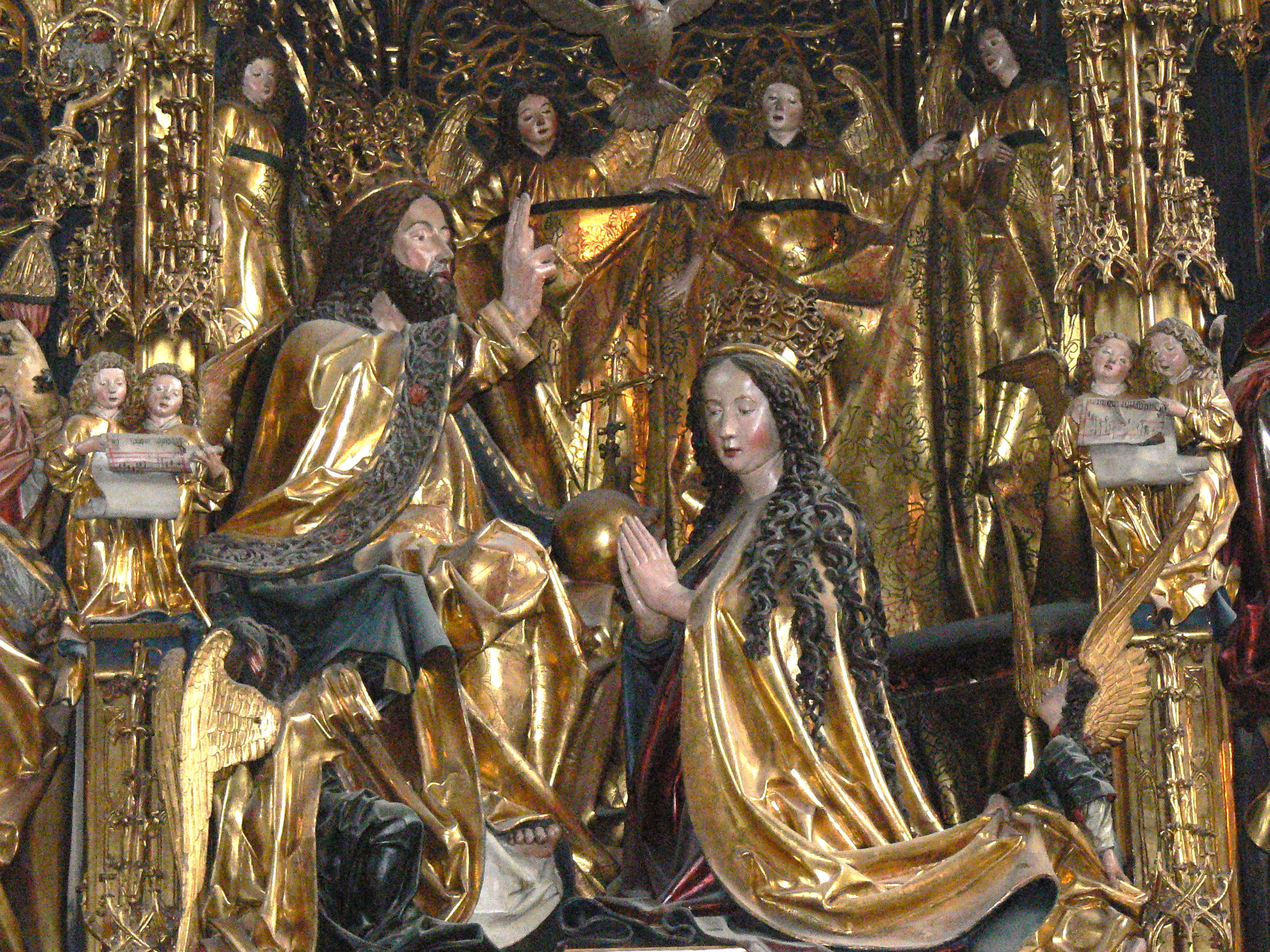
Detail des Pacher Flügelaltars in St. Wolfgang. Von den für Salzburg geschaffenen Altären sind nur noch Einzelfiguren übrig.

Die frühesten und größten Auftraggeber für Skulpturen waren im Mittelalter Fürsten und Ordensgemeinschaften. Wie schon in der Malerei dominierten sakrale Themen. Einer der bekanntesten Bildhauer der Spätgotik, Michael Pacher, stammte aus Tirol und verbrachte seine letzten Lebensjahre in Salzburg. Hier schuf er für die Franziskanerkirche und für die St. Michaelskirche Flügelaltäre, von denen nur Einzelfiguren erhalten sind. Wenig ist von der Bildhauerkunst der Renaissance bekannt. Die Epoche war von Fürsterzbischof Wolf Dietrich von Raitenau geprägt, der am Übergang von Renaissance zu Barock wirkte und Auftraggeber etlicher Bauwerke war. Malereien und Skulpturen seiner Ära waren schon stark vom aufkommenden Barock beeinflusst. Der bekannteste Salzburger Bildhauer dieser Ära war Bernhard Michael Mandl. Er wurde in Böhmen geboren, lebte aber ab seinem 30. Lebensjahr in Salzburg, wo er hauptsächlich für Fürsterzbischof Johann Ernst von Thun arbeitete. Zu seinen bedeutendsten Werken gehören der Rossebändiger der Marstallschwemme, die Statuen der Apostel Peter und Paul vor der Fassade des Domes, Athletenfiguren im Mirabellgarten oder Giebelfiguren an der Markus-/Ursulinenkirche.

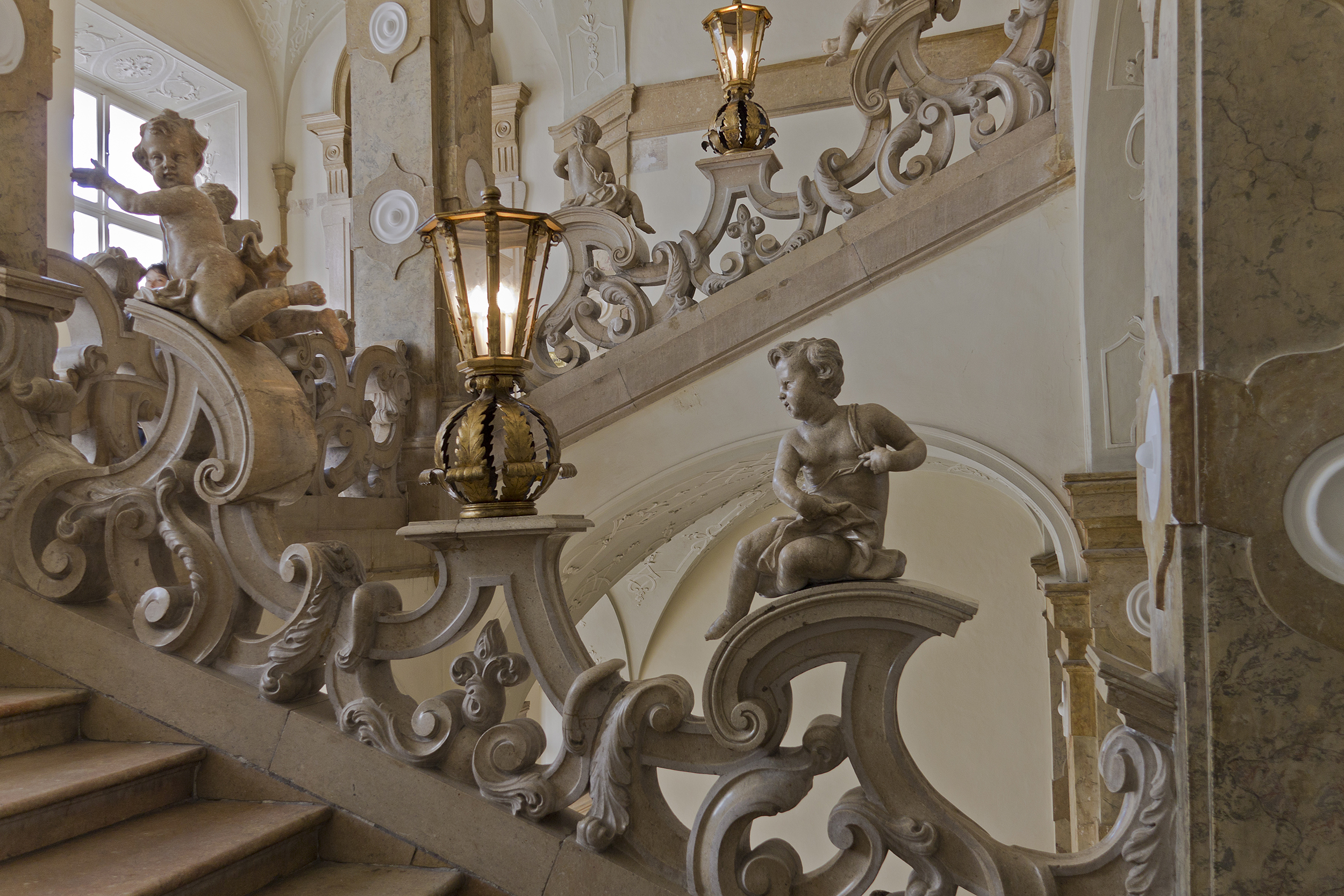
Brüstung mit Putten im Stiegenhaus von Schloss Mirabell (Raphael Donner, vor 1730)

Vor 1730 schuf Georg Raphael Donner die Marmorstiege im Schloss Mirabell, die ein bedeutendes Werk seiner frühen Schaffenszeit darstellt. Wichtige Künstler des 18. Jahrhunderts waren Sebastian Stumpfegger und Andreas Götzinger, die gemeinsam Portale und Oratorien in der Kollegienkirche schufen. Die Fassade der Pfarrkirche Mülln sowie das Klosterportal sind auf Sebastian Stumpfegger zurückzuführen, der am Umbau mehrerer Kirchen in Salzburg beteiligt war. Von Andreas Götzinger stammen das innere Paar der Borghesischen Fechter sowie Postamente und Balustraden im Mirabellgarten, die Fassade, der Hochaltar und der Brunnen am Sockel der Erhardkirche sowie einige Arbeiten in der Dreifaltigkeitskirche. Johann Georg Hitzl ist für sein zartes Schnitzwerk bekannt, mit dem er Kanzeln (wie die in der Pfarrkirche Mülln) überzog, und er schuf feingliedrige Statuen für die Pfarrkirche in Maxglan und für die Stiftskirche St. Peter. Von Josef Anton Pfaffinger stammen etliche Statuen des damals populären Brückenheiligen Nepomuk, wie die bei den Barmherzigen Schwestern an der Salzach, an der Brücke über die Glan in Maxglan und beim Leopoldskroner Weiher. Johann Baptist Hagenauer schuf die Marienstatue am Domplatz und die künstlerische Ausgestaltung des Sigmundstors. Johann Piger, der Mitte des 19. Jahrhunderts im Oberinntal geboren wurde, lebte und wirkte beinahe sechzig Jahre in Salzburg. Holzstatuen von ihm befinden sich in der Herz-Jesu-Kirche in der Riedenburg, im Kapuzinerkloster und in der Franziskanerkirche.
Giacomo Manzù, ein Bildhauer des 20. Jahrhunderts, ist der Schöpfer der Porta dell’Amore („Tor der Liebe“) am Dom und der Figur Kardinal vor den Bögen des Doms. Anselm Kiefer schuf als erster Künstler ein Werk für die Salzburg Foundation, das begehbare Kunstwerk A.E.I.O.U., das im Furtwänglerpark steht. Von Manfred Wakolbinger stammt die Figur Connection für den Walk of Modern Art, ein auf zehn Jahre angelegtes Kunstprojekt der Salzburg Foundation. Für dieses breitgefächerte Kunstprojekt haben auch Mario Merz, Marina Abramović, Markus Lüpertz, James Turrell, Stephan Balkenhol, Anthony Cragg, Christian Boltanski, Jaume Plensa, Brigitte Kowanz und Erwin Wurm Werke beigesteuert. Alle Skulpturen stehen im öffentlichen Raum und können besichtigt werden.

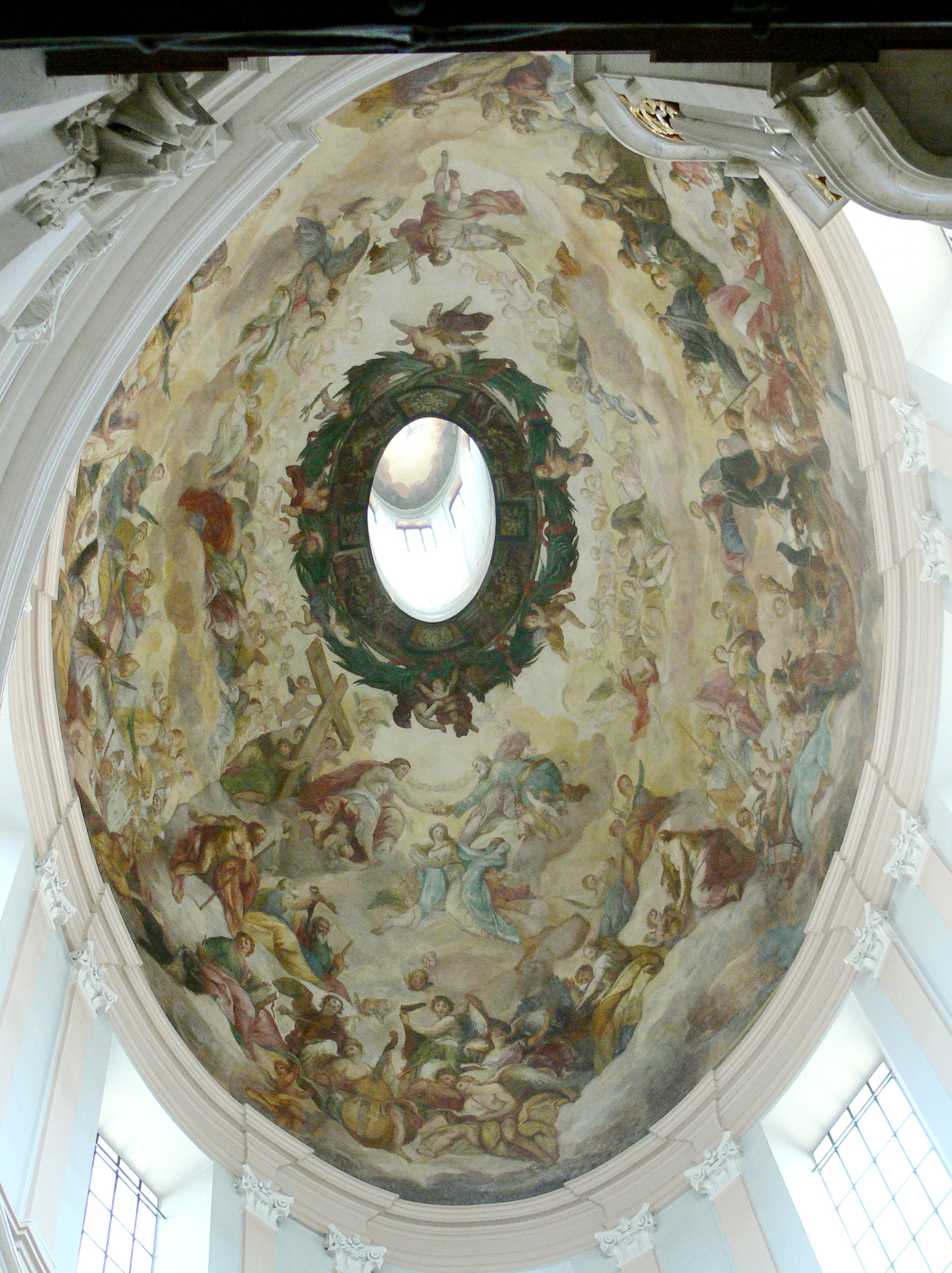
Deckengemälde der Dreifaltigkeitskirche von Johann Michael Rottmayr
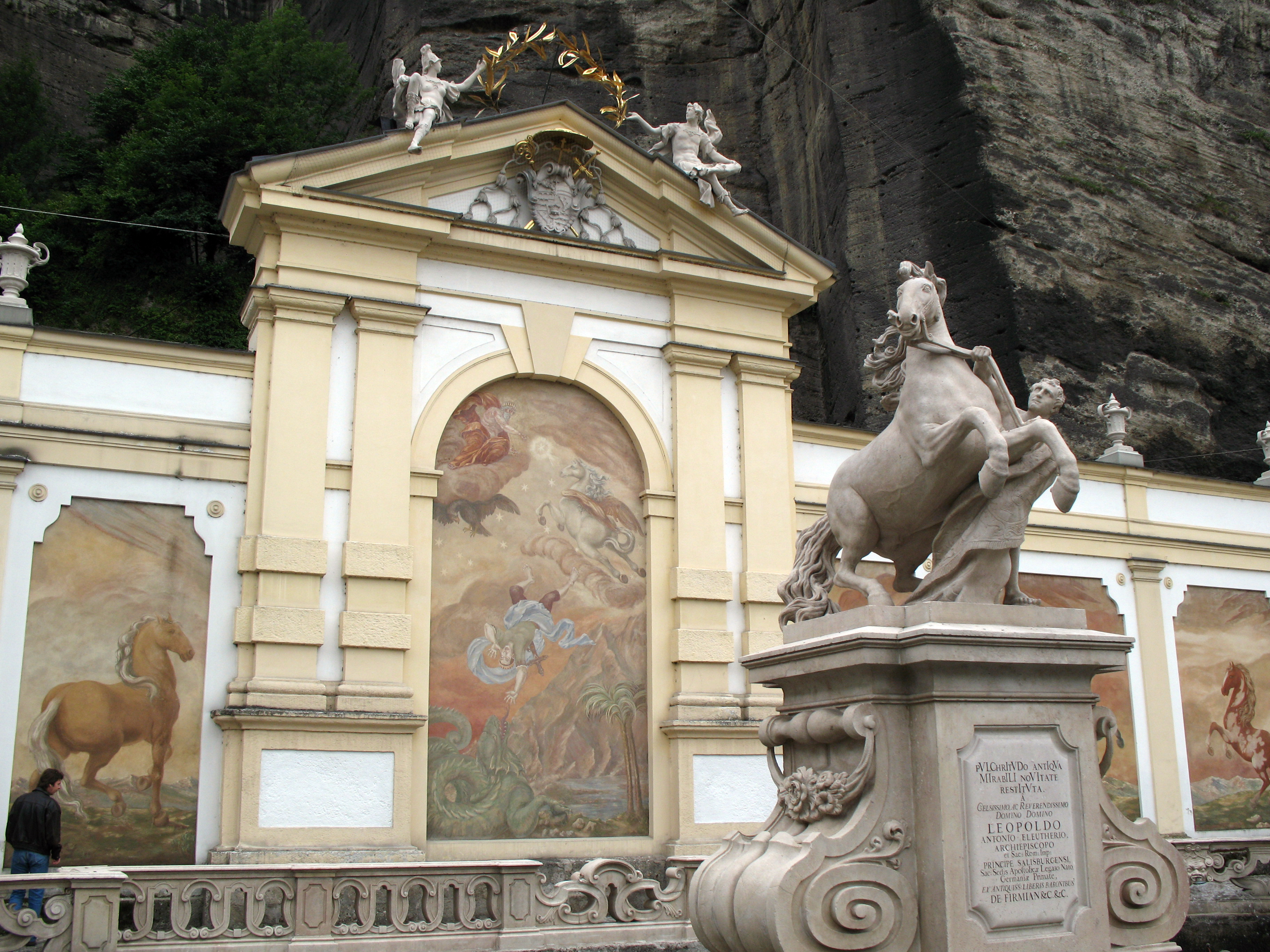
Bernhard Michael Mandl: Rossebändiger der Marstallschwemme
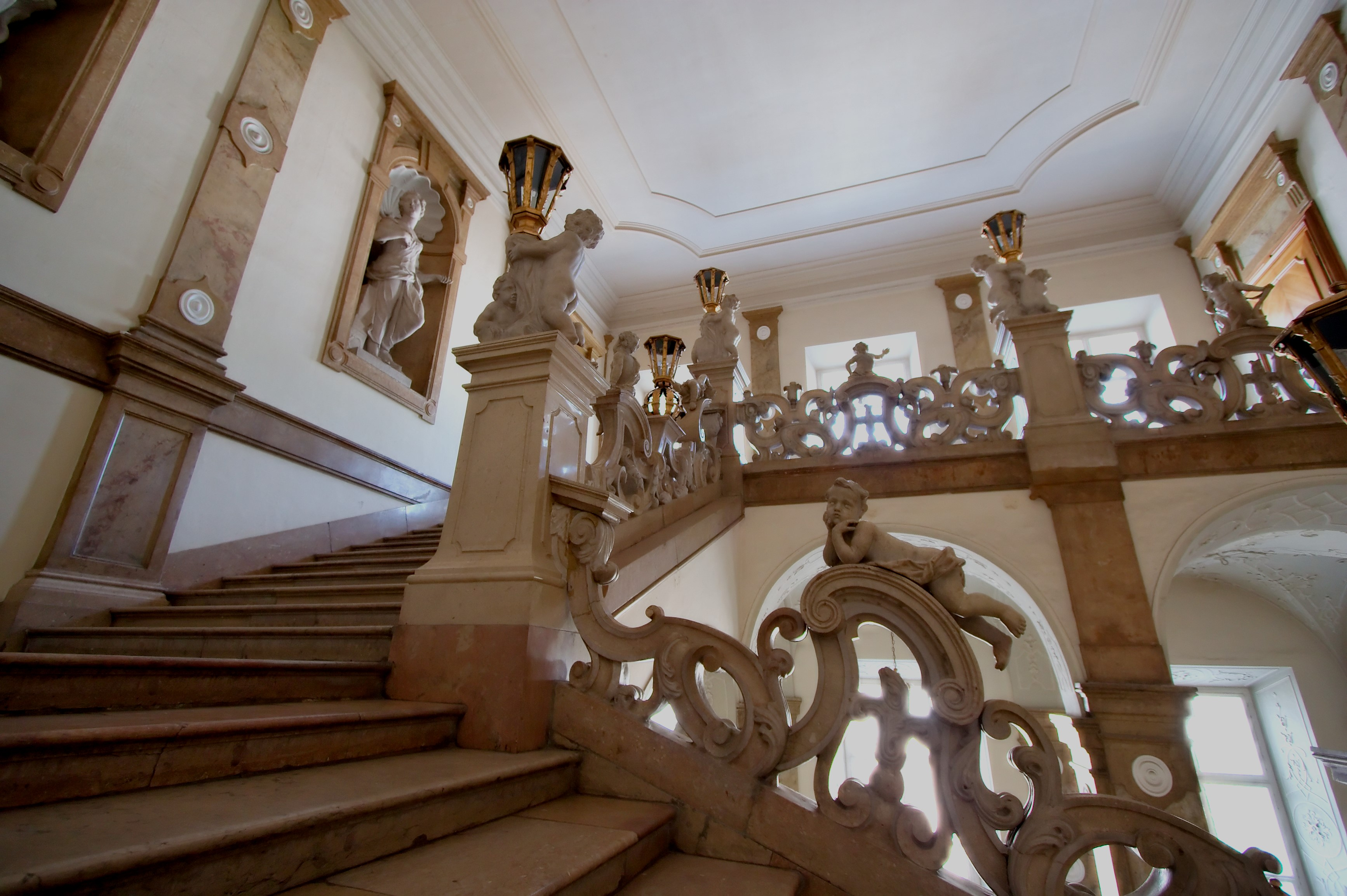
Die Raphael-Donner-Stiege im Schloss Mirabell
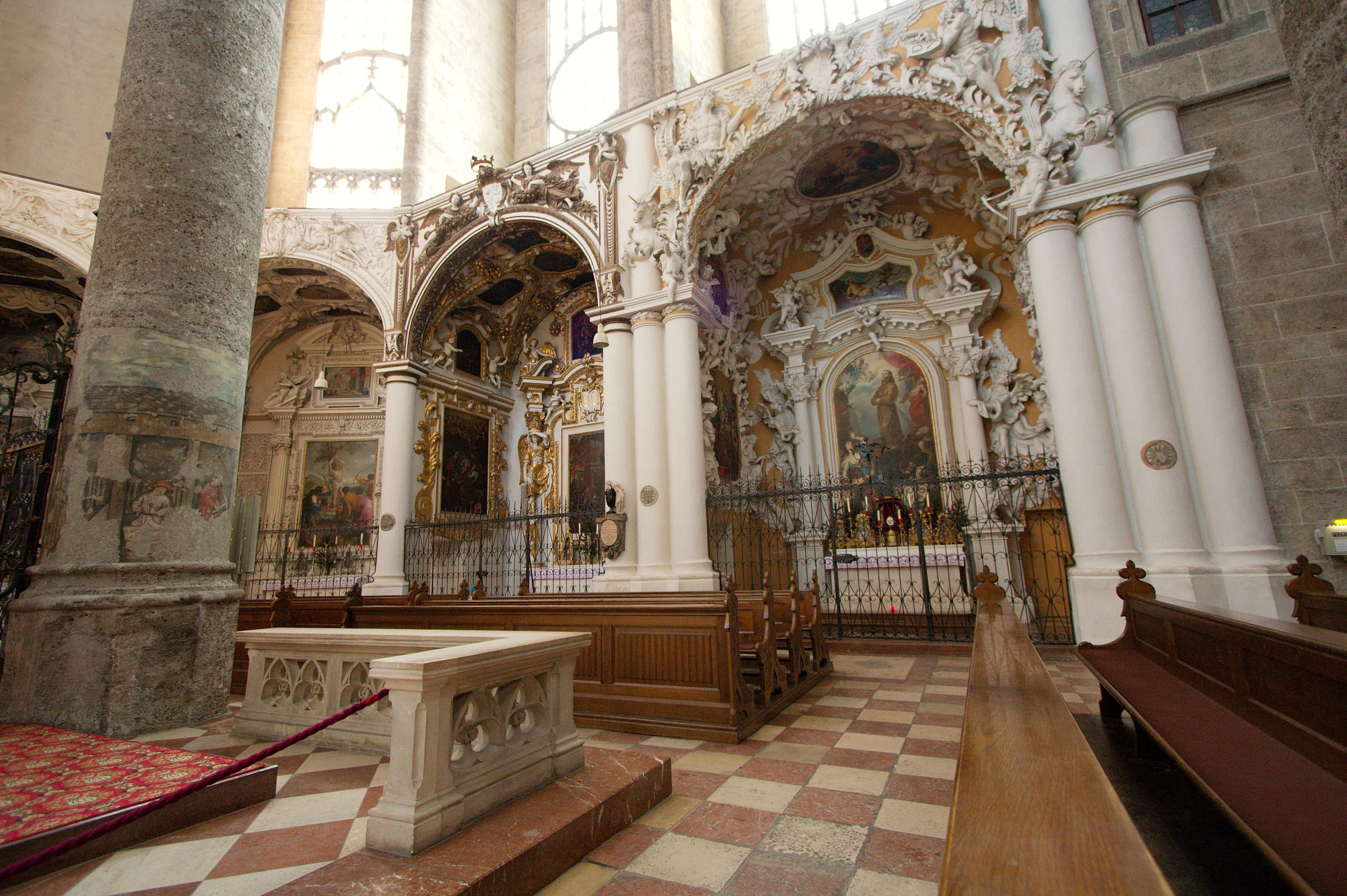
Die Chorkapellen der gotischen Franziskanerkirche
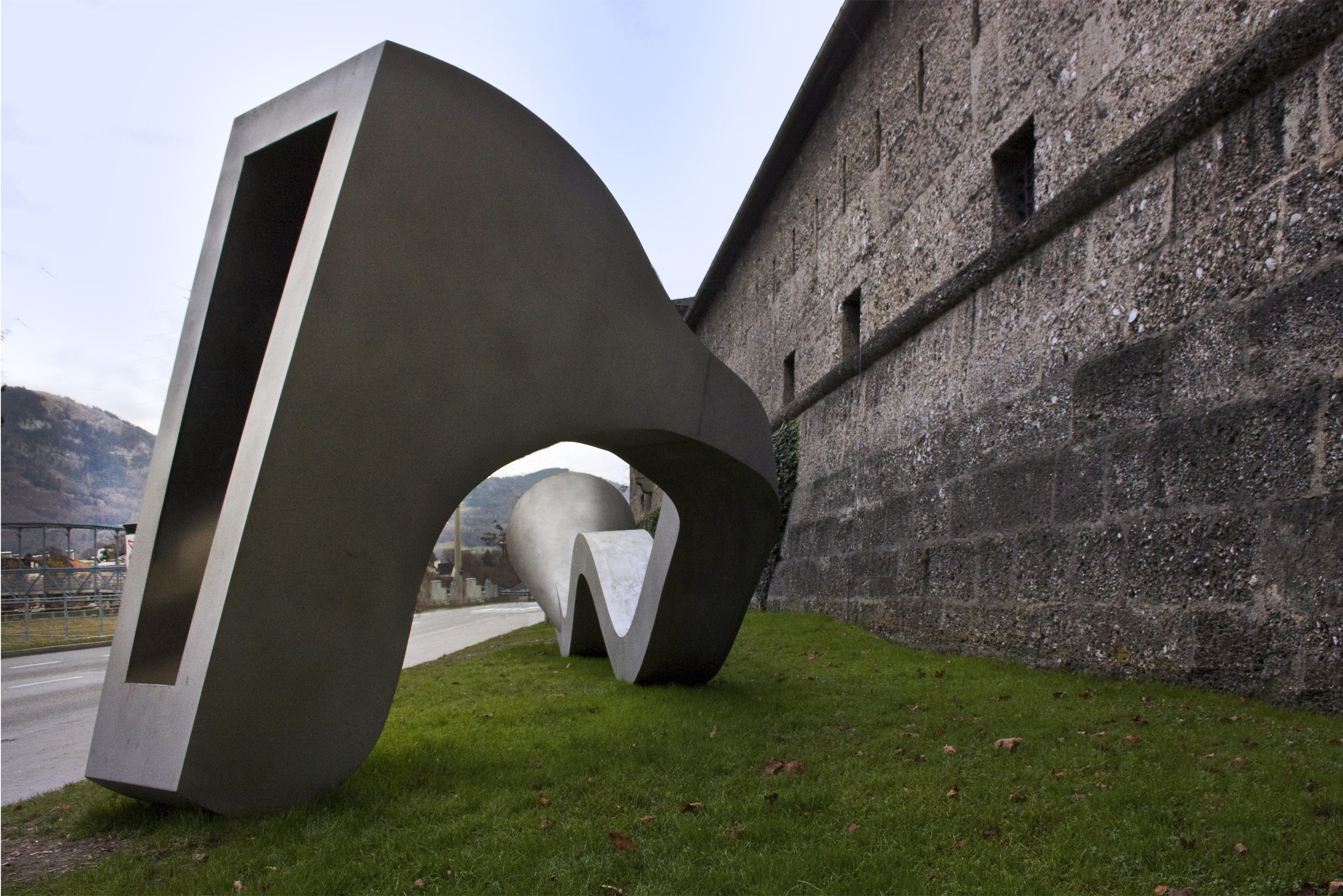
Von der Salzburg Foundation aufgestellte Skulptur „Connection“ von Manfred Wakolbinger
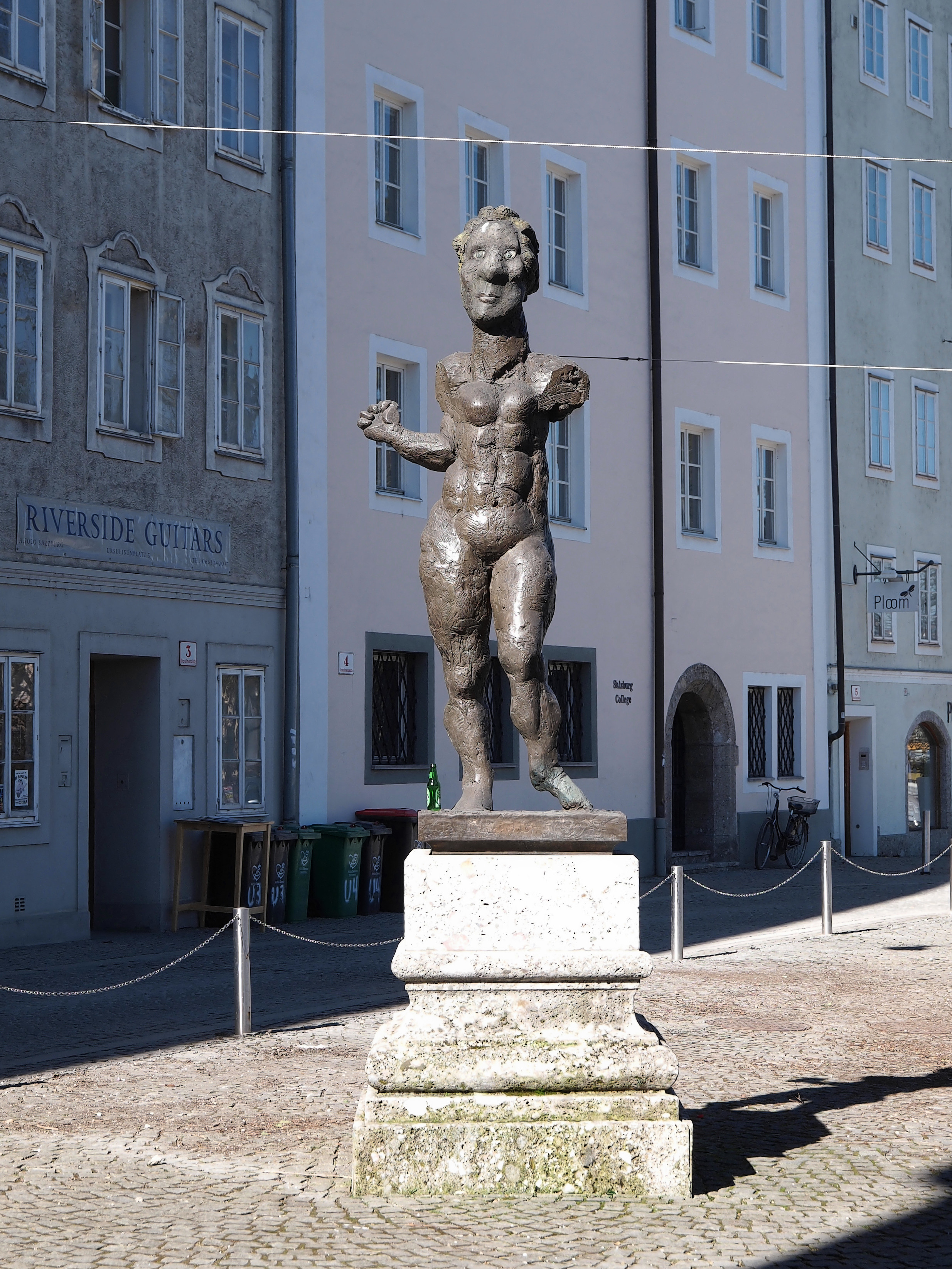
Markus Lüpertz: „Mozart – eine Hommage“
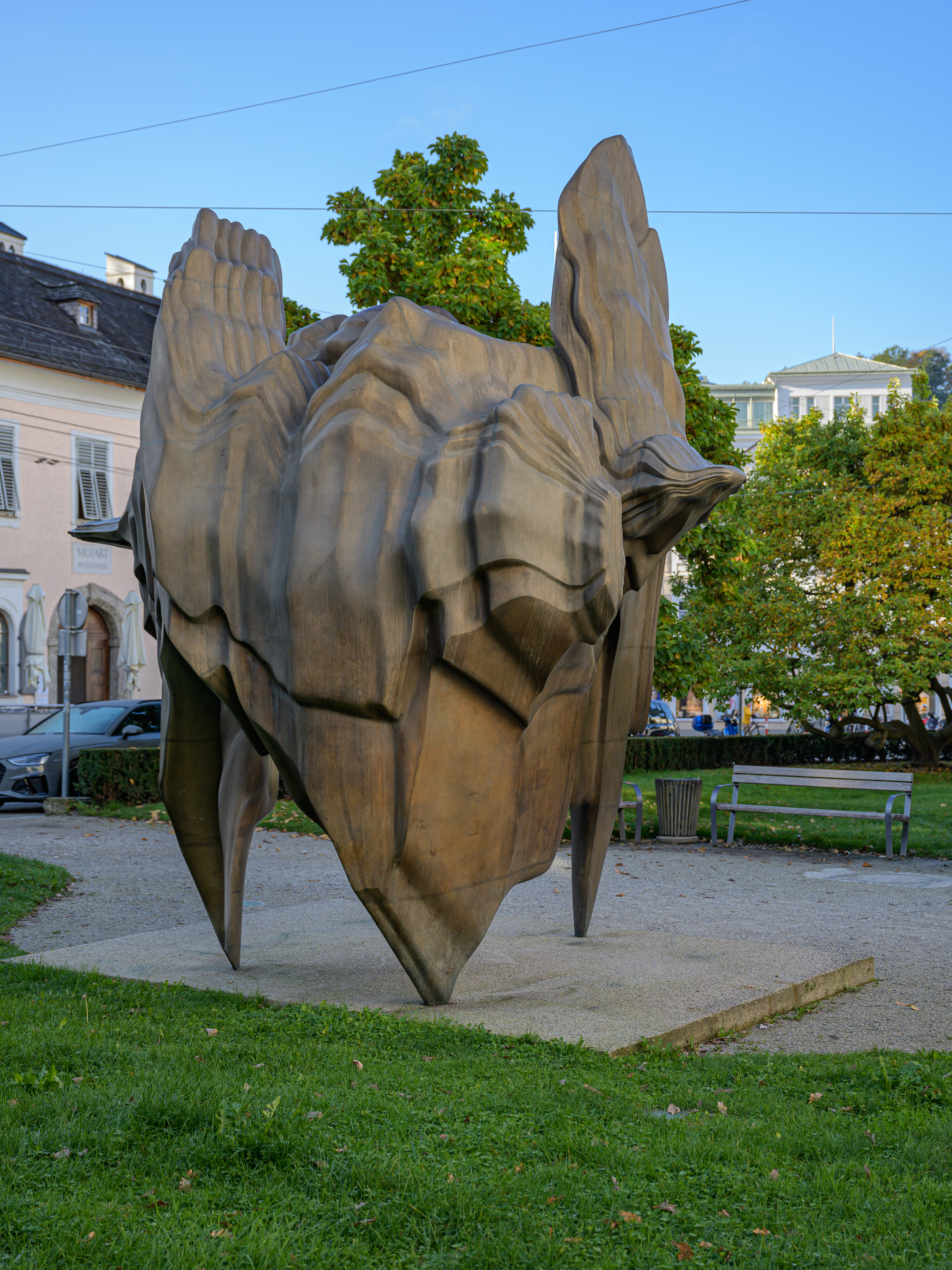
„Caldera“ von Anthony Cragg, Makartplatz
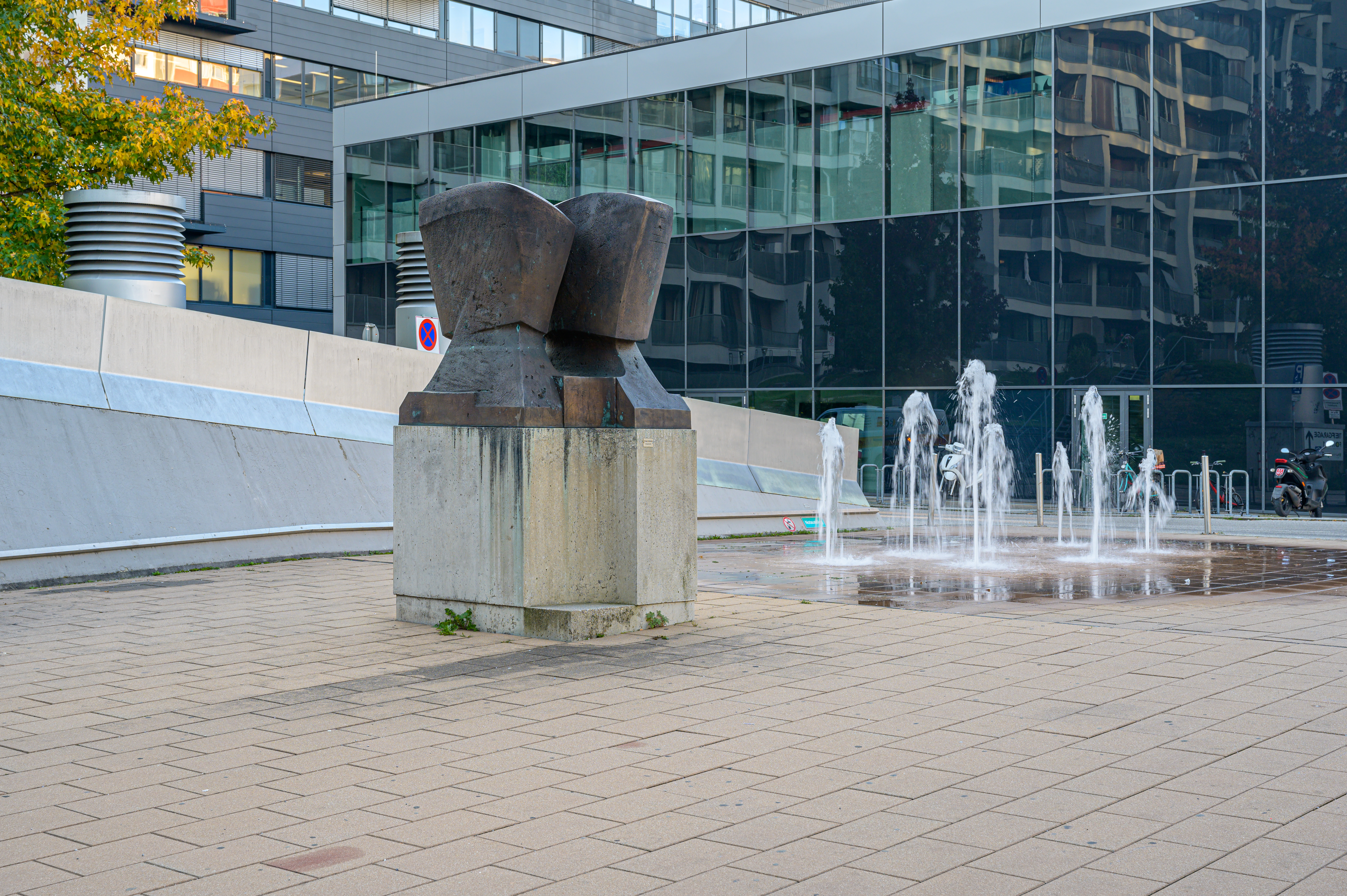
„Kontiguität“ von Christoph Constantin
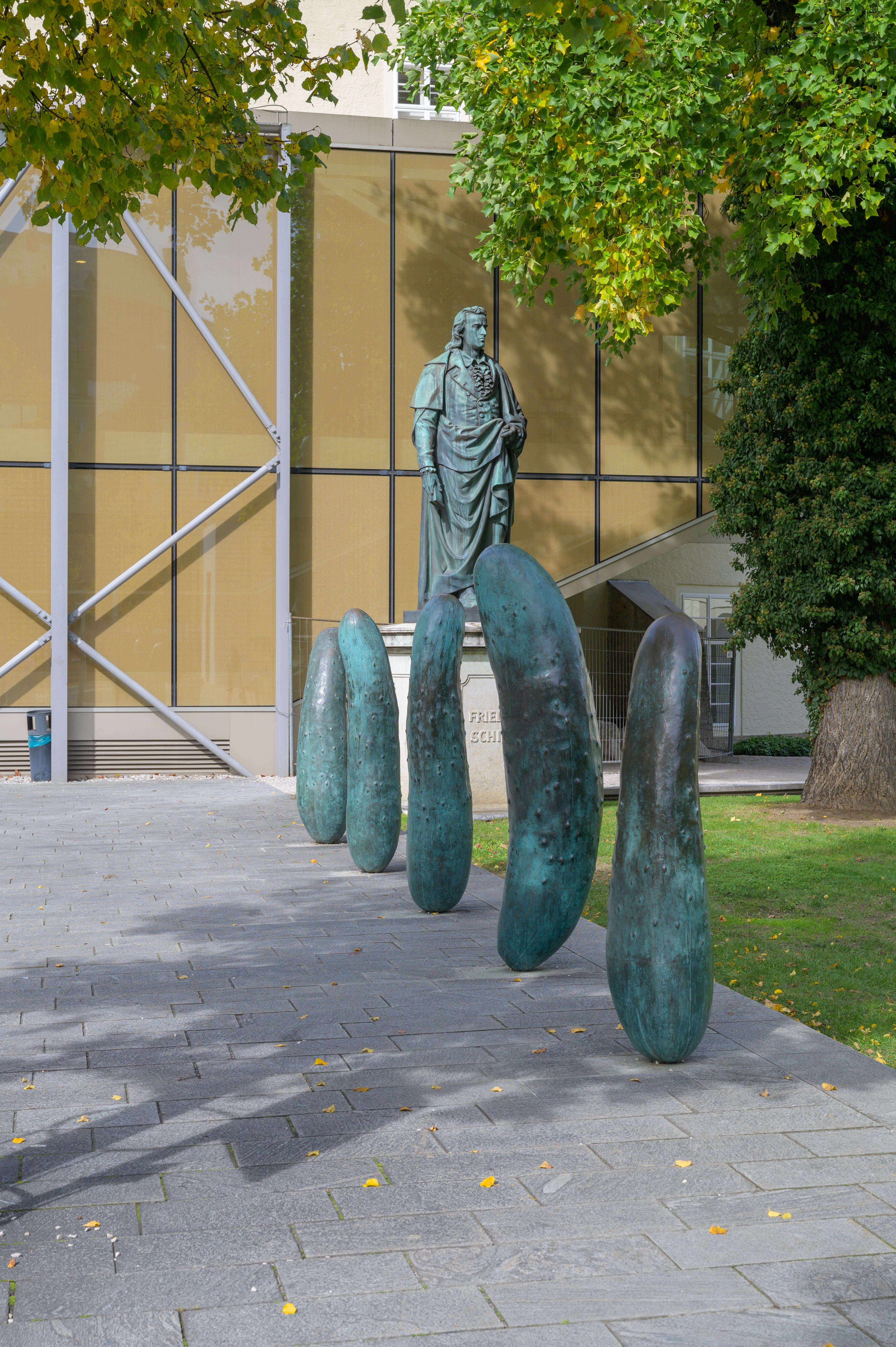
„Gurken“ von Erwin Wurm vor dem Schillerdenkmal, Furtwänglerplatz

### Kino und Filmproduktion

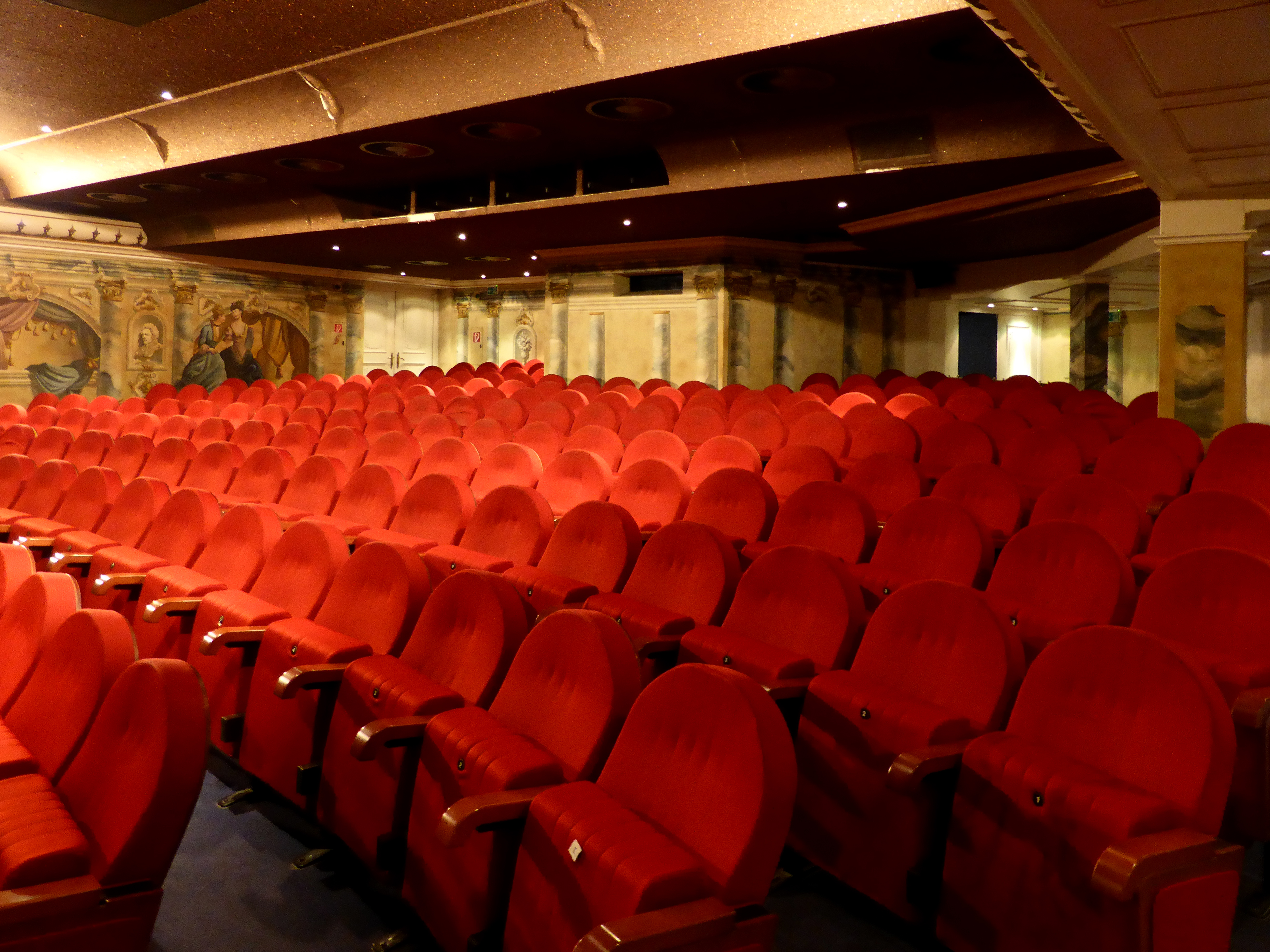
Das Mozartkino in der Kaigasse zählt zu den ältesten Kinos der Welt. Es wurde 1905 eröffnet und ist im Altstadthotel Kasererbräu untergebracht.

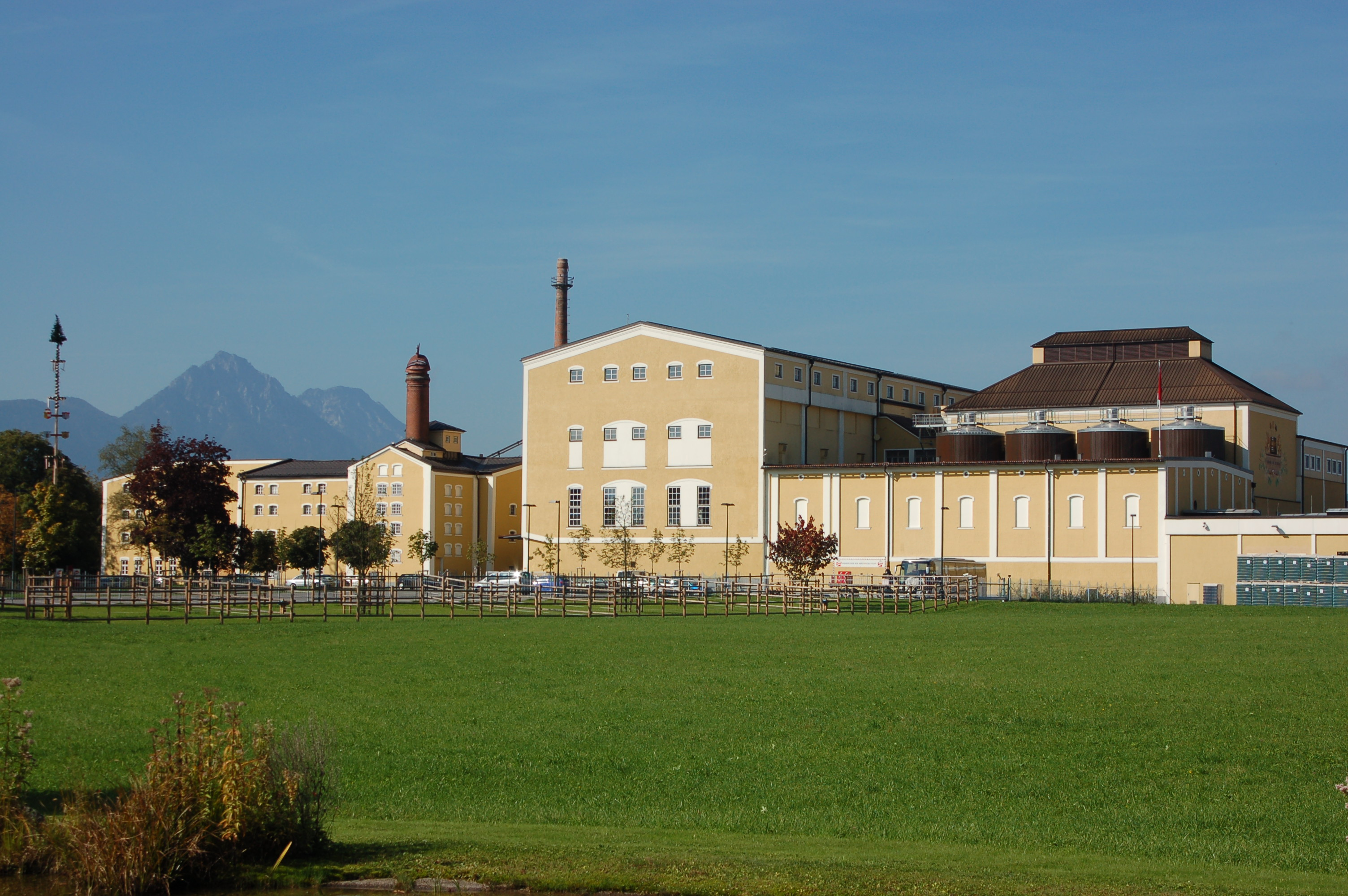
In der Stieglbrauerei in Maxglan wurde 1921 ein Filmstudio eingerichtet

Salzburg hat eine lange Kino- und Filmtradition. Das Mozartkino in der Kaigasse 33, eines der ältesten Kinos der Welt, wurde im Jahr 1905 eröffnet. Seit 1918 ist es im Altstadthotel Kasererbräu untergebracht. Der bislang größte Umbau zum modernen Kino-Center fand 1987 statt. Es ist heute die letzte privat geführte Institution dieser Art in Salzburg. Das Maxglaner Kino war nach dem in Wien das zweitgrößte Österreichs. Am Beginn der Steingasse befindet sich Das Kino, dessen Programmschwerpunkt auf Kulturfilmen und Retrospektiven liegt. Jeden Herbst findet hier ein Bergfilmfestival statt.
In Salzburg gab es auch ein Filmstudio. 1921 hatte die Salzburger Stieglbrauerei in Maxglan der neu gegründeten Firma Salzburger-Kunstfilm Gebäude zur Verfügung gestellt. Dort errichtete die Filmproduktionsgesellschaft ein Labor und ein Filmatelier. Der erste Dokumentarfilm hieß Die Festspiele 1921, der erste Spielfilm, Die Tragödie des Carlo Prinetti, wurde 1924 gedreht. Der Vorläufer des Elmo Kinos entstand 1947 im Turnsaal der Volksschule Plain. 1949 errichteten Alfred und Else Morawetz an der Lehener Brücke ein Gebäude mit einem Kinosaal für hundert Besucher. 1977 wurde um einen zweiten Saal erweitert, vier Jahre später um einen dritten und vierten. Nach 1980 fügte man einen fünften Saal hinzu, der größte verfügt über 435 Sitzplätze. Im Jahr 2012 musste das Elmo Kino wegen finanzieller Probleme zusperren.
Noch bedeutender waren die Auftritte Salzburgs in heimischen und internationalen Filmproduktionen. An vorderster Stelle seien Der Kleine Grenzverkehr von Erich Kästner (1943) und die spätere Verfilmung desselben Themas unter dem Titel Salzburger Geschichten (1956) genannt. Vier Jahre früher hatte Gene Kelly in Salzburg und am Walserberg für den Thriller The Devil Makes Three gedreht. 1965 entstand der Film The Sound of Music, dessen Beliebtheit im englischsprachigen Raum bis heute ungebrochen ist. 2009 wurde einige Tage für den Hollywood-Actionfilm Knight and Day mit Tom Cruise und Cameron Diaz in Salzburg gedreht. Schauplätze waren die Linzer Gasse, die Steingasse und das Haus für Mozart.

### Konzerte, Theater- und Literatur-Veranstaltungen
Zu den jährlich wiederkehrenden überregionalen Veranstaltungen gehören die Mozartwoche im Jänner, das Aspekte Festival im März, die Osterfestspiele Salzburg, die Begegnungen und das Literaturfest im Mai, die Salzburger Pfingstfestspiele, im Juni/Juli das Internationale Cantus MM Musik & Kultur Festival sowie im Juli die Sommerszene und als Höhepunkt des Theaterjahres im Juli und August die Salzburger Festspiele.
Im Herbst finden die Salzburger Kulturtage, der Jazz-Herbst, das Krimifest und das Dialoge Festival statt. Im Café Schober in der Gnigler Bachstraße veranstaltet der Schriftsteller Wolfgang Kauer seit dem Frühjahr 2007 die Autorenlesereihe Freitagslektüre.

### Brauchtumsveranstaltungen

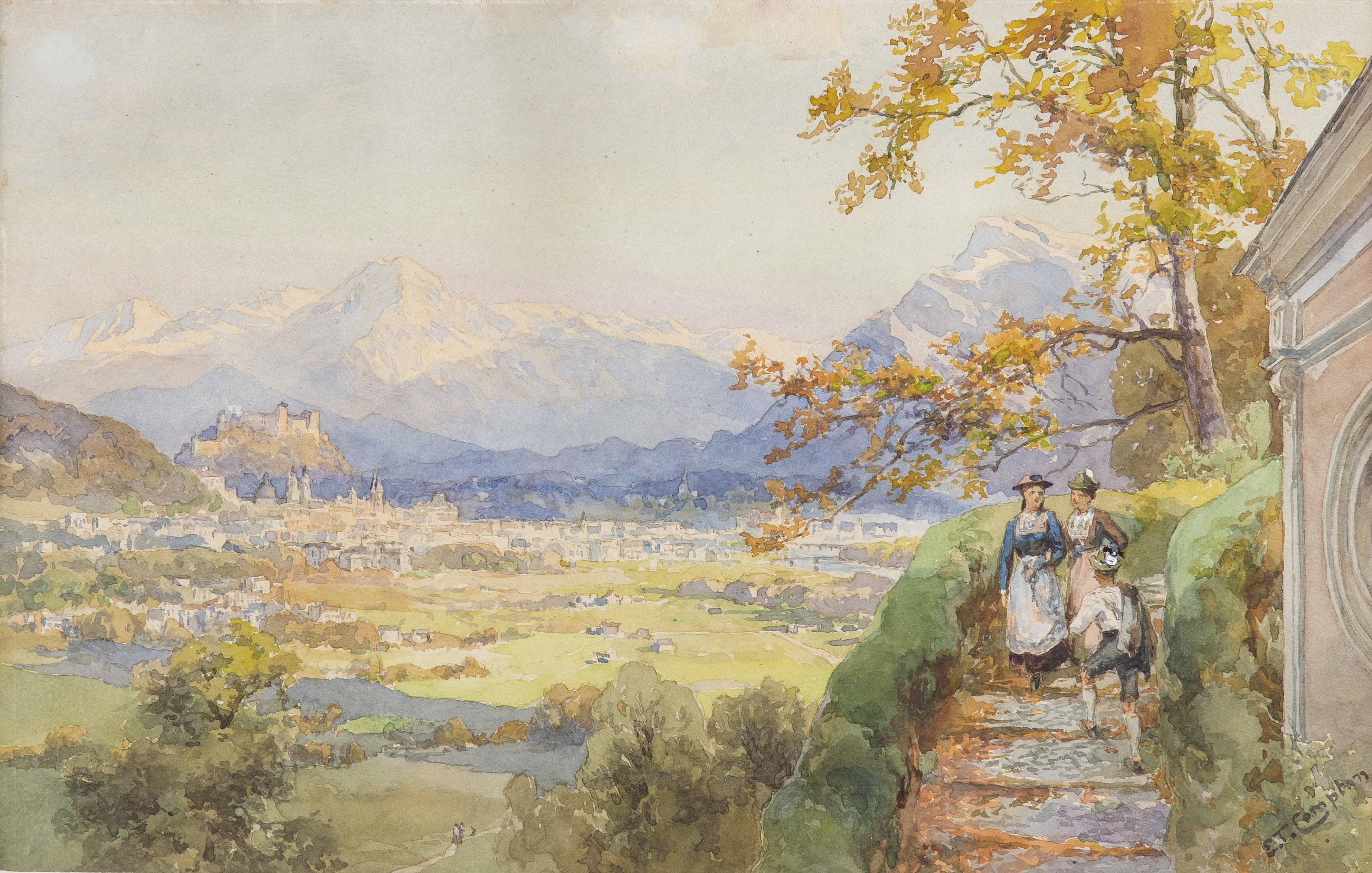
Mädchen und Bursch in Salzburger Tracht in Maria Plain (Edward Theodore Compton, um 1900)

Die Erhaltung und die Pflege der Volkskultur stellen den Salzburgern hohe Werte dar. Darin beinhaltet sind alle Arten der Volksmusik, wie die Blasmusik, das Volkslied, der Volkstanz, das chorische Singen und verschiedene Brauchtumsrituale zu bestimmten Anlässen und Festen. Initiatoren und Ausführende sind die zahlreichen Trachten- und Schützenvereine, Musikkapellen und Chöre. Ihre Mitglieder arbeiten fast alle ehrenamtlich. Ein Höhepunkt bilden für sie die im Sommer während der Festspielzeit stattfindenden Freiluftaufführungen im Heckentheater im Mirabellgarten. Die Bürgergarde hat ihre Anfänge im 13. Jahrhundert. Sie übte damals hauptsächlich eine militärische Funktion zum Schutz der Bürger aus. Ihre Mitglieder widmen sich heute der Traditionspflege und nehmen an etlichen Großveranstaltungen, wie der Georgi-Kirchweih, der Eröffnung der Sommerfestspiele und der Martini-Feier, teil.
Das Brauchtums-Kalenderjahr beginnt in Salzburg mit dem am 5. Januar stattfindenden Glöcklerlauf der Lichtperchten. Die Zeit vor Ostern bildet einen Höhepunkt des katholischen Kirchenjahres, in der zahlreiche Gottesdienste stattfinden (am Karfreitag mit eigener Trauerliturgie), die auf das Hochfest Ostern vorbereiten. Das Österreichische Volksliedwerk unterstützt die Salzburger Straßenmusik, deren verschiedene Gruppen zwischen April und September jeden Samstag auf Plätzen der Innenstadt auftreten. Um den 1. Mai findet wie an den meisten Orten Österreichs das Aufstellen geschmückter Maibäume statt. Meist wird das Fest musikalisch umrahmt. Von Anfang Mai bis Ende August geben die Mitglieder der Blasmusik-Kapellen jeden Mittwoch abends und an Sonn- und Feiertagen vormittags Leuchtbrunnen- und Promenadenkonzerte im Mirabellgarten. Ein beliebtes Volksfest im Jahreskreis ist die Salzburger Dult (aus dem Althochdeutschen: Dult = Feier, Fest) um Pfingsten. Dieser ursprüngliche Jahresmarkt, eine Art Messe, hat seine Wurzeln im 10. Jahrhundert. Am Mittwoch vor Christi Himmelfahrt findet alljährlich die Lange Nacht der Chöre statt. Die Sommerfestspiele im Juli werden traditionell mit einem Fackeltanz begonnen. Daran nehmen rund hundert Tanzpaare der verschiedenen Brauchtumsgruppen Salzburgs teil. Der Erntedank wird am zweiten Sonntag im September gefeiert, und der seit Jahrhunderten existierende Ruperti-Kirtag, das Domkirchweihfest, am Namenstag des Stadtpatrons, des Hl. Rupert, am 24. September. Den meisten Festen gehen Gottesdienste im Dom voraus, der Rest des Tages gehört der Volkskultur und dem Brauchtum mit Auftritten von Blasmusik-Ensembles, Volkstanzgruppen, Heimatvereinen, Schützen und Chören. In der Zeit um den 6. Dezember, dem Namenstag des Hl Nikolaus, beginnen die traditionellen Krampus- und Perchtenläufe. Sie gehören zur Vorweihnachtszeit wie der Christkindlmarkt und das Advent-Singen, das den Beginn des Kirchenjahres darstellt.
Nicht zu vergessen sind auch die (Bio-)Bauernmärkte auf dem Kajetaner- und Universitätsplatz sowie die jährlich stattfindenden, vorweihnachtlichen Christkindlmärkte, auf denen u. a. auch Hersteller handwerklicher Erzeugnisse ihre Produkte ausstellen. Die bekanntesten sind die Märkte auf dem Domplatz, auf dem Mirabellplatz, innerhalb des Areals der Festung Hohensalzburg und im Park von Schloss Hellbrunn. Einen musikalischen Höhepunkt des Christkindlmarktes auf dem Dom- und Residenzplatz bildet das historische Turmblasen an Donnerstagen und Samstagen abends. Nach Weihnachten ist eine Krippentour angesagt – die Krippe von St. Michael ist das ganze Jahr über zu besichtigen, die anderen meist nach Weihnachten. Kleine Juwelen der Volkskunst sind die barocke Krippe der Franziskaner und die 1964 von Brigitte Aichhorn-Kosina begonnene AIKO-Krippe mit 309 Figuren und naturgetreu nachgebildeter Landschaftsszenerie. Letztere kann das ganze Jahr über in der Steingasse besichtigt werden.
Das Winterfest ist ein Festival für zeitgenössische Zirkuskunst im Volksgarten Salzburg.

### Dialekt
Der Salzburger Dialekt kann der Gruppe der bairisch-österreichischen Dialekte zugeordnet werden, insbesondere dem mittelbairischen Dialekt. Er wird sprachwissenschaftlich auch als ostoberdeutsch bezeichnet und in Nordbairisch, Mittelbairisch und Südbairisch unterteilt. Allgemeines Kennzeichen dieser Sprache ist, dass die harten Laute p, t, k zu den weicheren b, d, g abgeschwächt werden. Lange Silben werden, häufig unter Verwendung mehrerer Vokale, verkürzt. Beispiele: spielen – schbuin, wollen – woin, fahren – foan, heizen – hoazen, daheim – dahoam usw.
Obwohl das Salzburgerische von vielen jungen und alten Menschen des Landes verwendet wird, entwickelt sich die Sprache österreichweit in eine völlig andere Richtung. Da Kinder und Jugendliche viele Stunden des Tages weniger mit ihren Familien als vor dem Fernseher verbringen und deutsche oder deutsch synchronisierte Sendungen in bundesdeutschem Hochdeutsch sehen und hören, verwenden sie in der Schule und auch untereinander immer häufiger diese „deutsche Einheitssprache“. Irmgard Kaiser und Hannes Scheutz, zwei Sprachwissenschaftler der Universität Salzburg, haben in ihren Arbeiten festgehalten, dass der Prozentsatz von Dialektsprechern in der Stadt im Laufe der letzten paar Jahre gesunken ist.

## Umwelt und Ökologie

### Geologie
Salzburg befindet sich unmittelbar am Nordrand der österreichischen Alpen. Seine Stadtberge prägen in hohem Maß das Erscheinungsbild. Kaum eine andere Stadt verfügt über eine ähnliche imposante Kulisse. Die Stadtberge – der Gaisberg mit dem Kühberg, der Kapuzinerberg und der Festungsberg – bilden den ersten rahmenden Hintergrund Salzburgs, die anschließenden Alpen erhöhen aus der Ferne gesehen (z. B. von der Terrasse der Wallfahrtskirche Maria Plain) den dramatischen Eindruck. Sie sind Teile der Kalkvoralpen. Ihre schroffen Nordabhänge bilden den nördlichen Alpenrand, der in ostwestlicher Richtung durch die Stadt verläuft. Obwohl die Wände alljährlich abgeklopft und von losen Steinen gesäubert werden, verursachen dennoch immer wieder Steinschläge Schäden an Gebäuden und Fahrzeugen. Im 15. und 17. Jahrhundert kam es zu mehreren schwerwiegenden Felsstürzen, der schlimmste fand 1669 statt. Ein Teil der Felswand stürzte auf die eng aneinanderstehenden Häuser in der Gstättengasse und begrub 13 bis 14 Häuser. 220 Menschen starben bei dieser Katastrophe.
Das sanfte Hügelland im Norden der Stadt gehört zur Flyschzone (der Name Flysch stammt aus dem Schweizerdeutschen – flyschen bedeutet „fließen“). Der Gesteinskörper ist durch den Wechsel von Tonsteinen und grobkörnigen Gesteinen gekennzeichnet. Die Zone bildet zwischen Vorarlberg und Wien den nördlichen Abschluss der Ostalpen. Sie verläuft längs durch das Land und ist ca. 10 bis 15 km breit. In Salzburg gehören der Haunsberg, der Hochgitzen, der Tannberg und der Buchberg zu diesem geologischen Gürtel und damit zum Alpenvorland.
Das Salzburger Becken ist eine zwischen zwei Eiszeiten, also in einer Warmzeit, entstandene Landschaft. Während der Warmzeiten wurde das Lockermaterial durch Abschmelzen des Eises ausgeräumt. Einige Strukturen ergaben sich aus Erdbewegungen. Sowohl in Warmzeiten als auch in nachglazialer Zeit erstreckte sich im Becken ein See von etwa 30 km Länge und 10 km Breite, in dem mächtige Bänke – der Kapuzinerberg, der Mönchsberg, der Rainberg und der Hellbrunner Berg – abgelagert wurden. Das Salzburger Becken besteht in der Nähe der Salzach aus einer tiefer liegenden Alluvialebene (Schwemmboden, der an Ufern von Gewässern oder durch Gletscher entsteht). Oberhalb der linksufrig markanten, von Nord nach Süd durchs Stadtgebiet ziehenden Terrassenkante, schließt sich die Friedhofsterrasse an, auf der sich in Liefering und Morzg ertragreiche frische Böden bildeten, während in Schallmoos und im Leopoldskroner Moos einst ausgedehnte Moorgebiete vorhanden waren.

### Klima
Salzburg liegt zwischen 420 und 430 m Seehöhe über dem Meeresspiegel der Adria. Es befindet sich in der Übergangszone zwischen atlantisch-maritimen und kontinentalem Klima, das durch mäßig-kalte Winter und warme Sommer mit ganzjährigen Niederschlägen gekennzeichnet ist. Durch die Lage am nördlichen Alpenrand herrschen in Salzburg höhere Niederschlagsmengen und häufigere Starkwinde als in den anderen Landeshauptstädten Österreichs.
Die mittlere Jahrestemperatur betrug im Zeitraum zwischen 1981 und 2010 durchschnittlich 9 °C. Im Jänner liegt die Durchschnittstemperatur bei − 1° (Statistik: Klima für Salzburg, Betrachtungszeitraum bis Jahresmitte 2023), während sie im Juli auf 18,6 °C ansteigt. Die Niederschlagsmenge ist durch die Nord-Staulage vergleichsweise hoch. Sie betrug im genannten Zeitraum durchschnittlich 1184 mm. Der niederschlagsreichste Monat ist der Juli mit durchschnittlich 160 mm, die niederschlagsärmsten Monate sind Jänner, Februar und März mit weniger als 70 mm. In Salzburg herrschen durch die Nähe zum Alpenraum ausgeprägte Föhnlagen mit warmem und trockenem Südwind. Bedingt durch das Salzachtal wehen die Winde in der Stadt überwiegend in südlicher und nördlicher Richtung. Starkwinde kommen vor allem aus dem Nordwesten.

### Naturdenkmale und Schutzgebiete

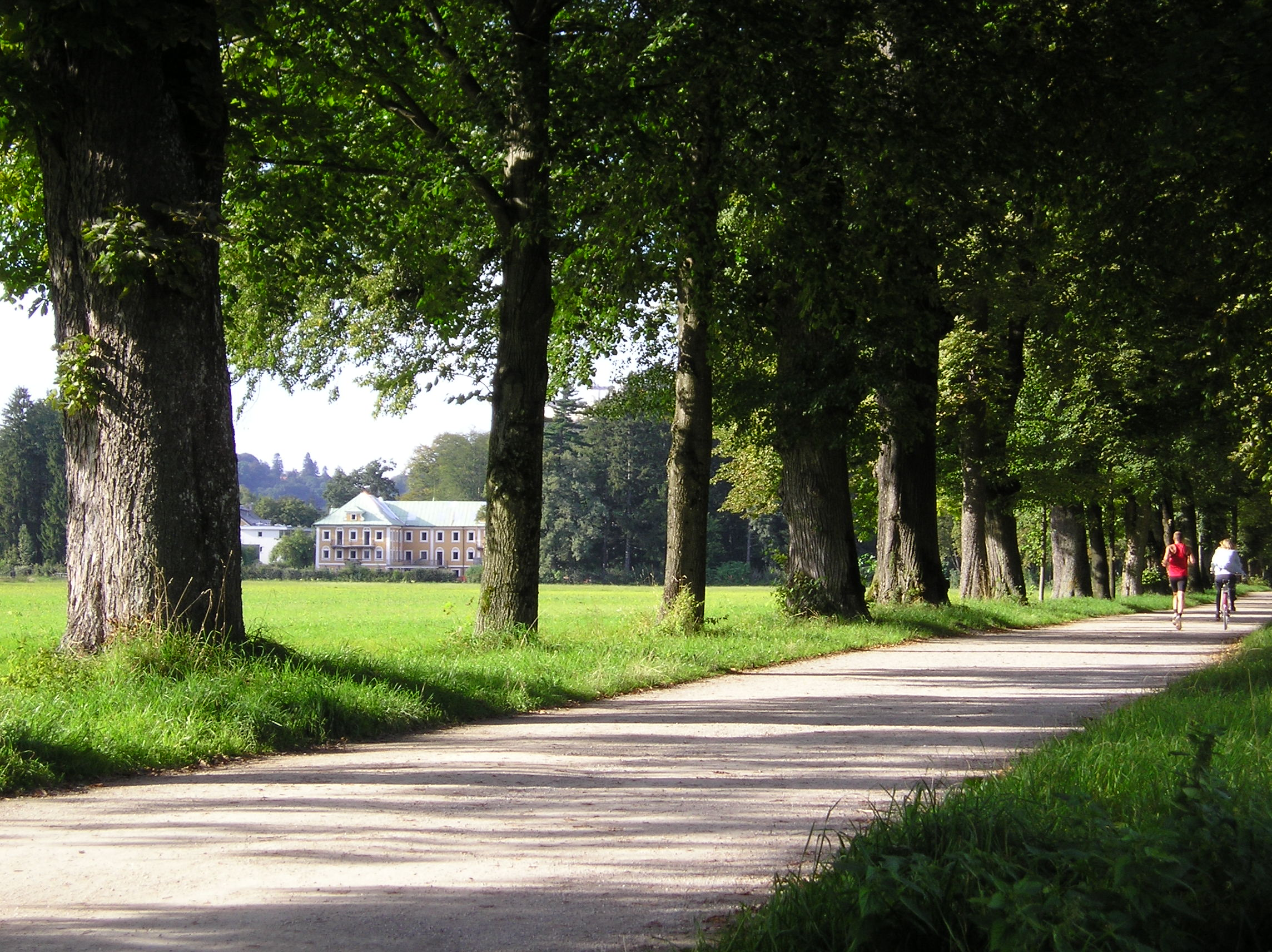
Hellbrunner Allee

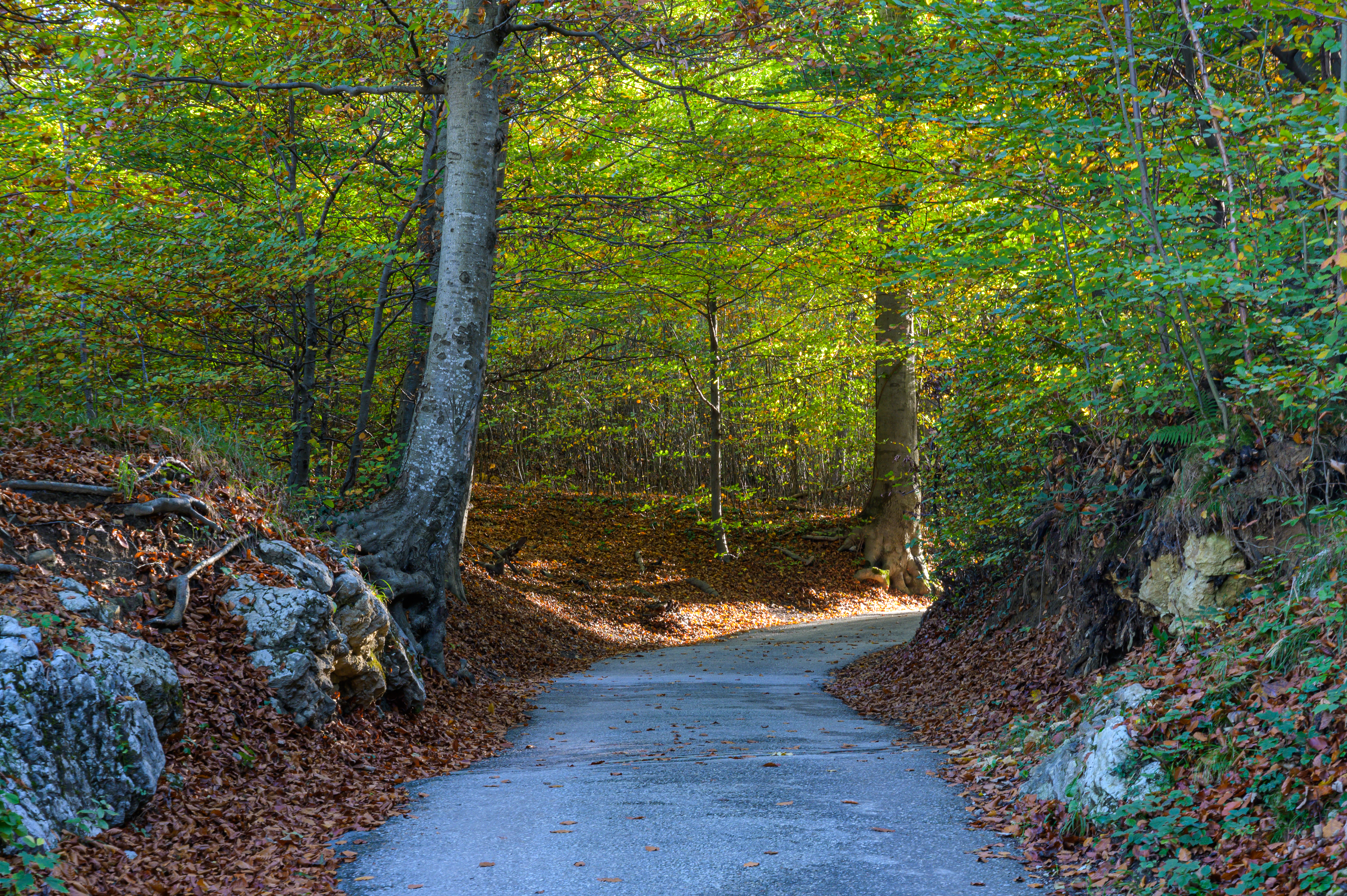
LSG Kapuzinerberg

Im Stadtgebiet finden sich 41 Naturdenkmale, großteils alte, landschaftsprägende oder kulturell bedeutsame Bäume. Zu den geschützten Landschaftsteilen zählt auch die 1615 angelegte Hellbrunner Allee. Sie ist eine der ältesten erhaltenen herrschaftlichen Alleen Europas und der größte Altholzbestand des Landes außerhalb der Gebirgsregion. Für den Artenschutz von holzbewohnenden Käfern, Fledermäusen und Spechten ist sie von besonderer Bedeutung.
Die 500 Kopfweiden entlang des Almkanals ist der einzige erhaltene Bestand im Land Salzburg. Sie sind wegen ihres sehr vielfältigen Bestandes seltner xylobionter Insekten seit 2014 Europaschutzgebiet. Unter Kopfweiden (auch Stockweiden genannt) versteht man als uralte Kulturform Weiden, deren Stämme als Jungbaum einkürzt werden und deren Zweige man dann regelmäßig alle 3-10 Jahre beschneidet. Die Kopfweiden gehören seit dem frühen Mittelalter zum Baumbestand am alten Werksgerinne. Die Kanoniker des Domkapitels und der Erzabt von St. Peter hatten den Bau des Almkanals befördert und ließen für die bessere Verteilung des Wassers auch den Mönchsberg durchgraben. Der Stiftsstollen existiert seit 1143.
Im Bereich der Felsensteppe am südseitigen Rainberg-Abhang hält sich seit Jahrtausenden eine wärmeliebende Pflanzen- und Tierwelt. Er ist ein Relikt der nacheiszeitlichen Wärmezeit, während der hier steppenartiges Klima herrschte. Die Itzlinger Au im Norden der Stadt, mitunter auch Lieferinger Au genannt, ist ein kleines Auwaldgebiet am linken Salzachufer im Mündungsbereich des Glankanals. Sie ist als geschützter Landschaftsteil ausgewiesen. Der Kühberg, eine Erhebung zwischen Gnigl und Parsch, ist in einem weiten Umkreis einer der ältesten und natürlichsten Wälder. Das Naturwaldreservat Gaisberg liegt unmittelbar unter dem schroffen Westabhang des Gaisberggipfels und ist wie die Itzlinger Au ein geschützter Landschaftsteil. Das Samer Mösl im Nordosten Salzburgs ist ein gut erhaltenes Restmoor. Die dort einheimischen Tier- und Pflanzenarten gehören zum Niedermoortyp.
Große Teile des Grünraums von Salzburg sind Landschaftsschutzgebiete, wie der Kapuzinerberg, der Mönchsberg, der daran anschließende Rainberg, der Grünraum um Hellbrunn und die Hellbrunner Allee, das Leopoldskroner Moos, der Leopoldskroner Weiher, der Grünraum um die Salzachseen und die Aigner Au. Das größte ist mit einer Fläche von 656,06 ha das Leopoldskroner Moos. Zu den Schutzgebieten, die über die Stadtgrenze hinausreichen, gehören der Plainberg und das Landschaftsschutzgebiet Salzburg Süd, das teils zu Salzburg, teils zu Salzburg-Umgebung und teils zu Hallein gehört. Es hat eine Fläche von 1.147,13 ha.

### Grünlanddeklaration
Im Jahr 1985 erließ die Stadt Salzburg als Antwort auf die fortschreitende Zerstörung wertvoller bestehender Wiesen, Wälder, Seen, Bachverläufe, Kanäle, Moorlandschaften und Alleen eine Grünlanddeklaration. Schon 1970 hatte der Kunsthistoriker Hans Sedlmayr in seinem Buch Stadt ohne Landschaft das „Ringen um die Erhaltung der Salzburger Stadtlandschaften eingeläutet“. In der Folge schlossen sich Künstler (wie Herbert Fux, Peter Handke), der ehemalige Landeshauptmann und Bundeskanzler Josef Klaus sowie zahlreiche Bürger zusammen, um der Zerstörung der Stadtlandschaften Einhalt zu gebieten. Die größten Erfolge dieses Zusammenschlusses waren der Erhalt der Freisaal-Wiese und die Verhinderung einer Satellitenstadt in Hellbrunn.
Das wichtigste Ziel der Grünlanddeklaration ist es, die bedeutenden Stadtlandschaften innerhalb einer unverrückbaren Bauland-Grünland-Grenze für die Zukunft zu erhalten. Zwischen 2005 und 2009 kam es im Zug von Diskussionen um die Schaffung von mehr Bauland zur Herausnahme kleinerer Flächen für den sozialen Wohnbau (z. B. der Bär-Gründe in Gneis). Dem Flächenverbrauch für Siedlungsbau soll damit Einhalt geboten und gleichzeitig die bauliche Entwicklung innerhalb des Siedlungsbereichs durch Nachverdichtung und Nutzung unbebauten Baulands gefördert werden.

## Freizeit

### Sport

#### Sportstätten
In der Stadt Salzburg gibt es an die 60 Turn- und Sporthallen, 40 Fußballplätze und über 20 Tennis- und Squash-Anlagen mit Frei- und Hallenplätzen. Drei Minigolf-Anlagen und sieben Sportschießstätten bereichern das Angebot.
Die drei städtischen Freibäder (das Leopoldskroner Bad, das Volksgarten-Bad und das AYA-Freibad) werden jährlich von rund 130.000 Menschen besucht. Im Sommer kann auch der Badesee Liefering für Freizeitaktivitäten genutzt werden. Im Paracelsusbad gibt es neben dem Schwimmbetrieb physio- und elektrotherapeutische Behandlungen, Massagen sowie Unterwassergymnastik.
Für den Wintersport in der Stadt stehen Stockbahnen für Eisschützen und die Eisarena im Volksgarten für Schlittschuhläufer zur Verfügung. Eine Sportstätte, die für etliche verschiedene Sportarten und Wettbewerbe genutzt werden kann, ist die Sporthalle Alpenstraße. 2200 Besucher finden darin Platz. Zehn Kilometer östlich vom Zentrum Salzburgs befindet sich der Salzburgring, eine 1969 eröffnete Motorsport-Rennstrecke mit einer Streckenlänge von 4,255 km.

#### Sportvereine
Der ASK Salzburg, der im Stadtteil Maxglan beheimatet ist, besteht seit 1922. Der Salzburger AK 1914 aus dem Nonntal wurde im Juni 1914 als Fußballverein gegründet. Der erfolgreichste Fußballverein Salzburgs ist der 1933 gegründete SV Austria Salzburg. Seit 2003 wird im Stadion Wals-Siezenheim gespielt, in dem auch drei Spiele der Fußball-EM 2008 ausgetragen wurden. 2005 wurde der Verein von der Red Bull GmbH übernommen und in FC Red Bull Salzburg umbenannt.
Der 1977 als Salzburger EC gegründete Eishockeyverein EC Red Bull Salzburg spielt seit 2004 in der ersten Liga. Die Damenmannschaft Ravens Salzburg gewann in der Saison 2005/06 den Meistertitel. Im American Football gewannen die Salzburg Lions in der im Jahr 1984 erstmals ausgetragenen Austrian Football League den ersten Staatsmeistertitel ihrer Geschichte. Heute spielen sie als Salzburg Bulls in der zweitklassigen Division I Amateursport auf hohem Niveau.
Rollstuhltanzen kann man beim Salzburger Rollstuhltanzsportverein WheelChairDancers. Die Leistungstanzpaare des Vereins sind Mitglieder der Nationalmannschaft und repräsentieren Österreich bei internationalen Wettkämpfen.

#### Überregionale Sportveranstaltungen
Seit Frühling 2004 findet jährlich der Salzburg-Marathon der AMREF statt. Bei den Lauffestspielen durch die Altstadt und die alten Alleen nehmen Läufer aus über 30 Nationen teil. Die Straßenradsport-Weltmeisterschaften wurden 2006 in Salzburg und Umgebung ausgetragen.
Die 5. Special Olympics World Winter Games fanden im März 1993 in Salzburg und Schladming statt. Es waren die ersten Special Olympics World Winter Games, die außerhalb Nordamerikas veranstaltet wurden. An den Spielen beteiligten sich etwa 1.600 Athleten aus 50 Ländern.

### Öffentliche Gärten und Parkanlagen

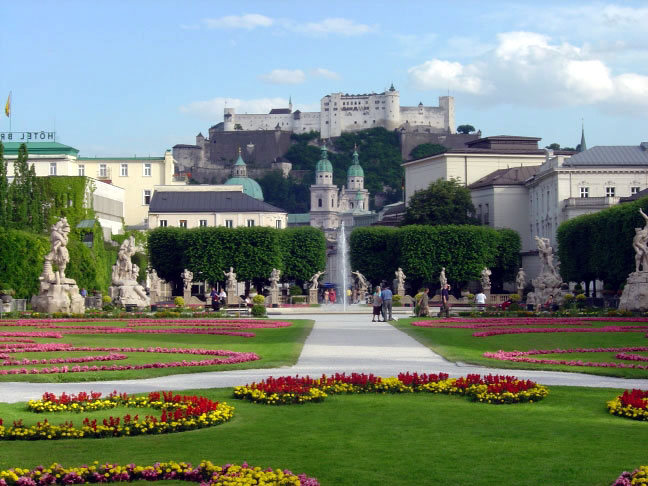
Mirabellgarten mit Blick auf die Festung Hohensalzburg

Zu den weitläufigsten Grünanlagen der Stadt gehört der Renaissancegarten von Schloss Hellbrunn. Einer der international bekanntesten Gärten Salzburgs ist der im Innenstadtbereich liegende barocke Mirabellgarten. An ihn grenzt in der Neustadt der Kurgarten an.
Aus alten Gartenanlagen hervorgegangen ist der Baron-Schwarz-Park im Stadtteil Schallmoos. Er wurde nach der 1958 erfolgten Schleifung des von Karl Schwarz auf dem Gebiet des Schallmoos- oder Stadlhofs errichteten gründerzeitlichen Villen- und Gartenensembles angelegt. Der Minnesheimpark in Gnigl ist der Rest des einstigen Gartens des Lodronschen Schlosses Minnesheim. Der Preuschenpark in Aigen-Abfalter war früher der Garten der Villa Preuschen, des früheren Abfalterhofes. Der Stölzlpark in Maxglan-Burgfried war im frühen 20. Jahrhundert der Garten des Villenbesitzers und späteren Maxglaner Bürgermeisters Stölzl.
Der Volksgarten in Parsch, früher Franz-Josefs-Park genannt, wurde anlässlich des 50. Regierungsjubiläums von Kaiser Franz Joseph I. neu gestaltet. Anstelle der Brothäuslau errichtet ist er bis heute ein Naherholungsraum für die Salzburger. In die gleiche Zeit fiel die Anlage des Kernbereiches des Donnenbergparks in Nonntal. Er entstand, mehrfach erweitert, aus dem Garten des Seniorenheimes Versorgungshaus Nonntal.
Das Erholungsgebiet Salzachsee nahe der Salzachseesiedlung ist ein parkartig gestalteter Raum. Er wurde auf einer großen, 1967 rekultivierten Mülldeponie angelegt und mit Badeseen der Bevölkerung zur Verfügung gestellt. In Lehen befindet sich stadteinwärts der Lehener Park, ein Rest der einstigen Au. 1996 übergab die Salzburg AG den Dr.-Hans-Lechner-Park in Schallmoos der Salzburger Bevölkerung.

### Gastronomie
In Salzburg stark vertreten ist die traditionelle regionale und österreichische Küche, die sowohl in bodenständiger Variante als auch in gutbürgerlicher Umgebung und in gehobener Atmosphäre anzutreffen ist. In der Altstadt befinden sich auch zahlreiche Szenelokale und Bars mit jugendlichem Publikum, die sich besonders entlang der Salzachkais angesiedelt haben. Ein Aushängeschild angestammter Salzburger Gastronomie ist das 1621 gegründete Augustiner Bräu Kloster Mülln – im Volksmund „Bräustübl“ genannt.

### Kulinarische Spezialitäten

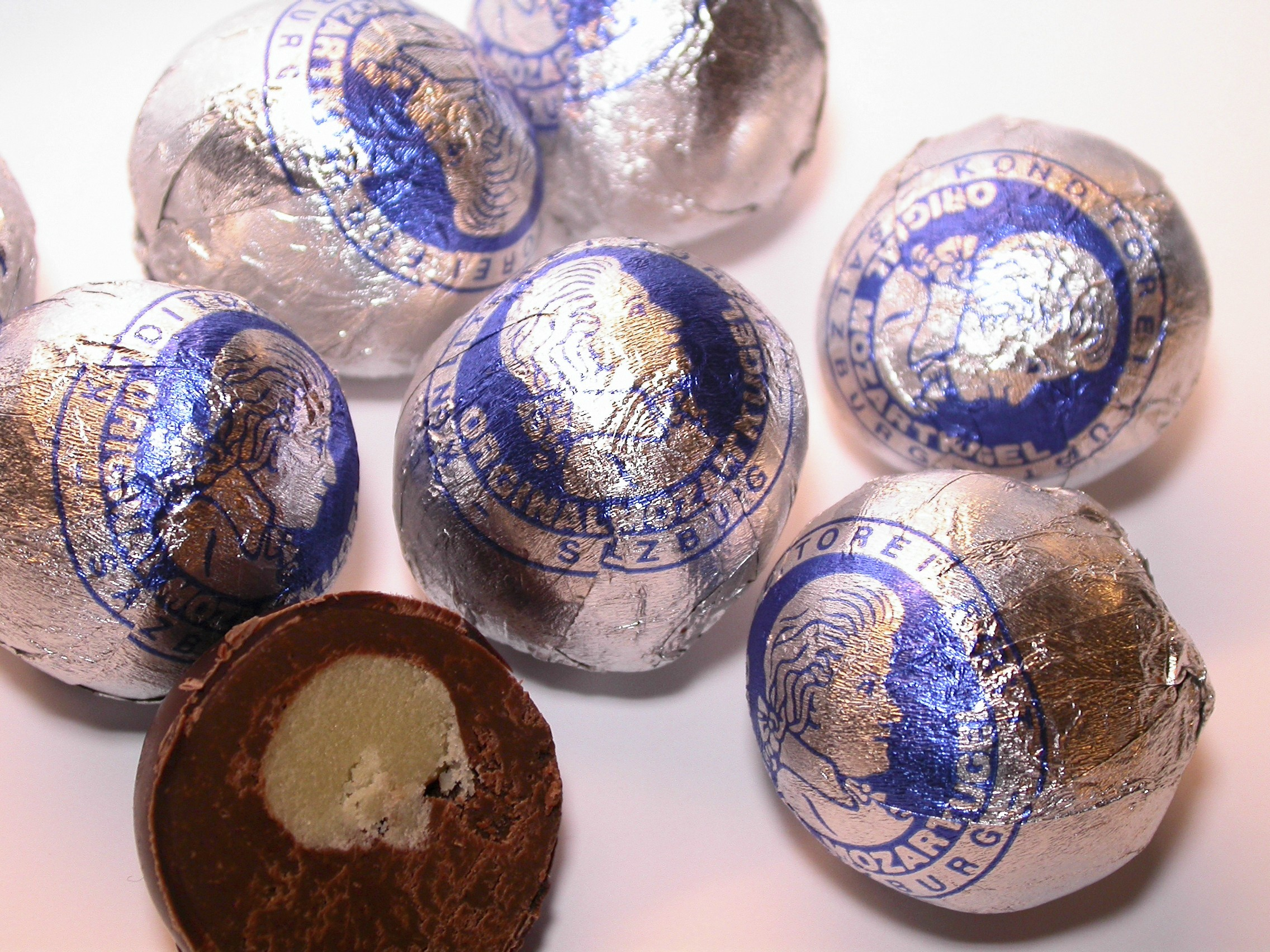
Mozartkugeln der Konditorei Fürst

1890 erfand der Salzburger Konditor Paul Fürst die Mozartkugel, eine Schokoladenkugel mit einem Marzipankern. Sie wurde zum kulinarischen Wahrzeichen der Stadt, Mozartkugeln werden seitdem von verschiedenen Herstellern angeboten. Typisch sind auch die Salzburger Nockerln, eine gebackene Süßspeise aus gezuckerten und aufgeschlagenen Eiern. Beliebt ist auch die Bosna, ein Imbiss, der aus Schweinsbratwürsteln in einem Weißbrotwecken mit gehackten Zwiebeln und Currygewürz besteht und erstmals 1949 angeboten wurde.

## Wirtschaft und Infrastruktur

### Überblick
Die Stadt Salzburg ist das Wirtschaftszentrum einer Region, die im Norden bis nach Oberösterreich und im Westen bis in die bayerischen Landkreise hineinreicht. Sie ist damit der wirtschaftliche Motor des Bundeslandes. Die Wirtschaftskraft der Stadt liegt, gemessen an der Bruttowertschöpfung des gesamten Landes Salzburg, bei rund 43 %.
Im Jahr 2001 hatten 7.838 Betriebe mit zusammen 100.055 Beschäftigten in 10.210 einzelnen Arbeitsstätten hier ihren Standort. 2001 wurden in Salzburg 10.729 mehr Arbeitskräfte beschäftigt als zehn Jahre vorher, das entspricht einer Steigerung von 12 %. Die Zahl der Arbeitsstätten wuchs von 1991 bis 2001 um 24,8 %, von 8.182 auf 10.210. Salzburg besitzt dabei eine ausgeprägt kleinbetriebliche Struktur.
Nicht wenige in Salzburg Beschäftigte sind Pendler. 44.082 oder 57 % der nach Salzburg einpendelnden Beschäftigten stammen aus dem Flachgau, 13 % aus dem Tennengau. Aus den restlichen Salzburger Gauen kommen 9 %. Aus Oberösterreich – vor allem aus den Bezirken Braunau und Vöcklabruck – pendeln über 14 % der hier beschäftigten Nichtsalzburger ein, aus den übrigen Bundesländern 7 %. Der Anteil der aus Salzburg auspendelnden Beschäftigten liegt bei 15.027 Personen, die überwiegend in stadtnahen Betrieben im Flachgau arbeiten.

### Unternehmen (Auswahl)
Salzburg ist der Sitz bekannter internationaler Unternehmen. Der größte Wirtschaftsbetrieb in Salzburg ist mit einem Konzernumsatz von 24,2 Milliarden Euro im Jahr 2021 die Porsche Holding. Sie ist im Kraftwagen-Import, -Export -Handel und in der Verwaltung von Grundstücken und Immobilien tätig.
An zweiter Stelle folgt mit 17,4 Mrd. Euro (2021) die Spar Österreichische Warenhandels-AG. Das Unternehmen ist im Lebensmitteleinzelhandel und in Entwicklung und Betrieb von Einkaufszentren eines der führenden österreichischen Unternehmen.
Die größte und älteste österreichische Bausparkasse ist die in Salzburg-Süd beheimatete Wüstenrot-Gruppe. Bedeutend sind die beiden Kraftwagen-Importfirmen BMW Austria und Mercedes-Benz Österreich.
Die größte Spedition Salzburgs ist die Lagermax Lagerhaus und Speditions AG, die neben der Güterbeförderung einen Paketdienst, Fahrzeuglogistik und Expressdienste anbietet.
Die größte private Brauerei Österreichs ist die Stieglbrauerei. Sie wurde 1492 in der Altstadt gegründet und befindet sich seit 1863 im Stadtteil Maxglan. Im Jahr 2005 wurde die Stieglbrauerei erweitert und das zu dieser Zeit modernste Sudhaus eingeweiht.
Mit der Unito Versand & Dienstleistungen ist die weltweit agierende Otto Group in Salzburg vertreten. Das zweitgrößte Bauunternehmen Österreichs, die Porr, hat eine Niederlassung in Salzburg, in der auch weitere Konzernunternehmen wie die Teerag-Asdag vertreten sind.

### Einkaufszentren
Die beiden überregionalen Einkaufszentren Salzburgs sind die Geschäfte der Altstadt (Umsatz 2005: 206 Mio. Euro) und der Europark in Taxham. Der Europark ist, gerechnet auf den Umsatz pro Quadratmeter, das erfolgreichste Einkaufszentrum Österreichs. Zudem erreichte es 2007 als erstes Shoppingcenter Österreichs die Auszeichnung der ICSC als Bestes Shopping Center der Welt.
Regionale Zentren sind die Shopping Arena Alpenstraße, früher Shopping Center Alpenstraße (SCA mit 135 Mio. Euro Umsatz), das Zentrum Im Berg (ZIB) samt Umgebung (66 Mio.) und der Bahnhofsbereich (56 Mio.). Einschließlich der lokalen Einkaufszentren wurde salzburgweit auf 217.514 m² Verkaufsfläche ein Jahresumsatz von 909 Mio. Euro erzielt. 
Im Jahr 2009 wurde in der Nähe des Salzburger Flughafens das Designer Outlet auf einer Gesamtfläche von 28.000 m² eröffnet.

### Tourismus
Der Tourismus ist für die Stadt ein bedeutender Wirtschaftsfaktor.
Mit über drei Millionen Nächtigungen im Jahr 2017 liegt sie nach Wien unter Österreichs Städten an zweiter Stelle. Der wachsende Kongress- und Messetourismus sowie neue Flugverbindungen begünstigen diese Entwicklung.
Der Gesamt-Tourismus-Umsatz in der Stadt Salzburg beträgt rund 800 Mio. Euro. Der Anteil des Tourismus am lokalen Bruttosozialprodukt liegt einer Schätzung nach bei rund 20 %. Über 8.000 Arbeitsplätze werden durch den Tourismus in der Stadt gesichert.
Im Tourismusbereich selbst arbeiten zwar nur 5,6 % der Salzburger, seine Wirkungen auf andere Dienstleistungsbranchen, vor allem den Handel, sind aber hoch. Die Festspiele haben pro Jahr einen gesamtwirtschaftlichen Nutzen von rund 276 Mio. Euro und einen Beschäftigungseffekt von etwa 5000 Arbeitsplätzen (etwa 220 Mitarbeiter im Jahresschnitt). Neben den Festspielen tragen Mozartwochen, Osterfestspiele, Pfingstfestspiele & Barock und das Salzburger Adventsingen zur Attraktivität Salzburgs bei. Daneben sorgen Besuchermagneten wie die Festung Hohensalzburg (rund 1,14 Mio. Besucher), Mozarts Geburts- und Wohnhaus (rund 500.000 Besucher) und Schloss Hellbrunn (rund 300.000 Besucher) für hervorragende Ergebnisse. Auch das Messe- und Kongresswesen hat für den Tourismus der Stadt Salzburg Bedeutung, es führt zu verbesserten Auslastungen der Beherbergungskapazitäten außerhalb der Hauptsaison.

### Messen
Salzburg erlangt durch das Messezentrum als Messestadt immer mehr Bedeutung. 1973 gründeten die Stadt Salzburg, das Land Salzburg und die Wirtschaftskammer Salzburg die „Salzburger Ausstellungs Zentrum Ges.m.b.H.“, heute Messezentrum Salzburg GmbH.
Die Messezentrum Salzburg GmbH steht jeweils zu einem Anteil von 39,3 % im Eigentum des Landes Salzburg und der Stadt Salzburg sowie zu einem Anteil von 21,4 % im Eigentum der Wirtschaftskammer Salzburg.
Mit der A1-Anschlussstelle „Messe“ (Exit 291) verfügt das Messegelände über eine eigene Autobahnauffahrt und -abfahrt, die direkt in die Parkareale mit rund 3.300 Parkplätzen leitet.
Das Messezentrum Salzburg mit seinen zehn Messehallen und einer Ausstellungsfläche von insgesamt 36.625 m² sowie der 2.545 m² großen Salzburgarena zählte 2011 rund 630.000 Besucher.
Dabei werden von der Betreibergesellschaft Messezentrum Salzburg GmbH und den Gastveranstaltern etwa 32 Fach- und Publikumsmessen jährlich angeboten.
Im Herbst 2011 wurde der Bau einer neuen Kongressmessehalle mit einer Ausstellungsfläche von 15.163 m² abgeschlossen. Im August 2012 eröffnete zudem ein 4.600 m² großer Tagungsbereich.

### Verkehr

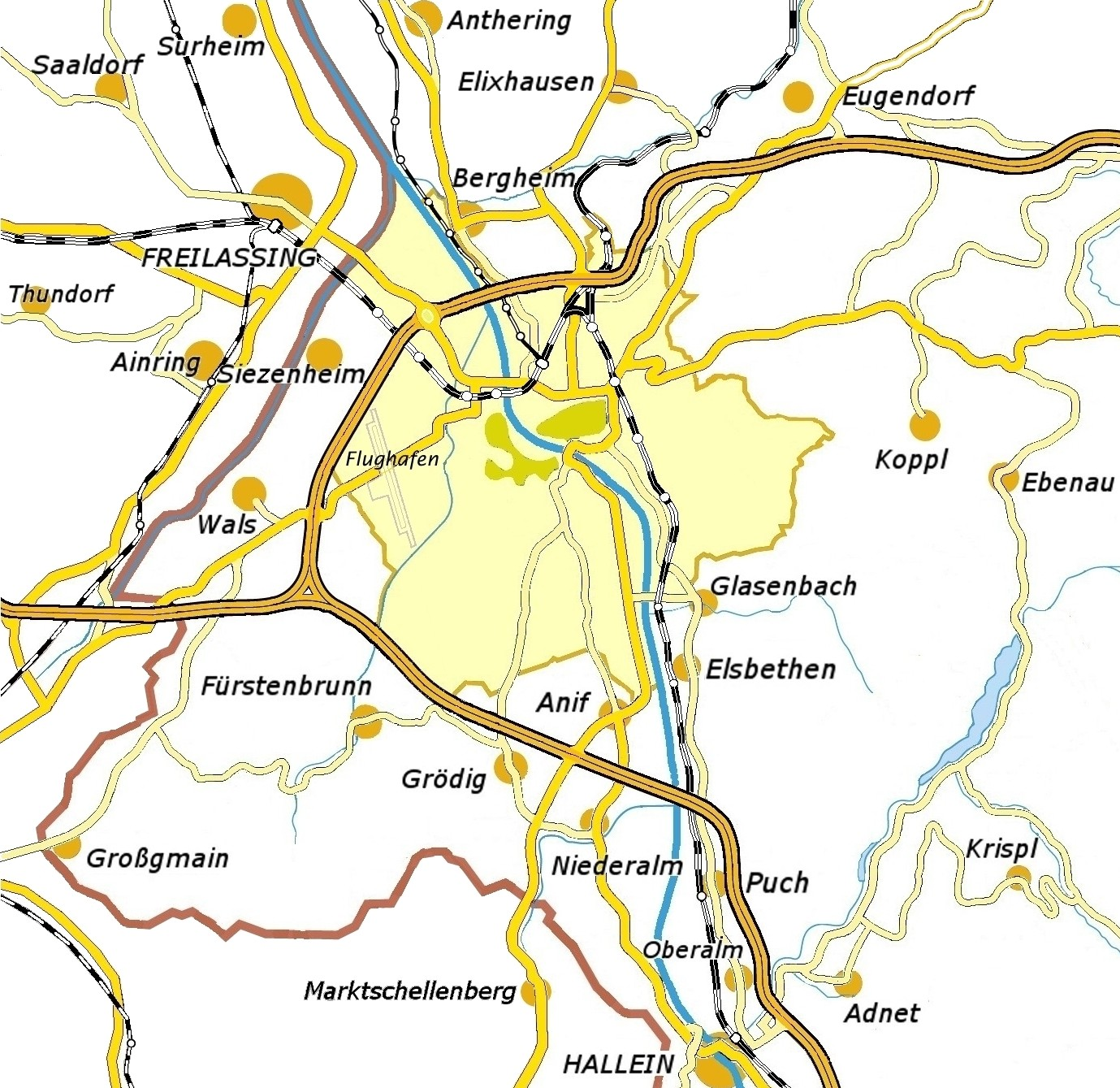
Schienennetz, Autobahnen, Bundes- und Landesstraßen um die Stadt Salzburg

#### Verkehrsentwicklung
Die Verkehrsentwicklung in der Stadt Salzburg ist von der stetigen Zunahme im privaten Kfz-Verkehr gekennzeichnet. Der mit öffentlichen Verkehrsmitteln zurückgelegte Anteil der Wege sank dagegen zwischen 1995 und 2004 von 21 % auf 16 %, ein Wert, der im mitteleuropäischen Vergleich unterdurchschnittlich ist. Zugenommen hat aber der Radverkehr zwischen 1995 und 2008 von 12 % auf 20 %. Im Jahr 2017 lag der Motorisierungsgrad (Personenkraftwagen pro 1000 Einwohner) bei 557.
Der folgende Graph zeigt einen Vergleich der österreichischen Landeshauptstädte in sieben umweltrelevanten Bereichen, der 2020 von der Umweltorganisation Greenpeace durchgeführt wurde (je mehr Punkte, desto besser):
- Verkehrsmittelwahl: Anzahl der Wege im Personenverkehr, die umweltfreundlich zu Fuß, per Rad oder mit öffentlichem Verkehr zurückgelegt werden.
- Luftqualität: Belastung mit Stickstoffdioxid und Feinstaub.
- Radverkehr: Länge des Radnetzes, Anzahl der City-Bikestationen, Anzahl der Verkehrsunfälle.
- Öffentlicher Verkehr: Preis, zeitliche und räumliche Abdeckung.
- Parkraum: Preis für das Parken, Anteil der Kurzparkzonen.
- Fußgänger: Flächen der Fußgängerzonen und der verkehrsberuhigten Zonen, Anzahl der Verkehrsunfälle.
- Auto-Alternativen: Anzahl Elektro-Autos, Anzahl der Elektro-Ladestationen, Anzahl der Car-Sharing-Autos.
- Durchschnitt: Summe der sieben Einzelwertungen geteilt durch sieben.

Vom frühen Mittelalter bis 1859 war die hölzerne Stadtbrücke, an der Stelle der heutigen Staatsbrücke, die einzige Brücke über die Salzach. Damals lag die nächste Brücke knapp 20 km nördlich in Laufen sowie im Süden in der Stadt Hallein. Zuerst in der Mitte der Stadtbrücke, später am linken Salzachufer, wurde von Mautnern die Brückenmaut eingehoben. 1859 wurde als zweite Brücke in der Stadt die erste Karolinenbrücke eröffnet, ein Jahr später die Eisenbahnbrücke. Nach der Autobahnbrücke sind die Lehener, Karoliner und Staatsbrücke die drei wichtigsten Querungen der Salzach.
Wichtige Querung für Fußgänger ist unter anderem der Mozartsteg.

#### Verkehrsregulierungsmaßnahmen
Ein seit langem bestehendes Problem stellen die Zufahrten von Kraftfahrzeugen in die Fußgängerzone in der Altstadt dar. Aufgrund häufiger Nichtbeachtung von Fahrverboten trat am 21. Juni 2010 die „Pollerregelung“ in Kraft. Diese Regelung sorgte vor allem bei Anrainern zu Beschwerden, da ihre Bedürfnisse nicht berücksichtigt und von den verantwortlichen Politikern nicht angehört wurden. Insgesamt 36 Verkehrspoller sollen illegale Zufahrten in die Altstadt verhindern. Die Poller sind zum Teil fest montiert und an manchen Stellen per Fernbedienung versenkbar. Letztere können auch mit einem Polizeischlüssel, einer Codekonsole und am Mozartplatz mit dem Euroschlüssel versenkt werden.
Während der Lade- und Lieferzeit von 6:00 Uhr bis 10:00 Uhr sind die Poller stets versenkt. In der Fußgängerzone wurde die Ladezeit bis 11:00 Uhr ausgedehnt.
Aufgrund des hohen Verkehrsaufkommens im Sommer wurde 2012 eine sogenannte „Mittagsregelung“ eingeführt. Vom 16. Juli bis 17. August wurden die Zufahrten Neutor, Müllner Hügel und Staatsbrücke in den Bereich der linken Altstadt montags bis freitags von 10:00 bis 14:00 Uhr untersagt. Ausnahmen bestanden unter anderem für Anrainer und Hotelgäste.
Die Maßnahme wurde höchst unterschiedlich bewertet und öffentlich heftig diskutiert.
Seit 2016 wird versucht, bei schlechtwetterbedingtem hohem Verkehrsaufkommen den Verkehr mit „Pförtner“-Ampeln mit verlängerten Rot-Phasen in der Linzer Bundesstraße, Innsbrucker Bundesstraße und Münchner Bundesstraße, Umleitung der Autos per Überkopf-Hinweisen auf der Autobahn, verstärkter Beschilderung zu den Park-&-Ride-Parkplätzen und speziellen Park-&-Ride-Tickets zu regulieren.

#### Fußgänger- und Fahrradverkehr

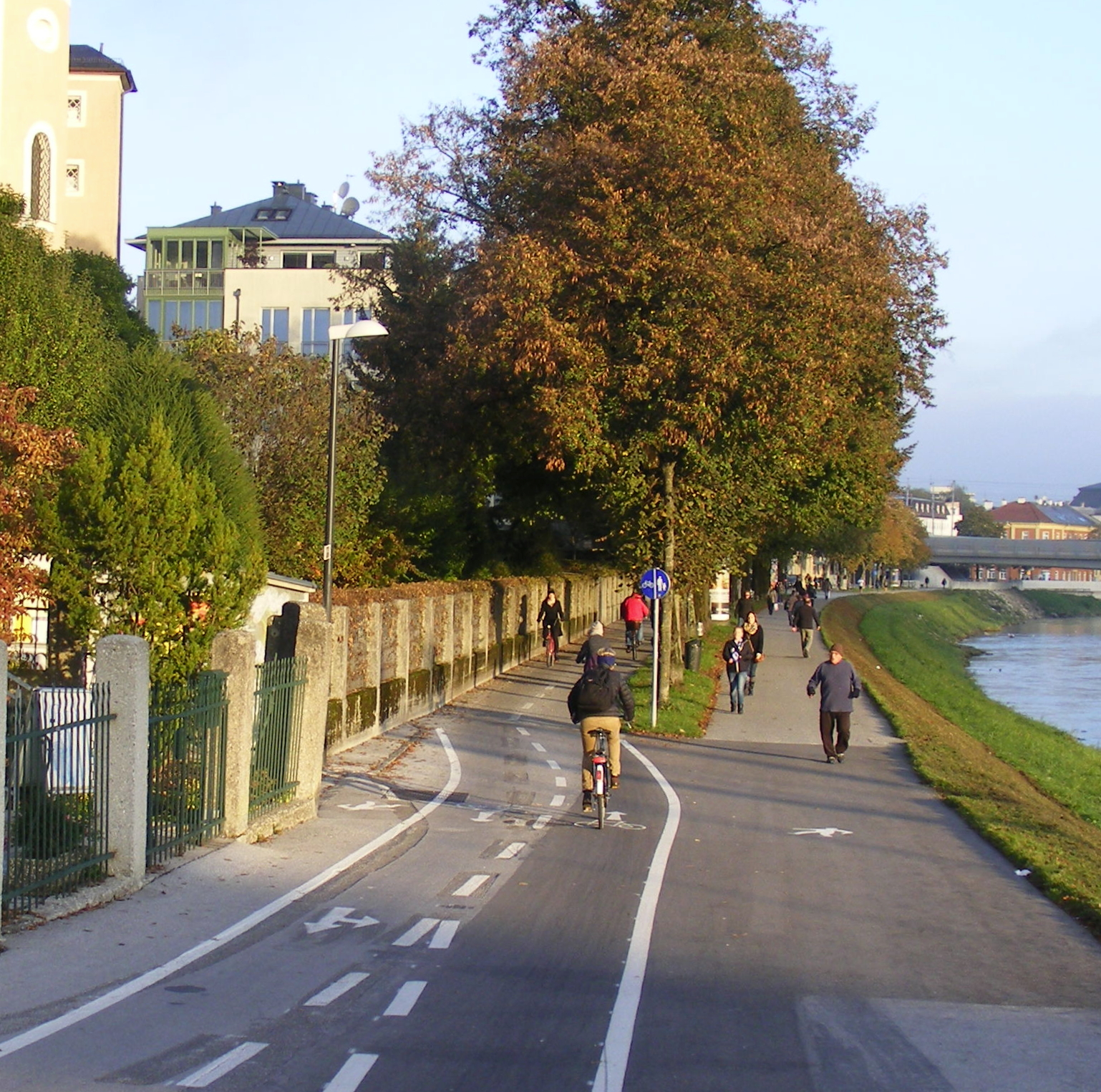
Morgendlicher Berufsverkehr am Salzachufer

Besonders in der Innenstadt sind viele Ziele zu Fuß oder mit dem Fahrrad schnell erreichbar. Ein Großteil der Altstadt ist als Fußgängerzone ausgewiesen. Eine wichtige Rolle spielt das Fahrrad, dessen Anteil am Gesamtverkehr bei 18 % und damit österreichweit (nach Innsbruck und Bregenz gleichauf mit Graz) im Spitzenfeld liegt. Im Juni 2017 beschloss die Stadt, eine „Radverkehrsstrategie 2025+“ zu erstellen, nach der der Radverkehrsanteil bis 2025 auf 28 % steigen soll und welche die Stadtverwaltung zu Investitionen in die Infrastruktur für den Radverkehr verpflichtet.
Seit 1991 arbeitet in der Stadtverwaltung ein eigener Radverkehrskoordinator. Heute sind in der Stadt über 170 km Radwege vorhanden. Besonders die Fahrradwege entlang der Salzach sind stark genutzt. Sie erlauben eine Durchquerung der gesamten Stadt ohne Kreuzung mit dem Kraftfahrverkehr. Brücken werden unterquert, Stege über den Fluss ermöglichen ein problemloses Wechseln der Salzachseiten.
Auch das seit Ende 2005 von Gewista betriebene teils kostenlose Fahrradleihsystem Citybike mit einer Verleihstation am Ferdinand-Hanusch-Platz trägt zum hohen Fahrradverkehrsaufkommen bei. Am Hauptbahnhof, am Bahnhof Itzling und anderen Standorten wurden gesicherte Fahrradgaragen errichtet.

#### Öffentlicher Personennahverkehr

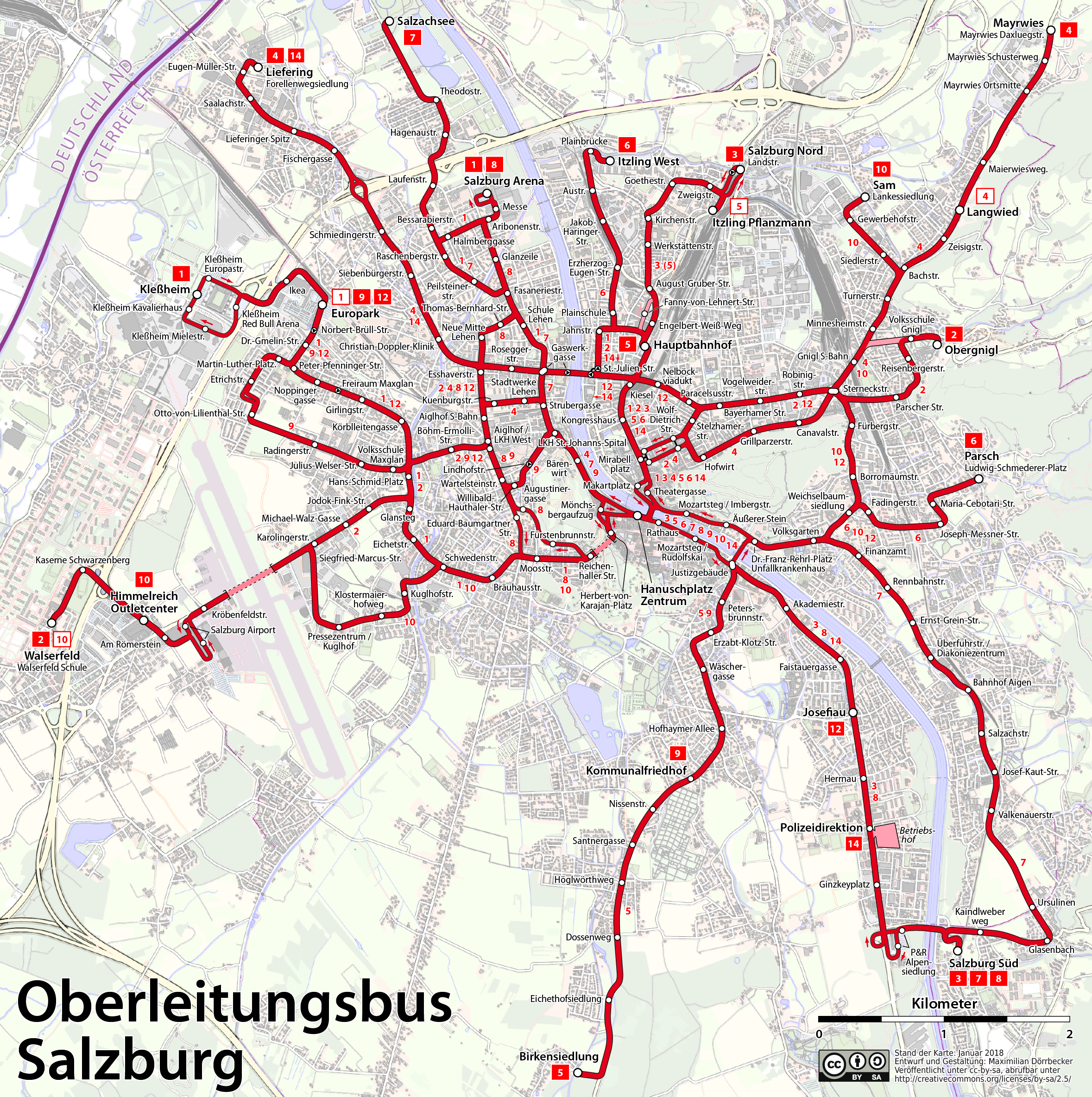
Karte des O-Bus-Netzes

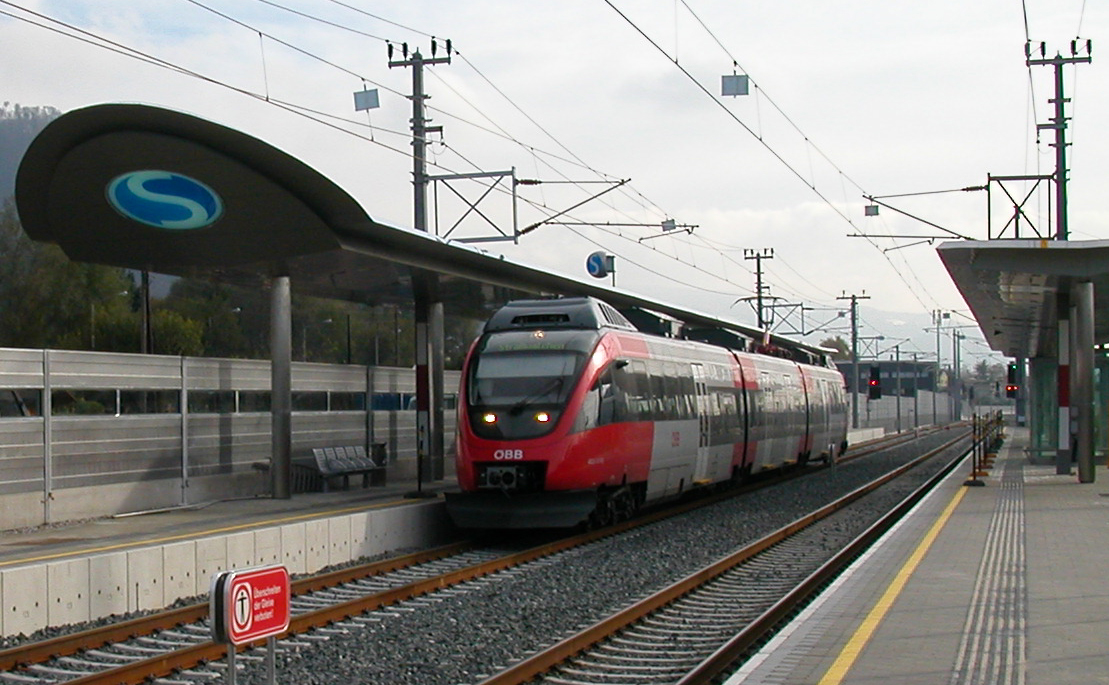
S-Bahn-Haltestelle mit einem Talent-Triebwagen

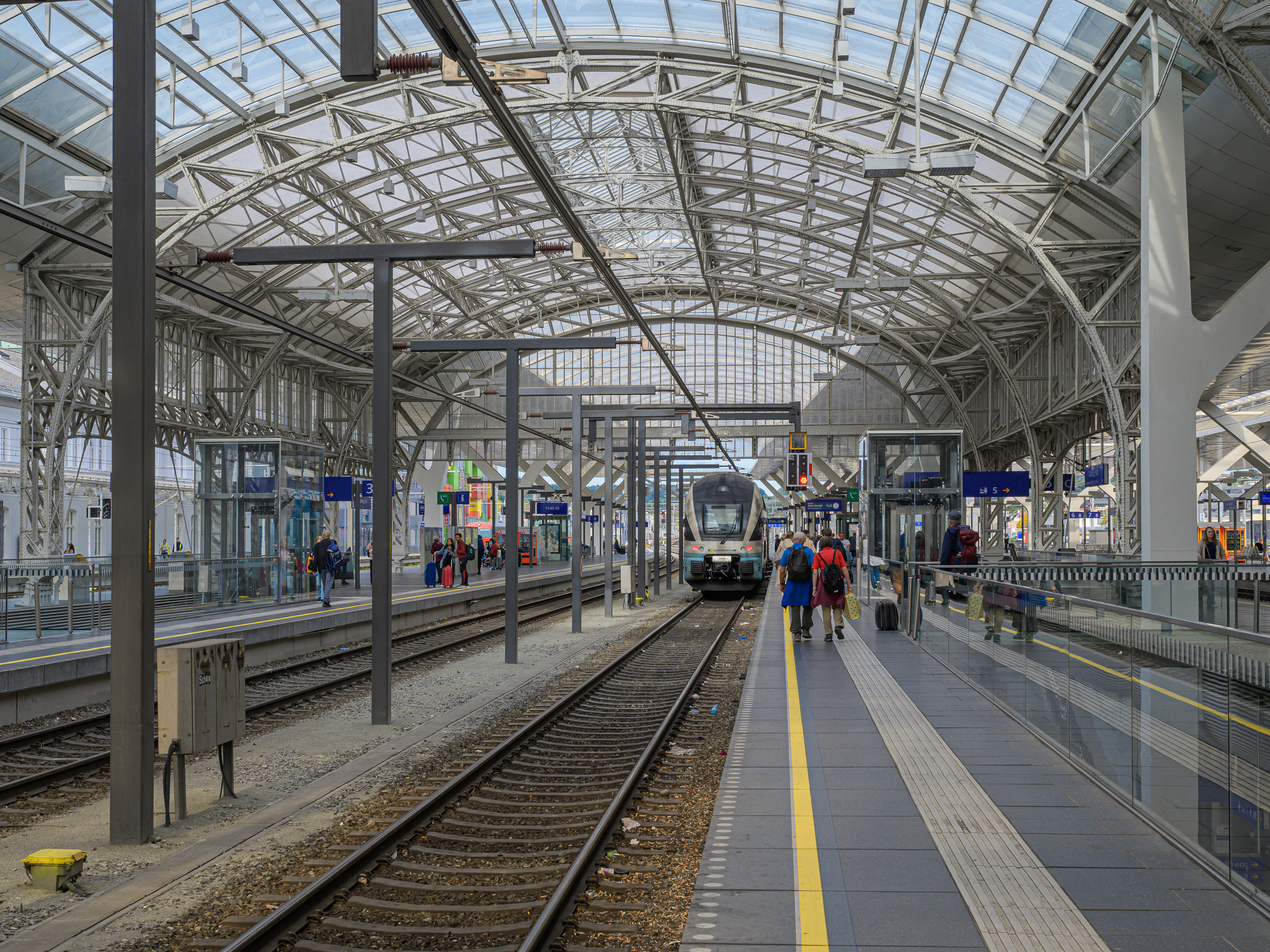
Denkmalgeschützte Überdachung am Salzburger Hauptbahnhof (2023)

Die Stadt besitzt seit 1940 ein später oft erweitertes Oberleitungsbus-Netz. Der Oberleitungsbus Salzburg, von der Salzburg AG unter dem Namen Obus betrieben, ist der Hauptträger des öffentlichen Verkehrs in der Stadt Salzburg. Das Netz ist hauptsächlich sternförmig ausgerichtet. Dadurch fehlen einige wichtige Querverbindungen. Die Obusverbindungen werden durch ein Netz an Autobuslinien ergänzt, die nicht ans Obusnetz angebundene Gebiete erschließen und nach einem zuletzt entwickelten Verkehrskonzept vermehrt Tangentialverbindungen und einen Ring um die Altstadt herstellen sollen.
Die Salzburg AG betreibt ein Netz mit insgesamt zwölf Obuslinien auf einer Streckenlänge von 124 Kilometern. Mit 120 Obussen werden jährlich 5,3 Mio. Kilometer zurückgelegt und 41,5 Mio. Fahrgäste befördert. Darüber hinaus ist sie auch für die Festungsbahn und den Mönchsbergaufzug zuständig. Das Autobusnetz der Stadt wird vom Salzburg AG-Tochterunternehmen Albus Salzburg betrieben und umfasst 15 Linien (Stand Mai 2023). Die Umlandgemeinden sind durch ein Regionalbusnetz der Postbus GmbH erreichbar. Die Verkehrsträger sind im Salzburger Verkehrsverbund aufeinander abgestimmt und in einem gemeinsamen Tarifsystem zusammengefasst.
Salzburg ist ein wichtiger Bahnknotenpunkt in Österreich. Der Hauptbahnhof Salzburg wird von täglich etwa 28.000 Reisenden frequentiert (Stand 2019). Über die Westbahn gelangt man in den Osten Österreichs und in die Bundeshauptstadt Wien. Die Salzburg-Tiroler-Bahn führt in den Westen des Landes Salzburg bis nach Tirol, und die von ihr abzweigende Tauernbahn erreicht den Süden Österreichs. München und Innsbruck sind über die Bahnstrecke Rosenheim–Salzburg mit Salzburg verbunden, zudem existieren Verbindungen nach Graz. Internationale Verbindungen bestehen mit Zügen der ÖBB im 2-Stunden-Takt nach Budapest, München und Zürich. Deutsche Bahnbetreiber bieten Verbindungen in Richtung Landshut und München. Die Deutsche Bahn betreibt außerdem EC-Verbindungen nach Stuttgart und Dortmund. Zusätzlich ist der Bahnhof ein wichtiger Haltepunkt im Nachtzugnetz der ÖBB. So kann man von Salzburg aus Ziele in Italien, Slowenien, Tschechien, Ungarn, Kroatien und der Schweiz erreichen.
Die von Salzburg ausgehenden Bahnstrecken sind im Regionalverkehr für Pendler von Bedeutung. Zu den wichtigsten Nahverkehrsträgern zählt die S-Bahn Salzburg. Auf dem Abschnitt zwischen Salzburg Hauptbahnhof und Freilassing wurde von etwa 2005 bis 2015 ein dreigleisiger Ausbau vorgenommen und neue Haltepunkte (Mülln-Altstadt, Aiglhof, Taxham/Europark, Liefering) kamen hinzu. Auch die Haltestellen entlang der Tauernbahn in Richtung Süden (Salzburg-Süd, Aigen, Gnigl, Parsch und Sam) wurden großteils neu gestaltet, ebenso der Halt Kasern in Richtung Osten.
Die Salzburg AG betreibt auf der Bahnstrecke Salzburg–Lamprechtshausen und der Bahnstrecke Bürmoos–Ostermiething zwei wichtige S-Bahn-Linien im Norden des Landes Salzburg. Die S1 verkehrt vom Lokalbahnhof über Oberndorf und Bürmoos nach Lamprechtshausen, die S11 bedient die Zweigstrecke ins angrenzende Oberösterreich.
Von Ende 2008 bis Sommer 2014 wurde der Salzburger Hauptbahnhof neu gestaltet. Durch den Ersatz der bisherigen Kopfbahnsteige durch zusätzliche Durchgangsbahnsteige wurde der Bahnhof zu einem reinen Durchgangsbahnhof, um mehr Züge abfertigen zu können. Besonderes Augenmerk galt neben der Barrierefreiheit der Erhaltung der unter Denkmalschutz stehenden Bausubstanz, wobei auch die historische Dachkonstruktion über dem Mittelbahnsteig erhalten blieb.
Seit 2021 wird unter dem Projektnamen S-Link die Regionalstadtbahn Salzburg geplant. Diese wird in der ersten Ausbaustufe den Hauptbahnhof unterirdisch mit dem Mirabellplatz verbinden. Nach Vollendung der Ausbaustufen zwei bis vier soll die Stadt Hallein erreicht werden.

#### Güterverkehr per Bahn
Der Güterbeförderung dienen der im Osten des Hauptbahnhofs gelegene Frachtenbahnhof sowie der große Rangierbahnhof zwischen den Stadtteilen Gnigl und Schallmoos. Gleisstränge für den Güterverkehr führen von den Hauptbahnen auch in die Gewerbegebiete von Gnigl, Schallmoos, Itzling sowie nach Maxglan, bei letzterem handelt es sich um die sogenannte Stieglbahn. Dem Hauptbahnhof Salzburg vorgelagert hat sich mit dem Container-Terminal Salzburg eine hochfrequente Anlage des Kombinierten Verkehrs mit einem Jahresumschlag von über 150.000 Ladeeinheiten Container/Auflieger entwickelt.

#### Individualverkehr
Die höchsten Verkehrsbelastungen finden sich innerstädtisch im Norden der Vogelweiderstraße (50.000 Kfz je Tag), der Lehener Brücke (43.000 Kfz), der Fürbergstraße (34.000) und der Alpenstraße (33.000). In den wichtigen Radialstraßen der Stadt wuchs der Verkehr zwischen 1961 und 2005 um etwa 300 %. Zum Erhalt der Luftgüte sind in Vollziehung des EU-Rechtes Maßnahmen gegen den zunehmenden Individualverkehr erforderlich.
Das tourismusbedingte Spitzenverkehrsaufkommen belastet zusätzlich das Verkehrssystem der Stadt. In der Festspielzeit müssen daher zur Vermeidung eines Zusammenbruchs des Innenstadtverkehrs alle Fahrzeuge ohne Salzburger Kennzeichen auf große Parkplätze an der Peripherie umgeleitet werden. Sowohl im Süden der Alpenstraße als auch im Osten beim Messegelände befinden sich große Park-and-ride-Parkplätze. Die gesamte Innenstadt ist außerhalb der Fußgängerzone eine gebührenpflichtige Kurzparkzone.
Von dort ist das Zentrum mit öffentlichen Verkehrsmitteln gut zu erreichen.
Im Knoten Salzburg laufen die Autobahnen A1 und A10 zusammen. Anschlussstellen im Stadtgebiet sind Salzburg Nord, Messezentrum, Salzburg Mitte, Kleßheim, Siezenheim (Halbanschluss), Flughafen, Salzburg West und Salzburg Süd. Im Planungsstadium befindet sich der Autobahn-Halbanschluss Hagenau. Der Abschnitt zwischen Salzburg Nord und Salzburg West ist auch als Stadtautobahn wichtig.

#### Flugverkehr
Der Flughafen Salzburg liegt im Stadtteil Maxglan im Westen der Stadt nur 3 km westlich der Salzach und des Stadtzentrums. Im Jahr 2014 wurden 1.819.520 Fluggäste abgefertigt. Die Tendenz ist aufgrund des starken Wintertourismus in der Region weiter steigend. Die Landesstraße B1 unterquert Lande- und Rollbahn und schließt zum westlich davon gelegenen Flughafengebäude an.

#### Schifffahrt, Wassersport
Der Fluss Salzach hat den Namen von den in früher Zeit darauf erfolgten Salztransporten. Im Jahr 1891 wurde aufgrund zahlreicher Untiefen und zu schwacher Motore die motorisierte Schifffahrt eingestellt. Seit 2002 befährt das Jetboot Amadeus Salzburg für stadtnahe Rundfahrten etwa von März bis November den Fluss. Seit September 2016 bietet derselbe Betreiber einen Amphibienbus an.
Bootfahren mit Kanu, Kajak oder Ruderboot ist aufgrund einer Verordnung von 2001 von der Altstadt abwärts bis Lehen wegen zu großer Gefahr verboten. Das Verbot erstreckt sich vom Müllnersteg bis zum Traklsteg, der seit der Eröffnung des Flusskraftwerks Salzburg-Lehen 2013 im Unterwasser des Kraftwerks liegt. Die Salzburg AG als Kraftwerksbetreiber verweisen auf die Gefahr einer Sohlstufe, die bei Absenkung des Aufstaus bei Wartung des Kraftwerks eine gefährliche Wasserwalze bildet.
Zehn Kilometer oberhalb Salzburg-Zentrum liegt das Kraftwerk Urstein der Salzburg AG in Anif (linksufrig) in seinem Staubereich auf Höhe Puch bei Hallein (rechtsufrig) ist seit einigen Jahren ein Ruderclub etabliert, hier ist Bootfahren erlaubt. 7 km südsüdwestlich von Salzburg-Zentrum liegt die Almwelle im Almkanal, eine Stelle mit ausgebauter Wasserwalze für Paddelbootsakrobatik.

### Energie- und Wasserversorgung
Die Versorgung der rund 60.000 Stromkunden erfolgt zum überwiegenden Teil durch die Salzburg AG, ebenso wie die Versorgung mit Trinkwasser. Nur ein sehr geringer Teil der Einwohner, vor allem am Gaisberg, besitzt private Quellfassungen. Zwei große Hochbehälter am Mönchsberg und Kapuzinerberg mit je 25.000 Kubikmeter und verschiedene kleinere Hochbehälter gewährleisten die Versorgung mit Wasser. Der Hauptteil des Trinkwassers stammt aus den Tiefbrunnen von St. Leonhard und Glanegg am Fuß des Untersbergs. Bis vor wenigen Jahrzehnten versorgte noch die Fürstenbrunner Quelle vorrangig die Stadt mit Wasser. Die stets gleichbleibende Qualität von Tiefenwasser sprach jedoch für den Umstieg auf Grundwasser aus sehr tief liegenden Wasserhorizonten. Als Besonderheit existiert mit dem Almkanal ein schon seit dem Mittelalter bestehendes, zusätzliches Kanalsystem, das der Stadt Wasser vom Untersberg zuführt.

### Abwasserinfrastuktur und Abfallentsorgung
Das städtische Kanalnetz wurde ab 1852 stetig erweitert und umfasst heute rund 380 km Netzlänge. 2005 wurde der Ausbau weitgehend abgeschlossen. Nur rund 100 entlegene Gebäude, vor allem am Gaisberg, sind nicht an das Kanalnetz angeschlossen. Die Stadt Salzburg liegt im Einzugsgebiet des Reinhalteverbands (RHV) Großraum Salzburg. Dieser betreibt zur Reinigung der gesammelten Abwässer in Siggerwiesen in der angrenzenden Gemeinde Bergheim eine Abwasserreinigungsanlage (ARA). Die gereinigten Abwässer werden in die Salzach eingeleitet.
Die Abfallentsorgung der Stadt wird durch das Abfall-Service des Magistrats vorgenommen. In den Umweltschutzanlagen Siggerwiesen erfolgt die mechanisch-biologische Vorbehandlung von Hausabfällen durch die Salzburger Abfallbeseitigung GmbH (SAG). Seit 1994 wird Biomüll der Stadt getrennt gesammelt. Die Behandlung, bei der Biogas und Kompost gewonnen wird, erfolgt ebenfalls in Siggerwiesen.

### Gesundheitswesen
Die beiden mit Abstand größten Spitäler sind die Christian-Doppler-Klinik (CDK) am Südrand von Liefering und das Landeskrankenhaus, auch: St.-Johanns-Spital, in Mülln. Sie sind seit 2004 mit weiteren Salzburger Krankenhäusern zur Dachgesellschaft Salzburger Landeskliniken (SALK) zusammengefasst.
Das St.-Johanns-Spital wurde 1695 durch Fürsterzbischof Johann Ernst von Thun gegründet. Nach dem Zweiten Weltkrieg wurde es neu gestaltet und ausgebaut. Zuletzt wurde 2001 die Abteilung Chirurgie West errichtet. In über 1.000 Krankenbetten werden jährlich rund 48.000 Patienten in 19 Fachabteilungen und sieben Instituten stationär betreut.
Neben den beiden Spitälern bestehen das Unfallkrankenhaus der Unfallversicherungsanstalt am Äußeren Stein, das Krankenhaus der Barmherzigen Brüder neben der Kajetanerkirche, das Diakonissen-Krankenhaus in Aigen, das Dr.-Pierer-Sanatorium, die Privatklinik Wehrle sowie ein Sonderkrankenhaus und ein Genesungsheim für Alkohol- und Medikamentenabhängige.

### Polizei
Als Sicherheitsbehörde für die Stadt fungiert die Landespolizeidirektion Salzburg. Ihr unterstellt als Dienststelle des Wachkörpers für das Stadtgebiet ist das Stadtpolizeikommando Salzburg.

### Seniorenbetreuung
In Salzburg sind in 13 Seniorenheimen etwa 1600 Personen untergebracht. Gut 1000 von ihnen leben in den fünf größten, den Seniorenheimen Hellbrunn, Itzling, Liefering, Nonntal und Taxham, die alle von der Stadtverwaltung geführt werden. Zudem werden von der Diakonie im Aigner Diakonie-Zentrum und von der Caritas Salzburg je ein Haus für Senioren geleitet. Neben den Heimverwaltungen bietet die Stadt Salzburg viele Seniorenveranstaltungen, Seniorenerholungsaktionen, einen Seniorenmittagstisch sowie Essen auf Rädern an.

## Bildung und Forschung

### Kinder- und Jugendbetreuung
In der Stadt Salzburg bestehen 30 Krabbelstuben mit mehr als 600 Plätzen und über 200 Tageselternplätzen. Über 65 % der Kinder im Kindergartenalter werden in den 31 Kindergärten der Stadt betreut. Auch die Nachmittagsbetreuung ist in diesen Kindergärten möglich.
Sechs Schülerheime mit 350 sowie vier Lehrlingsheime mit 240 Plätzen stehen Salzburger Schülern und Lehrlingen zur Verfügung. Mit 20 Studentenheimen für mehr als 2000 Bewohner bietet Salzburg auch auswärtigen Studenten die Möglichkeit, sich in Salzburg weiterzubilden. Die Schüler- und Studentenheime werden größtenteils von Vereinen wie dem Salzburger Studentenwerk und kirchlichen Organisationen getragen.
In der Stadt Salzburg gibt es elf Jugendzentren
und das mobile Projekt „Streusalz – mobile Jugendarbeit in der Stadt Salzburg“, bei dem Jugendliche von Streetworkern betreut werden.

### Schulen
In den 24 Salzburger Stadtteilen befinden sich 21 städtische Volksschulen, neun städtische Mittelschulen, vier städtische Sonderschulen und sieben nicht-städtische Pflichtschulen.
Drei der zwölf Gymnasien
werden von kirchlichen Institutionen geführt.
Mehrere höhere Schulen befinden sich im Stadtteil Nonntal, unter ihnen das Bundesgymnasium Nonntal, das BORG Nonntal, das Bundesrealgymnasium Akademiestraße, das Musik und Sport Realgymnasium und das Wirtschaftskundliche Bundesrealgymnasium. Mit dem Unipark-Nonntal wurde der Stadtteil Nonntal zu einer geschlossenen Einheit und der zentrale Bildungsstandort der Stadt.
Weitere Gymnasien sind das Akademische Gymnasium Salzburg in Riedenburg, das Bundesgymnasium Zaunergasse in Maxglan, das Christian-Doppler-Gymnasium am Franz-Josef-Kai in Mülln und das Musische Gymnasium in Itzling.
Katholische Privatschulen sind das erzbischöfliche Privatgymnasium Borromäum in Parsch, das Privatgymnasium der Herz-Jesu-Missionare in Liefering und das Gymnasium und Oberstufenrealgymnasium St. Ursula in Aigen. Eine weitere Privatschule ist die Rudolf-Steiner-Schule (Waldorf-Schule) mit mehr als 200 Schülern.
Englischsprachige Schulen sind die International Preparatory School an der Moosstraße und das Salzburg Seminar im Schloss Leopoldskron.
Neben den allgemeinbildenden Gymnasien befinden sich in Salzburg sechs berufsbildende mittlere und höhere Schulen, die von mehr als 3500 Schülern besucht werden. Dazu zählen die Bundeshandelsakademie und Bundeshandelsschule I und II, die Höhere Bundeslehranstalt für Wirtschaftliche Berufe, genannt Annahof.
Seit dem Jahr 1867 ist auch eine Höhere Technische Bundeslehr- und Versuchsanstalt in Salzburg beheimatet, mit circa 2700 Schülern und circa 300 Lehrkräften.
Katholische Privatschulen sind die Höhere Lehranstalt für Sozialmanagement, die Bildungsanstalt für Kindergartenpädagogik und die Fachschule für wirtschaftliche Berufe.

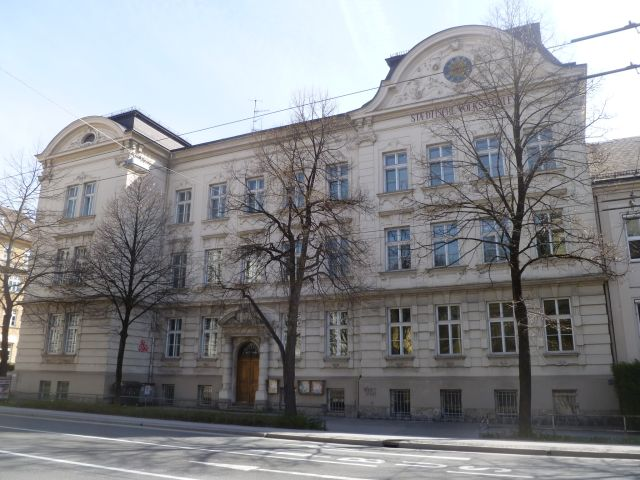
Volksschule Nonntal
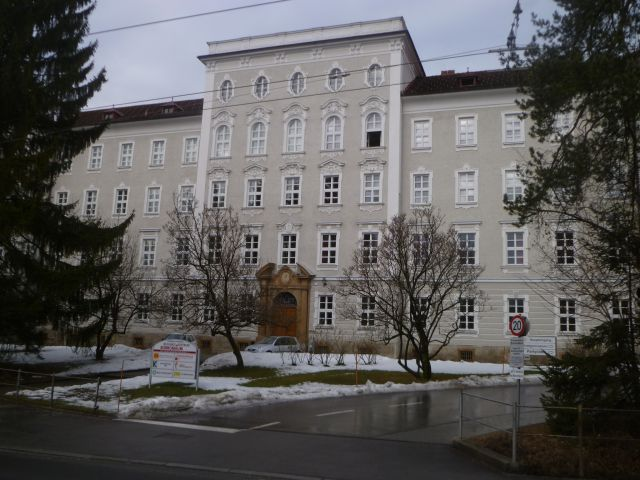
Borromäum
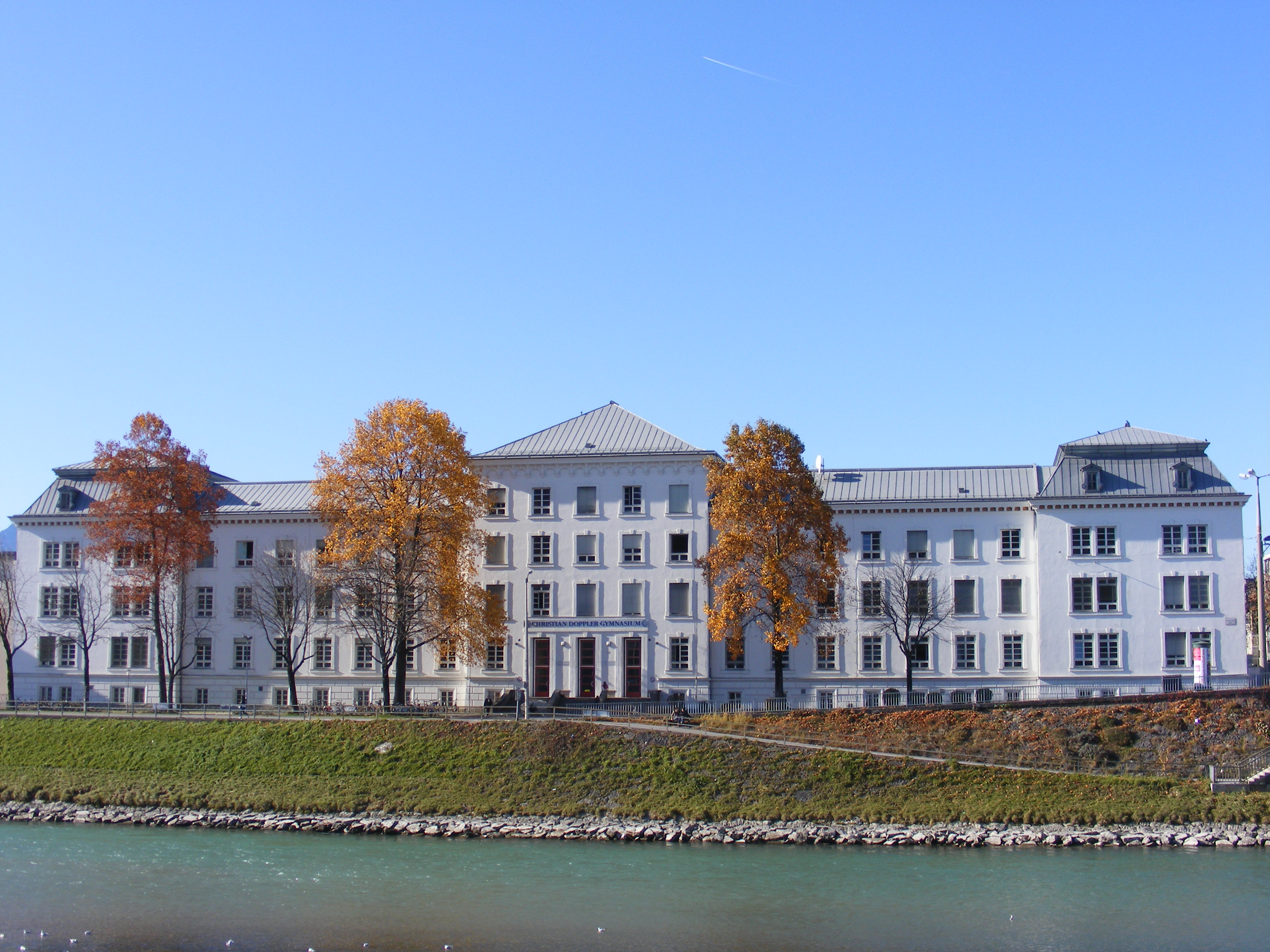
Christian-Doppler-Gymnasium
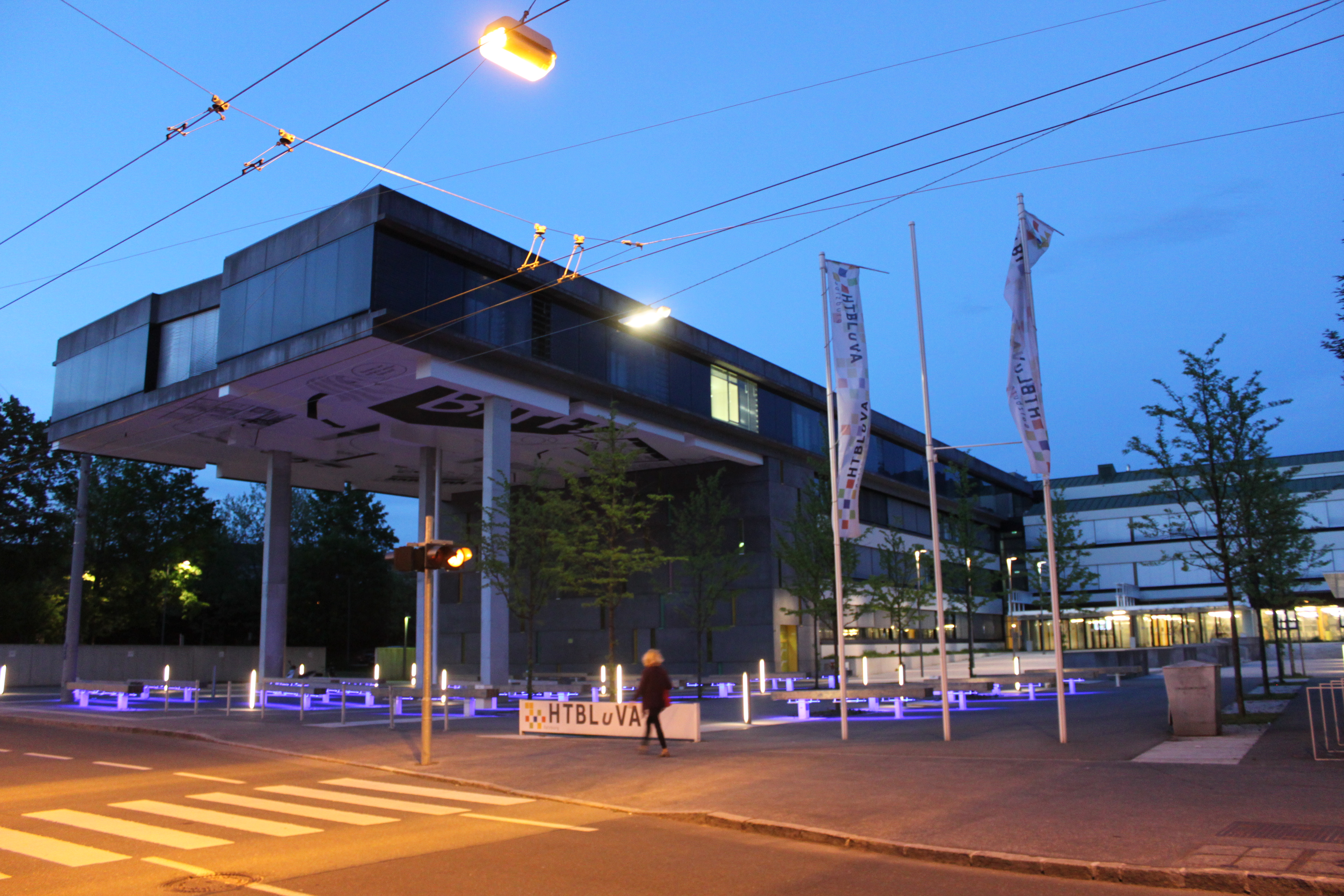
HTBLuVA Salzburg

### Akademien
Eine künstlerische Akademie ist die Internationale Sommerakademie für Bildende Kunst. Die Pädagogische Hochschule des Bundes bildet Volks- und Hauptschullehrer aus, die Religionspädagogische Akademie katholische Religionslehrer. Die Werbedesign-Akademie Salzburg dient dem Studium des Kommunikationsdesigns. Angehenden Journalisten dient die Österreichische Medienakademie des Kuratoriums für Journalistenausbildung.
Im medizinischen Bereich bestehen die Hebammenakademie und die Akademien für ergotherapeutische und orthopädische Dienste. Für medizinisch-technische Laboratoriumsdienste, den radiologisch-technischen Dienst und den physiotherapeutischen Dienst gibt es ebenfalls Ausbildungsmöglichkeiten. Die Nährstoffakademie Salzburg widmet sich wissenschaftlich der angewandten Ernährungsmedizin.

### Universitäten

Gebäude der Universität Mozarteum

In Salzburg sind folgende Universitäten bzw. Hochschulen angesiedelt:
- Die älteste ist die Paris-Lodron-Universität Salzburg. Sie wurde 1622 gegründet, 1810 aufgelassen und 1962 mit den zwei Fakultäten Katholische Theologie und Philosophie wiedererrichtet.[164] Die feierliche Inauguration des ersten Rektors fand am 14. November 1964 statt.[165] 1965 erfolgte auch die Einrichtung der Rechts- und Staatswissenschaftlichen Fakultät.[166] Die Universitätsreform 1975 teilte die Philosophische Fakultät in die Geisteswissenschaftliche und die Naturwissenschaftliche Fakultät.[167] Heute besteht die Universität aus sechs Fakultäten: zusätzlich zur Theologie und den Rechts- und Wirtschaftswissenschaften gibt es nun eine Kulturwissenschaftliche Fakultät, eine Gesellschaftswissenschaftliche Fakultät, eine Natur- und Lebenswissenschaftliche Fakultät und eine Fakultät für Digitale und Analytische Wissenschaften.[168] Sie ist mit 18.000 Studierenden und 2.700 Mitarbeitern in Forschung, Lehre und Verwaltung die größte Bildungseinrichtung in Stadt und Land Salzburg.[169]

Die Salzburg Management Business School wurde 2001 eingerichtet. Angeboten werden ausschließlich Universitätslehrgänge für Wirtschaftsstudenten, die akademischen Grade werden von der Universität Salzburg vergeben.
- Das bereits in den Jahren 1939 bis 1953 als Hochschule geführte Mozarteum wurde 1970 als Hochschule wiedergegründet.[171] Die Aufwertung zur Universität erfolgte im Jahr 2002 im Rahmen der großen Universitätsreform 2002, bei der den früheren Hochschulen und Universitäten in vielen Bereichen autonome Entscheidungsbefugnisse übertragen wurden.[172] Am Mozarteum werden Konzertfachstudien für Streicher, Bläser und andere Instrumentalisten angeboten. Auch pädagogisch orientierte Fächer sowie Studienmöglichkeiten in Schauspiel, Bühnenbild und Regie sind gegeben.
- Die Paracelsus Medizinische Privatuniversität (PMU) wurde 2003 zu zwei Drittel mit privaten und einem Drittel mit staatlichen Mitteln errichtet und bietet Studiengänge für Humanmedizin, Pflegewissenschaften sowie ein Postgraduate-Studium der Molekularen Medizin. Die klinische Ausbildung der Studierenden erfolgt an den Universitätskliniken Salzburg. Die PMU kooperiert bei der praktischen Ausbildung auch mit Krankenhäusern in Oberbayern, vor allem mit dem Klinikum Rosenheim.

### Erwachsenenbildung
Einen großen Teil der Erwachsenenbildung vermittelt mit über 1000 Kursen die Salzburger Volkshochschule. Weiters sind das kirchliche Bildungshaus St. Virgil, das Katholische Bildungswerk, das Salzburger Bildungswerk und das Ländliche Fortbildungsinstitut in der Erwachsenenbildung aktiv. In der beruflichen Fortbildung, aber auch in der Erwachsenenbildung sind das Berufsförderungsinstitut der Kammer für Arbeiter und Angestellte und das Wirtschaftsförderungsinstitut der Wirtschaftskammer tätig.

### Bibliotheken

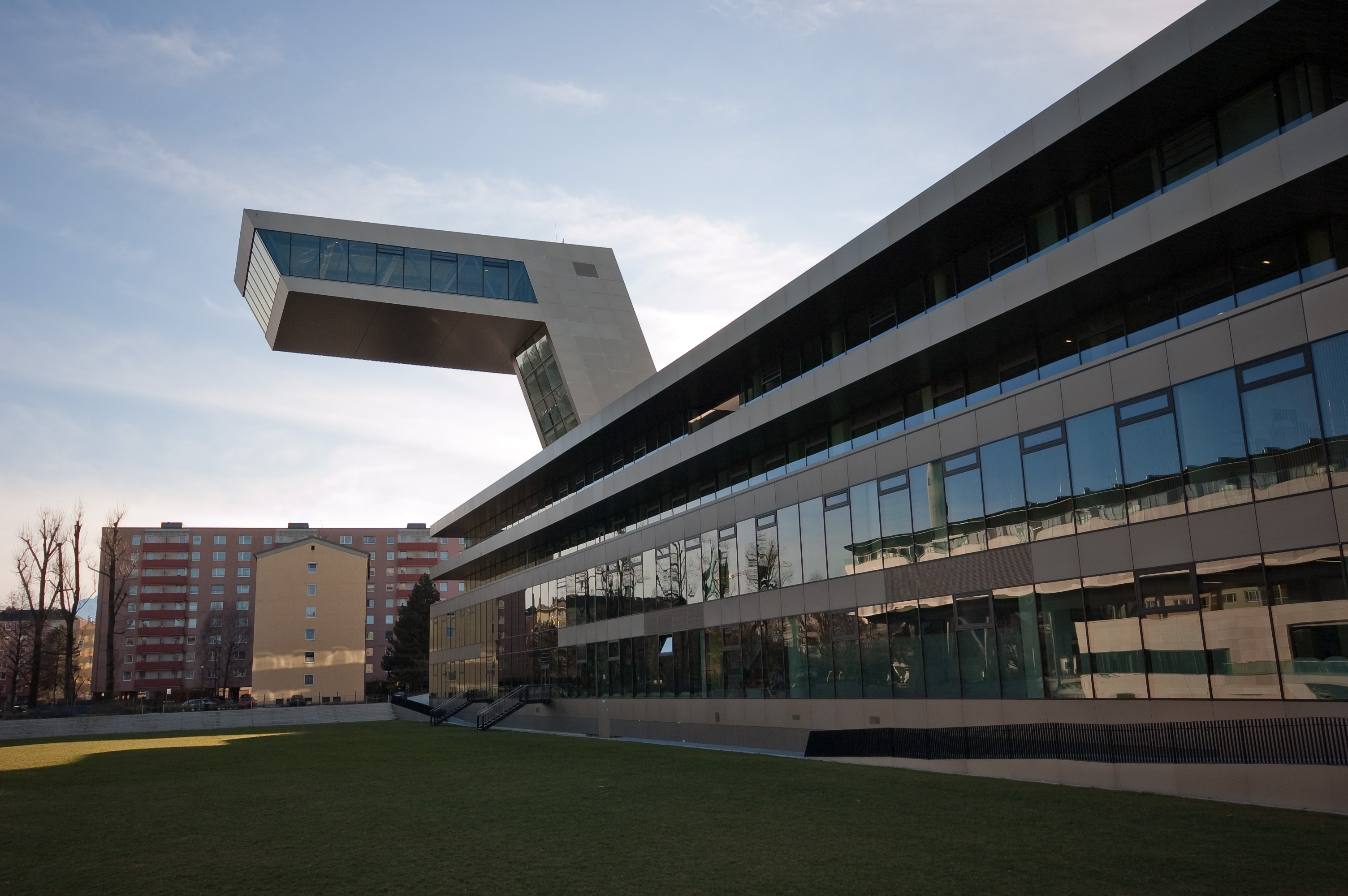
Stadtbibliothek Salzburg

Die Stadtbibliothek Salzburg (früher Stadtbücherei) zählt mit täglich über 1000 Besuchern zu den beliebtesten Serviceeinrichtungen der Stadt. Die früher großteils im Schloss Mirabell untergebrachte Bücherei übersiedelte Anfang 2009 in einen, vom Architekturbüro HALLE1 entworfenen, Neubau in Lehen. Sie gliedert sich in die Abteilungen Hauptbücherei, Kinderbücherei, Mediathek und mobiler Bücherbus. Seit März 2009 ist es auch möglich, digitale Medien auf dem Online-Weg zu entlehnen.
Die Universitätsbibliothek, zu der auch die einzelnen Fakultätsbibliotheken und Fachbereichsbibliotheken zählen, ist vorrangig eine Bildungseinrichtung für Studenten, Akademiker, Lehrer und Wissenschaftler, die aber auch der Öffentlichkeit zur Verfügung steht. Die Universität Mozarteum besitzt ebenfalls eine umfangreiche eigene Bibliothek.
Eine weitere öffentlich zugängliche Fachbibliothek ist die 1985 von Robert Jungk gegründete Robert-Jungk-Bibliothek für Zukunftsfragen in der Strubergasse. Hier werden auch regelmäßig Buchvorstellungen, Workshops und Diskussionen organisiert.
Daneben bestehen etliche privat geführte Fachbibliotheken, die meist nur beschränkt zugänglich sind, so etwa die Bibliothek der Stiftung Mozarteum mit dem Schwerpunkt Mozart-Forschung, die Wilfried-Haslauer-Bibliothek (politologische Fachbibliothek), die Bibliothek des Salzburger Instituts für Raumordnung und Wohnen (SIR), die Bibliothek im Stift St. Peter oder die Max-Reinhardt-Bibliothek im Schloss Leopoldskron.

### Medien
Zu den wichtigsten Medien der Stadt Salzburg zählen die Salzburger Nachrichten. Ihr Verbreitungsschwerpunkt liegt in Stadt und Land Salzburg. Die Druckauflage der Zeitung betrug 2008 knapp 100.000 Exemplare.
Das Salzburger Fenster (gegründet 1979) und die Stadt-Nachrichten (seit April 2002) sind wöchentlich erscheinende Gratiszeitungen.
Die Straßenzeitung Apropos erscheint monatlich und wird von Menschen in sozialer Not verkauft. Die Zeitung – 1997 als Sozialprojekt gegründet und bis zur Umbenennung 2003 als Asfalter veröffentlicht – wird vorwiegend von professionellen Journalisten verfasst.
Seit 2005 erscheint monatlich die Nachrichtenillustrierte Echo. Das Stadtmagazin Qwant ist auf ein jüngeres Publikum ausgerichtet, erscheint seit 2017 vierteljährlich und ist gratis erhältlich.
Das ORF-Landesstudio Salzburg in Nonntal ist eine Außenstelle des Österreichischen Rundfunks. Das Bauwerk, 1972 vom Wiener Architekten Gustav Peichl entworfen, steht unter Denkmalschutz. Im Studio werden die Sendungen von Ö2 und Radio Salzburg sowie die Fernsehnachrichtensendung Salzburg heute aufgenommen. Der überregionale Sendemast des ORF Salzburg steht seit 1930 am Gipfel des Gaisberges. Weiters sendet in Salzburg mit Antenne Salzburg das zweitälteste Privatradio Österreichs. 1995 nahm es unter dem Namen Radio Melody seinen Sendebetrieb am Messezentrum auf.
Die 1998 gegründete Radiofabrik – Freier Rundfunk Salzburg ist das einzige Community Radio Salzburgs. Das Programm wird von freiwilligen Mitarbeitern gestaltet. Die Radiofabrik ist auch am Community TV FS1 beteiligt, das seit Februar 2012 nach einem ähnlichen Konzept sendet.
Ebenfalls 1998 ging das Privatradio Welle 1 auf Sendung. Der ehemalige Regionalsender Salzburg TV mit Sitz außerhalb der Stadt befasste sich vor allem mit übergreifenden Themen aus Stadt und Land Salzburg, heute ist der Sender als Servus TV in Österreich und Deutschland und über Satellit zu empfangen. Ende 2010 bis Anfang 2012 sendete Salzburg Plus. Der aktuelle Regionalsender ist RTS Regionalfernsehen Salzburg.
Seit dem 27. November 2007 ist das News-Portal Salzburg24 online, das vorrangig über regionale Nachrichten aus Salzburg, Oberösterreich und Bayern berichtet.
| Fernsehen (HD) (über Antenne) | - Kanal 32 (562 MHz): ORF 1, ORF 2 Salzburg, ORF 2 Oberösterreich, ORF III, ORF SPORT + - Kanal 29 (538 MHz): ATV, ATV2, Puls 4, ServusTV, 3sat - Nicht via HbbTV: FS1, RTS | - Kanal 32 (562 MHz): ORF 1, ORF 2 Salzburg, ORF 2 Oberösterreich, ORF III, ORF SPORT + - Kanal 29 (538 MHz): ATV, ATV2, Puls 4, ServusTV, 3sat - Nicht via HbbTV: FS1, RTS |
| UKW/DAB-Radiosender (Antenne) | - Ö1 90,9 MHz, 97,5 MHz, 97,7 MHz, 90,5 MHz - Ö3 99,0 MHz, 88,6 MHz, 103,2 MHz, 88,8 MHz - Bayernwelle 88,2 MHz, 89,0 MHz, DAB+ - Radio Maria 90,1 MHz (Österreich), 107,9 MHz, DAB+ - oe24 Radio 101,8 MHz, 102,8 MHz, DAB+ - FM4 104,6 MHz - Radio Salzburg 94,8 MHz, 95,6 MHz, 93,4 MHz - AlpinFM DAB+ - Klassik Radio 99,8 MHz, 102,5 MHz, DAB+ - KroneHit 89,6 MHz, 92,3 MHz, 104,2 MHz | - Energy 94,0 MHz, DAB+ (Österreich) - Antenne Salzburg 95,20 MHz, 89,3 MHz, 106,6 MHz, DAB+ - Welle 1 106,2 MHz, DAB+ - Radio Oberösterreich 101,2 MHz - Dlf 100,3 MHz, 100,1 MHz, DAB+ - Rock Antenne DAB+ (Österreich) - Bayern 1 91,9 MHz, 98,0 MHz, 93,7 MHz, DAB+ - BR24 87,8 MHz, 105,7 MHz, 107,1 MHz, DAB+ - sunshine live DAB+ - Radiofabrik 97,3 MHz, 107,5 MHz |

## Persönlichkeiten
Die Ernennung zum Ehrenbürger ist die höchste von der Stadt Salzburg zu vergebende Auszeichnung. Mit ihr verbunden sind alle Rechte eines Salzburger Bürgers ohne dessen Pflichten. Erstmals vergeben wurde die Ehrenbürgerschaft am 6. Mai 1829 an den Landschaftsmaler Johann Michael Sattler. Nach beinahe 100 Jahren wurde 1920 mit der Kammersängerin Lilli Lehmann die erste Frau zur Ehrenbürgerin der Stadt Salzburg erkoren.
Christian Doppler wurde 1803 in Salzburg geboren. Er entdeckte vor allem den heute vielfach angewandten Doppler-Effekt. Auch Paracelsus war ab 1524 zeitweise in Salzburg zu Hause und wurde hier auch beerdigt.
Dreizehn Straßen in Salzburg sind bis heute nach Männern benannt, die gravierend in das NS-Regime verstrickt waren: Kuno Brandauer (1895–1980, Volkskundler, seit 1931 NSDAP-Mitglied), Heinrich Damisch, Herbert Karajan, Erich Landgrebe, Hans Pfitzner, Ferdinand Porsche, Tobias Reiser, Gustav Resatz, Franz Sauer, Erich Schenk, Hans Sedlmayr, Josef Thorak und Karl Heinrich Waggerl. 46 Straßen sind nach NSDAP-Mitgliedern benannt. Die Empfehlung einer Historikerkommission, diese Straßen umzubenennen, wurde im Dezember 2021 vom Salzburger Gemeinderat mit Stimmen von ÖVP, FPÖ, SPÖ und Neos abgelehnt. Nach Frauen sind 37 Straßen benannt.

## Filme
Aufgrund seiner historischen Bausubstanz dient Salzburg häufig als Kulisse für Filmprojekte. Die folgende Liste zeigt eine kleine Auswahl der über 200 in Salzburg gedrehten Filme.
- 1943: Der kleine Grenzverkehr, Verfilmung des Romans Georg und die Zwischenfälle von Erich Kästner[184]
- 1965: The Sound of Music, Verfilmung des Lebens der Familie Trapp[185]
- 1993: Heidi, basierend auf einer Novelle von Johanna Spyri[186]
- 2004: Jedermann, Verfilmung durch Christian Stückl[187]
- 2004: Silentium, Verfilmung des gleichnamigen Romans von Wolf Haas
- 2005: La traviata, Opernverfilmung mit Anna Netrebko im Großen Festspielhaus[188]
- 2006: Mozart – Ich hätte München Ehre gemacht, verfilmte Biographie Wolfgang Amadeus Mozarts[189]
- 2006: Le nozze di Figaro, italienischer Musikfilm, gedreht im Kleinen Festspielhaus[190]
- 2009: Knight and Day, US-Actionkomödie mit Tom Cruise und Cameron Diaz
- 2013: Eyjafjallajökull – Der unaussprechliche Vulkanfilm, Filmkomödie mit Dany Boon und Valérie Bonneton
- 2017: Die beste aller Welten, Spielfilm von Adrian Goiginger